# Ботвинник, Михаил Моисеевич
Михаи́л Моисе́евич Ботви́нник (4 августа [17 августа] 1911, Куоккала, Выборгская губерния, Великое княжество Финляндское, Российская империя — 5 мая 1995, Москва, Россия) — советский шахматист, гроссмейстер (1950), доктор технических наук. 6-й в истории шахмат и 1-й советский чемпион мира (1948—1957, 1958—1960, 1961—1963). Гроссмейстер СССР (1935), арбитр по шахматной композиции (1956), заслуженный мастер спорта СССР (1945), 6-кратный чемпион СССР (1931, 1933, 1939, 1944, 1945, 1952), абсолютный чемпион СССР (1941), чемпион Москвы (1943/44). 6-кратный победитель Олимпиад в составе сборной СССР (двукратный победитель в личном зачёте).
Ботвинник быстро стал одним из лучших шахматистов не только Ленинграда, но и СССР. С 1933 по 1948 год он выиграл множество чемпионатов страны и международных турниров, став в итоге претендентом на звание чемпиона мира. В 1947 году предложил ФИДЕ свою систему определения претендента, которая позже стала использоваться. В 1948 году Ботвинник выиграл матч-турнир для определения чемпиона мира и в будущем трижды защищал титул. В 1957 и 1960 годах проигрывал матчи Василию Смыслову и Михаилу Талю, но через год выигрывал у них матчи-реванши, возвращая титул.
После проигрыша Тиграну Петросяну в 1963 году Ботвинник отказался бороться за звание чемпиона мира, но продолжил выигрывать международные турниры. Последний сыграл в 1970 году, после которого завершил карьеру и посвятил себя научной деятельности. Он основал «Школу Ботвинника», в которой занимались многие ведущие шахматисты того времени. Последние 25 лет жизни создавал шахматную программу и разрабатывал научную теорию сильного регулирования возбуждения синхронных машин. Он написал много книг по шахматам и своей научной теории, они изданы на нескольких языках.
Ботвинник до сих пор выделяется своим позиционным стилем игры. Он внёс вклад в теорию дебютов и эндшпилей, «патриарх» советской шахматной школы, занимал высокие посты в спортивных организациях и получил большое количество государственных наград. Его деятельность сделала шахматы одним из самых популярных видов спорта в СССР.

## Биография

### Ранние годы и достижения
Ботвинник родился 4 (17) августа 1911 года в дачном посёлке Куоккала недалеко от Санкт-Петербурга и провёл там всю свою молодость. Родители — зубной техник Моисей Гиршович (Лейбович) Ботвинник (1878—1931) и зубной врач Шифра Самойловна Рабинович (1879—1952).

После революции шахматы стали развиваться по всей России, особенно в Петербурге. В сентябре 1923 года Ботвинник начал играть в шахматы и впервые принял участие в турнире в своей 157-й ленинградской школе. Он занимался по книгам, среди которых был «Шахматный листок» Михаила Чигорина (за 1876—1877 годы) и учебники дебютов Николая Грекова и Владимира Ненарокова. Во время гастролей 2-го чемпиона мира Эмануила Ласкера в Ленинграде Ботвинник записывал его партии со своими комментариями. Весной 1924 года выиграл чемпионат своей школы, после чего стал членом городского шахматного собрания. Мать Ботвинника была против его увлечения шахматами.

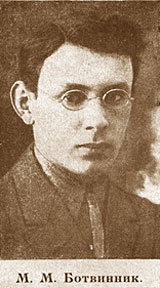
В 1927 году

Впервые Ботвинник упоминается в 19-м номере журнала «Шахматный листок» за 1924 год как победитель внекатегорного турнира. В 1925 году он стал часто фигурировать в ленинградских соревнованиях, победил в трёх турнирах 1-й категории, по итогу выиграв 23 партии из 29 и преодолев несколько квалификационных ступеней. Уже тогда Ботвинник заложил основу своему позиционному стилю игры.
Во время 1-го международного турнира в Москве в 1925 году 3-й чемпион мира Хосе Рауль Капабланка приехал в Ленинград и 20 ноября в здании Филармонии дал сеанс одновременной игры на тридцати досках, который закончился победой чемпиона со счётом 22—8 (+18−4=8). Одно из поражений нанёс ему Ботвинник.
Ботвинник выиграл полуфинал чемпионата Ленинграда (11½ из 12), в финале чемпионата выиграл первые 5 партий, но в итоге поделил 2—3 места с Ильёй Рабиновичем. Его стали называть будущей звездой советских шахмат. Позже Ботвинник стал бронзовым призёром чемпионата Северо-Западной области. Впервые принял участие в составе городской команды в международном соревновании в матче Ленинград—Стокгольм, где победил на 6-й доске Гёста Штольца со счётом 1½-½. С этого момента Ботвинник стал вести комментаторскую деятельность.
Благодаря достижениям в ленинградских турнирах, Ботвинник получил право участвовать в чемпионате СССР 1927, где разделил 5—6 места с Владимиром Макогоновым, тем самым на 2,5 очка перевыполнив норму мастера спорта.
В детстве Ботвинник занимался лыжным спортом, ездил на велосипеде, вёл здоровый образ жизни и придерживался норм здорового питания.
|   | a | b | c | d | e | f | g | h |   |
| - | --- | --- | --- | --- | --- | --- | --- | --- | - |
| 8 | a8 чёрная ладья · c8 чёрный слон · e8 чёрный король · h8 чёрная ладья · a7 чёрная пешка · b7 чёрная пешка · f7 чёрная пешка · g7 чёрная пешка · c6 чёрная пешка · e6 чёрная пешка · h6 чёрная пешка · a5 чёрный ферзь · d5 чёрный конь · e5 белая пешка · c4 белый слон · d4 белая пешка · h4 белый слон · a3 чёрный слон · c3 белая пешка · f3 белый ферзь · a2 белая пешка · c2 белая ладья · d2 белый конь · f2 белая пешка · g2 белая пешка · h2 белая пешка · e1 белый король · h1 белая ладья | a8 чёрная ладья · c8 чёрный слон · e8 чёрный король · h8 чёрная ладья · a7 чёрная пешка · b7 чёрная пешка · f7 чёрная пешка · g7 чёрная пешка · c6 чёрная пешка · e6 чёрная пешка · h6 чёрная пешка · a5 чёрный ферзь · d5 чёрный конь · e5 белая пешка · c4 белый слон · d4 белая пешка · h4 белый слон · a3 чёрный слон · c3 белая пешка · f3 белый ферзь · a2 белая пешка · c2 белая ладья · d2 белый конь · f2 белая пешка · g2 белая пешка · h2 белая пешка · e1 белый король · h1 белая ладья | a8 чёрная ладья · c8 чёрный слон · e8 чёрный король · h8 чёрная ладья · a7 чёрная пешка · b7 чёрная пешка · f7 чёрная пешка · g7 чёрная пешка · c6 чёрная пешка · e6 чёрная пешка · h6 чёрная пешка · a5 чёрный ферзь · d5 чёрный конь · e5 белая пешка · c4 белый слон · d4 белая пешка · h4 белый слон · a3 чёрный слон · c3 белая пешка · f3 белый ферзь · a2 белая пешка · c2 белая ладья · d2 белый конь · f2 белая пешка · g2 белая пешка · h2 белая пешка · e1 белый король · h1 белая ладья | a8 чёрная ладья · c8 чёрный слон · e8 чёрный король · h8 чёрная ладья · a7 чёрная пешка · b7 чёрная пешка · f7 чёрная пешка · g7 чёрная пешка · c6 чёрная пешка · e6 чёрная пешка · h6 чёрная пешка · a5 чёрный ферзь · d5 чёрный конь · e5 белая пешка · c4 белый слон · d4 белая пешка · h4 белый слон · a3 чёрный слон · c3 белая пешка · f3 белый ферзь · a2 белая пешка · c2 белая ладья · d2 белый конь · f2 белая пешка · g2 белая пешка · h2 белая пешка · e1 белый король · h1 белая ладья | a8 чёрная ладья · c8 чёрный слон · e8 чёрный король · h8 чёрная ладья · a7 чёрная пешка · b7 чёрная пешка · f7 чёрная пешка · g7 чёрная пешка · c6 чёрная пешка · e6 чёрная пешка · h6 чёрная пешка · a5 чёрный ферзь · d5 чёрный конь · e5 белая пешка · c4 белый слон · d4 белая пешка · h4 белый слон · a3 чёрный слон · c3 белая пешка · f3 белый ферзь · a2 белая пешка · c2 белая ладья · d2 белый конь · f2 белая пешка · g2 белая пешка · h2 белая пешка · e1 белый король · h1 белая ладья | a8 чёрная ладья · c8 чёрный слон · e8 чёрный король · h8 чёрная ладья · a7 чёрная пешка · b7 чёрная пешка · f7 чёрная пешка · g7 чёрная пешка · c6 чёрная пешка · e6 чёрная пешка · h6 чёрная пешка · a5 чёрный ферзь · d5 чёрный конь · e5 белая пешка · c4 белый слон · d4 белая пешка · h4 белый слон · a3 чёрный слон · c3 белая пешка · f3 белый ферзь · a2 белая пешка · c2 белая ладья · d2 белый конь · f2 белая пешка · g2 белая пешка · h2 белая пешка · e1 белый король · h1 белая ладья | a8 чёрная ладья · c8 чёрный слон · e8 чёрный король · h8 чёрная ладья · a7 чёрная пешка · b7 чёрная пешка · f7 чёрная пешка · g7 чёрная пешка · c6 чёрная пешка · e6 чёрная пешка · h6 чёрная пешка · a5 чёрный ферзь · d5 чёрный конь · e5 белая пешка · c4 белый слон · d4 белая пешка · h4 белый слон · a3 чёрный слон · c3 белая пешка · f3 белый ферзь · a2 белая пешка · c2 белая ладья · d2 белый конь · f2 белая пешка · g2 белая пешка · h2 белая пешка · e1 белый король · h1 белая ладья | a8 чёрная ладья · c8 чёрный слон · e8 чёрный король · h8 чёрная ладья · a7 чёрная пешка · b7 чёрная пешка · f7 чёрная пешка · g7 чёрная пешка · c6 чёрная пешка · e6 чёрная пешка · h6 чёрная пешка · a5 чёрный ферзь · d5 чёрный конь · e5 белая пешка · c4 белый слон · d4 белая пешка · h4 белый слон · a3 чёрный слон · c3 белая пешка · f3 белый ферзь · a2 белая пешка · c2 белая ладья · d2 белый конь · f2 белая пешка · g2 белая пешка · h2 белая пешка · e1 белый король · h1 белая ладья | 8 |
| 7 | a8 чёрная ладья · c8 чёрный слон · e8 чёрный король · h8 чёрная ладья · a7 чёрная пешка · b7 чёрная пешка · f7 чёрная пешка · g7 чёрная пешка · c6 чёрная пешка · e6 чёрная пешка · h6 чёрная пешка · a5 чёрный ферзь · d5 чёрный конь · e5 белая пешка · c4 белый слон · d4 белая пешка · h4 белый слон · a3 чёрный слон · c3 белая пешка · f3 белый ферзь · a2 белая пешка · c2 белая ладья · d2 белый конь · f2 белая пешка · g2 белая пешка · h2 белая пешка · e1 белый король · h1 белая ладья | a8 чёрная ладья · c8 чёрный слон · e8 чёрный король · h8 чёрная ладья · a7 чёрная пешка · b7 чёрная пешка · f7 чёрная пешка · g7 чёрная пешка · c6 чёрная пешка · e6 чёрная пешка · h6 чёрная пешка · a5 чёрный ферзь · d5 чёрный конь · e5 белая пешка · c4 белый слон · d4 белая пешка · h4 белый слон · a3 чёрный слон · c3 белая пешка · f3 белый ферзь · a2 белая пешка · c2 белая ладья · d2 белый конь · f2 белая пешка · g2 белая пешка · h2 белая пешка · e1 белый король · h1 белая ладья | a8 чёрная ладья · c8 чёрный слон · e8 чёрный король · h8 чёрная ладья · a7 чёрная пешка · b7 чёрная пешка · f7 чёрная пешка · g7 чёрная пешка · c6 чёрная пешка · e6 чёрная пешка · h6 чёрная пешка · a5 чёрный ферзь · d5 чёрный конь · e5 белая пешка · c4 белый слон · d4 белая пешка · h4 белый слон · a3 чёрный слон · c3 белая пешка · f3 белый ферзь · a2 белая пешка · c2 белая ладья · d2 белый конь · f2 белая пешка · g2 белая пешка · h2 белая пешка · e1 белый король · h1 белая ладья | a8 чёрная ладья · c8 чёрный слон · e8 чёрный король · h8 чёрная ладья · a7 чёрная пешка · b7 чёрная пешка · f7 чёрная пешка · g7 чёрная пешка · c6 чёрная пешка · e6 чёрная пешка · h6 чёрная пешка · a5 чёрный ферзь · d5 чёрный конь · e5 белая пешка · c4 белый слон · d4 белая пешка · h4 белый слон · a3 чёрный слон · c3 белая пешка · f3 белый ферзь · a2 белая пешка · c2 белая ладья · d2 белый конь · f2 белая пешка · g2 белая пешка · h2 белая пешка · e1 белый король · h1 белая ладья | a8 чёрная ладья · c8 чёрный слон · e8 чёрный король · h8 чёрная ладья · a7 чёрная пешка · b7 чёрная пешка · f7 чёрная пешка · g7 чёрная пешка · c6 чёрная пешка · e6 чёрная пешка · h6 чёрная пешка · a5 чёрный ферзь · d5 чёрный конь · e5 белая пешка · c4 белый слон · d4 белая пешка · h4 белый слон · a3 чёрный слон · c3 белая пешка · f3 белый ферзь · a2 белая пешка · c2 белая ладья · d2 белый конь · f2 белая пешка · g2 белая пешка · h2 белая пешка · e1 белый король · h1 белая ладья | a8 чёрная ладья · c8 чёрный слон · e8 чёрный король · h8 чёрная ладья · a7 чёрная пешка · b7 чёрная пешка · f7 чёрная пешка · g7 чёрная пешка · c6 чёрная пешка · e6 чёрная пешка · h6 чёрная пешка · a5 чёрный ферзь · d5 чёрный конь · e5 белая пешка · c4 белый слон · d4 белая пешка · h4 белый слон · a3 чёрный слон · c3 белая пешка · f3 белый ферзь · a2 белая пешка · c2 белая ладья · d2 белый конь · f2 белая пешка · g2 белая пешка · h2 белая пешка · e1 белый король · h1 белая ладья | a8 чёрная ладья · c8 чёрный слон · e8 чёрный король · h8 чёрная ладья · a7 чёрная пешка · b7 чёрная пешка · f7 чёрная пешка · g7 чёрная пешка · c6 чёрная пешка · e6 чёрная пешка · h6 чёрная пешка · a5 чёрный ферзь · d5 чёрный конь · e5 белая пешка · c4 белый слон · d4 белая пешка · h4 белый слон · a3 чёрный слон · c3 белая пешка · f3 белый ферзь · a2 белая пешка · c2 белая ладья · d2 белый конь · f2 белая пешка · g2 белая пешка · h2 белая пешка · e1 белый король · h1 белая ладья | a8 чёрная ладья · c8 чёрный слон · e8 чёрный король · h8 чёрная ладья · a7 чёрная пешка · b7 чёрная пешка · f7 чёрная пешка · g7 чёрная пешка · c6 чёрная пешка · e6 чёрная пешка · h6 чёрная пешка · a5 чёрный ферзь · d5 чёрный конь · e5 белая пешка · c4 белый слон · d4 белая пешка · h4 белый слон · a3 чёрный слон · c3 белая пешка · f3 белый ферзь · a2 белая пешка · c2 белая ладья · d2 белый конь · f2 белая пешка · g2 белая пешка · h2 белая пешка · e1 белый король · h1 белая ладья | 7 |
| 6 | a8 чёрная ладья · c8 чёрный слон · e8 чёрный король · h8 чёрная ладья · a7 чёрная пешка · b7 чёрная пешка · f7 чёрная пешка · g7 чёрная пешка · c6 чёрная пешка · e6 чёрная пешка · h6 чёрная пешка · a5 чёрный ферзь · d5 чёрный конь · e5 белая пешка · c4 белый слон · d4 белая пешка · h4 белый слон · a3 чёрный слон · c3 белая пешка · f3 белый ферзь · a2 белая пешка · c2 белая ладья · d2 белый конь · f2 белая пешка · g2 белая пешка · h2 белая пешка · e1 белый король · h1 белая ладья | a8 чёрная ладья · c8 чёрный слон · e8 чёрный король · h8 чёрная ладья · a7 чёрная пешка · b7 чёрная пешка · f7 чёрная пешка · g7 чёрная пешка · c6 чёрная пешка · e6 чёрная пешка · h6 чёрная пешка · a5 чёрный ферзь · d5 чёрный конь · e5 белая пешка · c4 белый слон · d4 белая пешка · h4 белый слон · a3 чёрный слон · c3 белая пешка · f3 белый ферзь · a2 белая пешка · c2 белая ладья · d2 белый конь · f2 белая пешка · g2 белая пешка · h2 белая пешка · e1 белый король · h1 белая ладья | a8 чёрная ладья · c8 чёрный слон · e8 чёрный король · h8 чёрная ладья · a7 чёрная пешка · b7 чёрная пешка · f7 чёрная пешка · g7 чёрная пешка · c6 чёрная пешка · e6 чёрная пешка · h6 чёрная пешка · a5 чёрный ферзь · d5 чёрный конь · e5 белая пешка · c4 белый слон · d4 белая пешка · h4 белый слон · a3 чёрный слон · c3 белая пешка · f3 белый ферзь · a2 белая пешка · c2 белая ладья · d2 белый конь · f2 белая пешка · g2 белая пешка · h2 белая пешка · e1 белый король · h1 белая ладья | a8 чёрная ладья · c8 чёрный слон · e8 чёрный король · h8 чёрная ладья · a7 чёрная пешка · b7 чёрная пешка · f7 чёрная пешка · g7 чёрная пешка · c6 чёрная пешка · e6 чёрная пешка · h6 чёрная пешка · a5 чёрный ферзь · d5 чёрный конь · e5 белая пешка · c4 белый слон · d4 белая пешка · h4 белый слон · a3 чёрный слон · c3 белая пешка · f3 белый ферзь · a2 белая пешка · c2 белая ладья · d2 белый конь · f2 белая пешка · g2 белая пешка · h2 белая пешка · e1 белый король · h1 белая ладья | a8 чёрная ладья · c8 чёрный слон · e8 чёрный король · h8 чёрная ладья · a7 чёрная пешка · b7 чёрная пешка · f7 чёрная пешка · g7 чёрная пешка · c6 чёрная пешка · e6 чёрная пешка · h6 чёрная пешка · a5 чёрный ферзь · d5 чёрный конь · e5 белая пешка · c4 белый слон · d4 белая пешка · h4 белый слон · a3 чёрный слон · c3 белая пешка · f3 белый ферзь · a2 белая пешка · c2 белая ладья · d2 белый конь · f2 белая пешка · g2 белая пешка · h2 белая пешка · e1 белый король · h1 белая ладья | a8 чёрная ладья · c8 чёрный слон · e8 чёрный король · h8 чёрная ладья · a7 чёрная пешка · b7 чёрная пешка · f7 чёрная пешка · g7 чёрная пешка · c6 чёрная пешка · e6 чёрная пешка · h6 чёрная пешка · a5 чёрный ферзь · d5 чёрный конь · e5 белая пешка · c4 белый слон · d4 белая пешка · h4 белый слон · a3 чёрный слон · c3 белая пешка · f3 белый ферзь · a2 белая пешка · c2 белая ладья · d2 белый конь · f2 белая пешка · g2 белая пешка · h2 белая пешка · e1 белый король · h1 белая ладья | a8 чёрная ладья · c8 чёрный слон · e8 чёрный король · h8 чёрная ладья · a7 чёрная пешка · b7 чёрная пешка · f7 чёрная пешка · g7 чёрная пешка · c6 чёрная пешка · e6 чёрная пешка · h6 чёрная пешка · a5 чёрный ферзь · d5 чёрный конь · e5 белая пешка · c4 белый слон · d4 белая пешка · h4 белый слон · a3 чёрный слон · c3 белая пешка · f3 белый ферзь · a2 белая пешка · c2 белая ладья · d2 белый конь · f2 белая пешка · g2 белая пешка · h2 белая пешка · e1 белый король · h1 белая ладья | a8 чёрная ладья · c8 чёрный слон · e8 чёрный король · h8 чёрная ладья · a7 чёрная пешка · b7 чёрная пешка · f7 чёрная пешка · g7 чёрная пешка · c6 чёрная пешка · e6 чёрная пешка · h6 чёрная пешка · a5 чёрный ферзь · d5 чёрный конь · e5 белая пешка · c4 белый слон · d4 белая пешка · h4 белый слон · a3 чёрный слон · c3 белая пешка · f3 белый ферзь · a2 белая пешка · c2 белая ладья · d2 белый конь · f2 белая пешка · g2 белая пешка · h2 белая пешка · e1 белый король · h1 белая ладья | 6 |
| 5 | a8 чёрная ладья · c8 чёрный слон · e8 чёрный король · h8 чёрная ладья · a7 чёрная пешка · b7 чёрная пешка · f7 чёрная пешка · g7 чёрная пешка · c6 чёрная пешка · e6 чёрная пешка · h6 чёрная пешка · a5 чёрный ферзь · d5 чёрный конь · e5 белая пешка · c4 белый слон · d4 белая пешка · h4 белый слон · a3 чёрный слон · c3 белая пешка · f3 белый ферзь · a2 белая пешка · c2 белая ладья · d2 белый конь · f2 белая пешка · g2 белая пешка · h2 белая пешка · e1 белый король · h1 белая ладья | a8 чёрная ладья · c8 чёрный слон · e8 чёрный король · h8 чёрная ладья · a7 чёрная пешка · b7 чёрная пешка · f7 чёрная пешка · g7 чёрная пешка · c6 чёрная пешка · e6 чёрная пешка · h6 чёрная пешка · a5 чёрный ферзь · d5 чёрный конь · e5 белая пешка · c4 белый слон · d4 белая пешка · h4 белый слон · a3 чёрный слон · c3 белая пешка · f3 белый ферзь · a2 белая пешка · c2 белая ладья · d2 белый конь · f2 белая пешка · g2 белая пешка · h2 белая пешка · e1 белый король · h1 белая ладья | a8 чёрная ладья · c8 чёрный слон · e8 чёрный король · h8 чёрная ладья · a7 чёрная пешка · b7 чёрная пешка · f7 чёрная пешка · g7 чёрная пешка · c6 чёрная пешка · e6 чёрная пешка · h6 чёрная пешка · a5 чёрный ферзь · d5 чёрный конь · e5 белая пешка · c4 белый слон · d4 белая пешка · h4 белый слон · a3 чёрный слон · c3 белая пешка · f3 белый ферзь · a2 белая пешка · c2 белая ладья · d2 белый конь · f2 белая пешка · g2 белая пешка · h2 белая пешка · e1 белый король · h1 белая ладья | a8 чёрная ладья · c8 чёрный слон · e8 чёрный король · h8 чёрная ладья · a7 чёрная пешка · b7 чёрная пешка · f7 чёрная пешка · g7 чёрная пешка · c6 чёрная пешка · e6 чёрная пешка · h6 чёрная пешка · a5 чёрный ферзь · d5 чёрный конь · e5 белая пешка · c4 белый слон · d4 белая пешка · h4 белый слон · a3 чёрный слон · c3 белая пешка · f3 белый ферзь · a2 белая пешка · c2 белая ладья · d2 белый конь · f2 белая пешка · g2 белая пешка · h2 белая пешка · e1 белый король · h1 белая ладья | a8 чёрная ладья · c8 чёрный слон · e8 чёрный король · h8 чёрная ладья · a7 чёрная пешка · b7 чёрная пешка · f7 чёрная пешка · g7 чёрная пешка · c6 чёрная пешка · e6 чёрная пешка · h6 чёрная пешка · a5 чёрный ферзь · d5 чёрный конь · e5 белая пешка · c4 белый слон · d4 белая пешка · h4 белый слон · a3 чёрный слон · c3 белая пешка · f3 белый ферзь · a2 белая пешка · c2 белая ладья · d2 белый конь · f2 белая пешка · g2 белая пешка · h2 белая пешка · e1 белый король · h1 белая ладья | a8 чёрная ладья · c8 чёрный слон · e8 чёрный король · h8 чёрная ладья · a7 чёрная пешка · b7 чёрная пешка · f7 чёрная пешка · g7 чёрная пешка · c6 чёрная пешка · e6 чёрная пешка · h6 чёрная пешка · a5 чёрный ферзь · d5 чёрный конь · e5 белая пешка · c4 белый слон · d4 белая пешка · h4 белый слон · a3 чёрный слон · c3 белая пешка · f3 белый ферзь · a2 белая пешка · c2 белая ладья · d2 белый конь · f2 белая пешка · g2 белая пешка · h2 белая пешка · e1 белый король · h1 белая ладья | a8 чёрная ладья · c8 чёрный слон · e8 чёрный король · h8 чёрная ладья · a7 чёрная пешка · b7 чёрная пешка · f7 чёрная пешка · g7 чёрная пешка · c6 чёрная пешка · e6 чёрная пешка · h6 чёрная пешка · a5 чёрный ферзь · d5 чёрный конь · e5 белая пешка · c4 белый слон · d4 белая пешка · h4 белый слон · a3 чёрный слон · c3 белая пешка · f3 белый ферзь · a2 белая пешка · c2 белая ладья · d2 белый конь · f2 белая пешка · g2 белая пешка · h2 белая пешка · e1 белый король · h1 белая ладья | a8 чёрная ладья · c8 чёрный слон · e8 чёрный король · h8 чёрная ладья · a7 чёрная пешка · b7 чёрная пешка · f7 чёрная пешка · g7 чёрная пешка · c6 чёрная пешка · e6 чёрная пешка · h6 чёрная пешка · a5 чёрный ферзь · d5 чёрный конь · e5 белая пешка · c4 белый слон · d4 белая пешка · h4 белый слон · a3 чёрный слон · c3 белая пешка · f3 белый ферзь · a2 белая пешка · c2 белая ладья · d2 белый конь · f2 белая пешка · g2 белая пешка · h2 белая пешка · e1 белый король · h1 белая ладья | 5 |
| 4 | a8 чёрная ладья · c8 чёрный слон · e8 чёрный король · h8 чёрная ладья · a7 чёрная пешка · b7 чёрная пешка · f7 чёрная пешка · g7 чёрная пешка · c6 чёрная пешка · e6 чёрная пешка · h6 чёрная пешка · a5 чёрный ферзь · d5 чёрный конь · e5 белая пешка · c4 белый слон · d4 белая пешка · h4 белый слон · a3 чёрный слон · c3 белая пешка · f3 белый ферзь · a2 белая пешка · c2 белая ладья · d2 белый конь · f2 белая пешка · g2 белая пешка · h2 белая пешка · e1 белый король · h1 белая ладья | a8 чёрная ладья · c8 чёрный слон · e8 чёрный король · h8 чёрная ладья · a7 чёрная пешка · b7 чёрная пешка · f7 чёрная пешка · g7 чёрная пешка · c6 чёрная пешка · e6 чёрная пешка · h6 чёрная пешка · a5 чёрный ферзь · d5 чёрный конь · e5 белая пешка · c4 белый слон · d4 белая пешка · h4 белый слон · a3 чёрный слон · c3 белая пешка · f3 белый ферзь · a2 белая пешка · c2 белая ладья · d2 белый конь · f2 белая пешка · g2 белая пешка · h2 белая пешка · e1 белый король · h1 белая ладья | a8 чёрная ладья · c8 чёрный слон · e8 чёрный король · h8 чёрная ладья · a7 чёрная пешка · b7 чёрная пешка · f7 чёрная пешка · g7 чёрная пешка · c6 чёрная пешка · e6 чёрная пешка · h6 чёрная пешка · a5 чёрный ферзь · d5 чёрный конь · e5 белая пешка · c4 белый слон · d4 белая пешка · h4 белый слон · a3 чёрный слон · c3 белая пешка · f3 белый ферзь · a2 белая пешка · c2 белая ладья · d2 белый конь · f2 белая пешка · g2 белая пешка · h2 белая пешка · e1 белый король · h1 белая ладья | a8 чёрная ладья · c8 чёрный слон · e8 чёрный король · h8 чёрная ладья · a7 чёрная пешка · b7 чёрная пешка · f7 чёрная пешка · g7 чёрная пешка · c6 чёрная пешка · e6 чёрная пешка · h6 чёрная пешка · a5 чёрный ферзь · d5 чёрный конь · e5 белая пешка · c4 белый слон · d4 белая пешка · h4 белый слон · a3 чёрный слон · c3 белая пешка · f3 белый ферзь · a2 белая пешка · c2 белая ладья · d2 белый конь · f2 белая пешка · g2 белая пешка · h2 белая пешка · e1 белый король · h1 белая ладья | a8 чёрная ладья · c8 чёрный слон · e8 чёрный король · h8 чёрная ладья · a7 чёрная пешка · b7 чёрная пешка · f7 чёрная пешка · g7 чёрная пешка · c6 чёрная пешка · e6 чёрная пешка · h6 чёрная пешка · a5 чёрный ферзь · d5 чёрный конь · e5 белая пешка · c4 белый слон · d4 белая пешка · h4 белый слон · a3 чёрный слон · c3 белая пешка · f3 белый ферзь · a2 белая пешка · c2 белая ладья · d2 белый конь · f2 белая пешка · g2 белая пешка · h2 белая пешка · e1 белый король · h1 белая ладья | a8 чёрная ладья · c8 чёрный слон · e8 чёрный король · h8 чёрная ладья · a7 чёрная пешка · b7 чёрная пешка · f7 чёрная пешка · g7 чёрная пешка · c6 чёрная пешка · e6 чёрная пешка · h6 чёрная пешка · a5 чёрный ферзь · d5 чёрный конь · e5 белая пешка · c4 белый слон · d4 белая пешка · h4 белый слон · a3 чёрный слон · c3 белая пешка · f3 белый ферзь · a2 белая пешка · c2 белая ладья · d2 белый конь · f2 белая пешка · g2 белая пешка · h2 белая пешка · e1 белый король · h1 белая ладья | a8 чёрная ладья · c8 чёрный слон · e8 чёрный король · h8 чёрная ладья · a7 чёрная пешка · b7 чёрная пешка · f7 чёрная пешка · g7 чёрная пешка · c6 чёрная пешка · e6 чёрная пешка · h6 чёрная пешка · a5 чёрный ферзь · d5 чёрный конь · e5 белая пешка · c4 белый слон · d4 белая пешка · h4 белый слон · a3 чёрный слон · c3 белая пешка · f3 белый ферзь · a2 белая пешка · c2 белая ладья · d2 белый конь · f2 белая пешка · g2 белая пешка · h2 белая пешка · e1 белый король · h1 белая ладья | a8 чёрная ладья · c8 чёрный слон · e8 чёрный король · h8 чёрная ладья · a7 чёрная пешка · b7 чёрная пешка · f7 чёрная пешка · g7 чёрная пешка · c6 чёрная пешка · e6 чёрная пешка · h6 чёрная пешка · a5 чёрный ферзь · d5 чёрный конь · e5 белая пешка · c4 белый слон · d4 белая пешка · h4 белый слон · a3 чёрный слон · c3 белая пешка · f3 белый ферзь · a2 белая пешка · c2 белая ладья · d2 белый конь · f2 белая пешка · g2 белая пешка · h2 белая пешка · e1 белый король · h1 белая ладья | 4 |
| 3 | a8 чёрная ладья · c8 чёрный слон · e8 чёрный король · h8 чёрная ладья · a7 чёрная пешка · b7 чёрная пешка · f7 чёрная пешка · g7 чёрная пешка · c6 чёрная пешка · e6 чёрная пешка · h6 чёрная пешка · a5 чёрный ферзь · d5 чёрный конь · e5 белая пешка · c4 белый слон · d4 белая пешка · h4 белый слон · a3 чёрный слон · c3 белая пешка · f3 белый ферзь · a2 белая пешка · c2 белая ладья · d2 белый конь · f2 белая пешка · g2 белая пешка · h2 белая пешка · e1 белый король · h1 белая ладья | a8 чёрная ладья · c8 чёрный слон · e8 чёрный король · h8 чёрная ладья · a7 чёрная пешка · b7 чёрная пешка · f7 чёрная пешка · g7 чёрная пешка · c6 чёрная пешка · e6 чёрная пешка · h6 чёрная пешка · a5 чёрный ферзь · d5 чёрный конь · e5 белая пешка · c4 белый слон · d4 белая пешка · h4 белый слон · a3 чёрный слон · c3 белая пешка · f3 белый ферзь · a2 белая пешка · c2 белая ладья · d2 белый конь · f2 белая пешка · g2 белая пешка · h2 белая пешка · e1 белый король · h1 белая ладья | a8 чёрная ладья · c8 чёрный слон · e8 чёрный король · h8 чёрная ладья · a7 чёрная пешка · b7 чёрная пешка · f7 чёрная пешка · g7 чёрная пешка · c6 чёрная пешка · e6 чёрная пешка · h6 чёрная пешка · a5 чёрный ферзь · d5 чёрный конь · e5 белая пешка · c4 белый слон · d4 белая пешка · h4 белый слон · a3 чёрный слон · c3 белая пешка · f3 белый ферзь · a2 белая пешка · c2 белая ладья · d2 белый конь · f2 белая пешка · g2 белая пешка · h2 белая пешка · e1 белый король · h1 белая ладья | a8 чёрная ладья · c8 чёрный слон · e8 чёрный король · h8 чёрная ладья · a7 чёрная пешка · b7 чёрная пешка · f7 чёрная пешка · g7 чёрная пешка · c6 чёрная пешка · e6 чёрная пешка · h6 чёрная пешка · a5 чёрный ферзь · d5 чёрный конь · e5 белая пешка · c4 белый слон · d4 белая пешка · h4 белый слон · a3 чёрный слон · c3 белая пешка · f3 белый ферзь · a2 белая пешка · c2 белая ладья · d2 белый конь · f2 белая пешка · g2 белая пешка · h2 белая пешка · e1 белый король · h1 белая ладья | a8 чёрная ладья · c8 чёрный слон · e8 чёрный король · h8 чёрная ладья · a7 чёрная пешка · b7 чёрная пешка · f7 чёрная пешка · g7 чёрная пешка · c6 чёрная пешка · e6 чёрная пешка · h6 чёрная пешка · a5 чёрный ферзь · d5 чёрный конь · e5 белая пешка · c4 белый слон · d4 белая пешка · h4 белый слон · a3 чёрный слон · c3 белая пешка · f3 белый ферзь · a2 белая пешка · c2 белая ладья · d2 белый конь · f2 белая пешка · g2 белая пешка · h2 белая пешка · e1 белый король · h1 белая ладья | a8 чёрная ладья · c8 чёрный слон · e8 чёрный король · h8 чёрная ладья · a7 чёрная пешка · b7 чёрная пешка · f7 чёрная пешка · g7 чёрная пешка · c6 чёрная пешка · e6 чёрная пешка · h6 чёрная пешка · a5 чёрный ферзь · d5 чёрный конь · e5 белая пешка · c4 белый слон · d4 белая пешка · h4 белый слон · a3 чёрный слон · c3 белая пешка · f3 белый ферзь · a2 белая пешка · c2 белая ладья · d2 белый конь · f2 белая пешка · g2 белая пешка · h2 белая пешка · e1 белый король · h1 белая ладья | a8 чёрная ладья · c8 чёрный слон · e8 чёрный король · h8 чёрная ладья · a7 чёрная пешка · b7 чёрная пешка · f7 чёрная пешка · g7 чёрная пешка · c6 чёрная пешка · e6 чёрная пешка · h6 чёрная пешка · a5 чёрный ферзь · d5 чёрный конь · e5 белая пешка · c4 белый слон · d4 белая пешка · h4 белый слон · a3 чёрный слон · c3 белая пешка · f3 белый ферзь · a2 белая пешка · c2 белая ладья · d2 белый конь · f2 белая пешка · g2 белая пешка · h2 белая пешка · e1 белый король · h1 белая ладья | a8 чёрная ладья · c8 чёрный слон · e8 чёрный король · h8 чёрная ладья · a7 чёрная пешка · b7 чёрная пешка · f7 чёрная пешка · g7 чёрная пешка · c6 чёрная пешка · e6 чёрная пешка · h6 чёрная пешка · a5 чёрный ферзь · d5 чёрный конь · e5 белая пешка · c4 белый слон · d4 белая пешка · h4 белый слон · a3 чёрный слон · c3 белая пешка · f3 белый ферзь · a2 белая пешка · c2 белая ладья · d2 белый конь · f2 белая пешка · g2 белая пешка · h2 белая пешка · e1 белый король · h1 белая ладья | 3 |
| 2 | a8 чёрная ладья · c8 чёрный слон · e8 чёрный король · h8 чёрная ладья · a7 чёрная пешка · b7 чёрная пешка · f7 чёрная пешка · g7 чёрная пешка · c6 чёрная пешка · e6 чёрная пешка · h6 чёрная пешка · a5 чёрный ферзь · d5 чёрный конь · e5 белая пешка · c4 белый слон · d4 белая пешка · h4 белый слон · a3 чёрный слон · c3 белая пешка · f3 белый ферзь · a2 белая пешка · c2 белая ладья · d2 белый конь · f2 белая пешка · g2 белая пешка · h2 белая пешка · e1 белый король · h1 белая ладья | a8 чёрная ладья · c8 чёрный слон · e8 чёрный король · h8 чёрная ладья · a7 чёрная пешка · b7 чёрная пешка · f7 чёрная пешка · g7 чёрная пешка · c6 чёрная пешка · e6 чёрная пешка · h6 чёрная пешка · a5 чёрный ферзь · d5 чёрный конь · e5 белая пешка · c4 белый слон · d4 белая пешка · h4 белый слон · a3 чёрный слон · c3 белая пешка · f3 белый ферзь · a2 белая пешка · c2 белая ладья · d2 белый конь · f2 белая пешка · g2 белая пешка · h2 белая пешка · e1 белый король · h1 белая ладья | a8 чёрная ладья · c8 чёрный слон · e8 чёрный король · h8 чёрная ладья · a7 чёрная пешка · b7 чёрная пешка · f7 чёрная пешка · g7 чёрная пешка · c6 чёрная пешка · e6 чёрная пешка · h6 чёрная пешка · a5 чёрный ферзь · d5 чёрный конь · e5 белая пешка · c4 белый слон · d4 белая пешка · h4 белый слон · a3 чёрный слон · c3 белая пешка · f3 белый ферзь · a2 белая пешка · c2 белая ладья · d2 белый конь · f2 белая пешка · g2 белая пешка · h2 белая пешка · e1 белый король · h1 белая ладья | a8 чёрная ладья · c8 чёрный слон · e8 чёрный король · h8 чёрная ладья · a7 чёрная пешка · b7 чёрная пешка · f7 чёрная пешка · g7 чёрная пешка · c6 чёрная пешка · e6 чёрная пешка · h6 чёрная пешка · a5 чёрный ферзь · d5 чёрный конь · e5 белая пешка · c4 белый слон · d4 белая пешка · h4 белый слон · a3 чёрный слон · c3 белая пешка · f3 белый ферзь · a2 белая пешка · c2 белая ладья · d2 белый конь · f2 белая пешка · g2 белая пешка · h2 белая пешка · e1 белый король · h1 белая ладья | a8 чёрная ладья · c8 чёрный слон · e8 чёрный король · h8 чёрная ладья · a7 чёрная пешка · b7 чёрная пешка · f7 чёрная пешка · g7 чёрная пешка · c6 чёрная пешка · e6 чёрная пешка · h6 чёрная пешка · a5 чёрный ферзь · d5 чёрный конь · e5 белая пешка · c4 белый слон · d4 белая пешка · h4 белый слон · a3 чёрный слон · c3 белая пешка · f3 белый ферзь · a2 белая пешка · c2 белая ладья · d2 белый конь · f2 белая пешка · g2 белая пешка · h2 белая пешка · e1 белый король · h1 белая ладья | a8 чёрная ладья · c8 чёрный слон · e8 чёрный король · h8 чёрная ладья · a7 чёрная пешка · b7 чёрная пешка · f7 чёрная пешка · g7 чёрная пешка · c6 чёрная пешка · e6 чёрная пешка · h6 чёрная пешка · a5 чёрный ферзь · d5 чёрный конь · e5 белая пешка · c4 белый слон · d4 белая пешка · h4 белый слон · a3 чёрный слон · c3 белая пешка · f3 белый ферзь · a2 белая пешка · c2 белая ладья · d2 белый конь · f2 белая пешка · g2 белая пешка · h2 белая пешка · e1 белый король · h1 белая ладья | a8 чёрная ладья · c8 чёрный слон · e8 чёрный король · h8 чёрная ладья · a7 чёрная пешка · b7 чёрная пешка · f7 чёрная пешка · g7 чёрная пешка · c6 чёрная пешка · e6 чёрная пешка · h6 чёрная пешка · a5 чёрный ферзь · d5 чёрный конь · e5 белая пешка · c4 белый слон · d4 белая пешка · h4 белый слон · a3 чёрный слон · c3 белая пешка · f3 белый ферзь · a2 белая пешка · c2 белая ладья · d2 белый конь · f2 белая пешка · g2 белая пешка · h2 белая пешка · e1 белый король · h1 белая ладья | a8 чёрная ладья · c8 чёрный слон · e8 чёрный король · h8 чёрная ладья · a7 чёрная пешка · b7 чёрная пешка · f7 чёрная пешка · g7 чёрная пешка · c6 чёрная пешка · e6 чёрная пешка · h6 чёрная пешка · a5 чёрный ферзь · d5 чёрный конь · e5 белая пешка · c4 белый слон · d4 белая пешка · h4 белый слон · a3 чёрный слон · c3 белая пешка · f3 белый ферзь · a2 белая пешка · c2 белая ладья · d2 белый конь · f2 белая пешка · g2 белая пешка · h2 белая пешка · e1 белый король · h1 белая ладья | 2 |
| 1 | a8 чёрная ладья · c8 чёрный слон · e8 чёрный король · h8 чёрная ладья · a7 чёрная пешка · b7 чёрная пешка · f7 чёрная пешка · g7 чёрная пешка · c6 чёрная пешка · e6 чёрная пешка · h6 чёрная пешка · a5 чёрный ферзь · d5 чёрный конь · e5 белая пешка · c4 белый слон · d4 белая пешка · h4 белый слон · a3 чёрный слон · c3 белая пешка · f3 белый ферзь · a2 белая пешка · c2 белая ладья · d2 белый конь · f2 белая пешка · g2 белая пешка · h2 белая пешка · e1 белый король · h1 белая ладья | a8 чёрная ладья · c8 чёрный слон · e8 чёрный король · h8 чёрная ладья · a7 чёрная пешка · b7 чёрная пешка · f7 чёрная пешка · g7 чёрная пешка · c6 чёрная пешка · e6 чёрная пешка · h6 чёрная пешка · a5 чёрный ферзь · d5 чёрный конь · e5 белая пешка · c4 белый слон · d4 белая пешка · h4 белый слон · a3 чёрный слон · c3 белая пешка · f3 белый ферзь · a2 белая пешка · c2 белая ладья · d2 белый конь · f2 белая пешка · g2 белая пешка · h2 белая пешка · e1 белый король · h1 белая ладья | a8 чёрная ладья · c8 чёрный слон · e8 чёрный король · h8 чёрная ладья · a7 чёрная пешка · b7 чёрная пешка · f7 чёрная пешка · g7 чёрная пешка · c6 чёрная пешка · e6 чёрная пешка · h6 чёрная пешка · a5 чёрный ферзь · d5 чёрный конь · e5 белая пешка · c4 белый слон · d4 белая пешка · h4 белый слон · a3 чёрный слон · c3 белая пешка · f3 белый ферзь · a2 белая пешка · c2 белая ладья · d2 белый конь · f2 белая пешка · g2 белая пешка · h2 белая пешка · e1 белый король · h1 белая ладья | a8 чёрная ладья · c8 чёрный слон · e8 чёрный король · h8 чёрная ладья · a7 чёрная пешка · b7 чёрная пешка · f7 чёрная пешка · g7 чёрная пешка · c6 чёрная пешка · e6 чёрная пешка · h6 чёрная пешка · a5 чёрный ферзь · d5 чёрный конь · e5 белая пешка · c4 белый слон · d4 белая пешка · h4 белый слон · a3 чёрный слон · c3 белая пешка · f3 белый ферзь · a2 белая пешка · c2 белая ладья · d2 белый конь · f2 белая пешка · g2 белая пешка · h2 белая пешка · e1 белый король · h1 белая ладья | a8 чёрная ладья · c8 чёрный слон · e8 чёрный король · h8 чёрная ладья · a7 чёрная пешка · b7 чёрная пешка · f7 чёрная пешка · g7 чёрная пешка · c6 чёрная пешка · e6 чёрная пешка · h6 чёрная пешка · a5 чёрный ферзь · d5 чёрный конь · e5 белая пешка · c4 белый слон · d4 белая пешка · h4 белый слон · a3 чёрный слон · c3 белая пешка · f3 белый ферзь · a2 белая пешка · c2 белая ладья · d2 белый конь · f2 белая пешка · g2 белая пешка · h2 белая пешка · e1 белый король · h1 белая ладья | a8 чёрная ладья · c8 чёрный слон · e8 чёрный король · h8 чёрная ладья · a7 чёрная пешка · b7 чёрная пешка · f7 чёрная пешка · g7 чёрная пешка · c6 чёрная пешка · e6 чёрная пешка · h6 чёрная пешка · a5 чёрный ферзь · d5 чёрный конь · e5 белая пешка · c4 белый слон · d4 белая пешка · h4 белый слон · a3 чёрный слон · c3 белая пешка · f3 белый ферзь · a2 белая пешка · c2 белая ладья · d2 белый конь · f2 белая пешка · g2 белая пешка · h2 белая пешка · e1 белый король · h1 белая ладья | a8 чёрная ладья · c8 чёрный слон · e8 чёрный король · h8 чёрная ладья · a7 чёрная пешка · b7 чёрная пешка · f7 чёрная пешка · g7 чёрная пешка · c6 чёрная пешка · e6 чёрная пешка · h6 чёрная пешка · a5 чёрный ферзь · d5 чёрный конь · e5 белая пешка · c4 белый слон · d4 белая пешка · h4 белый слон · a3 чёрный слон · c3 белая пешка · f3 белый ферзь · a2 белая пешка · c2 белая ладья · d2 белый конь · f2 белая пешка · g2 белая пешка · h2 белая пешка · e1 белый король · h1 белая ладья | a8 чёрная ладья · c8 чёрный слон · e8 чёрный король · h8 чёрная ладья · a7 чёрная пешка · b7 чёрная пешка · f7 чёрная пешка · g7 чёрная пешка · c6 чёрная пешка · e6 чёрная пешка · h6 чёрная пешка · a5 чёрный ферзь · d5 чёрный конь · e5 белая пешка · c4 белый слон · d4 белая пешка · h4 белый слон · a3 чёрный слон · c3 белая пешка · f3 белый ферзь · a2 белая пешка · c2 белая ладья · d2 белый конь · f2 белая пешка · g2 белая пешка · h2 белая пешка · e1 белый король · h1 белая ладья | 1 |
|   | a | b | c | d | e | f | g | h |   |

[Event "Leningrad-ch"]
[Site "Leningrad"]
[Date "1926.??.??"]
[Round "?"]
[White "Rokhlin, Yakov"]
[Black "Botvinnik, Mikhail"]
[Result "0-1"]
[WhiteElo "0"]
[BlackElo "0"]
[ECO "D51"]
1. d4 Nf6 2. Nf3 e6 3. c4 d5 4. Bg5 Nbd7 5. Nc3 c6 6. Rc1 h6 7. Bh4 dxc4 8. e4  Qa5 9. e5 Ne4 10. Bxc4 Nxc3 11. bxc3 Ba3 12. Rc2 Nb6 13. Nd2 Nd5 14. Qf3 c5 15.  Bxd5 exd5 16. Qxd5 Be6 17. Qxb7 O-O 18. O-O Rfc8 19. Nb3 Qa4 20. Bg3 c4 21. Na1  Bf5 22. Rd2 Qa5 23. e6 Bxe6 24. d5 Bf5 25. Be5 f6 26. Bd4 Rcb8 27. Qc6 Rc8 28.  Qb7 Rcb8 29. Qc6 Rc8 30. Qb7 Bd6 31. Nc2 Rab8 32. Qxa7 Qxa7 33. Bxa7 Rb2 34.  Rc1 Ra8 35. Be3 Raxa2 36. Nd4 Rxd2 37. Bxd2 Be4 38. Be3 Bxd5 39. f3 Bf7 40. Rd1  Bg6 41. Nc6 Bd3 42. Bd4 Rb2 43. Re1 Kh7 44. Ne7 h5 45. Nd5 h4 46. Ne3 h3 47. g3  f5 48. f4 Be4 49. Ra1 Kg8 50. Re1 g5 51. Rd1 gxf4 52. Bb6 fxg3 0-1

### Сильнейший шахматист в СССР
Последующие несколько лет Ботвинник редко выступал в соревнованиях, выиграв несколько ленинградских турниров. Это было связано с поступлением на электромеханический факультет Ленинградского политехнического университета. В сентябре 1929 года Ботвинник сыграл в чемпионате СССР, выиграл предварительную группу, но из-за проигрыша в двух партиях в полуфинале выбыл из борьбы за титул. Причиной неудачи были сложный регламент и слабая физическая подготовка.

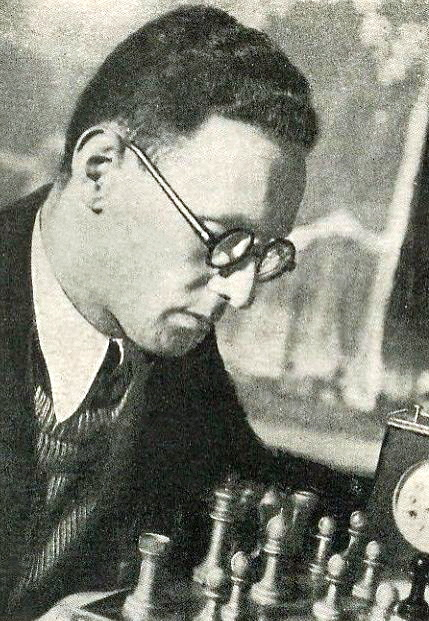
В 1933 году

В конце 1920-х и начале 1930-х годов сменились лидеры советского шахматного движения, в котором до сих пор преобладали мастера, известные ещё в царской России. Ботвинник стал лидером советской шахматной молодёжи, его победа на турнире мастеров 1930 года в Ленинграде показала, что молодые шахматисты не уступают мастерам в силе.
Ещё до начала чемпионата СССР 1931 Ботвинника рассматривали как одного из фаворитов. Два поражения подряд в предварительном турнире и неудачный старт в финале (поражения от Александра Ильина-Женевского и Вениамина Созина) не остановили Ботвинника, и он стал первым чемпионом СССР — воспитанником советской шахматной школы. После этого турнира публика отметила разносторонний стиль игры Ботвинника, а сам он написал свой первый сборник партий чемпионата страны и прокомментировал их. В 1932—1933 годах Ботвинник выиграл 3 ленинградских турнира мастерского уровня, среди которых был 9-й чемпионат города.

В 1933 году прошёл чемпионат СССР, где Ботвиннику предстояло отстоять титул. Состав был сильнее — присутствовали Григорий Левенфиш, Илья Рабинович, Пётр Романовский и Фёдор Дуз-Хотимирский — шахматисты старого поколения. После 12-го тура Ботвинник опережал конкурентов на 2 очка. Примечательной оказалась партий против Всеволода Раузера, в которой Ботвинник провёл комбинацию на 16-24 ходах, используя неудачное положение белых фигур. Позже партия стала известной на мировом уровне, её разбирали многие аналитики.
[Event "URS-ch08"]
[Site "Leningrad"]
[Date "1933.??.??"]
[Round "?"]
[White "Rauzer, Vsevolod"]
[Black "Botvinnik, Mikhail"]
[Result "0-1"]
[WhiteElo "0"]
[BlackElo "0"]
[ECO "B74"]
1. e4 c5 2. Nf3 Nc6 3. d4 cxd4 4. Nxd4 Nf6 5. Nc3 d6 6. Be2 g6 7. Be3 Bg7 8.  Nb3 Be6 9. f4 O-O 10. O-O Na5 11. Nxa5 Qxa5 12. Bf3 Bc4 13. Re1 Rfd8 14. Qd2  Qc7 15. Rac1 e5 16. b3 d5 17. exd5 e4 18. bxc4 exf3 19. c5 Qa5 20. Red1 Ng4 21.  Bd4 f2+ 22. Kf1 Qa6+ 23. Qe2 Bxd4 24. Rxd4 Qf6 25. Rcd1 Qh4 26. Qd3 Re8 27. Re4  f5 28. Re6 Nxh2+ 29. Ke2 Qxf4 0-1
В конце турнира Ботвинник стал терять силы, так как хотел выжать максимум из каждой партии. Несмотря на это, он снова стал чемпионом СССР, опередив на 1 очко Владимира Алаторцева. В дальнейшем Ботвинник старался оптимально распределять силы, но удавалось это не всегда.
Он окончил институт, получил специальность инженера-электрика, поступил в аспирантуру и стал членом ВЛКСМ.

### Претендент на звание чемпиона мира
После победы над Капабланкой в матче 1927 года Александр Алехин находился в лучшей спортивной форме. После поражения у Капабланки начался спад, а Ласкер практически не выступал. Среди нового поколения больше всех выделялся Саломон Флор — он выиграл 10 из 20 международных турниров за короткое время, также выиграл матчи у Штольца, Мира Султан-Хана и сыграл вничью с будущим чемпионом мира Максом Эйве. Чтобы укрепить свои позиции, он осенью 1933 года в Праге обратился в советское посольство с предложением сыграть матч с Ботвинником. В результате переговоров матч состоялся в конце года в СССР. Первая часть проходила в Колонном зале московского Дома Союзов, а вторая в Большом зале Ленинградской обсерватории. В первой половине матча Ботвинник проиграл 2 партии, остальные 4 закончились вничью. Во второй половине Ботвинник сравнял счёт и завершил матч вничью. Со времён матча Алехин — Капабланка ни одно шахматное соревнование не привлекало такой интерес: ведущие газеты мира ежедневно сообщали о ходе матча и публиковали сыгранные партии.

Матч открыл новый этап международных встреч советских шахматистов. В 1934 году в Ленинграде состоялся турнир, в котором помимо десяти советских мастеров участвовали австрийский теоретик Ганс Кмох и претендент на звание чемпиона мира Эйве. Несмотря на проигрыш Георгию Лисицыну и болезнь, Ботвинник выиграл турнир, победив в последней партии Рабиновича после 10-часовой борьбы. После этой победы выпуск газеты «Красный спорт» вышел с заголовком на первой полосе «Пламенный большевистский привет победителю турнира гроссмейстеру М. М. Ботвиннику!».

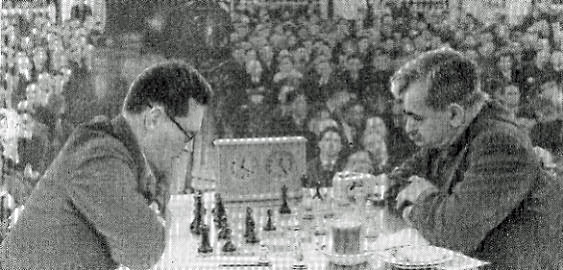
Ботвинник (слева) против Ласкера в Москве, 1936

В конце 1934 года Ботвинника пригласили на Гастингский рождественский турнир, в котором также участвовали Эйве, Флор и Капабланка. В связи с трудным регламентом и нехваткой времени на акклиматизацию, Ботвинник неуверенно играл против Джорджа Томаса, Эйве и после трёх туров имел ½ очка. В итоге набрал в оставшихся партиях 4½ очка и разделил 5—6 места.
Затем Ботвинник сыграл во 2-м московский международном турнире, в котором участвовали лишь 4 советских шахматиста старого поколения, остальные были молодыми. Участвовали также Капабланка, Флор, Лилиенталь, Штальберг, Рудольф Шпильман, Вася Пирц и Вера Менчик. Борьба за 1-е место была между Ботвинником и Флором, в итоге они разделили 1-2 места. Турнир вызывал большой ажиотаж как в СССР, так за рубежом, западная пресса утверждала, что Ботвиннику было играть проще, так как «он до тонкости знает своих русских партнеров, изрядно превосходя их».
В 1936 году Ботвинник сыграл в 3-м международном московском турнире. Борьба за 1-е место развернулась между ним и Капабланкой, Ботвинник переиграл 3-го чемпиона мира, так как вёл более активную игру. Но он находился в цейтноте и упустил победу, после чего проиграл. Во 2-м круге Ботвинник набрал 7 очков из 9, но не смог догнать Капабланку.

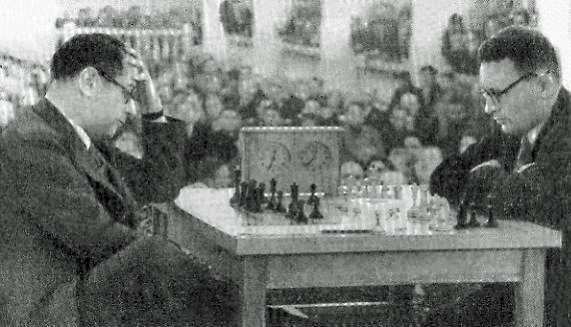
Ботвинник (справа) против Капабланки. Москва, 1936

Вскоре состоялся Ноттингем 1936. Ботвинника не считали сильнейшим почти все, кроме Ильина-Женевского — он сказал, что фаворитами являются Капабланка и Ботвинник, потому что второй «находится в периоде бурного роста и его талант проявляется в партиях с сильнейшими шахматистами». Ботвинник поехал на турнир со своей женой Гаяне — балериной Ленинградского театра имени Кирова. Почти все партии против сильных соперников Ботвинник играл чёрными. Сложным был и регламент — шахматисты играли 6 часов с перерывом, а доигрывали утром. Ботвинник удачно стартовал, в 5-м туре впервые сыграл вничью с Алехиным, в дальнейшем не проиграл ни одной партии. Турнир показал высокое мастерство Ботвинника на всех стадиях шахматной партии, что отмечали Ласкер, Алехин и Самуэль Решевский. Ботвинник поделил с Капабланкой 1—2 места, а также получил 1-й приз за самую красивую партию на турнире. Романовский считал, что 1936 год стал переломным для Ботвинника, потому что будущий 6-й чемпион мира стал больше играть острые позиции и шире использовать тактические возможности.

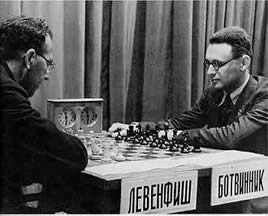
Ботвинник (справа) во время матча с Левенфишем, 1937

В 1937 году Ботвинник защитил кандидатскую диссертацию и пропустил второй подряд чемпионат СССР. Нарком юстиции СССР Николай Крыленко считал, что без Ботвинника невозможно было определить сильнейшего советского шахматиста, поэтому в конце года Ботвинник сыграл матч до шести побед с Левенфишем — победителем двух чемпионатов СССР (1934/35 и 1937). Регламент — до шести побед, при счёте 5-5 Левенфиш сохраняет звание. Ботвинник выиграл 1-ю партию, затем две подряд проиграл, но позже стал вести 4-2. Следующие 3 партии из четырёх Ботвинник проиграл и матч завершился вничью. В 1938 году голландская радиокомпания «АВРО» организовала турнир с участием 8 гроссмейстеров, среди которых были 7 лучших участников турнира в шахматистов в Ноттингеме. Это был сильнейший турнир своего времени. Чемпион СССР Левенфиш имел право на участие в нём, но вопреки спортивному принципу вместо него сыграл Ботвинник, так как советская власть хотела отправить молодого лидера советских шахмат. Он занял 3-е место (победил Пауль Керес, который в течение следующих нескольких лет был главным соперником Ботвинника, в том числе за титул чемпиона мира), выиграл партии у Алехина и Капабланки, подтвердив своё право на матч с чемпионом мира. Партия с Капабланкой стала не только всемирно известной, но и последней между этими шахматистами.
|   | a | b | c | d | e | f | g | h |   |
| - | --- | --- | --- | --- | --- | --- | --- | --- | - |
| 8 | a7 чёрная пешка · e7 чёрный ферзь · g7 чёрный король · h7 чёрная пешка · b6 чёрная пешка · e6 белая пешка · f6 чёрный конь · g6 чёрная пешка · d5 чёрная пешка · e5 белый ферзь · c4 чёрная пешка · d4 белая пешка · b3 чёрный конь · c3 белая пешка · g3 белый конь · b2 белый слон · g2 белая пешка · h2 белая пешка · g1 белый король | a7 чёрная пешка · e7 чёрный ферзь · g7 чёрный король · h7 чёрная пешка · b6 чёрная пешка · e6 белая пешка · f6 чёрный конь · g6 чёрная пешка · d5 чёрная пешка · e5 белый ферзь · c4 чёрная пешка · d4 белая пешка · b3 чёрный конь · c3 белая пешка · g3 белый конь · b2 белый слон · g2 белая пешка · h2 белая пешка · g1 белый король | a7 чёрная пешка · e7 чёрный ферзь · g7 чёрный король · h7 чёрная пешка · b6 чёрная пешка · e6 белая пешка · f6 чёрный конь · g6 чёрная пешка · d5 чёрная пешка · e5 белый ферзь · c4 чёрная пешка · d4 белая пешка · b3 чёрный конь · c3 белая пешка · g3 белый конь · b2 белый слон · g2 белая пешка · h2 белая пешка · g1 белый король | a7 чёрная пешка · e7 чёрный ферзь · g7 чёрный король · h7 чёрная пешка · b6 чёрная пешка · e6 белая пешка · f6 чёрный конь · g6 чёрная пешка · d5 чёрная пешка · e5 белый ферзь · c4 чёрная пешка · d4 белая пешка · b3 чёрный конь · c3 белая пешка · g3 белый конь · b2 белый слон · g2 белая пешка · h2 белая пешка · g1 белый король | a7 чёрная пешка · e7 чёрный ферзь · g7 чёрный король · h7 чёрная пешка · b6 чёрная пешка · e6 белая пешка · f6 чёрный конь · g6 чёрная пешка · d5 чёрная пешка · e5 белый ферзь · c4 чёрная пешка · d4 белая пешка · b3 чёрный конь · c3 белая пешка · g3 белый конь · b2 белый слон · g2 белая пешка · h2 белая пешка · g1 белый король | a7 чёрная пешка · e7 чёрный ферзь · g7 чёрный король · h7 чёрная пешка · b6 чёрная пешка · e6 белая пешка · f6 чёрный конь · g6 чёрная пешка · d5 чёрная пешка · e5 белый ферзь · c4 чёрная пешка · d4 белая пешка · b3 чёрный конь · c3 белая пешка · g3 белый конь · b2 белый слон · g2 белая пешка · h2 белая пешка · g1 белый король | a7 чёрная пешка · e7 чёрный ферзь · g7 чёрный король · h7 чёрная пешка · b6 чёрная пешка · e6 белая пешка · f6 чёрный конь · g6 чёрная пешка · d5 чёрная пешка · e5 белый ферзь · c4 чёрная пешка · d4 белая пешка · b3 чёрный конь · c3 белая пешка · g3 белый конь · b2 белый слон · g2 белая пешка · h2 белая пешка · g1 белый король | a7 чёрная пешка · e7 чёрный ферзь · g7 чёрный король · h7 чёрная пешка · b6 чёрная пешка · e6 белая пешка · f6 чёрный конь · g6 чёрная пешка · d5 чёрная пешка · e5 белый ферзь · c4 чёрная пешка · d4 белая пешка · b3 чёрный конь · c3 белая пешка · g3 белый конь · b2 белый слон · g2 белая пешка · h2 белая пешка · g1 белый король | 8 |
| 7 | a7 чёрная пешка · e7 чёрный ферзь · g7 чёрный король · h7 чёрная пешка · b6 чёрная пешка · e6 белая пешка · f6 чёрный конь · g6 чёрная пешка · d5 чёрная пешка · e5 белый ферзь · c4 чёрная пешка · d4 белая пешка · b3 чёрный конь · c3 белая пешка · g3 белый конь · b2 белый слон · g2 белая пешка · h2 белая пешка · g1 белый король | a7 чёрная пешка · e7 чёрный ферзь · g7 чёрный король · h7 чёрная пешка · b6 чёрная пешка · e6 белая пешка · f6 чёрный конь · g6 чёрная пешка · d5 чёрная пешка · e5 белый ферзь · c4 чёрная пешка · d4 белая пешка · b3 чёрный конь · c3 белая пешка · g3 белый конь · b2 белый слон · g2 белая пешка · h2 белая пешка · g1 белый король | a7 чёрная пешка · e7 чёрный ферзь · g7 чёрный король · h7 чёрная пешка · b6 чёрная пешка · e6 белая пешка · f6 чёрный конь · g6 чёрная пешка · d5 чёрная пешка · e5 белый ферзь · c4 чёрная пешка · d4 белая пешка · b3 чёрный конь · c3 белая пешка · g3 белый конь · b2 белый слон · g2 белая пешка · h2 белая пешка · g1 белый король | a7 чёрная пешка · e7 чёрный ферзь · g7 чёрный король · h7 чёрная пешка · b6 чёрная пешка · e6 белая пешка · f6 чёрный конь · g6 чёрная пешка · d5 чёрная пешка · e5 белый ферзь · c4 чёрная пешка · d4 белая пешка · b3 чёрный конь · c3 белая пешка · g3 белый конь · b2 белый слон · g2 белая пешка · h2 белая пешка · g1 белый король | a7 чёрная пешка · e7 чёрный ферзь · g7 чёрный король · h7 чёрная пешка · b6 чёрная пешка · e6 белая пешка · f6 чёрный конь · g6 чёрная пешка · d5 чёрная пешка · e5 белый ферзь · c4 чёрная пешка · d4 белая пешка · b3 чёрный конь · c3 белая пешка · g3 белый конь · b2 белый слон · g2 белая пешка · h2 белая пешка · g1 белый король | a7 чёрная пешка · e7 чёрный ферзь · g7 чёрный король · h7 чёрная пешка · b6 чёрная пешка · e6 белая пешка · f6 чёрный конь · g6 чёрная пешка · d5 чёрная пешка · e5 белый ферзь · c4 чёрная пешка · d4 белая пешка · b3 чёрный конь · c3 белая пешка · g3 белый конь · b2 белый слон · g2 белая пешка · h2 белая пешка · g1 белый король | a7 чёрная пешка · e7 чёрный ферзь · g7 чёрный король · h7 чёрная пешка · b6 чёрная пешка · e6 белая пешка · f6 чёрный конь · g6 чёрная пешка · d5 чёрная пешка · e5 белый ферзь · c4 чёрная пешка · d4 белая пешка · b3 чёрный конь · c3 белая пешка · g3 белый конь · b2 белый слон · g2 белая пешка · h2 белая пешка · g1 белый король | a7 чёрная пешка · e7 чёрный ферзь · g7 чёрный король · h7 чёрная пешка · b6 чёрная пешка · e6 белая пешка · f6 чёрный конь · g6 чёрная пешка · d5 чёрная пешка · e5 белый ферзь · c4 чёрная пешка · d4 белая пешка · b3 чёрный конь · c3 белая пешка · g3 белый конь · b2 белый слон · g2 белая пешка · h2 белая пешка · g1 белый король | 7 |
| 6 | a7 чёрная пешка · e7 чёрный ферзь · g7 чёрный король · h7 чёрная пешка · b6 чёрная пешка · e6 белая пешка · f6 чёрный конь · g6 чёрная пешка · d5 чёрная пешка · e5 белый ферзь · c4 чёрная пешка · d4 белая пешка · b3 чёрный конь · c3 белая пешка · g3 белый конь · b2 белый слон · g2 белая пешка · h2 белая пешка · g1 белый король | a7 чёрная пешка · e7 чёрный ферзь · g7 чёрный король · h7 чёрная пешка · b6 чёрная пешка · e6 белая пешка · f6 чёрный конь · g6 чёрная пешка · d5 чёрная пешка · e5 белый ферзь · c4 чёрная пешка · d4 белая пешка · b3 чёрный конь · c3 белая пешка · g3 белый конь · b2 белый слон · g2 белая пешка · h2 белая пешка · g1 белый король | a7 чёрная пешка · e7 чёрный ферзь · g7 чёрный король · h7 чёрная пешка · b6 чёрная пешка · e6 белая пешка · f6 чёрный конь · g6 чёрная пешка · d5 чёрная пешка · e5 белый ферзь · c4 чёрная пешка · d4 белая пешка · b3 чёрный конь · c3 белая пешка · g3 белый конь · b2 белый слон · g2 белая пешка · h2 белая пешка · g1 белый король | a7 чёрная пешка · e7 чёрный ферзь · g7 чёрный король · h7 чёрная пешка · b6 чёрная пешка · e6 белая пешка · f6 чёрный конь · g6 чёрная пешка · d5 чёрная пешка · e5 белый ферзь · c4 чёрная пешка · d4 белая пешка · b3 чёрный конь · c3 белая пешка · g3 белый конь · b2 белый слон · g2 белая пешка · h2 белая пешка · g1 белый король | a7 чёрная пешка · e7 чёрный ферзь · g7 чёрный король · h7 чёрная пешка · b6 чёрная пешка · e6 белая пешка · f6 чёрный конь · g6 чёрная пешка · d5 чёрная пешка · e5 белый ферзь · c4 чёрная пешка · d4 белая пешка · b3 чёрный конь · c3 белая пешка · g3 белый конь · b2 белый слон · g2 белая пешка · h2 белая пешка · g1 белый король | a7 чёрная пешка · e7 чёрный ферзь · g7 чёрный король · h7 чёрная пешка · b6 чёрная пешка · e6 белая пешка · f6 чёрный конь · g6 чёрная пешка · d5 чёрная пешка · e5 белый ферзь · c4 чёрная пешка · d4 белая пешка · b3 чёрный конь · c3 белая пешка · g3 белый конь · b2 белый слон · g2 белая пешка · h2 белая пешка · g1 белый король | a7 чёрная пешка · e7 чёрный ферзь · g7 чёрный король · h7 чёрная пешка · b6 чёрная пешка · e6 белая пешка · f6 чёрный конь · g6 чёрная пешка · d5 чёрная пешка · e5 белый ферзь · c4 чёрная пешка · d4 белая пешка · b3 чёрный конь · c3 белая пешка · g3 белый конь · b2 белый слон · g2 белая пешка · h2 белая пешка · g1 белый король | a7 чёрная пешка · e7 чёрный ферзь · g7 чёрный король · h7 чёрная пешка · b6 чёрная пешка · e6 белая пешка · f6 чёрный конь · g6 чёрная пешка · d5 чёрная пешка · e5 белый ферзь · c4 чёрная пешка · d4 белая пешка · b3 чёрный конь · c3 белая пешка · g3 белый конь · b2 белый слон · g2 белая пешка · h2 белая пешка · g1 белый король | 6 |
| 5 | a7 чёрная пешка · e7 чёрный ферзь · g7 чёрный король · h7 чёрная пешка · b6 чёрная пешка · e6 белая пешка · f6 чёрный конь · g6 чёрная пешка · d5 чёрная пешка · e5 белый ферзь · c4 чёрная пешка · d4 белая пешка · b3 чёрный конь · c3 белая пешка · g3 белый конь · b2 белый слон · g2 белая пешка · h2 белая пешка · g1 белый король | a7 чёрная пешка · e7 чёрный ферзь · g7 чёрный король · h7 чёрная пешка · b6 чёрная пешка · e6 белая пешка · f6 чёрный конь · g6 чёрная пешка · d5 чёрная пешка · e5 белый ферзь · c4 чёрная пешка · d4 белая пешка · b3 чёрный конь · c3 белая пешка · g3 белый конь · b2 белый слон · g2 белая пешка · h2 белая пешка · g1 белый король | a7 чёрная пешка · e7 чёрный ферзь · g7 чёрный король · h7 чёрная пешка · b6 чёрная пешка · e6 белая пешка · f6 чёрный конь · g6 чёрная пешка · d5 чёрная пешка · e5 белый ферзь · c4 чёрная пешка · d4 белая пешка · b3 чёрный конь · c3 белая пешка · g3 белый конь · b2 белый слон · g2 белая пешка · h2 белая пешка · g1 белый король | a7 чёрная пешка · e7 чёрный ферзь · g7 чёрный король · h7 чёрная пешка · b6 чёрная пешка · e6 белая пешка · f6 чёрный конь · g6 чёрная пешка · d5 чёрная пешка · e5 белый ферзь · c4 чёрная пешка · d4 белая пешка · b3 чёрный конь · c3 белая пешка · g3 белый конь · b2 белый слон · g2 белая пешка · h2 белая пешка · g1 белый король | a7 чёрная пешка · e7 чёрный ферзь · g7 чёрный король · h7 чёрная пешка · b6 чёрная пешка · e6 белая пешка · f6 чёрный конь · g6 чёрная пешка · d5 чёрная пешка · e5 белый ферзь · c4 чёрная пешка · d4 белая пешка · b3 чёрный конь · c3 белая пешка · g3 белый конь · b2 белый слон · g2 белая пешка · h2 белая пешка · g1 белый король | a7 чёрная пешка · e7 чёрный ферзь · g7 чёрный король · h7 чёрная пешка · b6 чёрная пешка · e6 белая пешка · f6 чёрный конь · g6 чёрная пешка · d5 чёрная пешка · e5 белый ферзь · c4 чёрная пешка · d4 белая пешка · b3 чёрный конь · c3 белая пешка · g3 белый конь · b2 белый слон · g2 белая пешка · h2 белая пешка · g1 белый король | a7 чёрная пешка · e7 чёрный ферзь · g7 чёрный король · h7 чёрная пешка · b6 чёрная пешка · e6 белая пешка · f6 чёрный конь · g6 чёрная пешка · d5 чёрная пешка · e5 белый ферзь · c4 чёрная пешка · d4 белая пешка · b3 чёрный конь · c3 белая пешка · g3 белый конь · b2 белый слон · g2 белая пешка · h2 белая пешка · g1 белый король | a7 чёрная пешка · e7 чёрный ферзь · g7 чёрный король · h7 чёрная пешка · b6 чёрная пешка · e6 белая пешка · f6 чёрный конь · g6 чёрная пешка · d5 чёрная пешка · e5 белый ферзь · c4 чёрная пешка · d4 белая пешка · b3 чёрный конь · c3 белая пешка · g3 белый конь · b2 белый слон · g2 белая пешка · h2 белая пешка · g1 белый король | 5 |
| 4 | a7 чёрная пешка · e7 чёрный ферзь · g7 чёрный король · h7 чёрная пешка · b6 чёрная пешка · e6 белая пешка · f6 чёрный конь · g6 чёрная пешка · d5 чёрная пешка · e5 белый ферзь · c4 чёрная пешка · d4 белая пешка · b3 чёрный конь · c3 белая пешка · g3 белый конь · b2 белый слон · g2 белая пешка · h2 белая пешка · g1 белый король | a7 чёрная пешка · e7 чёрный ферзь · g7 чёрный король · h7 чёрная пешка · b6 чёрная пешка · e6 белая пешка · f6 чёрный конь · g6 чёрная пешка · d5 чёрная пешка · e5 белый ферзь · c4 чёрная пешка · d4 белая пешка · b3 чёрный конь · c3 белая пешка · g3 белый конь · b2 белый слон · g2 белая пешка · h2 белая пешка · g1 белый король | a7 чёрная пешка · e7 чёрный ферзь · g7 чёрный король · h7 чёрная пешка · b6 чёрная пешка · e6 белая пешка · f6 чёрный конь · g6 чёрная пешка · d5 чёрная пешка · e5 белый ферзь · c4 чёрная пешка · d4 белая пешка · b3 чёрный конь · c3 белая пешка · g3 белый конь · b2 белый слон · g2 белая пешка · h2 белая пешка · g1 белый король | a7 чёрная пешка · e7 чёрный ферзь · g7 чёрный король · h7 чёрная пешка · b6 чёрная пешка · e6 белая пешка · f6 чёрный конь · g6 чёрная пешка · d5 чёрная пешка · e5 белый ферзь · c4 чёрная пешка · d4 белая пешка · b3 чёрный конь · c3 белая пешка · g3 белый конь · b2 белый слон · g2 белая пешка · h2 белая пешка · g1 белый король | a7 чёрная пешка · e7 чёрный ферзь · g7 чёрный король · h7 чёрная пешка · b6 чёрная пешка · e6 белая пешка · f6 чёрный конь · g6 чёрная пешка · d5 чёрная пешка · e5 белый ферзь · c4 чёрная пешка · d4 белая пешка · b3 чёрный конь · c3 белая пешка · g3 белый конь · b2 белый слон · g2 белая пешка · h2 белая пешка · g1 белый король | a7 чёрная пешка · e7 чёрный ферзь · g7 чёрный король · h7 чёрная пешка · b6 чёрная пешка · e6 белая пешка · f6 чёрный конь · g6 чёрная пешка · d5 чёрная пешка · e5 белый ферзь · c4 чёрная пешка · d4 белая пешка · b3 чёрный конь · c3 белая пешка · g3 белый конь · b2 белый слон · g2 белая пешка · h2 белая пешка · g1 белый король | a7 чёрная пешка · e7 чёрный ферзь · g7 чёрный король · h7 чёрная пешка · b6 чёрная пешка · e6 белая пешка · f6 чёрный конь · g6 чёрная пешка · d5 чёрная пешка · e5 белый ферзь · c4 чёрная пешка · d4 белая пешка · b3 чёрный конь · c3 белая пешка · g3 белый конь · b2 белый слон · g2 белая пешка · h2 белая пешка · g1 белый король | a7 чёрная пешка · e7 чёрный ферзь · g7 чёрный король · h7 чёрная пешка · b6 чёрная пешка · e6 белая пешка · f6 чёрный конь · g6 чёрная пешка · d5 чёрная пешка · e5 белый ферзь · c4 чёрная пешка · d4 белая пешка · b3 чёрный конь · c3 белая пешка · g3 белый конь · b2 белый слон · g2 белая пешка · h2 белая пешка · g1 белый король | 4 |
| 3 | a7 чёрная пешка · e7 чёрный ферзь · g7 чёрный король · h7 чёрная пешка · b6 чёрная пешка · e6 белая пешка · f6 чёрный конь · g6 чёрная пешка · d5 чёрная пешка · e5 белый ферзь · c4 чёрная пешка · d4 белая пешка · b3 чёрный конь · c3 белая пешка · g3 белый конь · b2 белый слон · g2 белая пешка · h2 белая пешка · g1 белый король | a7 чёрная пешка · e7 чёрный ферзь · g7 чёрный король · h7 чёрная пешка · b6 чёрная пешка · e6 белая пешка · f6 чёрный конь · g6 чёрная пешка · d5 чёрная пешка · e5 белый ферзь · c4 чёрная пешка · d4 белая пешка · b3 чёрный конь · c3 белая пешка · g3 белый конь · b2 белый слон · g2 белая пешка · h2 белая пешка · g1 белый король | a7 чёрная пешка · e7 чёрный ферзь · g7 чёрный король · h7 чёрная пешка · b6 чёрная пешка · e6 белая пешка · f6 чёрный конь · g6 чёрная пешка · d5 чёрная пешка · e5 белый ферзь · c4 чёрная пешка · d4 белая пешка · b3 чёрный конь · c3 белая пешка · g3 белый конь · b2 белый слон · g2 белая пешка · h2 белая пешка · g1 белый король | a7 чёрная пешка · e7 чёрный ферзь · g7 чёрный король · h7 чёрная пешка · b6 чёрная пешка · e6 белая пешка · f6 чёрный конь · g6 чёрная пешка · d5 чёрная пешка · e5 белый ферзь · c4 чёрная пешка · d4 белая пешка · b3 чёрный конь · c3 белая пешка · g3 белый конь · b2 белый слон · g2 белая пешка · h2 белая пешка · g1 белый король | a7 чёрная пешка · e7 чёрный ферзь · g7 чёрный король · h7 чёрная пешка · b6 чёрная пешка · e6 белая пешка · f6 чёрный конь · g6 чёрная пешка · d5 чёрная пешка · e5 белый ферзь · c4 чёрная пешка · d4 белая пешка · b3 чёрный конь · c3 белая пешка · g3 белый конь · b2 белый слон · g2 белая пешка · h2 белая пешка · g1 белый король | a7 чёрная пешка · e7 чёрный ферзь · g7 чёрный король · h7 чёрная пешка · b6 чёрная пешка · e6 белая пешка · f6 чёрный конь · g6 чёрная пешка · d5 чёрная пешка · e5 белый ферзь · c4 чёрная пешка · d4 белая пешка · b3 чёрный конь · c3 белая пешка · g3 белый конь · b2 белый слон · g2 белая пешка · h2 белая пешка · g1 белый король | a7 чёрная пешка · e7 чёрный ферзь · g7 чёрный король · h7 чёрная пешка · b6 чёрная пешка · e6 белая пешка · f6 чёрный конь · g6 чёрная пешка · d5 чёрная пешка · e5 белый ферзь · c4 чёрная пешка · d4 белая пешка · b3 чёрный конь · c3 белая пешка · g3 белый конь · b2 белый слон · g2 белая пешка · h2 белая пешка · g1 белый король | a7 чёрная пешка · e7 чёрный ферзь · g7 чёрный король · h7 чёрная пешка · b6 чёрная пешка · e6 белая пешка · f6 чёрный конь · g6 чёрная пешка · d5 чёрная пешка · e5 белый ферзь · c4 чёрная пешка · d4 белая пешка · b3 чёрный конь · c3 белая пешка · g3 белый конь · b2 белый слон · g2 белая пешка · h2 белая пешка · g1 белый король | 3 |
| 2 | a7 чёрная пешка · e7 чёрный ферзь · g7 чёрный король · h7 чёрная пешка · b6 чёрная пешка · e6 белая пешка · f6 чёрный конь · g6 чёрная пешка · d5 чёрная пешка · e5 белый ферзь · c4 чёрная пешка · d4 белая пешка · b3 чёрный конь · c3 белая пешка · g3 белый конь · b2 белый слон · g2 белая пешка · h2 белая пешка · g1 белый король | a7 чёрная пешка · e7 чёрный ферзь · g7 чёрный король · h7 чёрная пешка · b6 чёрная пешка · e6 белая пешка · f6 чёрный конь · g6 чёрная пешка · d5 чёрная пешка · e5 белый ферзь · c4 чёрная пешка · d4 белая пешка · b3 чёрный конь · c3 белая пешка · g3 белый конь · b2 белый слон · g2 белая пешка · h2 белая пешка · g1 белый король | a7 чёрная пешка · e7 чёрный ферзь · g7 чёрный король · h7 чёрная пешка · b6 чёрная пешка · e6 белая пешка · f6 чёрный конь · g6 чёрная пешка · d5 чёрная пешка · e5 белый ферзь · c4 чёрная пешка · d4 белая пешка · b3 чёрный конь · c3 белая пешка · g3 белый конь · b2 белый слон · g2 белая пешка · h2 белая пешка · g1 белый король | a7 чёрная пешка · e7 чёрный ферзь · g7 чёрный король · h7 чёрная пешка · b6 чёрная пешка · e6 белая пешка · f6 чёрный конь · g6 чёрная пешка · d5 чёрная пешка · e5 белый ферзь · c4 чёрная пешка · d4 белая пешка · b3 чёрный конь · c3 белая пешка · g3 белый конь · b2 белый слон · g2 белая пешка · h2 белая пешка · g1 белый король | a7 чёрная пешка · e7 чёрный ферзь · g7 чёрный король · h7 чёрная пешка · b6 чёрная пешка · e6 белая пешка · f6 чёрный конь · g6 чёрная пешка · d5 чёрная пешка · e5 белый ферзь · c4 чёрная пешка · d4 белая пешка · b3 чёрный конь · c3 белая пешка · g3 белый конь · b2 белый слон · g2 белая пешка · h2 белая пешка · g1 белый король | a7 чёрная пешка · e7 чёрный ферзь · g7 чёрный король · h7 чёрная пешка · b6 чёрная пешка · e6 белая пешка · f6 чёрный конь · g6 чёрная пешка · d5 чёрная пешка · e5 белый ферзь · c4 чёрная пешка · d4 белая пешка · b3 чёрный конь · c3 белая пешка · g3 белый конь · b2 белый слон · g2 белая пешка · h2 белая пешка · g1 белый король | a7 чёрная пешка · e7 чёрный ферзь · g7 чёрный король · h7 чёрная пешка · b6 чёрная пешка · e6 белая пешка · f6 чёрный конь · g6 чёрная пешка · d5 чёрная пешка · e5 белый ферзь · c4 чёрная пешка · d4 белая пешка · b3 чёрный конь · c3 белая пешка · g3 белый конь · b2 белый слон · g2 белая пешка · h2 белая пешка · g1 белый король | a7 чёрная пешка · e7 чёрный ферзь · g7 чёрный король · h7 чёрная пешка · b6 чёрная пешка · e6 белая пешка · f6 чёрный конь · g6 чёрная пешка · d5 чёрная пешка · e5 белый ферзь · c4 чёрная пешка · d4 белая пешка · b3 чёрный конь · c3 белая пешка · g3 белый конь · b2 белый слон · g2 белая пешка · h2 белая пешка · g1 белый король | 2 |
| 1 | a7 чёрная пешка · e7 чёрный ферзь · g7 чёрный король · h7 чёрная пешка · b6 чёрная пешка · e6 белая пешка · f6 чёрный конь · g6 чёрная пешка · d5 чёрная пешка · e5 белый ферзь · c4 чёрная пешка · d4 белая пешка · b3 чёрный конь · c3 белая пешка · g3 белый конь · b2 белый слон · g2 белая пешка · h2 белая пешка · g1 белый король | a7 чёрная пешка · e7 чёрный ферзь · g7 чёрный король · h7 чёрная пешка · b6 чёрная пешка · e6 белая пешка · f6 чёрный конь · g6 чёрная пешка · d5 чёрная пешка · e5 белый ферзь · c4 чёрная пешка · d4 белая пешка · b3 чёрный конь · c3 белая пешка · g3 белый конь · b2 белый слон · g2 белая пешка · h2 белая пешка · g1 белый король | a7 чёрная пешка · e7 чёрный ферзь · g7 чёрный король · h7 чёрная пешка · b6 чёрная пешка · e6 белая пешка · f6 чёрный конь · g6 чёрная пешка · d5 чёрная пешка · e5 белый ферзь · c4 чёрная пешка · d4 белая пешка · b3 чёрный конь · c3 белая пешка · g3 белый конь · b2 белый слон · g2 белая пешка · h2 белая пешка · g1 белый король | a7 чёрная пешка · e7 чёрный ферзь · g7 чёрный король · h7 чёрная пешка · b6 чёрная пешка · e6 белая пешка · f6 чёрный конь · g6 чёрная пешка · d5 чёрная пешка · e5 белый ферзь · c4 чёрная пешка · d4 белая пешка · b3 чёрный конь · c3 белая пешка · g3 белый конь · b2 белый слон · g2 белая пешка · h2 белая пешка · g1 белый король | a7 чёрная пешка · e7 чёрный ферзь · g7 чёрный король · h7 чёрная пешка · b6 чёрная пешка · e6 белая пешка · f6 чёрный конь · g6 чёрная пешка · d5 чёрная пешка · e5 белый ферзь · c4 чёрная пешка · d4 белая пешка · b3 чёрный конь · c3 белая пешка · g3 белый конь · b2 белый слон · g2 белая пешка · h2 белая пешка · g1 белый король | a7 чёрная пешка · e7 чёрный ферзь · g7 чёрный король · h7 чёрная пешка · b6 чёрная пешка · e6 белая пешка · f6 чёрный конь · g6 чёрная пешка · d5 чёрная пешка · e5 белый ферзь · c4 чёрная пешка · d4 белая пешка · b3 чёрный конь · c3 белая пешка · g3 белый конь · b2 белый слон · g2 белая пешка · h2 белая пешка · g1 белый король | a7 чёрная пешка · e7 чёрный ферзь · g7 чёрный король · h7 чёрная пешка · b6 чёрная пешка · e6 белая пешка · f6 чёрный конь · g6 чёрная пешка · d5 чёрная пешка · e5 белый ферзь · c4 чёрная пешка · d4 белая пешка · b3 чёрный конь · c3 белая пешка · g3 белый конь · b2 белый слон · g2 белая пешка · h2 белая пешка · g1 белый король | a7 чёрная пешка · e7 чёрный ферзь · g7 чёрный король · h7 чёрная пешка · b6 чёрная пешка · e6 белая пешка · f6 чёрный конь · g6 чёрная пешка · d5 чёрная пешка · e5 белый ферзь · c4 чёрная пешка · d4 белая пешка · b3 чёрный конь · c3 белая пешка · g3 белый конь · b2 белый слон · g2 белая пешка · h2 белая пешка · g1 белый король | 1 |
|   | a | b | c | d | e | f | g | h |   |

[Event "AVRO"]
[Site "The Netherlands"]
[Date "1938.11.22"]
[EventDate "1938.11.06"]
[Round "11"]
[Result "1-0"]
[White "Mikhail Botvinnik"]
[Black "Jose Raul Capablanca"]
[ECO "E40"]
[WhiteElo "?"]
[BlackElo "?"]
[PlyCount "81"]
1.d4 Nf6 2.c4 e6 3.Nc3 Bb4 4.e3 d5 5.a3 Bxc3+ 6.bxc3 c5 7.cxd5
exd5 8.Bd3 O-O 9.Ne2 b6 10.O-O Ba6 11.Bxa6 Nxa6 12.Bb2 Qd7
13.a4 Rfe8 14.Qd3 c4 15.Qc2 Nb8 16.Rae1 Nc6 17.Ng3 Na5 18.f3
Nb3 19.e4 Qxa4 20.e5 Nd7 21.Qf2 g6 22.f4 f5 23.exf6 Nxf6 24.f5
Rxe1 25.Rxe1 Re8 26.Re6 Rxe6 27.fxe6 Kg7 28.Qf4 Qe8 29.Qe5 Qe7
30.Ba3 Qxa3 31.Nh5+ gxh5 32.Qg5+ Kf8 33.Qxf6+ Kg8 34.e7 Qc1+
35.Kf2 Qc2+ 36.Kg3 Qd3+ 37.Kh4 Qe4+ 38.Kxh5 Qe2+ 39.Kh4 Qe4+
40.g4 Qe1+ 41.Kh5 1-0
Также всемирную известность получила партия с Алехиным, который сказал, что только в этой единственной партии турнира почувствовал, что соперник по-настоящему переиграл его. Турнир ознаменовал начало новой эры в шахматах, в которой сильнейшие игроки прошлого — Капабланка и Алехин — уступили свои позиции молодым.
[Event "AVRO"]
[Site "The Netherlands"]
[Date "1938.11.15"]
[EventDate "1938.11.06"]
[Round "7"]
[Result "1-0"]
[White "Mikhail Botvinnik"]
[Black "Alexander Alekhine"]
[ECO "D41"]
[WhiteElo "?"]
[BlackElo "?"]
[PlyCount "101"]
1. Nf3 d5 2. d4 Nf6 3. c4 e6 4. Nc3 c5 5. cxd5 Nxd5 6. e3 Nc6
7. Bc4 cxd4 8. exd4 Be7 9. O-O O-O 10. Re1 b6 11. Nxd5 exd5
12. Bb5 Bd7 13. Qa4 Nb8 14. Bf4 Bxb5 15. Qxb5 a6 16. Qa4 Bd6
17. Bxd6 Qxd6 18. Rac1 Ra7 19. Qc2 Re7 20. Rxe7 Qxe7 21. Qc7
Qxc7 22. Rxc7 f6 23. Kf1 Rf7 24. Rc8+ Rf8 25. Rc3 g5 26. Ne1
h5 27. h4 Nd7 28. Rc7 Rf7 29. Nf3 g4 30. Ne1 f5 31. Nd3 f4
32. f3 gxf3 33. gxf3 a5 34. a4 Kf8 35. Rc6 Ke7 36. Kf2 Rf5
37. b3 Kd8 38. Ke2 Nb8 39. Rg6 Kc7 40. Ne5 Na6 41. Rg7+ Kc8
42. Nc6 Rf6 43. Ne7+ Kb8 44. Nxd5 Rd6 45. Rg5 Nb4 46. Nxb4
axb4 47. Rxh5 Rc6 48. Rb5 Kc7 49. Rxb4 Rh6 50. Rb5 Rxh4
51. Kd3 1-0
Ботвинник во время турнира соблюдал строгий режим: правильно совмещал отдых и подготовку. После соревнования он встретился с Алехиным и вёл переговоры о матче на первенство мира. Советское правительство поддержало Ботвинника, разрешило организацию и финансирование матча. Алехин хотел вернуться в Россию, поэтому принял вызов Ботвинника, но начало Второй мировой войны помешало проведению матча.
После шестилетнего перерыва, в 1939 году Ботвинник выиграл чемпионат СССР, не проиграв ни одной партии и обыграв в решающем туре Александра Котова. Позже он опубликовал научную работу, посвящённую итогам чемпионата. Имея опыт игры с сильными зарубежными шахматистами, Ботвинник разобрал партии чемпионата и проанализировал игру советских мастеров. В 1940 году выиграл матч у Вячеслава Рагозина, одержав 5 побед при 7 ничьих. Ботвинник и Керес считались фаворитами в чемпионате СССР 1941, но оба не заняли призовых мест. Ботвинник проиграл в первом туре, к 10-му вышел на 1-е место, затем играл неуверенно, проиграл 4 партии и в итоге поделил 5-6 места с Исааком Болеславским. В 1941 году уверенно выиграл матч-турнир за звание абсолютного чемпиона СССР, обеспечив себе победу за несколько туров до конца.
В 1941 году Ботвинник за месяц до начала блокады Ленинграда эвакуировался из города, у него ухудшалось зрение. Шахматиста признали негодным к военной службе, он отправился на Урал и работал в Молотове инженером-электриком на оборонном производстве. Свободное время уделял созданию сборника партий прошедшего матча-турнира, который издал в 1947 году. Позже сборник стал одним из лучших аналитических трудов в мировой шахматной литературе. В январе 1943 года он написал письмо властям с просьбой освободить его от работы для занятий шахматами и получил одобрение от Вячеслава Молотова. Также в 1943 году Ботвинник сыграл в турнире мастеров в Свердловске, выиграв у каждого из семи участников матчи с результатом 1½—½ и итоговым +7-0=7. Позже он переехал в Москву и в конце 1943 года принял участие в чемпионате Москвы, также став победителем (+11-1=3). На чемпионате СССР 1944 сильным конкурентом Ботвинника был Василий Смыслов. В середине турнира Ботвинник обыграл его и в дальнейшем выиграл чемпионат. В 1945 году Ботвинник в шестой раз выиграл чемпионат СССР — не проиграл ни одной партии и опередил Болеславского на 3 очка.

### Чемпион мира
Победы в крупных турнирах — на чемпионатах страны и в командных радиоматчах с США (1945) и Великобританией (1946) — показали, что Ботвинник готов играть матч за звание чемпиона мира. 4 февраля 1946 года Ботвинник направил письмо Алехину с подтверждением вызова на матч и просьбой согласовать место и время. По сообщению португальского мастера Люпи, Алехин начал готовиться, 23 марта 1946 года Британская шахматная федерация предложила Лондон в качестве места проведения, но 24 марта Алехин скоропостижно скончался. Впервые за 60 лет в шахматном мире не было чемпиона, и впервые чемпион ушёл непобеждённым.
Для выяснения сильнейших шахматистов был важен турнир Гронинген 1946, куда пригласили пятерых советских шахматистов, включая Ботвинника. Благодаря ничьей с Эйве (он занял 2-е место), Ботвинник стал победителем турнира. В 1946 году Фред Рейнфельд писал: «Буквально во всём шахматном мире Ботвинник считается величайшим из современных мастеров. Он имеет все атрибуты чемпиона мира».
|   | a | b | c | d | e | f | g | h |   |
| - | --- | --- | --- | --- | --- | --- | --- | --- | - |
| 8 | a8 чёрный король · c8 чёрная ладья · h8 чёрная ладья · a7 чёрная пешка · b7 белая ладья · d7 чёрный слон · g7 чёрная пешка · h7 чёрная пешка · a6 белая пешка · b6 чёрная пешка · e6 чёрная пешка · f6 чёрная пешка · b5 чёрная пешка · d4 белая пешка · e4 белая пешка · a3 белый конь · d3 белый король · f3 белая пешка · g3 белая пешка · h2 белая пешка · c1 белая ладья | a8 чёрный король · c8 чёрная ладья · h8 чёрная ладья · a7 чёрная пешка · b7 белая ладья · d7 чёрный слон · g7 чёрная пешка · h7 чёрная пешка · a6 белая пешка · b6 чёрная пешка · e6 чёрная пешка · f6 чёрная пешка · b5 чёрная пешка · d4 белая пешка · e4 белая пешка · a3 белый конь · d3 белый король · f3 белая пешка · g3 белая пешка · h2 белая пешка · c1 белая ладья | a8 чёрный король · c8 чёрная ладья · h8 чёрная ладья · a7 чёрная пешка · b7 белая ладья · d7 чёрный слон · g7 чёрная пешка · h7 чёрная пешка · a6 белая пешка · b6 чёрная пешка · e6 чёрная пешка · f6 чёрная пешка · b5 чёрная пешка · d4 белая пешка · e4 белая пешка · a3 белый конь · d3 белый король · f3 белая пешка · g3 белая пешка · h2 белая пешка · c1 белая ладья | a8 чёрный король · c8 чёрная ладья · h8 чёрная ладья · a7 чёрная пешка · b7 белая ладья · d7 чёрный слон · g7 чёрная пешка · h7 чёрная пешка · a6 белая пешка · b6 чёрная пешка · e6 чёрная пешка · f6 чёрная пешка · b5 чёрная пешка · d4 белая пешка · e4 белая пешка · a3 белый конь · d3 белый король · f3 белая пешка · g3 белая пешка · h2 белая пешка · c1 белая ладья | a8 чёрный король · c8 чёрная ладья · h8 чёрная ладья · a7 чёрная пешка · b7 белая ладья · d7 чёрный слон · g7 чёрная пешка · h7 чёрная пешка · a6 белая пешка · b6 чёрная пешка · e6 чёрная пешка · f6 чёрная пешка · b5 чёрная пешка · d4 белая пешка · e4 белая пешка · a3 белый конь · d3 белый король · f3 белая пешка · g3 белая пешка · h2 белая пешка · c1 белая ладья | a8 чёрный король · c8 чёрная ладья · h8 чёрная ладья · a7 чёрная пешка · b7 белая ладья · d7 чёрный слон · g7 чёрная пешка · h7 чёрная пешка · a6 белая пешка · b6 чёрная пешка · e6 чёрная пешка · f6 чёрная пешка · b5 чёрная пешка · d4 белая пешка · e4 белая пешка · a3 белый конь · d3 белый король · f3 белая пешка · g3 белая пешка · h2 белая пешка · c1 белая ладья | a8 чёрный король · c8 чёрная ладья · h8 чёрная ладья · a7 чёрная пешка · b7 белая ладья · d7 чёрный слон · g7 чёрная пешка · h7 чёрная пешка · a6 белая пешка · b6 чёрная пешка · e6 чёрная пешка · f6 чёрная пешка · b5 чёрная пешка · d4 белая пешка · e4 белая пешка · a3 белый конь · d3 белый король · f3 белая пешка · g3 белая пешка · h2 белая пешка · c1 белая ладья | a8 чёрный король · c8 чёрная ладья · h8 чёрная ладья · a7 чёрная пешка · b7 белая ладья · d7 чёрный слон · g7 чёрная пешка · h7 чёрная пешка · a6 белая пешка · b6 чёрная пешка · e6 чёрная пешка · f6 чёрная пешка · b5 чёрная пешка · d4 белая пешка · e4 белая пешка · a3 белый конь · d3 белый король · f3 белая пешка · g3 белая пешка · h2 белая пешка · c1 белая ладья | 8 |
| 7 | a8 чёрный король · c8 чёрная ладья · h8 чёрная ладья · a7 чёрная пешка · b7 белая ладья · d7 чёрный слон · g7 чёрная пешка · h7 чёрная пешка · a6 белая пешка · b6 чёрная пешка · e6 чёрная пешка · f6 чёрная пешка · b5 чёрная пешка · d4 белая пешка · e4 белая пешка · a3 белый конь · d3 белый король · f3 белая пешка · g3 белая пешка · h2 белая пешка · c1 белая ладья | a8 чёрный король · c8 чёрная ладья · h8 чёрная ладья · a7 чёрная пешка · b7 белая ладья · d7 чёрный слон · g7 чёрная пешка · h7 чёрная пешка · a6 белая пешка · b6 чёрная пешка · e6 чёрная пешка · f6 чёрная пешка · b5 чёрная пешка · d4 белая пешка · e4 белая пешка · a3 белый конь · d3 белый король · f3 белая пешка · g3 белая пешка · h2 белая пешка · c1 белая ладья | a8 чёрный король · c8 чёрная ладья · h8 чёрная ладья · a7 чёрная пешка · b7 белая ладья · d7 чёрный слон · g7 чёрная пешка · h7 чёрная пешка · a6 белая пешка · b6 чёрная пешка · e6 чёрная пешка · f6 чёрная пешка · b5 чёрная пешка · d4 белая пешка · e4 белая пешка · a3 белый конь · d3 белый король · f3 белая пешка · g3 белая пешка · h2 белая пешка · c1 белая ладья | a8 чёрный король · c8 чёрная ладья · h8 чёрная ладья · a7 чёрная пешка · b7 белая ладья · d7 чёрный слон · g7 чёрная пешка · h7 чёрная пешка · a6 белая пешка · b6 чёрная пешка · e6 чёрная пешка · f6 чёрная пешка · b5 чёрная пешка · d4 белая пешка · e4 белая пешка · a3 белый конь · d3 белый король · f3 белая пешка · g3 белая пешка · h2 белая пешка · c1 белая ладья | a8 чёрный король · c8 чёрная ладья · h8 чёрная ладья · a7 чёрная пешка · b7 белая ладья · d7 чёрный слон · g7 чёрная пешка · h7 чёрная пешка · a6 белая пешка · b6 чёрная пешка · e6 чёрная пешка · f6 чёрная пешка · b5 чёрная пешка · d4 белая пешка · e4 белая пешка · a3 белый конь · d3 белый король · f3 белая пешка · g3 белая пешка · h2 белая пешка · c1 белая ладья | a8 чёрный король · c8 чёрная ладья · h8 чёрная ладья · a7 чёрная пешка · b7 белая ладья · d7 чёрный слон · g7 чёрная пешка · h7 чёрная пешка · a6 белая пешка · b6 чёрная пешка · e6 чёрная пешка · f6 чёрная пешка · b5 чёрная пешка · d4 белая пешка · e4 белая пешка · a3 белый конь · d3 белый король · f3 белая пешка · g3 белая пешка · h2 белая пешка · c1 белая ладья | a8 чёрный король · c8 чёрная ладья · h8 чёрная ладья · a7 чёрная пешка · b7 белая ладья · d7 чёрный слон · g7 чёрная пешка · h7 чёрная пешка · a6 белая пешка · b6 чёрная пешка · e6 чёрная пешка · f6 чёрная пешка · b5 чёрная пешка · d4 белая пешка · e4 белая пешка · a3 белый конь · d3 белый король · f3 белая пешка · g3 белая пешка · h2 белая пешка · c1 белая ладья | a8 чёрный король · c8 чёрная ладья · h8 чёрная ладья · a7 чёрная пешка · b7 белая ладья · d7 чёрный слон · g7 чёрная пешка · h7 чёрная пешка · a6 белая пешка · b6 чёрная пешка · e6 чёрная пешка · f6 чёрная пешка · b5 чёрная пешка · d4 белая пешка · e4 белая пешка · a3 белый конь · d3 белый король · f3 белая пешка · g3 белая пешка · h2 белая пешка · c1 белая ладья | 7 |
| 6 | a8 чёрный король · c8 чёрная ладья · h8 чёрная ладья · a7 чёрная пешка · b7 белая ладья · d7 чёрный слон · g7 чёрная пешка · h7 чёрная пешка · a6 белая пешка · b6 чёрная пешка · e6 чёрная пешка · f6 чёрная пешка · b5 чёрная пешка · d4 белая пешка · e4 белая пешка · a3 белый конь · d3 белый король · f3 белая пешка · g3 белая пешка · h2 белая пешка · c1 белая ладья | a8 чёрный король · c8 чёрная ладья · h8 чёрная ладья · a7 чёрная пешка · b7 белая ладья · d7 чёрный слон · g7 чёрная пешка · h7 чёрная пешка · a6 белая пешка · b6 чёрная пешка · e6 чёрная пешка · f6 чёрная пешка · b5 чёрная пешка · d4 белая пешка · e4 белая пешка · a3 белый конь · d3 белый король · f3 белая пешка · g3 белая пешка · h2 белая пешка · c1 белая ладья | a8 чёрный король · c8 чёрная ладья · h8 чёрная ладья · a7 чёрная пешка · b7 белая ладья · d7 чёрный слон · g7 чёрная пешка · h7 чёрная пешка · a6 белая пешка · b6 чёрная пешка · e6 чёрная пешка · f6 чёрная пешка · b5 чёрная пешка · d4 белая пешка · e4 белая пешка · a3 белый конь · d3 белый король · f3 белая пешка · g3 белая пешка · h2 белая пешка · c1 белая ладья | a8 чёрный король · c8 чёрная ладья · h8 чёрная ладья · a7 чёрная пешка · b7 белая ладья · d7 чёрный слон · g7 чёрная пешка · h7 чёрная пешка · a6 белая пешка · b6 чёрная пешка · e6 чёрная пешка · f6 чёрная пешка · b5 чёрная пешка · d4 белая пешка · e4 белая пешка · a3 белый конь · d3 белый король · f3 белая пешка · g3 белая пешка · h2 белая пешка · c1 белая ладья | a8 чёрный король · c8 чёрная ладья · h8 чёрная ладья · a7 чёрная пешка · b7 белая ладья · d7 чёрный слон · g7 чёрная пешка · h7 чёрная пешка · a6 белая пешка · b6 чёрная пешка · e6 чёрная пешка · f6 чёрная пешка · b5 чёрная пешка · d4 белая пешка · e4 белая пешка · a3 белый конь · d3 белый король · f3 белая пешка · g3 белая пешка · h2 белая пешка · c1 белая ладья | a8 чёрный король · c8 чёрная ладья · h8 чёрная ладья · a7 чёрная пешка · b7 белая ладья · d7 чёрный слон · g7 чёрная пешка · h7 чёрная пешка · a6 белая пешка · b6 чёрная пешка · e6 чёрная пешка · f6 чёрная пешка · b5 чёрная пешка · d4 белая пешка · e4 белая пешка · a3 белый конь · d3 белый король · f3 белая пешка · g3 белая пешка · h2 белая пешка · c1 белая ладья | a8 чёрный король · c8 чёрная ладья · h8 чёрная ладья · a7 чёрная пешка · b7 белая ладья · d7 чёрный слон · g7 чёрная пешка · h7 чёрная пешка · a6 белая пешка · b6 чёрная пешка · e6 чёрная пешка · f6 чёрная пешка · b5 чёрная пешка · d4 белая пешка · e4 белая пешка · a3 белый конь · d3 белый король · f3 белая пешка · g3 белая пешка · h2 белая пешка · c1 белая ладья | a8 чёрный король · c8 чёрная ладья · h8 чёрная ладья · a7 чёрная пешка · b7 белая ладья · d7 чёрный слон · g7 чёрная пешка · h7 чёрная пешка · a6 белая пешка · b6 чёрная пешка · e6 чёрная пешка · f6 чёрная пешка · b5 чёрная пешка · d4 белая пешка · e4 белая пешка · a3 белый конь · d3 белый король · f3 белая пешка · g3 белая пешка · h2 белая пешка · c1 белая ладья | 6 |
| 5 | a8 чёрный король · c8 чёрная ладья · h8 чёрная ладья · a7 чёрная пешка · b7 белая ладья · d7 чёрный слон · g7 чёрная пешка · h7 чёрная пешка · a6 белая пешка · b6 чёрная пешка · e6 чёрная пешка · f6 чёрная пешка · b5 чёрная пешка · d4 белая пешка · e4 белая пешка · a3 белый конь · d3 белый король · f3 белая пешка · g3 белая пешка · h2 белая пешка · c1 белая ладья | a8 чёрный король · c8 чёрная ладья · h8 чёрная ладья · a7 чёрная пешка · b7 белая ладья · d7 чёрный слон · g7 чёрная пешка · h7 чёрная пешка · a6 белая пешка · b6 чёрная пешка · e6 чёрная пешка · f6 чёрная пешка · b5 чёрная пешка · d4 белая пешка · e4 белая пешка · a3 белый конь · d3 белый король · f3 белая пешка · g3 белая пешка · h2 белая пешка · c1 белая ладья | a8 чёрный король · c8 чёрная ладья · h8 чёрная ладья · a7 чёрная пешка · b7 белая ладья · d7 чёрный слон · g7 чёрная пешка · h7 чёрная пешка · a6 белая пешка · b6 чёрная пешка · e6 чёрная пешка · f6 чёрная пешка · b5 чёрная пешка · d4 белая пешка · e4 белая пешка · a3 белый конь · d3 белый король · f3 белая пешка · g3 белая пешка · h2 белая пешка · c1 белая ладья | a8 чёрный король · c8 чёрная ладья · h8 чёрная ладья · a7 чёрная пешка · b7 белая ладья · d7 чёрный слон · g7 чёрная пешка · h7 чёрная пешка · a6 белая пешка · b6 чёрная пешка · e6 чёрная пешка · f6 чёрная пешка · b5 чёрная пешка · d4 белая пешка · e4 белая пешка · a3 белый конь · d3 белый король · f3 белая пешка · g3 белая пешка · h2 белая пешка · c1 белая ладья | a8 чёрный король · c8 чёрная ладья · h8 чёрная ладья · a7 чёрная пешка · b7 белая ладья · d7 чёрный слон · g7 чёрная пешка · h7 чёрная пешка · a6 белая пешка · b6 чёрная пешка · e6 чёрная пешка · f6 чёрная пешка · b5 чёрная пешка · d4 белая пешка · e4 белая пешка · a3 белый конь · d3 белый король · f3 белая пешка · g3 белая пешка · h2 белая пешка · c1 белая ладья | a8 чёрный король · c8 чёрная ладья · h8 чёрная ладья · a7 чёрная пешка · b7 белая ладья · d7 чёрный слон · g7 чёрная пешка · h7 чёрная пешка · a6 белая пешка · b6 чёрная пешка · e6 чёрная пешка · f6 чёрная пешка · b5 чёрная пешка · d4 белая пешка · e4 белая пешка · a3 белый конь · d3 белый король · f3 белая пешка · g3 белая пешка · h2 белая пешка · c1 белая ладья | a8 чёрный король · c8 чёрная ладья · h8 чёрная ладья · a7 чёрная пешка · b7 белая ладья · d7 чёрный слон · g7 чёрная пешка · h7 чёрная пешка · a6 белая пешка · b6 чёрная пешка · e6 чёрная пешка · f6 чёрная пешка · b5 чёрная пешка · d4 белая пешка · e4 белая пешка · a3 белый конь · d3 белый король · f3 белая пешка · g3 белая пешка · h2 белая пешка · c1 белая ладья | a8 чёрный король · c8 чёрная ладья · h8 чёрная ладья · a7 чёрная пешка · b7 белая ладья · d7 чёрный слон · g7 чёрная пешка · h7 чёрная пешка · a6 белая пешка · b6 чёрная пешка · e6 чёрная пешка · f6 чёрная пешка · b5 чёрная пешка · d4 белая пешка · e4 белая пешка · a3 белый конь · d3 белый король · f3 белая пешка · g3 белая пешка · h2 белая пешка · c1 белая ладья | 5 |
| 4 | a8 чёрный король · c8 чёрная ладья · h8 чёрная ладья · a7 чёрная пешка · b7 белая ладья · d7 чёрный слон · g7 чёрная пешка · h7 чёрная пешка · a6 белая пешка · b6 чёрная пешка · e6 чёрная пешка · f6 чёрная пешка · b5 чёрная пешка · d4 белая пешка · e4 белая пешка · a3 белый конь · d3 белый король · f3 белая пешка · g3 белая пешка · h2 белая пешка · c1 белая ладья | a8 чёрный король · c8 чёрная ладья · h8 чёрная ладья · a7 чёрная пешка · b7 белая ладья · d7 чёрный слон · g7 чёрная пешка · h7 чёрная пешка · a6 белая пешка · b6 чёрная пешка · e6 чёрная пешка · f6 чёрная пешка · b5 чёрная пешка · d4 белая пешка · e4 белая пешка · a3 белый конь · d3 белый король · f3 белая пешка · g3 белая пешка · h2 белая пешка · c1 белая ладья | a8 чёрный король · c8 чёрная ладья · h8 чёрная ладья · a7 чёрная пешка · b7 белая ладья · d7 чёрный слон · g7 чёрная пешка · h7 чёрная пешка · a6 белая пешка · b6 чёрная пешка · e6 чёрная пешка · f6 чёрная пешка · b5 чёрная пешка · d4 белая пешка · e4 белая пешка · a3 белый конь · d3 белый король · f3 белая пешка · g3 белая пешка · h2 белая пешка · c1 белая ладья | a8 чёрный король · c8 чёрная ладья · h8 чёрная ладья · a7 чёрная пешка · b7 белая ладья · d7 чёрный слон · g7 чёрная пешка · h7 чёрная пешка · a6 белая пешка · b6 чёрная пешка · e6 чёрная пешка · f6 чёрная пешка · b5 чёрная пешка · d4 белая пешка · e4 белая пешка · a3 белый конь · d3 белый король · f3 белая пешка · g3 белая пешка · h2 белая пешка · c1 белая ладья | a8 чёрный король · c8 чёрная ладья · h8 чёрная ладья · a7 чёрная пешка · b7 белая ладья · d7 чёрный слон · g7 чёрная пешка · h7 чёрная пешка · a6 белая пешка · b6 чёрная пешка · e6 чёрная пешка · f6 чёрная пешка · b5 чёрная пешка · d4 белая пешка · e4 белая пешка · a3 белый конь · d3 белый король · f3 белая пешка · g3 белая пешка · h2 белая пешка · c1 белая ладья | a8 чёрный король · c8 чёрная ладья · h8 чёрная ладья · a7 чёрная пешка · b7 белая ладья · d7 чёрный слон · g7 чёрная пешка · h7 чёрная пешка · a6 белая пешка · b6 чёрная пешка · e6 чёрная пешка · f6 чёрная пешка · b5 чёрная пешка · d4 белая пешка · e4 белая пешка · a3 белый конь · d3 белый король · f3 белая пешка · g3 белая пешка · h2 белая пешка · c1 белая ладья | a8 чёрный король · c8 чёрная ладья · h8 чёрная ладья · a7 чёрная пешка · b7 белая ладья · d7 чёрный слон · g7 чёрная пешка · h7 чёрная пешка · a6 белая пешка · b6 чёрная пешка · e6 чёрная пешка · f6 чёрная пешка · b5 чёрная пешка · d4 белая пешка · e4 белая пешка · a3 белый конь · d3 белый король · f3 белая пешка · g3 белая пешка · h2 белая пешка · c1 белая ладья | a8 чёрный король · c8 чёрная ладья · h8 чёрная ладья · a7 чёрная пешка · b7 белая ладья · d7 чёрный слон · g7 чёрная пешка · h7 чёрная пешка · a6 белая пешка · b6 чёрная пешка · e6 чёрная пешка · f6 чёрная пешка · b5 чёрная пешка · d4 белая пешка · e4 белая пешка · a3 белый конь · d3 белый король · f3 белая пешка · g3 белая пешка · h2 белая пешка · c1 белая ладья | 4 |
| 3 | a8 чёрный король · c8 чёрная ладья · h8 чёрная ладья · a7 чёрная пешка · b7 белая ладья · d7 чёрный слон · g7 чёрная пешка · h7 чёрная пешка · a6 белая пешка · b6 чёрная пешка · e6 чёрная пешка · f6 чёрная пешка · b5 чёрная пешка · d4 белая пешка · e4 белая пешка · a3 белый конь · d3 белый король · f3 белая пешка · g3 белая пешка · h2 белая пешка · c1 белая ладья | a8 чёрный король · c8 чёрная ладья · h8 чёрная ладья · a7 чёрная пешка · b7 белая ладья · d7 чёрный слон · g7 чёрная пешка · h7 чёрная пешка · a6 белая пешка · b6 чёрная пешка · e6 чёрная пешка · f6 чёрная пешка · b5 чёрная пешка · d4 белая пешка · e4 белая пешка · a3 белый конь · d3 белый король · f3 белая пешка · g3 белая пешка · h2 белая пешка · c1 белая ладья | a8 чёрный король · c8 чёрная ладья · h8 чёрная ладья · a7 чёрная пешка · b7 белая ладья · d7 чёрный слон · g7 чёрная пешка · h7 чёрная пешка · a6 белая пешка · b6 чёрная пешка · e6 чёрная пешка · f6 чёрная пешка · b5 чёрная пешка · d4 белая пешка · e4 белая пешка · a3 белый конь · d3 белый король · f3 белая пешка · g3 белая пешка · h2 белая пешка · c1 белая ладья | a8 чёрный король · c8 чёрная ладья · h8 чёрная ладья · a7 чёрная пешка · b7 белая ладья · d7 чёрный слон · g7 чёрная пешка · h7 чёрная пешка · a6 белая пешка · b6 чёрная пешка · e6 чёрная пешка · f6 чёрная пешка · b5 чёрная пешка · d4 белая пешка · e4 белая пешка · a3 белый конь · d3 белый король · f3 белая пешка · g3 белая пешка · h2 белая пешка · c1 белая ладья | a8 чёрный король · c8 чёрная ладья · h8 чёрная ладья · a7 чёрная пешка · b7 белая ладья · d7 чёрный слон · g7 чёрная пешка · h7 чёрная пешка · a6 белая пешка · b6 чёрная пешка · e6 чёрная пешка · f6 чёрная пешка · b5 чёрная пешка · d4 белая пешка · e4 белая пешка · a3 белый конь · d3 белый король · f3 белая пешка · g3 белая пешка · h2 белая пешка · c1 белая ладья | a8 чёрный король · c8 чёрная ладья · h8 чёрная ладья · a7 чёрная пешка · b7 белая ладья · d7 чёрный слон · g7 чёрная пешка · h7 чёрная пешка · a6 белая пешка · b6 чёрная пешка · e6 чёрная пешка · f6 чёрная пешка · b5 чёрная пешка · d4 белая пешка · e4 белая пешка · a3 белый конь · d3 белый король · f3 белая пешка · g3 белая пешка · h2 белая пешка · c1 белая ладья | a8 чёрный король · c8 чёрная ладья · h8 чёрная ладья · a7 чёрная пешка · b7 белая ладья · d7 чёрный слон · g7 чёрная пешка · h7 чёрная пешка · a6 белая пешка · b6 чёрная пешка · e6 чёрная пешка · f6 чёрная пешка · b5 чёрная пешка · d4 белая пешка · e4 белая пешка · a3 белый конь · d3 белый король · f3 белая пешка · g3 белая пешка · h2 белая пешка · c1 белая ладья | a8 чёрный король · c8 чёрная ладья · h8 чёрная ладья · a7 чёрная пешка · b7 белая ладья · d7 чёрный слон · g7 чёрная пешка · h7 чёрная пешка · a6 белая пешка · b6 чёрная пешка · e6 чёрная пешка · f6 чёрная пешка · b5 чёрная пешка · d4 белая пешка · e4 белая пешка · a3 белый конь · d3 белый король · f3 белая пешка · g3 белая пешка · h2 белая пешка · c1 белая ладья | 3 |
| 2 | a8 чёрный король · c8 чёрная ладья · h8 чёрная ладья · a7 чёрная пешка · b7 белая ладья · d7 чёрный слон · g7 чёрная пешка · h7 чёрная пешка · a6 белая пешка · b6 чёрная пешка · e6 чёрная пешка · f6 чёрная пешка · b5 чёрная пешка · d4 белая пешка · e4 белая пешка · a3 белый конь · d3 белый король · f3 белая пешка · g3 белая пешка · h2 белая пешка · c1 белая ладья | a8 чёрный король · c8 чёрная ладья · h8 чёрная ладья · a7 чёрная пешка · b7 белая ладья · d7 чёрный слон · g7 чёрная пешка · h7 чёрная пешка · a6 белая пешка · b6 чёрная пешка · e6 чёрная пешка · f6 чёрная пешка · b5 чёрная пешка · d4 белая пешка · e4 белая пешка · a3 белый конь · d3 белый король · f3 белая пешка · g3 белая пешка · h2 белая пешка · c1 белая ладья | a8 чёрный король · c8 чёрная ладья · h8 чёрная ладья · a7 чёрная пешка · b7 белая ладья · d7 чёрный слон · g7 чёрная пешка · h7 чёрная пешка · a6 белая пешка · b6 чёрная пешка · e6 чёрная пешка · f6 чёрная пешка · b5 чёрная пешка · d4 белая пешка · e4 белая пешка · a3 белый конь · d3 белый король · f3 белая пешка · g3 белая пешка · h2 белая пешка · c1 белая ладья | a8 чёрный король · c8 чёрная ладья · h8 чёрная ладья · a7 чёрная пешка · b7 белая ладья · d7 чёрный слон · g7 чёрная пешка · h7 чёрная пешка · a6 белая пешка · b6 чёрная пешка · e6 чёрная пешка · f6 чёрная пешка · b5 чёрная пешка · d4 белая пешка · e4 белая пешка · a3 белый конь · d3 белый король · f3 белая пешка · g3 белая пешка · h2 белая пешка · c1 белая ладья | a8 чёрный король · c8 чёрная ладья · h8 чёрная ладья · a7 чёрная пешка · b7 белая ладья · d7 чёрный слон · g7 чёрная пешка · h7 чёрная пешка · a6 белая пешка · b6 чёрная пешка · e6 чёрная пешка · f6 чёрная пешка · b5 чёрная пешка · d4 белая пешка · e4 белая пешка · a3 белый конь · d3 белый король · f3 белая пешка · g3 белая пешка · h2 белая пешка · c1 белая ладья | a8 чёрный король · c8 чёрная ладья · h8 чёрная ладья · a7 чёрная пешка · b7 белая ладья · d7 чёрный слон · g7 чёрная пешка · h7 чёрная пешка · a6 белая пешка · b6 чёрная пешка · e6 чёрная пешка · f6 чёрная пешка · b5 чёрная пешка · d4 белая пешка · e4 белая пешка · a3 белый конь · d3 белый король · f3 белая пешка · g3 белая пешка · h2 белая пешка · c1 белая ладья | a8 чёрный король · c8 чёрная ладья · h8 чёрная ладья · a7 чёрная пешка · b7 белая ладья · d7 чёрный слон · g7 чёрная пешка · h7 чёрная пешка · a6 белая пешка · b6 чёрная пешка · e6 чёрная пешка · f6 чёрная пешка · b5 чёрная пешка · d4 белая пешка · e4 белая пешка · a3 белый конь · d3 белый король · f3 белая пешка · g3 белая пешка · h2 белая пешка · c1 белая ладья | a8 чёрный король · c8 чёрная ладья · h8 чёрная ладья · a7 чёрная пешка · b7 белая ладья · d7 чёрный слон · g7 чёрная пешка · h7 чёрная пешка · a6 белая пешка · b6 чёрная пешка · e6 чёрная пешка · f6 чёрная пешка · b5 чёрная пешка · d4 белая пешка · e4 белая пешка · a3 белый конь · d3 белый король · f3 белая пешка · g3 белая пешка · h2 белая пешка · c1 белая ладья | 2 |
| 1 | a8 чёрный король · c8 чёрная ладья · h8 чёрная ладья · a7 чёрная пешка · b7 белая ладья · d7 чёрный слон · g7 чёрная пешка · h7 чёрная пешка · a6 белая пешка · b6 чёрная пешка · e6 чёрная пешка · f6 чёрная пешка · b5 чёрная пешка · d4 белая пешка · e4 белая пешка · a3 белый конь · d3 белый король · f3 белая пешка · g3 белая пешка · h2 белая пешка · c1 белая ладья | a8 чёрный король · c8 чёрная ладья · h8 чёрная ладья · a7 чёрная пешка · b7 белая ладья · d7 чёрный слон · g7 чёрная пешка · h7 чёрная пешка · a6 белая пешка · b6 чёрная пешка · e6 чёрная пешка · f6 чёрная пешка · b5 чёрная пешка · d4 белая пешка · e4 белая пешка · a3 белый конь · d3 белый король · f3 белая пешка · g3 белая пешка · h2 белая пешка · c1 белая ладья | a8 чёрный король · c8 чёрная ладья · h8 чёрная ладья · a7 чёрная пешка · b7 белая ладья · d7 чёрный слон · g7 чёрная пешка · h7 чёрная пешка · a6 белая пешка · b6 чёрная пешка · e6 чёрная пешка · f6 чёрная пешка · b5 чёрная пешка · d4 белая пешка · e4 белая пешка · a3 белый конь · d3 белый король · f3 белая пешка · g3 белая пешка · h2 белая пешка · c1 белая ладья | a8 чёрный король · c8 чёрная ладья · h8 чёрная ладья · a7 чёрная пешка · b7 белая ладья · d7 чёрный слон · g7 чёрная пешка · h7 чёрная пешка · a6 белая пешка · b6 чёрная пешка · e6 чёрная пешка · f6 чёрная пешка · b5 чёрная пешка · d4 белая пешка · e4 белая пешка · a3 белый конь · d3 белый король · f3 белая пешка · g3 белая пешка · h2 белая пешка · c1 белая ладья | a8 чёрный король · c8 чёрная ладья · h8 чёрная ладья · a7 чёрная пешка · b7 белая ладья · d7 чёрный слон · g7 чёрная пешка · h7 чёрная пешка · a6 белая пешка · b6 чёрная пешка · e6 чёрная пешка · f6 чёрная пешка · b5 чёрная пешка · d4 белая пешка · e4 белая пешка · a3 белый конь · d3 белый король · f3 белая пешка · g3 белая пешка · h2 белая пешка · c1 белая ладья | a8 чёрный король · c8 чёрная ладья · h8 чёрная ладья · a7 чёрная пешка · b7 белая ладья · d7 чёрный слон · g7 чёрная пешка · h7 чёрная пешка · a6 белая пешка · b6 чёрная пешка · e6 чёрная пешка · f6 чёрная пешка · b5 чёрная пешка · d4 белая пешка · e4 белая пешка · a3 белый конь · d3 белый король · f3 белая пешка · g3 белая пешка · h2 белая пешка · c1 белая ладья | a8 чёрный король · c8 чёрная ладья · h8 чёрная ладья · a7 чёрная пешка · b7 белая ладья · d7 чёрный слон · g7 чёрная пешка · h7 чёрная пешка · a6 белая пешка · b6 чёрная пешка · e6 чёрная пешка · f6 чёрная пешка · b5 чёрная пешка · d4 белая пешка · e4 белая пешка · a3 белый конь · d3 белый король · f3 белая пешка · g3 белая пешка · h2 белая пешка · c1 белая ладья | a8 чёрный король · c8 чёрная ладья · h8 чёрная ладья · a7 чёрная пешка · b7 белая ладья · d7 чёрный слон · g7 чёрная пешка · h7 чёрная пешка · a6 белая пешка · b6 чёрная пешка · e6 чёрная пешка · f6 чёрная пешка · b5 чёрная пешка · d4 белая пешка · e4 белая пешка · a3 белый конь · d3 белый король · f3 белая пешка · g3 белая пешка · h2 белая пешка · c1 белая ладья | 1 |
|   | a | b | c | d | e | f | g | h |   |

|   | a | b | c | d | e | f | g | h |   |
| - | --- | --- | --- | --- | --- | --- | --- | --- | - |
| 8 | c8 чёрная ладья · e6 чёрный король · g6 чёрная пешка · g5 белая пешка · h5 чёрная пешка · c4 чёрная пешка · e4 белая пешка · f4 белый король · h4 белая пешка · c3 белая ладья | c8 чёрная ладья · e6 чёрный король · g6 чёрная пешка · g5 белая пешка · h5 чёрная пешка · c4 чёрная пешка · e4 белая пешка · f4 белый король · h4 белая пешка · c3 белая ладья | c8 чёрная ладья · e6 чёрный король · g6 чёрная пешка · g5 белая пешка · h5 чёрная пешка · c4 чёрная пешка · e4 белая пешка · f4 белый король · h4 белая пешка · c3 белая ладья | c8 чёрная ладья · e6 чёрный король · g6 чёрная пешка · g5 белая пешка · h5 чёрная пешка · c4 чёрная пешка · e4 белая пешка · f4 белый король · h4 белая пешка · c3 белая ладья | c8 чёрная ладья · e6 чёрный король · g6 чёрная пешка · g5 белая пешка · h5 чёрная пешка · c4 чёрная пешка · e4 белая пешка · f4 белый король · h4 белая пешка · c3 белая ладья | c8 чёрная ладья · e6 чёрный король · g6 чёрная пешка · g5 белая пешка · h5 чёрная пешка · c4 чёрная пешка · e4 белая пешка · f4 белый король · h4 белая пешка · c3 белая ладья | c8 чёрная ладья · e6 чёрный король · g6 чёрная пешка · g5 белая пешка · h5 чёрная пешка · c4 чёрная пешка · e4 белая пешка · f4 белый король · h4 белая пешка · c3 белая ладья | c8 чёрная ладья · e6 чёрный король · g6 чёрная пешка · g5 белая пешка · h5 чёрная пешка · c4 чёрная пешка · e4 белая пешка · f4 белый король · h4 белая пешка · c3 белая ладья | 8 |
| 7 | c8 чёрная ладья · e6 чёрный король · g6 чёрная пешка · g5 белая пешка · h5 чёрная пешка · c4 чёрная пешка · e4 белая пешка · f4 белый король · h4 белая пешка · c3 белая ладья | c8 чёрная ладья · e6 чёрный король · g6 чёрная пешка · g5 белая пешка · h5 чёрная пешка · c4 чёрная пешка · e4 белая пешка · f4 белый король · h4 белая пешка · c3 белая ладья | c8 чёрная ладья · e6 чёрный король · g6 чёрная пешка · g5 белая пешка · h5 чёрная пешка · c4 чёрная пешка · e4 белая пешка · f4 белый король · h4 белая пешка · c3 белая ладья | c8 чёрная ладья · e6 чёрный король · g6 чёрная пешка · g5 белая пешка · h5 чёрная пешка · c4 чёрная пешка · e4 белая пешка · f4 белый король · h4 белая пешка · c3 белая ладья | c8 чёрная ладья · e6 чёрный король · g6 чёрная пешка · g5 белая пешка · h5 чёрная пешка · c4 чёрная пешка · e4 белая пешка · f4 белый король · h4 белая пешка · c3 белая ладья | c8 чёрная ладья · e6 чёрный король · g6 чёрная пешка · g5 белая пешка · h5 чёрная пешка · c4 чёрная пешка · e4 белая пешка · f4 белый король · h4 белая пешка · c3 белая ладья | c8 чёрная ладья · e6 чёрный король · g6 чёрная пешка · g5 белая пешка · h5 чёрная пешка · c4 чёрная пешка · e4 белая пешка · f4 белый король · h4 белая пешка · c3 белая ладья | c8 чёрная ладья · e6 чёрный король · g6 чёрная пешка · g5 белая пешка · h5 чёрная пешка · c4 чёрная пешка · e4 белая пешка · f4 белый король · h4 белая пешка · c3 белая ладья | 7 |
| 6 | c8 чёрная ладья · e6 чёрный король · g6 чёрная пешка · g5 белая пешка · h5 чёрная пешка · c4 чёрная пешка · e4 белая пешка · f4 белый король · h4 белая пешка · c3 белая ладья | c8 чёрная ладья · e6 чёрный король · g6 чёрная пешка · g5 белая пешка · h5 чёрная пешка · c4 чёрная пешка · e4 белая пешка · f4 белый король · h4 белая пешка · c3 белая ладья | c8 чёрная ладья · e6 чёрный король · g6 чёрная пешка · g5 белая пешка · h5 чёрная пешка · c4 чёрная пешка · e4 белая пешка · f4 белый король · h4 белая пешка · c3 белая ладья | c8 чёрная ладья · e6 чёрный король · g6 чёрная пешка · g5 белая пешка · h5 чёрная пешка · c4 чёрная пешка · e4 белая пешка · f4 белый король · h4 белая пешка · c3 белая ладья | c8 чёрная ладья · e6 чёрный король · g6 чёрная пешка · g5 белая пешка · h5 чёрная пешка · c4 чёрная пешка · e4 белая пешка · f4 белый король · h4 белая пешка · c3 белая ладья | c8 чёрная ладья · e6 чёрный король · g6 чёрная пешка · g5 белая пешка · h5 чёрная пешка · c4 чёрная пешка · e4 белая пешка · f4 белый король · h4 белая пешка · c3 белая ладья | c8 чёрная ладья · e6 чёрный король · g6 чёрная пешка · g5 белая пешка · h5 чёрная пешка · c4 чёрная пешка · e4 белая пешка · f4 белый король · h4 белая пешка · c3 белая ладья | c8 чёрная ладья · e6 чёрный король · g6 чёрная пешка · g5 белая пешка · h5 чёрная пешка · c4 чёрная пешка · e4 белая пешка · f4 белый король · h4 белая пешка · c3 белая ладья | 6 |
| 5 | c8 чёрная ладья · e6 чёрный король · g6 чёрная пешка · g5 белая пешка · h5 чёрная пешка · c4 чёрная пешка · e4 белая пешка · f4 белый король · h4 белая пешка · c3 белая ладья | c8 чёрная ладья · e6 чёрный король · g6 чёрная пешка · g5 белая пешка · h5 чёрная пешка · c4 чёрная пешка · e4 белая пешка · f4 белый король · h4 белая пешка · c3 белая ладья | c8 чёрная ладья · e6 чёрный король · g6 чёрная пешка · g5 белая пешка · h5 чёрная пешка · c4 чёрная пешка · e4 белая пешка · f4 белый король · h4 белая пешка · c3 белая ладья | c8 чёрная ладья · e6 чёрный король · g6 чёрная пешка · g5 белая пешка · h5 чёрная пешка · c4 чёрная пешка · e4 белая пешка · f4 белый король · h4 белая пешка · c3 белая ладья | c8 чёрная ладья · e6 чёрный король · g6 чёрная пешка · g5 белая пешка · h5 чёрная пешка · c4 чёрная пешка · e4 белая пешка · f4 белый король · h4 белая пешка · c3 белая ладья | c8 чёрная ладья · e6 чёрный король · g6 чёрная пешка · g5 белая пешка · h5 чёрная пешка · c4 чёрная пешка · e4 белая пешка · f4 белый король · h4 белая пешка · c3 белая ладья | c8 чёрная ладья · e6 чёрный король · g6 чёрная пешка · g5 белая пешка · h5 чёрная пешка · c4 чёрная пешка · e4 белая пешка · f4 белый король · h4 белая пешка · c3 белая ладья | c8 чёрная ладья · e6 чёрный король · g6 чёрная пешка · g5 белая пешка · h5 чёрная пешка · c4 чёрная пешка · e4 белая пешка · f4 белый король · h4 белая пешка · c3 белая ладья | 5 |
| 4 | c8 чёрная ладья · e6 чёрный король · g6 чёрная пешка · g5 белая пешка · h5 чёрная пешка · c4 чёрная пешка · e4 белая пешка · f4 белый король · h4 белая пешка · c3 белая ладья | c8 чёрная ладья · e6 чёрный король · g6 чёрная пешка · g5 белая пешка · h5 чёрная пешка · c4 чёрная пешка · e4 белая пешка · f4 белый король · h4 белая пешка · c3 белая ладья | c8 чёрная ладья · e6 чёрный король · g6 чёрная пешка · g5 белая пешка · h5 чёрная пешка · c4 чёрная пешка · e4 белая пешка · f4 белый король · h4 белая пешка · c3 белая ладья | c8 чёрная ладья · e6 чёрный король · g6 чёрная пешка · g5 белая пешка · h5 чёрная пешка · c4 чёрная пешка · e4 белая пешка · f4 белый король · h4 белая пешка · c3 белая ладья | c8 чёрная ладья · e6 чёрный король · g6 чёрная пешка · g5 белая пешка · h5 чёрная пешка · c4 чёрная пешка · e4 белая пешка · f4 белый король · h4 белая пешка · c3 белая ладья | c8 чёрная ладья · e6 чёрный король · g6 чёрная пешка · g5 белая пешка · h5 чёрная пешка · c4 чёрная пешка · e4 белая пешка · f4 белый король · h4 белая пешка · c3 белая ладья | c8 чёрная ладья · e6 чёрный король · g6 чёрная пешка · g5 белая пешка · h5 чёрная пешка · c4 чёрная пешка · e4 белая пешка · f4 белый король · h4 белая пешка · c3 белая ладья | c8 чёрная ладья · e6 чёрный король · g6 чёрная пешка · g5 белая пешка · h5 чёрная пешка · c4 чёрная пешка · e4 белая пешка · f4 белый король · h4 белая пешка · c3 белая ладья | 4 |
| 3 | c8 чёрная ладья · e6 чёрный король · g6 чёрная пешка · g5 белая пешка · h5 чёрная пешка · c4 чёрная пешка · e4 белая пешка · f4 белый король · h4 белая пешка · c3 белая ладья | c8 чёрная ладья · e6 чёрный король · g6 чёрная пешка · g5 белая пешка · h5 чёрная пешка · c4 чёрная пешка · e4 белая пешка · f4 белый король · h4 белая пешка · c3 белая ладья | c8 чёрная ладья · e6 чёрный король · g6 чёрная пешка · g5 белая пешка · h5 чёрная пешка · c4 чёрная пешка · e4 белая пешка · f4 белый король · h4 белая пешка · c3 белая ладья | c8 чёрная ладья · e6 чёрный король · g6 чёрная пешка · g5 белая пешка · h5 чёрная пешка · c4 чёрная пешка · e4 белая пешка · f4 белый король · h4 белая пешка · c3 белая ладья | c8 чёрная ладья · e6 чёрный король · g6 чёрная пешка · g5 белая пешка · h5 чёрная пешка · c4 чёрная пешка · e4 белая пешка · f4 белый король · h4 белая пешка · c3 белая ладья | c8 чёрная ладья · e6 чёрный король · g6 чёрная пешка · g5 белая пешка · h5 чёрная пешка · c4 чёрная пешка · e4 белая пешка · f4 белый король · h4 белая пешка · c3 белая ладья | c8 чёрная ладья · e6 чёрный король · g6 чёрная пешка · g5 белая пешка · h5 чёрная пешка · c4 чёрная пешка · e4 белая пешка · f4 белый король · h4 белая пешка · c3 белая ладья | c8 чёрная ладья · e6 чёрный король · g6 чёрная пешка · g5 белая пешка · h5 чёрная пешка · c4 чёрная пешка · e4 белая пешка · f4 белый король · h4 белая пешка · c3 белая ладья | 3 |
| 2 | c8 чёрная ладья · e6 чёрный король · g6 чёрная пешка · g5 белая пешка · h5 чёрная пешка · c4 чёрная пешка · e4 белая пешка · f4 белый король · h4 белая пешка · c3 белая ладья | c8 чёрная ладья · e6 чёрный король · g6 чёрная пешка · g5 белая пешка · h5 чёрная пешка · c4 чёрная пешка · e4 белая пешка · f4 белый король · h4 белая пешка · c3 белая ладья | c8 чёрная ладья · e6 чёрный король · g6 чёрная пешка · g5 белая пешка · h5 чёрная пешка · c4 чёрная пешка · e4 белая пешка · f4 белый король · h4 белая пешка · c3 белая ладья | c8 чёрная ладья · e6 чёрный король · g6 чёрная пешка · g5 белая пешка · h5 чёрная пешка · c4 чёрная пешка · e4 белая пешка · f4 белый король · h4 белая пешка · c3 белая ладья | c8 чёрная ладья · e6 чёрный король · g6 чёрная пешка · g5 белая пешка · h5 чёрная пешка · c4 чёрная пешка · e4 белая пешка · f4 белый король · h4 белая пешка · c3 белая ладья | c8 чёрная ладья · e6 чёрный король · g6 чёрная пешка · g5 белая пешка · h5 чёрная пешка · c4 чёрная пешка · e4 белая пешка · f4 белый король · h4 белая пешка · c3 белая ладья | c8 чёрная ладья · e6 чёрный король · g6 чёрная пешка · g5 белая пешка · h5 чёрная пешка · c4 чёрная пешка · e4 белая пешка · f4 белый король · h4 белая пешка · c3 белая ладья | c8 чёрная ладья · e6 чёрный король · g6 чёрная пешка · g5 белая пешка · h5 чёрная пешка · c4 чёрная пешка · e4 белая пешка · f4 белый король · h4 белая пешка · c3 белая ладья | 2 |
| 1 | c8 чёрная ладья · e6 чёрный король · g6 чёрная пешка · g5 белая пешка · h5 чёрная пешка · c4 чёрная пешка · e4 белая пешка · f4 белый король · h4 белая пешка · c3 белая ладья | c8 чёрная ладья · e6 чёрный король · g6 чёрная пешка · g5 белая пешка · h5 чёрная пешка · c4 чёрная пешка · e4 белая пешка · f4 белый король · h4 белая пешка · c3 белая ладья | c8 чёрная ладья · e6 чёрный король · g6 чёрная пешка · g5 белая пешка · h5 чёрная пешка · c4 чёрная пешка · e4 белая пешка · f4 белый король · h4 белая пешка · c3 белая ладья | c8 чёрная ладья · e6 чёрный король · g6 чёрная пешка · g5 белая пешка · h5 чёрная пешка · c4 чёрная пешка · e4 белая пешка · f4 белый король · h4 белая пешка · c3 белая ладья | c8 чёрная ладья · e6 чёрный король · g6 чёрная пешка · g5 белая пешка · h5 чёрная пешка · c4 чёрная пешка · e4 белая пешка · f4 белый король · h4 белая пешка · c3 белая ладья | c8 чёрная ладья · e6 чёрный король · g6 чёрная пешка · g5 белая пешка · h5 чёрная пешка · c4 чёрная пешка · e4 белая пешка · f4 белый король · h4 белая пешка · c3 белая ладья | c8 чёрная ладья · e6 чёрный король · g6 чёрная пешка · g5 белая пешка · h5 чёрная пешка · c4 чёрная пешка · e4 белая пешка · f4 белый король · h4 белая пешка · c3 белая ладья | c8 чёрная ладья · e6 чёрный король · g6 чёрная пешка · g5 белая пешка · h5 чёрная пешка · c4 чёрная пешка · e4 белая пешка · f4 белый король · h4 белая пешка · c3 белая ладья | 1 |
|   | a | b | c | d | e | f | g | h |   |

В августе 1947 года на 18-м конгрессе ФИДЕ в Гааге шахматная федерация СССР присоединилась к международной. Там же было принято решение о проведении матча-турнира на первенство мира с участием Ботвинника, Кереса, Смыслова, Решевского, Файна и Эйве. Первая половина турнира должна была проходить в Гааге, вторая — в Москве. Перед турниром Ботвинник выиграл Мемориал Чигорина.
|   | a | b | c | d | e | f | g | h |   |
| - | --- | --- | --- | --- | --- | --- | --- | --- | - |
| 8 | a8 чёрная ладья · d8 чёрный ферзь · g8 чёрный король · a7 чёрная пешка · b7 чёрная пешка · e7 чёрная ладья · f7 чёрная пешка · g7 чёрная пешка · h7 чёрная пешка · b6 чёрный конь · d6 чёрная пешка · e6 чёрный слон · f6 чёрный конь · c4 белая пешка · d4 белый ферзь · e4 белая пешка · a3 белая пешка · f3 белая пешка · g3 белый конь · b2 белый слон · e2 белый слон · g2 белая пешка · h2 белая пешка · c1 белая ладья · f1 белая ладья · g1 белый король | a8 чёрная ладья · d8 чёрный ферзь · g8 чёрный король · a7 чёрная пешка · b7 чёрная пешка · e7 чёрная ладья · f7 чёрная пешка · g7 чёрная пешка · h7 чёрная пешка · b6 чёрный конь · d6 чёрная пешка · e6 чёрный слон · f6 чёрный конь · c4 белая пешка · d4 белый ферзь · e4 белая пешка · a3 белая пешка · f3 белая пешка · g3 белый конь · b2 белый слон · e2 белый слон · g2 белая пешка · h2 белая пешка · c1 белая ладья · f1 белая ладья · g1 белый король | a8 чёрная ладья · d8 чёрный ферзь · g8 чёрный король · a7 чёрная пешка · b7 чёрная пешка · e7 чёрная ладья · f7 чёрная пешка · g7 чёрная пешка · h7 чёрная пешка · b6 чёрный конь · d6 чёрная пешка · e6 чёрный слон · f6 чёрный конь · c4 белая пешка · d4 белый ферзь · e4 белая пешка · a3 белая пешка · f3 белая пешка · g3 белый конь · b2 белый слон · e2 белый слон · g2 белая пешка · h2 белая пешка · c1 белая ладья · f1 белая ладья · g1 белый король | a8 чёрная ладья · d8 чёрный ферзь · g8 чёрный король · a7 чёрная пешка · b7 чёрная пешка · e7 чёрная ладья · f7 чёрная пешка · g7 чёрная пешка · h7 чёрная пешка · b6 чёрный конь · d6 чёрная пешка · e6 чёрный слон · f6 чёрный конь · c4 белая пешка · d4 белый ферзь · e4 белая пешка · a3 белая пешка · f3 белая пешка · g3 белый конь · b2 белый слон · e2 белый слон · g2 белая пешка · h2 белая пешка · c1 белая ладья · f1 белая ладья · g1 белый король | a8 чёрная ладья · d8 чёрный ферзь · g8 чёрный король · a7 чёрная пешка · b7 чёрная пешка · e7 чёрная ладья · f7 чёрная пешка · g7 чёрная пешка · h7 чёрная пешка · b6 чёрный конь · d6 чёрная пешка · e6 чёрный слон · f6 чёрный конь · c4 белая пешка · d4 белый ферзь · e4 белая пешка · a3 белая пешка · f3 белая пешка · g3 белый конь · b2 белый слон · e2 белый слон · g2 белая пешка · h2 белая пешка · c1 белая ладья · f1 белая ладья · g1 белый король | a8 чёрная ладья · d8 чёрный ферзь · g8 чёрный король · a7 чёрная пешка · b7 чёрная пешка · e7 чёрная ладья · f7 чёрная пешка · g7 чёрная пешка · h7 чёрная пешка · b6 чёрный конь · d6 чёрная пешка · e6 чёрный слон · f6 чёрный конь · c4 белая пешка · d4 белый ферзь · e4 белая пешка · a3 белая пешка · f3 белая пешка · g3 белый конь · b2 белый слон · e2 белый слон · g2 белая пешка · h2 белая пешка · c1 белая ладья · f1 белая ладья · g1 белый король | a8 чёрная ладья · d8 чёрный ферзь · g8 чёрный король · a7 чёрная пешка · b7 чёрная пешка · e7 чёрная ладья · f7 чёрная пешка · g7 чёрная пешка · h7 чёрная пешка · b6 чёрный конь · d6 чёрная пешка · e6 чёрный слон · f6 чёрный конь · c4 белая пешка · d4 белый ферзь · e4 белая пешка · a3 белая пешка · f3 белая пешка · g3 белый конь · b2 белый слон · e2 белый слон · g2 белая пешка · h2 белая пешка · c1 белая ладья · f1 белая ладья · g1 белый король | a8 чёрная ладья · d8 чёрный ферзь · g8 чёрный король · a7 чёрная пешка · b7 чёрная пешка · e7 чёрная ладья · f7 чёрная пешка · g7 чёрная пешка · h7 чёрная пешка · b6 чёрный конь · d6 чёрная пешка · e6 чёрный слон · f6 чёрный конь · c4 белая пешка · d4 белый ферзь · e4 белая пешка · a3 белая пешка · f3 белая пешка · g3 белый конь · b2 белый слон · e2 белый слон · g2 белая пешка · h2 белая пешка · c1 белая ладья · f1 белая ладья · g1 белый король | 8 |
| 7 | a8 чёрная ладья · d8 чёрный ферзь · g8 чёрный король · a7 чёрная пешка · b7 чёрная пешка · e7 чёрная ладья · f7 чёрная пешка · g7 чёрная пешка · h7 чёрная пешка · b6 чёрный конь · d6 чёрная пешка · e6 чёрный слон · f6 чёрный конь · c4 белая пешка · d4 белый ферзь · e4 белая пешка · a3 белая пешка · f3 белая пешка · g3 белый конь · b2 белый слон · e2 белый слон · g2 белая пешка · h2 белая пешка · c1 белая ладья · f1 белая ладья · g1 белый король | a8 чёрная ладья · d8 чёрный ферзь · g8 чёрный король · a7 чёрная пешка · b7 чёрная пешка · e7 чёрная ладья · f7 чёрная пешка · g7 чёрная пешка · h7 чёрная пешка · b6 чёрный конь · d6 чёрная пешка · e6 чёрный слон · f6 чёрный конь · c4 белая пешка · d4 белый ферзь · e4 белая пешка · a3 белая пешка · f3 белая пешка · g3 белый конь · b2 белый слон · e2 белый слон · g2 белая пешка · h2 белая пешка · c1 белая ладья · f1 белая ладья · g1 белый король | a8 чёрная ладья · d8 чёрный ферзь · g8 чёрный король · a7 чёрная пешка · b7 чёрная пешка · e7 чёрная ладья · f7 чёрная пешка · g7 чёрная пешка · h7 чёрная пешка · b6 чёрный конь · d6 чёрная пешка · e6 чёрный слон · f6 чёрный конь · c4 белая пешка · d4 белый ферзь · e4 белая пешка · a3 белая пешка · f3 белая пешка · g3 белый конь · b2 белый слон · e2 белый слон · g2 белая пешка · h2 белая пешка · c1 белая ладья · f1 белая ладья · g1 белый король | a8 чёрная ладья · d8 чёрный ферзь · g8 чёрный король · a7 чёрная пешка · b7 чёрная пешка · e7 чёрная ладья · f7 чёрная пешка · g7 чёрная пешка · h7 чёрная пешка · b6 чёрный конь · d6 чёрная пешка · e6 чёрный слон · f6 чёрный конь · c4 белая пешка · d4 белый ферзь · e4 белая пешка · a3 белая пешка · f3 белая пешка · g3 белый конь · b2 белый слон · e2 белый слон · g2 белая пешка · h2 белая пешка · c1 белая ладья · f1 белая ладья · g1 белый король | a8 чёрная ладья · d8 чёрный ферзь · g8 чёрный король · a7 чёрная пешка · b7 чёрная пешка · e7 чёрная ладья · f7 чёрная пешка · g7 чёрная пешка · h7 чёрная пешка · b6 чёрный конь · d6 чёрная пешка · e6 чёрный слон · f6 чёрный конь · c4 белая пешка · d4 белый ферзь · e4 белая пешка · a3 белая пешка · f3 белая пешка · g3 белый конь · b2 белый слон · e2 белый слон · g2 белая пешка · h2 белая пешка · c1 белая ладья · f1 белая ладья · g1 белый король | a8 чёрная ладья · d8 чёрный ферзь · g8 чёрный король · a7 чёрная пешка · b7 чёрная пешка · e7 чёрная ладья · f7 чёрная пешка · g7 чёрная пешка · h7 чёрная пешка · b6 чёрный конь · d6 чёрная пешка · e6 чёрный слон · f6 чёрный конь · c4 белая пешка · d4 белый ферзь · e4 белая пешка · a3 белая пешка · f3 белая пешка · g3 белый конь · b2 белый слон · e2 белый слон · g2 белая пешка · h2 белая пешка · c1 белая ладья · f1 белая ладья · g1 белый король | a8 чёрная ладья · d8 чёрный ферзь · g8 чёрный король · a7 чёрная пешка · b7 чёрная пешка · e7 чёрная ладья · f7 чёрная пешка · g7 чёрная пешка · h7 чёрная пешка · b6 чёрный конь · d6 чёрная пешка · e6 чёрный слон · f6 чёрный конь · c4 белая пешка · d4 белый ферзь · e4 белая пешка · a3 белая пешка · f3 белая пешка · g3 белый конь · b2 белый слон · e2 белый слон · g2 белая пешка · h2 белая пешка · c1 белая ладья · f1 белая ладья · g1 белый король | a8 чёрная ладья · d8 чёрный ферзь · g8 чёрный король · a7 чёрная пешка · b7 чёрная пешка · e7 чёрная ладья · f7 чёрная пешка · g7 чёрная пешка · h7 чёрная пешка · b6 чёрный конь · d6 чёрная пешка · e6 чёрный слон · f6 чёрный конь · c4 белая пешка · d4 белый ферзь · e4 белая пешка · a3 белая пешка · f3 белая пешка · g3 белый конь · b2 белый слон · e2 белый слон · g2 белая пешка · h2 белая пешка · c1 белая ладья · f1 белая ладья · g1 белый король | 7 |
| 6 | a8 чёрная ладья · d8 чёрный ферзь · g8 чёрный король · a7 чёрная пешка · b7 чёрная пешка · e7 чёрная ладья · f7 чёрная пешка · g7 чёрная пешка · h7 чёрная пешка · b6 чёрный конь · d6 чёрная пешка · e6 чёрный слон · f6 чёрный конь · c4 белая пешка · d4 белый ферзь · e4 белая пешка · a3 белая пешка · f3 белая пешка · g3 белый конь · b2 белый слон · e2 белый слон · g2 белая пешка · h2 белая пешка · c1 белая ладья · f1 белая ладья · g1 белый король | a8 чёрная ладья · d8 чёрный ферзь · g8 чёрный король · a7 чёрная пешка · b7 чёрная пешка · e7 чёрная ладья · f7 чёрная пешка · g7 чёрная пешка · h7 чёрная пешка · b6 чёрный конь · d6 чёрная пешка · e6 чёрный слон · f6 чёрный конь · c4 белая пешка · d4 белый ферзь · e4 белая пешка · a3 белая пешка · f3 белая пешка · g3 белый конь · b2 белый слон · e2 белый слон · g2 белая пешка · h2 белая пешка · c1 белая ладья · f1 белая ладья · g1 белый король | a8 чёрная ладья · d8 чёрный ферзь · g8 чёрный король · a7 чёрная пешка · b7 чёрная пешка · e7 чёрная ладья · f7 чёрная пешка · g7 чёрная пешка · h7 чёрная пешка · b6 чёрный конь · d6 чёрная пешка · e6 чёрный слон · f6 чёрный конь · c4 белая пешка · d4 белый ферзь · e4 белая пешка · a3 белая пешка · f3 белая пешка · g3 белый конь · b2 белый слон · e2 белый слон · g2 белая пешка · h2 белая пешка · c1 белая ладья · f1 белая ладья · g1 белый король | a8 чёрная ладья · d8 чёрный ферзь · g8 чёрный король · a7 чёрная пешка · b7 чёрная пешка · e7 чёрная ладья · f7 чёрная пешка · g7 чёрная пешка · h7 чёрная пешка · b6 чёрный конь · d6 чёрная пешка · e6 чёрный слон · f6 чёрный конь · c4 белая пешка · d4 белый ферзь · e4 белая пешка · a3 белая пешка · f3 белая пешка · g3 белый конь · b2 белый слон · e2 белый слон · g2 белая пешка · h2 белая пешка · c1 белая ладья · f1 белая ладья · g1 белый король | a8 чёрная ладья · d8 чёрный ферзь · g8 чёрный король · a7 чёрная пешка · b7 чёрная пешка · e7 чёрная ладья · f7 чёрная пешка · g7 чёрная пешка · h7 чёрная пешка · b6 чёрный конь · d6 чёрная пешка · e6 чёрный слон · f6 чёрный конь · c4 белая пешка · d4 белый ферзь · e4 белая пешка · a3 белая пешка · f3 белая пешка · g3 белый конь · b2 белый слон · e2 белый слон · g2 белая пешка · h2 белая пешка · c1 белая ладья · f1 белая ладья · g1 белый король | a8 чёрная ладья · d8 чёрный ферзь · g8 чёрный король · a7 чёрная пешка · b7 чёрная пешка · e7 чёрная ладья · f7 чёрная пешка · g7 чёрная пешка · h7 чёрная пешка · b6 чёрный конь · d6 чёрная пешка · e6 чёрный слон · f6 чёрный конь · c4 белая пешка · d4 белый ферзь · e4 белая пешка · a3 белая пешка · f3 белая пешка · g3 белый конь · b2 белый слон · e2 белый слон · g2 белая пешка · h2 белая пешка · c1 белая ладья · f1 белая ладья · g1 белый король | a8 чёрная ладья · d8 чёрный ферзь · g8 чёрный король · a7 чёрная пешка · b7 чёрная пешка · e7 чёрная ладья · f7 чёрная пешка · g7 чёрная пешка · h7 чёрная пешка · b6 чёрный конь · d6 чёрная пешка · e6 чёрный слон · f6 чёрный конь · c4 белая пешка · d4 белый ферзь · e4 белая пешка · a3 белая пешка · f3 белая пешка · g3 белый конь · b2 белый слон · e2 белый слон · g2 белая пешка · h2 белая пешка · c1 белая ладья · f1 белая ладья · g1 белый король | a8 чёрная ладья · d8 чёрный ферзь · g8 чёрный король · a7 чёрная пешка · b7 чёрная пешка · e7 чёрная ладья · f7 чёрная пешка · g7 чёрная пешка · h7 чёрная пешка · b6 чёрный конь · d6 чёрная пешка · e6 чёрный слон · f6 чёрный конь · c4 белая пешка · d4 белый ферзь · e4 белая пешка · a3 белая пешка · f3 белая пешка · g3 белый конь · b2 белый слон · e2 белый слон · g2 белая пешка · h2 белая пешка · c1 белая ладья · f1 белая ладья · g1 белый король | 6 |
| 5 | a8 чёрная ладья · d8 чёрный ферзь · g8 чёрный король · a7 чёрная пешка · b7 чёрная пешка · e7 чёрная ладья · f7 чёрная пешка · g7 чёрная пешка · h7 чёрная пешка · b6 чёрный конь · d6 чёрная пешка · e6 чёрный слон · f6 чёрный конь · c4 белая пешка · d4 белый ферзь · e4 белая пешка · a3 белая пешка · f3 белая пешка · g3 белый конь · b2 белый слон · e2 белый слон · g2 белая пешка · h2 белая пешка · c1 белая ладья · f1 белая ладья · g1 белый король | a8 чёрная ладья · d8 чёрный ферзь · g8 чёрный король · a7 чёрная пешка · b7 чёрная пешка · e7 чёрная ладья · f7 чёрная пешка · g7 чёрная пешка · h7 чёрная пешка · b6 чёрный конь · d6 чёрная пешка · e6 чёрный слон · f6 чёрный конь · c4 белая пешка · d4 белый ферзь · e4 белая пешка · a3 белая пешка · f3 белая пешка · g3 белый конь · b2 белый слон · e2 белый слон · g2 белая пешка · h2 белая пешка · c1 белая ладья · f1 белая ладья · g1 белый король | a8 чёрная ладья · d8 чёрный ферзь · g8 чёрный король · a7 чёрная пешка · b7 чёрная пешка · e7 чёрная ладья · f7 чёрная пешка · g7 чёрная пешка · h7 чёрная пешка · b6 чёрный конь · d6 чёрная пешка · e6 чёрный слон · f6 чёрный конь · c4 белая пешка · d4 белый ферзь · e4 белая пешка · a3 белая пешка · f3 белая пешка · g3 белый конь · b2 белый слон · e2 белый слон · g2 белая пешка · h2 белая пешка · c1 белая ладья · f1 белая ладья · g1 белый король | a8 чёрная ладья · d8 чёрный ферзь · g8 чёрный король · a7 чёрная пешка · b7 чёрная пешка · e7 чёрная ладья · f7 чёрная пешка · g7 чёрная пешка · h7 чёрная пешка · b6 чёрный конь · d6 чёрная пешка · e6 чёрный слон · f6 чёрный конь · c4 белая пешка · d4 белый ферзь · e4 белая пешка · a3 белая пешка · f3 белая пешка · g3 белый конь · b2 белый слон · e2 белый слон · g2 белая пешка · h2 белая пешка · c1 белая ладья · f1 белая ладья · g1 белый король | a8 чёрная ладья · d8 чёрный ферзь · g8 чёрный король · a7 чёрная пешка · b7 чёрная пешка · e7 чёрная ладья · f7 чёрная пешка · g7 чёрная пешка · h7 чёрная пешка · b6 чёрный конь · d6 чёрная пешка · e6 чёрный слон · f6 чёрный конь · c4 белая пешка · d4 белый ферзь · e4 белая пешка · a3 белая пешка · f3 белая пешка · g3 белый конь · b2 белый слон · e2 белый слон · g2 белая пешка · h2 белая пешка · c1 белая ладья · f1 белая ладья · g1 белый король | a8 чёрная ладья · d8 чёрный ферзь · g8 чёрный король · a7 чёрная пешка · b7 чёрная пешка · e7 чёрная ладья · f7 чёрная пешка · g7 чёрная пешка · h7 чёрная пешка · b6 чёрный конь · d6 чёрная пешка · e6 чёрный слон · f6 чёрный конь · c4 белая пешка · d4 белый ферзь · e4 белая пешка · a3 белая пешка · f3 белая пешка · g3 белый конь · b2 белый слон · e2 белый слон · g2 белая пешка · h2 белая пешка · c1 белая ладья · f1 белая ладья · g1 белый король | a8 чёрная ладья · d8 чёрный ферзь · g8 чёрный король · a7 чёрная пешка · b7 чёрная пешка · e7 чёрная ладья · f7 чёрная пешка · g7 чёрная пешка · h7 чёрная пешка · b6 чёрный конь · d6 чёрная пешка · e6 чёрный слон · f6 чёрный конь · c4 белая пешка · d4 белый ферзь · e4 белая пешка · a3 белая пешка · f3 белая пешка · g3 белый конь · b2 белый слон · e2 белый слон · g2 белая пешка · h2 белая пешка · c1 белая ладья · f1 белая ладья · g1 белый король | a8 чёрная ладья · d8 чёрный ферзь · g8 чёрный король · a7 чёрная пешка · b7 чёрная пешка · e7 чёрная ладья · f7 чёрная пешка · g7 чёрная пешка · h7 чёрная пешка · b6 чёрный конь · d6 чёрная пешка · e6 чёрный слон · f6 чёрный конь · c4 белая пешка · d4 белый ферзь · e4 белая пешка · a3 белая пешка · f3 белая пешка · g3 белый конь · b2 белый слон · e2 белый слон · g2 белая пешка · h2 белая пешка · c1 белая ладья · f1 белая ладья · g1 белый король | 5 |
| 4 | a8 чёрная ладья · d8 чёрный ферзь · g8 чёрный король · a7 чёрная пешка · b7 чёрная пешка · e7 чёрная ладья · f7 чёрная пешка · g7 чёрная пешка · h7 чёрная пешка · b6 чёрный конь · d6 чёрная пешка · e6 чёрный слон · f6 чёрный конь · c4 белая пешка · d4 белый ферзь · e4 белая пешка · a3 белая пешка · f3 белая пешка · g3 белый конь · b2 белый слон · e2 белый слон · g2 белая пешка · h2 белая пешка · c1 белая ладья · f1 белая ладья · g1 белый король | a8 чёрная ладья · d8 чёрный ферзь · g8 чёрный король · a7 чёрная пешка · b7 чёрная пешка · e7 чёрная ладья · f7 чёрная пешка · g7 чёрная пешка · h7 чёрная пешка · b6 чёрный конь · d6 чёрная пешка · e6 чёрный слон · f6 чёрный конь · c4 белая пешка · d4 белый ферзь · e4 белая пешка · a3 белая пешка · f3 белая пешка · g3 белый конь · b2 белый слон · e2 белый слон · g2 белая пешка · h2 белая пешка · c1 белая ладья · f1 белая ладья · g1 белый король | a8 чёрная ладья · d8 чёрный ферзь · g8 чёрный король · a7 чёрная пешка · b7 чёрная пешка · e7 чёрная ладья · f7 чёрная пешка · g7 чёрная пешка · h7 чёрная пешка · b6 чёрный конь · d6 чёрная пешка · e6 чёрный слон · f6 чёрный конь · c4 белая пешка · d4 белый ферзь · e4 белая пешка · a3 белая пешка · f3 белая пешка · g3 белый конь · b2 белый слон · e2 белый слон · g2 белая пешка · h2 белая пешка · c1 белая ладья · f1 белая ладья · g1 белый король | a8 чёрная ладья · d8 чёрный ферзь · g8 чёрный король · a7 чёрная пешка · b7 чёрная пешка · e7 чёрная ладья · f7 чёрная пешка · g7 чёрная пешка · h7 чёрная пешка · b6 чёрный конь · d6 чёрная пешка · e6 чёрный слон · f6 чёрный конь · c4 белая пешка · d4 белый ферзь · e4 белая пешка · a3 белая пешка · f3 белая пешка · g3 белый конь · b2 белый слон · e2 белый слон · g2 белая пешка · h2 белая пешка · c1 белая ладья · f1 белая ладья · g1 белый король | a8 чёрная ладья · d8 чёрный ферзь · g8 чёрный король · a7 чёрная пешка · b7 чёрная пешка · e7 чёрная ладья · f7 чёрная пешка · g7 чёрная пешка · h7 чёрная пешка · b6 чёрный конь · d6 чёрная пешка · e6 чёрный слон · f6 чёрный конь · c4 белая пешка · d4 белый ферзь · e4 белая пешка · a3 белая пешка · f3 белая пешка · g3 белый конь · b2 белый слон · e2 белый слон · g2 белая пешка · h2 белая пешка · c1 белая ладья · f1 белая ладья · g1 белый король | a8 чёрная ладья · d8 чёрный ферзь · g8 чёрный король · a7 чёрная пешка · b7 чёрная пешка · e7 чёрная ладья · f7 чёрная пешка · g7 чёрная пешка · h7 чёрная пешка · b6 чёрный конь · d6 чёрная пешка · e6 чёрный слон · f6 чёрный конь · c4 белая пешка · d4 белый ферзь · e4 белая пешка · a3 белая пешка · f3 белая пешка · g3 белый конь · b2 белый слон · e2 белый слон · g2 белая пешка · h2 белая пешка · c1 белая ладья · f1 белая ладья · g1 белый король | a8 чёрная ладья · d8 чёрный ферзь · g8 чёрный король · a7 чёрная пешка · b7 чёрная пешка · e7 чёрная ладья · f7 чёрная пешка · g7 чёрная пешка · h7 чёрная пешка · b6 чёрный конь · d6 чёрная пешка · e6 чёрный слон · f6 чёрный конь · c4 белая пешка · d4 белый ферзь · e4 белая пешка · a3 белая пешка · f3 белая пешка · g3 белый конь · b2 белый слон · e2 белый слон · g2 белая пешка · h2 белая пешка · c1 белая ладья · f1 белая ладья · g1 белый король | a8 чёрная ладья · d8 чёрный ферзь · g8 чёрный король · a7 чёрная пешка · b7 чёрная пешка · e7 чёрная ладья · f7 чёрная пешка · g7 чёрная пешка · h7 чёрная пешка · b6 чёрный конь · d6 чёрная пешка · e6 чёрный слон · f6 чёрный конь · c4 белая пешка · d4 белый ферзь · e4 белая пешка · a3 белая пешка · f3 белая пешка · g3 белый конь · b2 белый слон · e2 белый слон · g2 белая пешка · h2 белая пешка · c1 белая ладья · f1 белая ладья · g1 белый король | 4 |
| 3 | a8 чёрная ладья · d8 чёрный ферзь · g8 чёрный король · a7 чёрная пешка · b7 чёрная пешка · e7 чёрная ладья · f7 чёрная пешка · g7 чёрная пешка · h7 чёрная пешка · b6 чёрный конь · d6 чёрная пешка · e6 чёрный слон · f6 чёрный конь · c4 белая пешка · d4 белый ферзь · e4 белая пешка · a3 белая пешка · f3 белая пешка · g3 белый конь · b2 белый слон · e2 белый слон · g2 белая пешка · h2 белая пешка · c1 белая ладья · f1 белая ладья · g1 белый король | a8 чёрная ладья · d8 чёрный ферзь · g8 чёрный король · a7 чёрная пешка · b7 чёрная пешка · e7 чёрная ладья · f7 чёрная пешка · g7 чёрная пешка · h7 чёрная пешка · b6 чёрный конь · d6 чёрная пешка · e6 чёрный слон · f6 чёрный конь · c4 белая пешка · d4 белый ферзь · e4 белая пешка · a3 белая пешка · f3 белая пешка · g3 белый конь · b2 белый слон · e2 белый слон · g2 белая пешка · h2 белая пешка · c1 белая ладья · f1 белая ладья · g1 белый король | a8 чёрная ладья · d8 чёрный ферзь · g8 чёрный король · a7 чёрная пешка · b7 чёрная пешка · e7 чёрная ладья · f7 чёрная пешка · g7 чёрная пешка · h7 чёрная пешка · b6 чёрный конь · d6 чёрная пешка · e6 чёрный слон · f6 чёрный конь · c4 белая пешка · d4 белый ферзь · e4 белая пешка · a3 белая пешка · f3 белая пешка · g3 белый конь · b2 белый слон · e2 белый слон · g2 белая пешка · h2 белая пешка · c1 белая ладья · f1 белая ладья · g1 белый король | a8 чёрная ладья · d8 чёрный ферзь · g8 чёрный король · a7 чёрная пешка · b7 чёрная пешка · e7 чёрная ладья · f7 чёрная пешка · g7 чёрная пешка · h7 чёрная пешка · b6 чёрный конь · d6 чёрная пешка · e6 чёрный слон · f6 чёрный конь · c4 белая пешка · d4 белый ферзь · e4 белая пешка · a3 белая пешка · f3 белая пешка · g3 белый конь · b2 белый слон · e2 белый слон · g2 белая пешка · h2 белая пешка · c1 белая ладья · f1 белая ладья · g1 белый король | a8 чёрная ладья · d8 чёрный ферзь · g8 чёрный король · a7 чёрная пешка · b7 чёрная пешка · e7 чёрная ладья · f7 чёрная пешка · g7 чёрная пешка · h7 чёрная пешка · b6 чёрный конь · d6 чёрная пешка · e6 чёрный слон · f6 чёрный конь · c4 белая пешка · d4 белый ферзь · e4 белая пешка · a3 белая пешка · f3 белая пешка · g3 белый конь · b2 белый слон · e2 белый слон · g2 белая пешка · h2 белая пешка · c1 белая ладья · f1 белая ладья · g1 белый король | a8 чёрная ладья · d8 чёрный ферзь · g8 чёрный король · a7 чёрная пешка · b7 чёрная пешка · e7 чёрная ладья · f7 чёрная пешка · g7 чёрная пешка · h7 чёрная пешка · b6 чёрный конь · d6 чёрная пешка · e6 чёрный слон · f6 чёрный конь · c4 белая пешка · d4 белый ферзь · e4 белая пешка · a3 белая пешка · f3 белая пешка · g3 белый конь · b2 белый слон · e2 белый слон · g2 белая пешка · h2 белая пешка · c1 белая ладья · f1 белая ладья · g1 белый король | a8 чёрная ладья · d8 чёрный ферзь · g8 чёрный король · a7 чёрная пешка · b7 чёрная пешка · e7 чёрная ладья · f7 чёрная пешка · g7 чёрная пешка · h7 чёрная пешка · b6 чёрный конь · d6 чёрная пешка · e6 чёрный слон · f6 чёрный конь · c4 белая пешка · d4 белый ферзь · e4 белая пешка · a3 белая пешка · f3 белая пешка · g3 белый конь · b2 белый слон · e2 белый слон · g2 белая пешка · h2 белая пешка · c1 белая ладья · f1 белая ладья · g1 белый король | a8 чёрная ладья · d8 чёрный ферзь · g8 чёрный король · a7 чёрная пешка · b7 чёрная пешка · e7 чёрная ладья · f7 чёрная пешка · g7 чёрная пешка · h7 чёрная пешка · b6 чёрный конь · d6 чёрная пешка · e6 чёрный слон · f6 чёрный конь · c4 белая пешка · d4 белый ферзь · e4 белая пешка · a3 белая пешка · f3 белая пешка · g3 белый конь · b2 белый слон · e2 белый слон · g2 белая пешка · h2 белая пешка · c1 белая ладья · f1 белая ладья · g1 белый король | 3 |
| 2 | a8 чёрная ладья · d8 чёрный ферзь · g8 чёрный король · a7 чёрная пешка · b7 чёрная пешка · e7 чёрная ладья · f7 чёрная пешка · g7 чёрная пешка · h7 чёрная пешка · b6 чёрный конь · d6 чёрная пешка · e6 чёрный слон · f6 чёрный конь · c4 белая пешка · d4 белый ферзь · e4 белая пешка · a3 белая пешка · f3 белая пешка · g3 белый конь · b2 белый слон · e2 белый слон · g2 белая пешка · h2 белая пешка · c1 белая ладья · f1 белая ладья · g1 белый король | a8 чёрная ладья · d8 чёрный ферзь · g8 чёрный король · a7 чёрная пешка · b7 чёрная пешка · e7 чёрная ладья · f7 чёрная пешка · g7 чёрная пешка · h7 чёрная пешка · b6 чёрный конь · d6 чёрная пешка · e6 чёрный слон · f6 чёрный конь · c4 белая пешка · d4 белый ферзь · e4 белая пешка · a3 белая пешка · f3 белая пешка · g3 белый конь · b2 белый слон · e2 белый слон · g2 белая пешка · h2 белая пешка · c1 белая ладья · f1 белая ладья · g1 белый король | a8 чёрная ладья · d8 чёрный ферзь · g8 чёрный король · a7 чёрная пешка · b7 чёрная пешка · e7 чёрная ладья · f7 чёрная пешка · g7 чёрная пешка · h7 чёрная пешка · b6 чёрный конь · d6 чёрная пешка · e6 чёрный слон · f6 чёрный конь · c4 белая пешка · d4 белый ферзь · e4 белая пешка · a3 белая пешка · f3 белая пешка · g3 белый конь · b2 белый слон · e2 белый слон · g2 белая пешка · h2 белая пешка · c1 белая ладья · f1 белая ладья · g1 белый король | a8 чёрная ладья · d8 чёрный ферзь · g8 чёрный король · a7 чёрная пешка · b7 чёрная пешка · e7 чёрная ладья · f7 чёрная пешка · g7 чёрная пешка · h7 чёрная пешка · b6 чёрный конь · d6 чёрная пешка · e6 чёрный слон · f6 чёрный конь · c4 белая пешка · d4 белый ферзь · e4 белая пешка · a3 белая пешка · f3 белая пешка · g3 белый конь · b2 белый слон · e2 белый слон · g2 белая пешка · h2 белая пешка · c1 белая ладья · f1 белая ладья · g1 белый король | a8 чёрная ладья · d8 чёрный ферзь · g8 чёрный король · a7 чёрная пешка · b7 чёрная пешка · e7 чёрная ладья · f7 чёрная пешка · g7 чёрная пешка · h7 чёрная пешка · b6 чёрный конь · d6 чёрная пешка · e6 чёрный слон · f6 чёрный конь · c4 белая пешка · d4 белый ферзь · e4 белая пешка · a3 белая пешка · f3 белая пешка · g3 белый конь · b2 белый слон · e2 белый слон · g2 белая пешка · h2 белая пешка · c1 белая ладья · f1 белая ладья · g1 белый король | a8 чёрная ладья · d8 чёрный ферзь · g8 чёрный король · a7 чёрная пешка · b7 чёрная пешка · e7 чёрная ладья · f7 чёрная пешка · g7 чёрная пешка · h7 чёрная пешка · b6 чёрный конь · d6 чёрная пешка · e6 чёрный слон · f6 чёрный конь · c4 белая пешка · d4 белый ферзь · e4 белая пешка · a3 белая пешка · f3 белая пешка · g3 белый конь · b2 белый слон · e2 белый слон · g2 белая пешка · h2 белая пешка · c1 белая ладья · f1 белая ладья · g1 белый король | a8 чёрная ладья · d8 чёрный ферзь · g8 чёрный король · a7 чёрная пешка · b7 чёрная пешка · e7 чёрная ладья · f7 чёрная пешка · g7 чёрная пешка · h7 чёрная пешка · b6 чёрный конь · d6 чёрная пешка · e6 чёрный слон · f6 чёрный конь · c4 белая пешка · d4 белый ферзь · e4 белая пешка · a3 белая пешка · f3 белая пешка · g3 белый конь · b2 белый слон · e2 белый слон · g2 белая пешка · h2 белая пешка · c1 белая ладья · f1 белая ладья · g1 белый король | a8 чёрная ладья · d8 чёрный ферзь · g8 чёрный король · a7 чёрная пешка · b7 чёрная пешка · e7 чёрная ладья · f7 чёрная пешка · g7 чёрная пешка · h7 чёрная пешка · b6 чёрный конь · d6 чёрная пешка · e6 чёрный слон · f6 чёрный конь · c4 белая пешка · d4 белый ферзь · e4 белая пешка · a3 белая пешка · f3 белая пешка · g3 белый конь · b2 белый слон · e2 белый слон · g2 белая пешка · h2 белая пешка · c1 белая ладья · f1 белая ладья · g1 белый король | 2 |
| 1 | a8 чёрная ладья · d8 чёрный ферзь · g8 чёрный король · a7 чёрная пешка · b7 чёрная пешка · e7 чёрная ладья · f7 чёрная пешка · g7 чёрная пешка · h7 чёрная пешка · b6 чёрный конь · d6 чёрная пешка · e6 чёрный слон · f6 чёрный конь · c4 белая пешка · d4 белый ферзь · e4 белая пешка · a3 белая пешка · f3 белая пешка · g3 белый конь · b2 белый слон · e2 белый слон · g2 белая пешка · h2 белая пешка · c1 белая ладья · f1 белая ладья · g1 белый король | a8 чёрная ладья · d8 чёрный ферзь · g8 чёрный король · a7 чёрная пешка · b7 чёрная пешка · e7 чёрная ладья · f7 чёрная пешка · g7 чёрная пешка · h7 чёрная пешка · b6 чёрный конь · d6 чёрная пешка · e6 чёрный слон · f6 чёрный конь · c4 белая пешка · d4 белый ферзь · e4 белая пешка · a3 белая пешка · f3 белая пешка · g3 белый конь · b2 белый слон · e2 белый слон · g2 белая пешка · h2 белая пешка · c1 белая ладья · f1 белая ладья · g1 белый король | a8 чёрная ладья · d8 чёрный ферзь · g8 чёрный король · a7 чёрная пешка · b7 чёрная пешка · e7 чёрная ладья · f7 чёрная пешка · g7 чёрная пешка · h7 чёрная пешка · b6 чёрный конь · d6 чёрная пешка · e6 чёрный слон · f6 чёрный конь · c4 белая пешка · d4 белый ферзь · e4 белая пешка · a3 белая пешка · f3 белая пешка · g3 белый конь · b2 белый слон · e2 белый слон · g2 белая пешка · h2 белая пешка · c1 белая ладья · f1 белая ладья · g1 белый король | a8 чёрная ладья · d8 чёрный ферзь · g8 чёрный король · a7 чёрная пешка · b7 чёрная пешка · e7 чёрная ладья · f7 чёрная пешка · g7 чёрная пешка · h7 чёрная пешка · b6 чёрный конь · d6 чёрная пешка · e6 чёрный слон · f6 чёрный конь · c4 белая пешка · d4 белый ферзь · e4 белая пешка · a3 белая пешка · f3 белая пешка · g3 белый конь · b2 белый слон · e2 белый слон · g2 белая пешка · h2 белая пешка · c1 белая ладья · f1 белая ладья · g1 белый король | a8 чёрная ладья · d8 чёрный ферзь · g8 чёрный король · a7 чёрная пешка · b7 чёрная пешка · e7 чёрная ладья · f7 чёрная пешка · g7 чёрная пешка · h7 чёрная пешка · b6 чёрный конь · d6 чёрная пешка · e6 чёрный слон · f6 чёрный конь · c4 белая пешка · d4 белый ферзь · e4 белая пешка · a3 белая пешка · f3 белая пешка · g3 белый конь · b2 белый слон · e2 белый слон · g2 белая пешка · h2 белая пешка · c1 белая ладья · f1 белая ладья · g1 белый король | a8 чёрная ладья · d8 чёрный ферзь · g8 чёрный король · a7 чёрная пешка · b7 чёрная пешка · e7 чёрная ладья · f7 чёрная пешка · g7 чёрная пешка · h7 чёрная пешка · b6 чёрный конь · d6 чёрная пешка · e6 чёрный слон · f6 чёрный конь · c4 белая пешка · d4 белый ферзь · e4 белая пешка · a3 белая пешка · f3 белая пешка · g3 белый конь · b2 белый слон · e2 белый слон · g2 белая пешка · h2 белая пешка · c1 белая ладья · f1 белая ладья · g1 белый король | a8 чёрная ладья · d8 чёрный ферзь · g8 чёрный король · a7 чёрная пешка · b7 чёрная пешка · e7 чёрная ладья · f7 чёрная пешка · g7 чёрная пешка · h7 чёрная пешка · b6 чёрный конь · d6 чёрная пешка · e6 чёрный слон · f6 чёрный конь · c4 белая пешка · d4 белый ферзь · e4 белая пешка · a3 белая пешка · f3 белая пешка · g3 белый конь · b2 белый слон · e2 белый слон · g2 белая пешка · h2 белая пешка · c1 белая ладья · f1 белая ладья · g1 белый король | a8 чёрная ладья · d8 чёрный ферзь · g8 чёрный король · a7 чёрная пешка · b7 чёрная пешка · e7 чёрная ладья · f7 чёрная пешка · g7 чёрная пешка · h7 чёрная пешка · b6 чёрный конь · d6 чёрная пешка · e6 чёрный слон · f6 чёрный конь · c4 белая пешка · d4 белый ферзь · e4 белая пешка · a3 белая пешка · f3 белая пешка · g3 белый конь · b2 белый слон · e2 белый слон · g2 белая пешка · h2 белая пешка · c1 белая ладья · f1 белая ладья · g1 белый король | 1 |
|   | a | b | c | d | e | f | g | h |   |

Матч-турнир начался 2 марта 1948 года. После восьми туров Ботвинник лидировал с результатом 6 из 8, позже только увеличивал отрыв, и в итоге опередил Смыслова на 3 очка, став чемпионом мира. Ботвинник сказал, что после победы над Кересом (диаграмма 4) стало ясно, что тот уже не претендовал на победу в турнире (общий счёт стал 4-1), а сам Ботвинник убедительно выигрывал микроматчи у всех своих соперников. 18 мая состоялась официальная церемония провозглашения Ботвинника чемпионом мира. Мировое шахматное сообщество рассматривало успех Ботвинника не только как его личный триумф, но и как победу советской шахматной школы. Леонард Барден сказал: «Керес заплатил за своё возвращение в шахматы ценой обязательства перед советскими властями не мешать Ботвиннику в борьбе за мировое первенство».
После завоевания титула Ботвинник предложил ФИДЕ систему определения претендента на звание чемпиона мира. Она включала в себя зональные и межзональные турниры, затем турнир претендентов и матч с чемпионом мира. Матч до 24 партий, при счёте 12-12 чемпион сохраняет титул, а в случае поражения может взять реванш. Данная система вскоре была принята.
В последующие 3 года Ботвинник не сыграл ни одной турнирной партии, всецело посвятив себя подготовке докторской диссертации «Регулирование, возбуждение и статическая устойчивость синхронной машины». Защита успешно прошла в 1951 году в Энергетическом институте имени Г. М. Кржижановского, и Ботвинник стал доктором технических наук.
В 1951 году Давид Бронштейн стал претендентом на мировое первенство, Ботвиннику предстояло сыграть с ним матч. Бронштейн выигрывал почти все турниры предшествующих лет, а Ботвинник за 3 года ни в одном не сыграл. Матч начался 15 марта в Москве, и первые же 4 партии показали результат трёхлетнего отсутствия практики у Ботвинника — он играл неуверенно и попадал в цейтноты, хоть и завершил все вничью. В середине матча Ботвинник владел инициативой, но допускал единичные ошибки, и Бронштейн делал ничьи. Итоговый счёт стал 12-12, и Ботвинник сохранил звание чемпиона мира.
|           | 1 | 2 | 3 | 4 | 5 | 6 | 7 | 8 | 9 | 10 | 11 | 12 | 13 | 14 | 15 | 16 | 17 | 18 | 19 | 20 | 21 | 22 | 23 | 24 | Очки | Итог    |
| --------- | - | - | - | - | - | - | - | - | - | -- | -- | -- | -- | -- | -- | -- | -- | -- | -- | -- | -- | -- | -- | -- | ---- | ------- |
| Ботвинник | ½ | ½ | ½ | ½ | 0 | 1 | 1 | ½ | ½ | ½  | 0  | 1  | ½  | ½  | ½  | ½  | 0  | ½  | 1  | ½  | 0  | 0  | 1  | ½  | 12   | +5−5=14 |
| Бронштейн | ½ | ½ | ½ | ½ | 1 | 0 | 0 | ½ | ½ | ½  | 1  | 0  | ½  | ½  | ½  | ½  | 1  | ½  | 0  | ½  | 1  | 1  | 0  | ½  | 12   | +5−5=14 |

|   | a | b | c | d | e | f | g | h |   |
| - | --- | --- | --- | --- | --- | --- | --- | --- | - |
| 8 | a8 чёрная ладья · b8 чёрный конь · c8 чёрный слон · f8 чёрная ладья · g8 чёрный король · a7 чёрная пешка · b7 чёрная пешка · e7 чёрный ферзь · g7 чёрная пешка · h7 чёрная пешка · c6 чёрная пешка · d6 чёрный слон · e6 чёрная пешка · f6 чёрный конь · d5 чёрная пешка · f5 чёрная пешка · c4 белая пешка · d4 белая пешка · c3 белый конь · e3 белая пешка · f3 белая пешка · h3 белый конь · a2 белая пешка · b2 белая пешка · c2 белый ферзь · d2 белый слон · g2 белая пешка · h2 белая пешка · c1 белый король · d1 белая ладья · f1 белый слон · h1 белая ладья | a8 чёрная ладья · b8 чёрный конь · c8 чёрный слон · f8 чёрная ладья · g8 чёрный король · a7 чёрная пешка · b7 чёрная пешка · e7 чёрный ферзь · g7 чёрная пешка · h7 чёрная пешка · c6 чёрная пешка · d6 чёрный слон · e6 чёрная пешка · f6 чёрный конь · d5 чёрная пешка · f5 чёрная пешка · c4 белая пешка · d4 белая пешка · c3 белый конь · e3 белая пешка · f3 белая пешка · h3 белый конь · a2 белая пешка · b2 белая пешка · c2 белый ферзь · d2 белый слон · g2 белая пешка · h2 белая пешка · c1 белый король · d1 белая ладья · f1 белый слон · h1 белая ладья | a8 чёрная ладья · b8 чёрный конь · c8 чёрный слон · f8 чёрная ладья · g8 чёрный король · a7 чёрная пешка · b7 чёрная пешка · e7 чёрный ферзь · g7 чёрная пешка · h7 чёрная пешка · c6 чёрная пешка · d6 чёрный слон · e6 чёрная пешка · f6 чёрный конь · d5 чёрная пешка · f5 чёрная пешка · c4 белая пешка · d4 белая пешка · c3 белый конь · e3 белая пешка · f3 белая пешка · h3 белый конь · a2 белая пешка · b2 белая пешка · c2 белый ферзь · d2 белый слон · g2 белая пешка · h2 белая пешка · c1 белый король · d1 белая ладья · f1 белый слон · h1 белая ладья | a8 чёрная ладья · b8 чёрный конь · c8 чёрный слон · f8 чёрная ладья · g8 чёрный король · a7 чёрная пешка · b7 чёрная пешка · e7 чёрный ферзь · g7 чёрная пешка · h7 чёрная пешка · c6 чёрная пешка · d6 чёрный слон · e6 чёрная пешка · f6 чёрный конь · d5 чёрная пешка · f5 чёрная пешка · c4 белая пешка · d4 белая пешка · c3 белый конь · e3 белая пешка · f3 белая пешка · h3 белый конь · a2 белая пешка · b2 белая пешка · c2 белый ферзь · d2 белый слон · g2 белая пешка · h2 белая пешка · c1 белый король · d1 белая ладья · f1 белый слон · h1 белая ладья | a8 чёрная ладья · b8 чёрный конь · c8 чёрный слон · f8 чёрная ладья · g8 чёрный король · a7 чёрная пешка · b7 чёрная пешка · e7 чёрный ферзь · g7 чёрная пешка · h7 чёрная пешка · c6 чёрная пешка · d6 чёрный слон · e6 чёрная пешка · f6 чёрный конь · d5 чёрная пешка · f5 чёрная пешка · c4 белая пешка · d4 белая пешка · c3 белый конь · e3 белая пешка · f3 белая пешка · h3 белый конь · a2 белая пешка · b2 белая пешка · c2 белый ферзь · d2 белый слон · g2 белая пешка · h2 белая пешка · c1 белый король · d1 белая ладья · f1 белый слон · h1 белая ладья | a8 чёрная ладья · b8 чёрный конь · c8 чёрный слон · f8 чёрная ладья · g8 чёрный король · a7 чёрная пешка · b7 чёрная пешка · e7 чёрный ферзь · g7 чёрная пешка · h7 чёрная пешка · c6 чёрная пешка · d6 чёрный слон · e6 чёрная пешка · f6 чёрный конь · d5 чёрная пешка · f5 чёрная пешка · c4 белая пешка · d4 белая пешка · c3 белый конь · e3 белая пешка · f3 белая пешка · h3 белый конь · a2 белая пешка · b2 белая пешка · c2 белый ферзь · d2 белый слон · g2 белая пешка · h2 белая пешка · c1 белый король · d1 белая ладья · f1 белый слон · h1 белая ладья | a8 чёрная ладья · b8 чёрный конь · c8 чёрный слон · f8 чёрная ладья · g8 чёрный король · a7 чёрная пешка · b7 чёрная пешка · e7 чёрный ферзь · g7 чёрная пешка · h7 чёрная пешка · c6 чёрная пешка · d6 чёрный слон · e6 чёрная пешка · f6 чёрный конь · d5 чёрная пешка · f5 чёрная пешка · c4 белая пешка · d4 белая пешка · c3 белый конь · e3 белая пешка · f3 белая пешка · h3 белый конь · a2 белая пешка · b2 белая пешка · c2 белый ферзь · d2 белый слон · g2 белая пешка · h2 белая пешка · c1 белый король · d1 белая ладья · f1 белый слон · h1 белая ладья | a8 чёрная ладья · b8 чёрный конь · c8 чёрный слон · f8 чёрная ладья · g8 чёрный король · a7 чёрная пешка · b7 чёрная пешка · e7 чёрный ферзь · g7 чёрная пешка · h7 чёрная пешка · c6 чёрная пешка · d6 чёрный слон · e6 чёрная пешка · f6 чёрный конь · d5 чёрная пешка · f5 чёрная пешка · c4 белая пешка · d4 белая пешка · c3 белый конь · e3 белая пешка · f3 белая пешка · h3 белый конь · a2 белая пешка · b2 белая пешка · c2 белый ферзь · d2 белый слон · g2 белая пешка · h2 белая пешка · c1 белый король · d1 белая ладья · f1 белый слон · h1 белая ладья | 8 |
| 7 | a8 чёрная ладья · b8 чёрный конь · c8 чёрный слон · f8 чёрная ладья · g8 чёрный король · a7 чёрная пешка · b7 чёрная пешка · e7 чёрный ферзь · g7 чёрная пешка · h7 чёрная пешка · c6 чёрная пешка · d6 чёрный слон · e6 чёрная пешка · f6 чёрный конь · d5 чёрная пешка · f5 чёрная пешка · c4 белая пешка · d4 белая пешка · c3 белый конь · e3 белая пешка · f3 белая пешка · h3 белый конь · a2 белая пешка · b2 белая пешка · c2 белый ферзь · d2 белый слон · g2 белая пешка · h2 белая пешка · c1 белый король · d1 белая ладья · f1 белый слон · h1 белая ладья | a8 чёрная ладья · b8 чёрный конь · c8 чёрный слон · f8 чёрная ладья · g8 чёрный король · a7 чёрная пешка · b7 чёрная пешка · e7 чёрный ферзь · g7 чёрная пешка · h7 чёрная пешка · c6 чёрная пешка · d6 чёрный слон · e6 чёрная пешка · f6 чёрный конь · d5 чёрная пешка · f5 чёрная пешка · c4 белая пешка · d4 белая пешка · c3 белый конь · e3 белая пешка · f3 белая пешка · h3 белый конь · a2 белая пешка · b2 белая пешка · c2 белый ферзь · d2 белый слон · g2 белая пешка · h2 белая пешка · c1 белый король · d1 белая ладья · f1 белый слон · h1 белая ладья | a8 чёрная ладья · b8 чёрный конь · c8 чёрный слон · f8 чёрная ладья · g8 чёрный король · a7 чёрная пешка · b7 чёрная пешка · e7 чёрный ферзь · g7 чёрная пешка · h7 чёрная пешка · c6 чёрная пешка · d6 чёрный слон · e6 чёрная пешка · f6 чёрный конь · d5 чёрная пешка · f5 чёрная пешка · c4 белая пешка · d4 белая пешка · c3 белый конь · e3 белая пешка · f3 белая пешка · h3 белый конь · a2 белая пешка · b2 белая пешка · c2 белый ферзь · d2 белый слон · g2 белая пешка · h2 белая пешка · c1 белый король · d1 белая ладья · f1 белый слон · h1 белая ладья | a8 чёрная ладья · b8 чёрный конь · c8 чёрный слон · f8 чёрная ладья · g8 чёрный король · a7 чёрная пешка · b7 чёрная пешка · e7 чёрный ферзь · g7 чёрная пешка · h7 чёрная пешка · c6 чёрная пешка · d6 чёрный слон · e6 чёрная пешка · f6 чёрный конь · d5 чёрная пешка · f5 чёрная пешка · c4 белая пешка · d4 белая пешка · c3 белый конь · e3 белая пешка · f3 белая пешка · h3 белый конь · a2 белая пешка · b2 белая пешка · c2 белый ферзь · d2 белый слон · g2 белая пешка · h2 белая пешка · c1 белый король · d1 белая ладья · f1 белый слон · h1 белая ладья | a8 чёрная ладья · b8 чёрный конь · c8 чёрный слон · f8 чёрная ладья · g8 чёрный король · a7 чёрная пешка · b7 чёрная пешка · e7 чёрный ферзь · g7 чёрная пешка · h7 чёрная пешка · c6 чёрная пешка · d6 чёрный слон · e6 чёрная пешка · f6 чёрный конь · d5 чёрная пешка · f5 чёрная пешка · c4 белая пешка · d4 белая пешка · c3 белый конь · e3 белая пешка · f3 белая пешка · h3 белый конь · a2 белая пешка · b2 белая пешка · c2 белый ферзь · d2 белый слон · g2 белая пешка · h2 белая пешка · c1 белый король · d1 белая ладья · f1 белый слон · h1 белая ладья | a8 чёрная ладья · b8 чёрный конь · c8 чёрный слон · f8 чёрная ладья · g8 чёрный король · a7 чёрная пешка · b7 чёрная пешка · e7 чёрный ферзь · g7 чёрная пешка · h7 чёрная пешка · c6 чёрная пешка · d6 чёрный слон · e6 чёрная пешка · f6 чёрный конь · d5 чёрная пешка · f5 чёрная пешка · c4 белая пешка · d4 белая пешка · c3 белый конь · e3 белая пешка · f3 белая пешка · h3 белый конь · a2 белая пешка · b2 белая пешка · c2 белый ферзь · d2 белый слон · g2 белая пешка · h2 белая пешка · c1 белый король · d1 белая ладья · f1 белый слон · h1 белая ладья | a8 чёрная ладья · b8 чёрный конь · c8 чёрный слон · f8 чёрная ладья · g8 чёрный король · a7 чёрная пешка · b7 чёрная пешка · e7 чёрный ферзь · g7 чёрная пешка · h7 чёрная пешка · c6 чёрная пешка · d6 чёрный слон · e6 чёрная пешка · f6 чёрный конь · d5 чёрная пешка · f5 чёрная пешка · c4 белая пешка · d4 белая пешка · c3 белый конь · e3 белая пешка · f3 белая пешка · h3 белый конь · a2 белая пешка · b2 белая пешка · c2 белый ферзь · d2 белый слон · g2 белая пешка · h2 белая пешка · c1 белый король · d1 белая ладья · f1 белый слон · h1 белая ладья | a8 чёрная ладья · b8 чёрный конь · c8 чёрный слон · f8 чёрная ладья · g8 чёрный король · a7 чёрная пешка · b7 чёрная пешка · e7 чёрный ферзь · g7 чёрная пешка · h7 чёрная пешка · c6 чёрная пешка · d6 чёрный слон · e6 чёрная пешка · f6 чёрный конь · d5 чёрная пешка · f5 чёрная пешка · c4 белая пешка · d4 белая пешка · c3 белый конь · e3 белая пешка · f3 белая пешка · h3 белый конь · a2 белая пешка · b2 белая пешка · c2 белый ферзь · d2 белый слон · g2 белая пешка · h2 белая пешка · c1 белый король · d1 белая ладья · f1 белый слон · h1 белая ладья | 7 |
| 6 | a8 чёрная ладья · b8 чёрный конь · c8 чёрный слон · f8 чёрная ладья · g8 чёрный король · a7 чёрная пешка · b7 чёрная пешка · e7 чёрный ферзь · g7 чёрная пешка · h7 чёрная пешка · c6 чёрная пешка · d6 чёрный слон · e6 чёрная пешка · f6 чёрный конь · d5 чёрная пешка · f5 чёрная пешка · c4 белая пешка · d4 белая пешка · c3 белый конь · e3 белая пешка · f3 белая пешка · h3 белый конь · a2 белая пешка · b2 белая пешка · c2 белый ферзь · d2 белый слон · g2 белая пешка · h2 белая пешка · c1 белый король · d1 белая ладья · f1 белый слон · h1 белая ладья | a8 чёрная ладья · b8 чёрный конь · c8 чёрный слон · f8 чёрная ладья · g8 чёрный король · a7 чёрная пешка · b7 чёрная пешка · e7 чёрный ферзь · g7 чёрная пешка · h7 чёрная пешка · c6 чёрная пешка · d6 чёрный слон · e6 чёрная пешка · f6 чёрный конь · d5 чёрная пешка · f5 чёрная пешка · c4 белая пешка · d4 белая пешка · c3 белый конь · e3 белая пешка · f3 белая пешка · h3 белый конь · a2 белая пешка · b2 белая пешка · c2 белый ферзь · d2 белый слон · g2 белая пешка · h2 белая пешка · c1 белый король · d1 белая ладья · f1 белый слон · h1 белая ладья | a8 чёрная ладья · b8 чёрный конь · c8 чёрный слон · f8 чёрная ладья · g8 чёрный король · a7 чёрная пешка · b7 чёрная пешка · e7 чёрный ферзь · g7 чёрная пешка · h7 чёрная пешка · c6 чёрная пешка · d6 чёрный слон · e6 чёрная пешка · f6 чёрный конь · d5 чёрная пешка · f5 чёрная пешка · c4 белая пешка · d4 белая пешка · c3 белый конь · e3 белая пешка · f3 белая пешка · h3 белый конь · a2 белая пешка · b2 белая пешка · c2 белый ферзь · d2 белый слон · g2 белая пешка · h2 белая пешка · c1 белый король · d1 белая ладья · f1 белый слон · h1 белая ладья | a8 чёрная ладья · b8 чёрный конь · c8 чёрный слон · f8 чёрная ладья · g8 чёрный король · a7 чёрная пешка · b7 чёрная пешка · e7 чёрный ферзь · g7 чёрная пешка · h7 чёрная пешка · c6 чёрная пешка · d6 чёрный слон · e6 чёрная пешка · f6 чёрный конь · d5 чёрная пешка · f5 чёрная пешка · c4 белая пешка · d4 белая пешка · c3 белый конь · e3 белая пешка · f3 белая пешка · h3 белый конь · a2 белая пешка · b2 белая пешка · c2 белый ферзь · d2 белый слон · g2 белая пешка · h2 белая пешка · c1 белый король · d1 белая ладья · f1 белый слон · h1 белая ладья | a8 чёрная ладья · b8 чёрный конь · c8 чёрный слон · f8 чёрная ладья · g8 чёрный король · a7 чёрная пешка · b7 чёрная пешка · e7 чёрный ферзь · g7 чёрная пешка · h7 чёрная пешка · c6 чёрная пешка · d6 чёрный слон · e6 чёрная пешка · f6 чёрный конь · d5 чёрная пешка · f5 чёрная пешка · c4 белая пешка · d4 белая пешка · c3 белый конь · e3 белая пешка · f3 белая пешка · h3 белый конь · a2 белая пешка · b2 белая пешка · c2 белый ферзь · d2 белый слон · g2 белая пешка · h2 белая пешка · c1 белый король · d1 белая ладья · f1 белый слон · h1 белая ладья | a8 чёрная ладья · b8 чёрный конь · c8 чёрный слон · f8 чёрная ладья · g8 чёрный король · a7 чёрная пешка · b7 чёрная пешка · e7 чёрный ферзь · g7 чёрная пешка · h7 чёрная пешка · c6 чёрная пешка · d6 чёрный слон · e6 чёрная пешка · f6 чёрный конь · d5 чёрная пешка · f5 чёрная пешка · c4 белая пешка · d4 белая пешка · c3 белый конь · e3 белая пешка · f3 белая пешка · h3 белый конь · a2 белая пешка · b2 белая пешка · c2 белый ферзь · d2 белый слон · g2 белая пешка · h2 белая пешка · c1 белый король · d1 белая ладья · f1 белый слон · h1 белая ладья | a8 чёрная ладья · b8 чёрный конь · c8 чёрный слон · f8 чёрная ладья · g8 чёрный король · a7 чёрная пешка · b7 чёрная пешка · e7 чёрный ферзь · g7 чёрная пешка · h7 чёрная пешка · c6 чёрная пешка · d6 чёрный слон · e6 чёрная пешка · f6 чёрный конь · d5 чёрная пешка · f5 чёрная пешка · c4 белая пешка · d4 белая пешка · c3 белый конь · e3 белая пешка · f3 белая пешка · h3 белый конь · a2 белая пешка · b2 белая пешка · c2 белый ферзь · d2 белый слон · g2 белая пешка · h2 белая пешка · c1 белый король · d1 белая ладья · f1 белый слон · h1 белая ладья | a8 чёрная ладья · b8 чёрный конь · c8 чёрный слон · f8 чёрная ладья · g8 чёрный король · a7 чёрная пешка · b7 чёрная пешка · e7 чёрный ферзь · g7 чёрная пешка · h7 чёрная пешка · c6 чёрная пешка · d6 чёрный слон · e6 чёрная пешка · f6 чёрный конь · d5 чёрная пешка · f5 чёрная пешка · c4 белая пешка · d4 белая пешка · c3 белый конь · e3 белая пешка · f3 белая пешка · h3 белый конь · a2 белая пешка · b2 белая пешка · c2 белый ферзь · d2 белый слон · g2 белая пешка · h2 белая пешка · c1 белый король · d1 белая ладья · f1 белый слон · h1 белая ладья | 6 |
| 5 | a8 чёрная ладья · b8 чёрный конь · c8 чёрный слон · f8 чёрная ладья · g8 чёрный король · a7 чёрная пешка · b7 чёрная пешка · e7 чёрный ферзь · g7 чёрная пешка · h7 чёрная пешка · c6 чёрная пешка · d6 чёрный слон · e6 чёрная пешка · f6 чёрный конь · d5 чёрная пешка · f5 чёрная пешка · c4 белая пешка · d4 белая пешка · c3 белый конь · e3 белая пешка · f3 белая пешка · h3 белый конь · a2 белая пешка · b2 белая пешка · c2 белый ферзь · d2 белый слон · g2 белая пешка · h2 белая пешка · c1 белый король · d1 белая ладья · f1 белый слон · h1 белая ладья | a8 чёрная ладья · b8 чёрный конь · c8 чёрный слон · f8 чёрная ладья · g8 чёрный король · a7 чёрная пешка · b7 чёрная пешка · e7 чёрный ферзь · g7 чёрная пешка · h7 чёрная пешка · c6 чёрная пешка · d6 чёрный слон · e6 чёрная пешка · f6 чёрный конь · d5 чёрная пешка · f5 чёрная пешка · c4 белая пешка · d4 белая пешка · c3 белый конь · e3 белая пешка · f3 белая пешка · h3 белый конь · a2 белая пешка · b2 белая пешка · c2 белый ферзь · d2 белый слон · g2 белая пешка · h2 белая пешка · c1 белый король · d1 белая ладья · f1 белый слон · h1 белая ладья | a8 чёрная ладья · b8 чёрный конь · c8 чёрный слон · f8 чёрная ладья · g8 чёрный король · a7 чёрная пешка · b7 чёрная пешка · e7 чёрный ферзь · g7 чёрная пешка · h7 чёрная пешка · c6 чёрная пешка · d6 чёрный слон · e6 чёрная пешка · f6 чёрный конь · d5 чёрная пешка · f5 чёрная пешка · c4 белая пешка · d4 белая пешка · c3 белый конь · e3 белая пешка · f3 белая пешка · h3 белый конь · a2 белая пешка · b2 белая пешка · c2 белый ферзь · d2 белый слон · g2 белая пешка · h2 белая пешка · c1 белый король · d1 белая ладья · f1 белый слон · h1 белая ладья | a8 чёрная ладья · b8 чёрный конь · c8 чёрный слон · f8 чёрная ладья · g8 чёрный король · a7 чёрная пешка · b7 чёрная пешка · e7 чёрный ферзь · g7 чёрная пешка · h7 чёрная пешка · c6 чёрная пешка · d6 чёрный слон · e6 чёрная пешка · f6 чёрный конь · d5 чёрная пешка · f5 чёрная пешка · c4 белая пешка · d4 белая пешка · c3 белый конь · e3 белая пешка · f3 белая пешка · h3 белый конь · a2 белая пешка · b2 белая пешка · c2 белый ферзь · d2 белый слон · g2 белая пешка · h2 белая пешка · c1 белый король · d1 белая ладья · f1 белый слон · h1 белая ладья | a8 чёрная ладья · b8 чёрный конь · c8 чёрный слон · f8 чёрная ладья · g8 чёрный король · a7 чёрная пешка · b7 чёрная пешка · e7 чёрный ферзь · g7 чёрная пешка · h7 чёрная пешка · c6 чёрная пешка · d6 чёрный слон · e6 чёрная пешка · f6 чёрный конь · d5 чёрная пешка · f5 чёрная пешка · c4 белая пешка · d4 белая пешка · c3 белый конь · e3 белая пешка · f3 белая пешка · h3 белый конь · a2 белая пешка · b2 белая пешка · c2 белый ферзь · d2 белый слон · g2 белая пешка · h2 белая пешка · c1 белый король · d1 белая ладья · f1 белый слон · h1 белая ладья | a8 чёрная ладья · b8 чёрный конь · c8 чёрный слон · f8 чёрная ладья · g8 чёрный король · a7 чёрная пешка · b7 чёрная пешка · e7 чёрный ферзь · g7 чёрная пешка · h7 чёрная пешка · c6 чёрная пешка · d6 чёрный слон · e6 чёрная пешка · f6 чёрный конь · d5 чёрная пешка · f5 чёрная пешка · c4 белая пешка · d4 белая пешка · c3 белый конь · e3 белая пешка · f3 белая пешка · h3 белый конь · a2 белая пешка · b2 белая пешка · c2 белый ферзь · d2 белый слон · g2 белая пешка · h2 белая пешка · c1 белый король · d1 белая ладья · f1 белый слон · h1 белая ладья | a8 чёрная ладья · b8 чёрный конь · c8 чёрный слон · f8 чёрная ладья · g8 чёрный король · a7 чёрная пешка · b7 чёрная пешка · e7 чёрный ферзь · g7 чёрная пешка · h7 чёрная пешка · c6 чёрная пешка · d6 чёрный слон · e6 чёрная пешка · f6 чёрный конь · d5 чёрная пешка · f5 чёрная пешка · c4 белая пешка · d4 белая пешка · c3 белый конь · e3 белая пешка · f3 белая пешка · h3 белый конь · a2 белая пешка · b2 белая пешка · c2 белый ферзь · d2 белый слон · g2 белая пешка · h2 белая пешка · c1 белый король · d1 белая ладья · f1 белый слон · h1 белая ладья | a8 чёрная ладья · b8 чёрный конь · c8 чёрный слон · f8 чёрная ладья · g8 чёрный король · a7 чёрная пешка · b7 чёрная пешка · e7 чёрный ферзь · g7 чёрная пешка · h7 чёрная пешка · c6 чёрная пешка · d6 чёрный слон · e6 чёрная пешка · f6 чёрный конь · d5 чёрная пешка · f5 чёрная пешка · c4 белая пешка · d4 белая пешка · c3 белый конь · e3 белая пешка · f3 белая пешка · h3 белый конь · a2 белая пешка · b2 белая пешка · c2 белый ферзь · d2 белый слон · g2 белая пешка · h2 белая пешка · c1 белый король · d1 белая ладья · f1 белый слон · h1 белая ладья | 5 |
| 4 | a8 чёрная ладья · b8 чёрный конь · c8 чёрный слон · f8 чёрная ладья · g8 чёрный король · a7 чёрная пешка · b7 чёрная пешка · e7 чёрный ферзь · g7 чёрная пешка · h7 чёрная пешка · c6 чёрная пешка · d6 чёрный слон · e6 чёрная пешка · f6 чёрный конь · d5 чёрная пешка · f5 чёрная пешка · c4 белая пешка · d4 белая пешка · c3 белый конь · e3 белая пешка · f3 белая пешка · h3 белый конь · a2 белая пешка · b2 белая пешка · c2 белый ферзь · d2 белый слон · g2 белая пешка · h2 белая пешка · c1 белый король · d1 белая ладья · f1 белый слон · h1 белая ладья | a8 чёрная ладья · b8 чёрный конь · c8 чёрный слон · f8 чёрная ладья · g8 чёрный король · a7 чёрная пешка · b7 чёрная пешка · e7 чёрный ферзь · g7 чёрная пешка · h7 чёрная пешка · c6 чёрная пешка · d6 чёрный слон · e6 чёрная пешка · f6 чёрный конь · d5 чёрная пешка · f5 чёрная пешка · c4 белая пешка · d4 белая пешка · c3 белый конь · e3 белая пешка · f3 белая пешка · h3 белый конь · a2 белая пешка · b2 белая пешка · c2 белый ферзь · d2 белый слон · g2 белая пешка · h2 белая пешка · c1 белый король · d1 белая ладья · f1 белый слон · h1 белая ладья | a8 чёрная ладья · b8 чёрный конь · c8 чёрный слон · f8 чёрная ладья · g8 чёрный король · a7 чёрная пешка · b7 чёрная пешка · e7 чёрный ферзь · g7 чёрная пешка · h7 чёрная пешка · c6 чёрная пешка · d6 чёрный слон · e6 чёрная пешка · f6 чёрный конь · d5 чёрная пешка · f5 чёрная пешка · c4 белая пешка · d4 белая пешка · c3 белый конь · e3 белая пешка · f3 белая пешка · h3 белый конь · a2 белая пешка · b2 белая пешка · c2 белый ферзь · d2 белый слон · g2 белая пешка · h2 белая пешка · c1 белый король · d1 белая ладья · f1 белый слон · h1 белая ладья | a8 чёрная ладья · b8 чёрный конь · c8 чёрный слон · f8 чёрная ладья · g8 чёрный король · a7 чёрная пешка · b7 чёрная пешка · e7 чёрный ферзь · g7 чёрная пешка · h7 чёрная пешка · c6 чёрная пешка · d6 чёрный слон · e6 чёрная пешка · f6 чёрный конь · d5 чёрная пешка · f5 чёрная пешка · c4 белая пешка · d4 белая пешка · c3 белый конь · e3 белая пешка · f3 белая пешка · h3 белый конь · a2 белая пешка · b2 белая пешка · c2 белый ферзь · d2 белый слон · g2 белая пешка · h2 белая пешка · c1 белый король · d1 белая ладья · f1 белый слон · h1 белая ладья | a8 чёрная ладья · b8 чёрный конь · c8 чёрный слон · f8 чёрная ладья · g8 чёрный король · a7 чёрная пешка · b7 чёрная пешка · e7 чёрный ферзь · g7 чёрная пешка · h7 чёрная пешка · c6 чёрная пешка · d6 чёрный слон · e6 чёрная пешка · f6 чёрный конь · d5 чёрная пешка · f5 чёрная пешка · c4 белая пешка · d4 белая пешка · c3 белый конь · e3 белая пешка · f3 белая пешка · h3 белый конь · a2 белая пешка · b2 белая пешка · c2 белый ферзь · d2 белый слон · g2 белая пешка · h2 белая пешка · c1 белый король · d1 белая ладья · f1 белый слон · h1 белая ладья | a8 чёрная ладья · b8 чёрный конь · c8 чёрный слон · f8 чёрная ладья · g8 чёрный король · a7 чёрная пешка · b7 чёрная пешка · e7 чёрный ферзь · g7 чёрная пешка · h7 чёрная пешка · c6 чёрная пешка · d6 чёрный слон · e6 чёрная пешка · f6 чёрный конь · d5 чёрная пешка · f5 чёрная пешка · c4 белая пешка · d4 белая пешка · c3 белый конь · e3 белая пешка · f3 белая пешка · h3 белый конь · a2 белая пешка · b2 белая пешка · c2 белый ферзь · d2 белый слон · g2 белая пешка · h2 белая пешка · c1 белый король · d1 белая ладья · f1 белый слон · h1 белая ладья | a8 чёрная ладья · b8 чёрный конь · c8 чёрный слон · f8 чёрная ладья · g8 чёрный король · a7 чёрная пешка · b7 чёрная пешка · e7 чёрный ферзь · g7 чёрная пешка · h7 чёрная пешка · c6 чёрная пешка · d6 чёрный слон · e6 чёрная пешка · f6 чёрный конь · d5 чёрная пешка · f5 чёрная пешка · c4 белая пешка · d4 белая пешка · c3 белый конь · e3 белая пешка · f3 белая пешка · h3 белый конь · a2 белая пешка · b2 белая пешка · c2 белый ферзь · d2 белый слон · g2 белая пешка · h2 белая пешка · c1 белый король · d1 белая ладья · f1 белый слон · h1 белая ладья | a8 чёрная ладья · b8 чёрный конь · c8 чёрный слон · f8 чёрная ладья · g8 чёрный король · a7 чёрная пешка · b7 чёрная пешка · e7 чёрный ферзь · g7 чёрная пешка · h7 чёрная пешка · c6 чёрная пешка · d6 чёрный слон · e6 чёрная пешка · f6 чёрный конь · d5 чёрная пешка · f5 чёрная пешка · c4 белая пешка · d4 белая пешка · c3 белый конь · e3 белая пешка · f3 белая пешка · h3 белый конь · a2 белая пешка · b2 белая пешка · c2 белый ферзь · d2 белый слон · g2 белая пешка · h2 белая пешка · c1 белый король · d1 белая ладья · f1 белый слон · h1 белая ладья | 4 |
| 3 | a8 чёрная ладья · b8 чёрный конь · c8 чёрный слон · f8 чёрная ладья · g8 чёрный король · a7 чёрная пешка · b7 чёрная пешка · e7 чёрный ферзь · g7 чёрная пешка · h7 чёрная пешка · c6 чёрная пешка · d6 чёрный слон · e6 чёрная пешка · f6 чёрный конь · d5 чёрная пешка · f5 чёрная пешка · c4 белая пешка · d4 белая пешка · c3 белый конь · e3 белая пешка · f3 белая пешка · h3 белый конь · a2 белая пешка · b2 белая пешка · c2 белый ферзь · d2 белый слон · g2 белая пешка · h2 белая пешка · c1 белый король · d1 белая ладья · f1 белый слон · h1 белая ладья | a8 чёрная ладья · b8 чёрный конь · c8 чёрный слон · f8 чёрная ладья · g8 чёрный король · a7 чёрная пешка · b7 чёрная пешка · e7 чёрный ферзь · g7 чёрная пешка · h7 чёрная пешка · c6 чёрная пешка · d6 чёрный слон · e6 чёрная пешка · f6 чёрный конь · d5 чёрная пешка · f5 чёрная пешка · c4 белая пешка · d4 белая пешка · c3 белый конь · e3 белая пешка · f3 белая пешка · h3 белый конь · a2 белая пешка · b2 белая пешка · c2 белый ферзь · d2 белый слон · g2 белая пешка · h2 белая пешка · c1 белый король · d1 белая ладья · f1 белый слон · h1 белая ладья | a8 чёрная ладья · b8 чёрный конь · c8 чёрный слон · f8 чёрная ладья · g8 чёрный король · a7 чёрная пешка · b7 чёрная пешка · e7 чёрный ферзь · g7 чёрная пешка · h7 чёрная пешка · c6 чёрная пешка · d6 чёрный слон · e6 чёрная пешка · f6 чёрный конь · d5 чёрная пешка · f5 чёрная пешка · c4 белая пешка · d4 белая пешка · c3 белый конь · e3 белая пешка · f3 белая пешка · h3 белый конь · a2 белая пешка · b2 белая пешка · c2 белый ферзь · d2 белый слон · g2 белая пешка · h2 белая пешка · c1 белый король · d1 белая ладья · f1 белый слон · h1 белая ладья | a8 чёрная ладья · b8 чёрный конь · c8 чёрный слон · f8 чёрная ладья · g8 чёрный король · a7 чёрная пешка · b7 чёрная пешка · e7 чёрный ферзь · g7 чёрная пешка · h7 чёрная пешка · c6 чёрная пешка · d6 чёрный слон · e6 чёрная пешка · f6 чёрный конь · d5 чёрная пешка · f5 чёрная пешка · c4 белая пешка · d4 белая пешка · c3 белый конь · e3 белая пешка · f3 белая пешка · h3 белый конь · a2 белая пешка · b2 белая пешка · c2 белый ферзь · d2 белый слон · g2 белая пешка · h2 белая пешка · c1 белый король · d1 белая ладья · f1 белый слон · h1 белая ладья | a8 чёрная ладья · b8 чёрный конь · c8 чёрный слон · f8 чёрная ладья · g8 чёрный король · a7 чёрная пешка · b7 чёрная пешка · e7 чёрный ферзь · g7 чёрная пешка · h7 чёрная пешка · c6 чёрная пешка · d6 чёрный слон · e6 чёрная пешка · f6 чёрный конь · d5 чёрная пешка · f5 чёрная пешка · c4 белая пешка · d4 белая пешка · c3 белый конь · e3 белая пешка · f3 белая пешка · h3 белый конь · a2 белая пешка · b2 белая пешка · c2 белый ферзь · d2 белый слон · g2 белая пешка · h2 белая пешка · c1 белый король · d1 белая ладья · f1 белый слон · h1 белая ладья | a8 чёрная ладья · b8 чёрный конь · c8 чёрный слон · f8 чёрная ладья · g8 чёрный король · a7 чёрная пешка · b7 чёрная пешка · e7 чёрный ферзь · g7 чёрная пешка · h7 чёрная пешка · c6 чёрная пешка · d6 чёрный слон · e6 чёрная пешка · f6 чёрный конь · d5 чёрная пешка · f5 чёрная пешка · c4 белая пешка · d4 белая пешка · c3 белый конь · e3 белая пешка · f3 белая пешка · h3 белый конь · a2 белая пешка · b2 белая пешка · c2 белый ферзь · d2 белый слон · g2 белая пешка · h2 белая пешка · c1 белый король · d1 белая ладья · f1 белый слон · h1 белая ладья | a8 чёрная ладья · b8 чёрный конь · c8 чёрный слон · f8 чёрная ладья · g8 чёрный король · a7 чёрная пешка · b7 чёрная пешка · e7 чёрный ферзь · g7 чёрная пешка · h7 чёрная пешка · c6 чёрная пешка · d6 чёрный слон · e6 чёрная пешка · f6 чёрный конь · d5 чёрная пешка · f5 чёрная пешка · c4 белая пешка · d4 белая пешка · c3 белый конь · e3 белая пешка · f3 белая пешка · h3 белый конь · a2 белая пешка · b2 белая пешка · c2 белый ферзь · d2 белый слон · g2 белая пешка · h2 белая пешка · c1 белый король · d1 белая ладья · f1 белый слон · h1 белая ладья | a8 чёрная ладья · b8 чёрный конь · c8 чёрный слон · f8 чёрная ладья · g8 чёрный король · a7 чёрная пешка · b7 чёрная пешка · e7 чёрный ферзь · g7 чёрная пешка · h7 чёрная пешка · c6 чёрная пешка · d6 чёрный слон · e6 чёрная пешка · f6 чёрный конь · d5 чёрная пешка · f5 чёрная пешка · c4 белая пешка · d4 белая пешка · c3 белый конь · e3 белая пешка · f3 белая пешка · h3 белый конь · a2 белая пешка · b2 белая пешка · c2 белый ферзь · d2 белый слон · g2 белая пешка · h2 белая пешка · c1 белый король · d1 белая ладья · f1 белый слон · h1 белая ладья | 3 |
| 2 | a8 чёрная ладья · b8 чёрный конь · c8 чёрный слон · f8 чёрная ладья · g8 чёрный король · a7 чёрная пешка · b7 чёрная пешка · e7 чёрный ферзь · g7 чёрная пешка · h7 чёрная пешка · c6 чёрная пешка · d6 чёрный слон · e6 чёрная пешка · f6 чёрный конь · d5 чёрная пешка · f5 чёрная пешка · c4 белая пешка · d4 белая пешка · c3 белый конь · e3 белая пешка · f3 белая пешка · h3 белый конь · a2 белая пешка · b2 белая пешка · c2 белый ферзь · d2 белый слон · g2 белая пешка · h2 белая пешка · c1 белый король · d1 белая ладья · f1 белый слон · h1 белая ладья | a8 чёрная ладья · b8 чёрный конь · c8 чёрный слон · f8 чёрная ладья · g8 чёрный король · a7 чёрная пешка · b7 чёрная пешка · e7 чёрный ферзь · g7 чёрная пешка · h7 чёрная пешка · c6 чёрная пешка · d6 чёрный слон · e6 чёрная пешка · f6 чёрный конь · d5 чёрная пешка · f5 чёрная пешка · c4 белая пешка · d4 белая пешка · c3 белый конь · e3 белая пешка · f3 белая пешка · h3 белый конь · a2 белая пешка · b2 белая пешка · c2 белый ферзь · d2 белый слон · g2 белая пешка · h2 белая пешка · c1 белый король · d1 белая ладья · f1 белый слон · h1 белая ладья | a8 чёрная ладья · b8 чёрный конь · c8 чёрный слон · f8 чёрная ладья · g8 чёрный король · a7 чёрная пешка · b7 чёрная пешка · e7 чёрный ферзь · g7 чёрная пешка · h7 чёрная пешка · c6 чёрная пешка · d6 чёрный слон · e6 чёрная пешка · f6 чёрный конь · d5 чёрная пешка · f5 чёрная пешка · c4 белая пешка · d4 белая пешка · c3 белый конь · e3 белая пешка · f3 белая пешка · h3 белый конь · a2 белая пешка · b2 белая пешка · c2 белый ферзь · d2 белый слон · g2 белая пешка · h2 белая пешка · c1 белый король · d1 белая ладья · f1 белый слон · h1 белая ладья | a8 чёрная ладья · b8 чёрный конь · c8 чёрный слон · f8 чёрная ладья · g8 чёрный король · a7 чёрная пешка · b7 чёрная пешка · e7 чёрный ферзь · g7 чёрная пешка · h7 чёрная пешка · c6 чёрная пешка · d6 чёрный слон · e6 чёрная пешка · f6 чёрный конь · d5 чёрная пешка · f5 чёрная пешка · c4 белая пешка · d4 белая пешка · c3 белый конь · e3 белая пешка · f3 белая пешка · h3 белый конь · a2 белая пешка · b2 белая пешка · c2 белый ферзь · d2 белый слон · g2 белая пешка · h2 белая пешка · c1 белый король · d1 белая ладья · f1 белый слон · h1 белая ладья | a8 чёрная ладья · b8 чёрный конь · c8 чёрный слон · f8 чёрная ладья · g8 чёрный король · a7 чёрная пешка · b7 чёрная пешка · e7 чёрный ферзь · g7 чёрная пешка · h7 чёрная пешка · c6 чёрная пешка · d6 чёрный слон · e6 чёрная пешка · f6 чёрный конь · d5 чёрная пешка · f5 чёрная пешка · c4 белая пешка · d4 белая пешка · c3 белый конь · e3 белая пешка · f3 белая пешка · h3 белый конь · a2 белая пешка · b2 белая пешка · c2 белый ферзь · d2 белый слон · g2 белая пешка · h2 белая пешка · c1 белый король · d1 белая ладья · f1 белый слон · h1 белая ладья | a8 чёрная ладья · b8 чёрный конь · c8 чёрный слон · f8 чёрная ладья · g8 чёрный король · a7 чёрная пешка · b7 чёрная пешка · e7 чёрный ферзь · g7 чёрная пешка · h7 чёрная пешка · c6 чёрная пешка · d6 чёрный слон · e6 чёрная пешка · f6 чёрный конь · d5 чёрная пешка · f5 чёрная пешка · c4 белая пешка · d4 белая пешка · c3 белый конь · e3 белая пешка · f3 белая пешка · h3 белый конь · a2 белая пешка · b2 белая пешка · c2 белый ферзь · d2 белый слон · g2 белая пешка · h2 белая пешка · c1 белый король · d1 белая ладья · f1 белый слон · h1 белая ладья | a8 чёрная ладья · b8 чёрный конь · c8 чёрный слон · f8 чёрная ладья · g8 чёрный король · a7 чёрная пешка · b7 чёрная пешка · e7 чёрный ферзь · g7 чёрная пешка · h7 чёрная пешка · c6 чёрная пешка · d6 чёрный слон · e6 чёрная пешка · f6 чёрный конь · d5 чёрная пешка · f5 чёрная пешка · c4 белая пешка · d4 белая пешка · c3 белый конь · e3 белая пешка · f3 белая пешка · h3 белый конь · a2 белая пешка · b2 белая пешка · c2 белый ферзь · d2 белый слон · g2 белая пешка · h2 белая пешка · c1 белый король · d1 белая ладья · f1 белый слон · h1 белая ладья | a8 чёрная ладья · b8 чёрный конь · c8 чёрный слон · f8 чёрная ладья · g8 чёрный король · a7 чёрная пешка · b7 чёрная пешка · e7 чёрный ферзь · g7 чёрная пешка · h7 чёрная пешка · c6 чёрная пешка · d6 чёрный слон · e6 чёрная пешка · f6 чёрный конь · d5 чёрная пешка · f5 чёрная пешка · c4 белая пешка · d4 белая пешка · c3 белый конь · e3 белая пешка · f3 белая пешка · h3 белый конь · a2 белая пешка · b2 белая пешка · c2 белый ферзь · d2 белый слон · g2 белая пешка · h2 белая пешка · c1 белый король · d1 белая ладья · f1 белый слон · h1 белая ладья | 2 |
| 1 | a8 чёрная ладья · b8 чёрный конь · c8 чёрный слон · f8 чёрная ладья · g8 чёрный король · a7 чёрная пешка · b7 чёрная пешка · e7 чёрный ферзь · g7 чёрная пешка · h7 чёрная пешка · c6 чёрная пешка · d6 чёрный слон · e6 чёрная пешка · f6 чёрный конь · d5 чёрная пешка · f5 чёрная пешка · c4 белая пешка · d4 белая пешка · c3 белый конь · e3 белая пешка · f3 белая пешка · h3 белый конь · a2 белая пешка · b2 белая пешка · c2 белый ферзь · d2 белый слон · g2 белая пешка · h2 белая пешка · c1 белый король · d1 белая ладья · f1 белый слон · h1 белая ладья | a8 чёрная ладья · b8 чёрный конь · c8 чёрный слон · f8 чёрная ладья · g8 чёрный король · a7 чёрная пешка · b7 чёрная пешка · e7 чёрный ферзь · g7 чёрная пешка · h7 чёрная пешка · c6 чёрная пешка · d6 чёрный слон · e6 чёрная пешка · f6 чёрный конь · d5 чёрная пешка · f5 чёрная пешка · c4 белая пешка · d4 белая пешка · c3 белый конь · e3 белая пешка · f3 белая пешка · h3 белый конь · a2 белая пешка · b2 белая пешка · c2 белый ферзь · d2 белый слон · g2 белая пешка · h2 белая пешка · c1 белый король · d1 белая ладья · f1 белый слон · h1 белая ладья | a8 чёрная ладья · b8 чёрный конь · c8 чёрный слон · f8 чёрная ладья · g8 чёрный король · a7 чёрная пешка · b7 чёрная пешка · e7 чёрный ферзь · g7 чёрная пешка · h7 чёрная пешка · c6 чёрная пешка · d6 чёрный слон · e6 чёрная пешка · f6 чёрный конь · d5 чёрная пешка · f5 чёрная пешка · c4 белая пешка · d4 белая пешка · c3 белый конь · e3 белая пешка · f3 белая пешка · h3 белый конь · a2 белая пешка · b2 белая пешка · c2 белый ферзь · d2 белый слон · g2 белая пешка · h2 белая пешка · c1 белый король · d1 белая ладья · f1 белый слон · h1 белая ладья | a8 чёрная ладья · b8 чёрный конь · c8 чёрный слон · f8 чёрная ладья · g8 чёрный король · a7 чёрная пешка · b7 чёрная пешка · e7 чёрный ферзь · g7 чёрная пешка · h7 чёрная пешка · c6 чёрная пешка · d6 чёрный слон · e6 чёрная пешка · f6 чёрный конь · d5 чёрная пешка · f5 чёрная пешка · c4 белая пешка · d4 белая пешка · c3 белый конь · e3 белая пешка · f3 белая пешка · h3 белый конь · a2 белая пешка · b2 белая пешка · c2 белый ферзь · d2 белый слон · g2 белая пешка · h2 белая пешка · c1 белый король · d1 белая ладья · f1 белый слон · h1 белая ладья | a8 чёрная ладья · b8 чёрный конь · c8 чёрный слон · f8 чёрная ладья · g8 чёрный король · a7 чёрная пешка · b7 чёрная пешка · e7 чёрный ферзь · g7 чёрная пешка · h7 чёрная пешка · c6 чёрная пешка · d6 чёрный слон · e6 чёрная пешка · f6 чёрный конь · d5 чёрная пешка · f5 чёрная пешка · c4 белая пешка · d4 белая пешка · c3 белый конь · e3 белая пешка · f3 белая пешка · h3 белый конь · a2 белая пешка · b2 белая пешка · c2 белый ферзь · d2 белый слон · g2 белая пешка · h2 белая пешка · c1 белый король · d1 белая ладья · f1 белый слон · h1 белая ладья | a8 чёрная ладья · b8 чёрный конь · c8 чёрный слон · f8 чёрная ладья · g8 чёрный король · a7 чёрная пешка · b7 чёрная пешка · e7 чёрный ферзь · g7 чёрная пешка · h7 чёрная пешка · c6 чёрная пешка · d6 чёрный слон · e6 чёрная пешка · f6 чёрный конь · d5 чёрная пешка · f5 чёрная пешка · c4 белая пешка · d4 белая пешка · c3 белый конь · e3 белая пешка · f3 белая пешка · h3 белый конь · a2 белая пешка · b2 белая пешка · c2 белый ферзь · d2 белый слон · g2 белая пешка · h2 белая пешка · c1 белый король · d1 белая ладья · f1 белый слон · h1 белая ладья | a8 чёрная ладья · b8 чёрный конь · c8 чёрный слон · f8 чёрная ладья · g8 чёрный король · a7 чёрная пешка · b7 чёрная пешка · e7 чёрный ферзь · g7 чёрная пешка · h7 чёрная пешка · c6 чёрная пешка · d6 чёрный слон · e6 чёрная пешка · f6 чёрный конь · d5 чёрная пешка · f5 чёрная пешка · c4 белая пешка · d4 белая пешка · c3 белый конь · e3 белая пешка · f3 белая пешка · h3 белый конь · a2 белая пешка · b2 белая пешка · c2 белый ферзь · d2 белый слон · g2 белая пешка · h2 белая пешка · c1 белый король · d1 белая ладья · f1 белый слон · h1 белая ладья | a8 чёрная ладья · b8 чёрный конь · c8 чёрный слон · f8 чёрная ладья · g8 чёрный король · a7 чёрная пешка · b7 чёрная пешка · e7 чёрный ферзь · g7 чёрная пешка · h7 чёрная пешка · c6 чёрная пешка · d6 чёрный слон · e6 чёрная пешка · f6 чёрный конь · d5 чёрная пешка · f5 чёрная пешка · c4 белая пешка · d4 белая пешка · c3 белый конь · e3 белая пешка · f3 белая пешка · h3 белый конь · a2 белая пешка · b2 белая пешка · c2 белый ферзь · d2 белый слон · g2 белая пешка · h2 белая пешка · c1 белый король · d1 белая ладья · f1 белый слон · h1 белая ладья | 1 |
|   | a | b | c | d | e | f | g | h |   |

Белые сыграли 9.f3 с идеей атаковать «каменную стену» путем еЗ—е4. 9...dxc4! - чёрные сдают центр. В случае 10.♗xc4 b5 11. ♗bЗ а5 (или
[Event "World Championship 19th"]
[Site "Moscow"]
[Date "1951.04.10"]
[Round "12"]
[White "Bronstein, David"]
[Black "Botvinnik, Mikhail"]
[Result "0-1"]
[WhiteElo "0"]
[BlackElo "0"]
[ECO "A85"]
1. d4 e6 2. c4 f5 3. e3 Nf6 4. Nc3 d5 5. Nh3 c6 6. Bd2 Bd6 7. Qc2 O-O 8. O-O-O  Qe7 9. f3 dxc4 10. e4 fxe4 11. Nxe4 b5 12. Nxd6 Qxd6 13. f4 Na6 14. Be2 c5 15.  Bf3 Rb8 16. Bc3 Nb4 17. dxc5 Nxa2+ 18. Kb1 Nxc3+ 19. Qxc3 Qxc5 20. Rhe1 h6 21.  Re5 Qc7 22. g4 Bb7 23. Bxb7 Rxb7 24. g5 Nd5 25. Rdxd5 exd5 26. Qd4 c3 27. b3  Qd7 28. Nf2 c2+ 29. Kc1 hxg5 30. Rxg5 Qe6 31. Re5 Qd6 32. Kxc2 Rc7+ 33. Kd2 Qc5  34. Qxc5 Rxc5 35. Nd3 Rc6 36. Rxd5 a6 37. h4 Rh6 38. h5 Rhf6 39. b4 Rf5 40. Rd6  R8f6 0-1
После матча Ботвинник признал, что «утратил былое превосходство». В 1952 году он участвовал в мемориале Мароци в Будапеште (3—5 места) и в 19-м чемпионате СССР (5—6 места). Участники этих турниров отмечали, что Ботвинник был далёк от своей прежней формы и допускал большое количество ошибок. Но в чемпионате СССР 1952 Ботвинник поделил 1-2 места с Марком Таймановым, выиграв у него микроматч и став таким образом семикратным чемпионом СССР. В течение турнира он уверенно выигрывал все микроматчи у своих соперников. При комплектовании сборной СССР на Олимпиаду 1952 Ботвинника посчитали слабым игроком, в результате он был выведен из состава сборной, вместо него сыграл Ефим Геллер.
В 1953 году Смыслов выиграл новый претендентский цикл и вышел на матч с Ботвинником. После шести партий счёт был 4½-½ в пользу Ботвинника, но в дальнейшем он проиграл 4 партии и стал отставать. После этого Ботвинник набрал 4 очка из 5, опередив Смыслова на 2 очка. Последние 7 партий Ботвинник провёл слабо, из-за чего матч завершился вничью, и чемпион мира сохранил свой титул. Позже Ботвинник выпустил книгу с обзором партий матча, в которой написал, что большое количество ошибок возникло из-за психологического состояния шахматистов.
|           | 1 | 2 | 3 | 4 | 5 | 6 | 7 | 8 | 9 | 10 | 11 | 12 | 13 | 14 | 15 | 16 | 17 | 18 | 19 | 20 | 21 | 22 | 23 | 24 | Очки | Итог    |
| --------- | - | - | - | - | - | - | - | - | - | -- | -- | -- | -- | -- | -- | -- | -- | -- | -- | -- | -- | -- | -- | -- | ---- | ------- |
| Смыслов   | 0 | 0 | ½ | 0 | ½ | ½ | 1 | ½ | 1 | 1  | 1  | 0  | 0  | 1  | 0  | 0  | ½  | ½  | ½  | 1  | ½  | ½  | 1  | ½  | 12   | +7−7=10 |
| Ботвинник | 1 | 1 | ½ | 1 | ½ | ½ | 0 | ½ | 0 | 0  | 0  | 1  | 1  | 0  | 1  | 1  | ½  | ½  | ½  | 0  | ½  | ½  | 0  | ½  | 12   | +7−7=10 |

|   | a | b | c | d | e | f | g | h |   |
| - | --- | --- | --- | --- | --- | --- | --- | --- | - |
| 8 | e7 белый слон · e6 чёрный слон · g6 чёрная пешка · d5 чёрная пешка · h5 чёрная пешка · f4 белая пешка · h4 белая пешка · b3 чёрная пешка · c3 белый король · e3 белая пешка · f3 чёрный король | e7 белый слон · e6 чёрный слон · g6 чёрная пешка · d5 чёрная пешка · h5 чёрная пешка · f4 белая пешка · h4 белая пешка · b3 чёрная пешка · c3 белый король · e3 белая пешка · f3 чёрный король | e7 белый слон · e6 чёрный слон · g6 чёрная пешка · d5 чёрная пешка · h5 чёрная пешка · f4 белая пешка · h4 белая пешка · b3 чёрная пешка · c3 белый король · e3 белая пешка · f3 чёрный король | e7 белый слон · e6 чёрный слон · g6 чёрная пешка · d5 чёрная пешка · h5 чёрная пешка · f4 белая пешка · h4 белая пешка · b3 чёрная пешка · c3 белый король · e3 белая пешка · f3 чёрный король | e7 белый слон · e6 чёрный слон · g6 чёрная пешка · d5 чёрная пешка · h5 чёрная пешка · f4 белая пешка · h4 белая пешка · b3 чёрная пешка · c3 белый король · e3 белая пешка · f3 чёрный король | e7 белый слон · e6 чёрный слон · g6 чёрная пешка · d5 чёрная пешка · h5 чёрная пешка · f4 белая пешка · h4 белая пешка · b3 чёрная пешка · c3 белый король · e3 белая пешка · f3 чёрный король | e7 белый слон · e6 чёрный слон · g6 чёрная пешка · d5 чёрная пешка · h5 чёрная пешка · f4 белая пешка · h4 белая пешка · b3 чёрная пешка · c3 белый король · e3 белая пешка · f3 чёрный король | e7 белый слон · e6 чёрный слон · g6 чёрная пешка · d5 чёрная пешка · h5 чёрная пешка · f4 белая пешка · h4 белая пешка · b3 чёрная пешка · c3 белый король · e3 белая пешка · f3 чёрный король | 8 |
| 7 | e7 белый слон · e6 чёрный слон · g6 чёрная пешка · d5 чёрная пешка · h5 чёрная пешка · f4 белая пешка · h4 белая пешка · b3 чёрная пешка · c3 белый король · e3 белая пешка · f3 чёрный король | e7 белый слон · e6 чёрный слон · g6 чёрная пешка · d5 чёрная пешка · h5 чёрная пешка · f4 белая пешка · h4 белая пешка · b3 чёрная пешка · c3 белый король · e3 белая пешка · f3 чёрный король | e7 белый слон · e6 чёрный слон · g6 чёрная пешка · d5 чёрная пешка · h5 чёрная пешка · f4 белая пешка · h4 белая пешка · b3 чёрная пешка · c3 белый король · e3 белая пешка · f3 чёрный король | e7 белый слон · e6 чёрный слон · g6 чёрная пешка · d5 чёрная пешка · h5 чёрная пешка · f4 белая пешка · h4 белая пешка · b3 чёрная пешка · c3 белый король · e3 белая пешка · f3 чёрный король | e7 белый слон · e6 чёрный слон · g6 чёрная пешка · d5 чёрная пешка · h5 чёрная пешка · f4 белая пешка · h4 белая пешка · b3 чёрная пешка · c3 белый король · e3 белая пешка · f3 чёрный король | e7 белый слон · e6 чёрный слон · g6 чёрная пешка · d5 чёрная пешка · h5 чёрная пешка · f4 белая пешка · h4 белая пешка · b3 чёрная пешка · c3 белый король · e3 белая пешка · f3 чёрный король | e7 белый слон · e6 чёрный слон · g6 чёрная пешка · d5 чёрная пешка · h5 чёрная пешка · f4 белая пешка · h4 белая пешка · b3 чёрная пешка · c3 белый король · e3 белая пешка · f3 чёрный король | e7 белый слон · e6 чёрный слон · g6 чёрная пешка · d5 чёрная пешка · h5 чёрная пешка · f4 белая пешка · h4 белая пешка · b3 чёрная пешка · c3 белый король · e3 белая пешка · f3 чёрный король | 7 |
| 6 | e7 белый слон · e6 чёрный слон · g6 чёрная пешка · d5 чёрная пешка · h5 чёрная пешка · f4 белая пешка · h4 белая пешка · b3 чёрная пешка · c3 белый король · e3 белая пешка · f3 чёрный король | e7 белый слон · e6 чёрный слон · g6 чёрная пешка · d5 чёрная пешка · h5 чёрная пешка · f4 белая пешка · h4 белая пешка · b3 чёрная пешка · c3 белый король · e3 белая пешка · f3 чёрный король | e7 белый слон · e6 чёрный слон · g6 чёрная пешка · d5 чёрная пешка · h5 чёрная пешка · f4 белая пешка · h4 белая пешка · b3 чёрная пешка · c3 белый король · e3 белая пешка · f3 чёрный король | e7 белый слон · e6 чёрный слон · g6 чёрная пешка · d5 чёрная пешка · h5 чёрная пешка · f4 белая пешка · h4 белая пешка · b3 чёрная пешка · c3 белый король · e3 белая пешка · f3 чёрный король | e7 белый слон · e6 чёрный слон · g6 чёрная пешка · d5 чёрная пешка · h5 чёрная пешка · f4 белая пешка · h4 белая пешка · b3 чёрная пешка · c3 белый король · e3 белая пешка · f3 чёрный король | e7 белый слон · e6 чёрный слон · g6 чёрная пешка · d5 чёрная пешка · h5 чёрная пешка · f4 белая пешка · h4 белая пешка · b3 чёрная пешка · c3 белый король · e3 белая пешка · f3 чёрный король | e7 белый слон · e6 чёрный слон · g6 чёрная пешка · d5 чёрная пешка · h5 чёрная пешка · f4 белая пешка · h4 белая пешка · b3 чёрная пешка · c3 белый король · e3 белая пешка · f3 чёрный король | e7 белый слон · e6 чёрный слон · g6 чёрная пешка · d5 чёрная пешка · h5 чёрная пешка · f4 белая пешка · h4 белая пешка · b3 чёрная пешка · c3 белый король · e3 белая пешка · f3 чёрный король | 6 |
| 5 | e7 белый слон · e6 чёрный слон · g6 чёрная пешка · d5 чёрная пешка · h5 чёрная пешка · f4 белая пешка · h4 белая пешка · b3 чёрная пешка · c3 белый король · e3 белая пешка · f3 чёрный король | e7 белый слон · e6 чёрный слон · g6 чёрная пешка · d5 чёрная пешка · h5 чёрная пешка · f4 белая пешка · h4 белая пешка · b3 чёрная пешка · c3 белый король · e3 белая пешка · f3 чёрный король | e7 белый слон · e6 чёрный слон · g6 чёрная пешка · d5 чёрная пешка · h5 чёрная пешка · f4 белая пешка · h4 белая пешка · b3 чёрная пешка · c3 белый король · e3 белая пешка · f3 чёрный король | e7 белый слон · e6 чёрный слон · g6 чёрная пешка · d5 чёрная пешка · h5 чёрная пешка · f4 белая пешка · h4 белая пешка · b3 чёрная пешка · c3 белый король · e3 белая пешка · f3 чёрный король | e7 белый слон · e6 чёрный слон · g6 чёрная пешка · d5 чёрная пешка · h5 чёрная пешка · f4 белая пешка · h4 белая пешка · b3 чёрная пешка · c3 белый король · e3 белая пешка · f3 чёрный король | e7 белый слон · e6 чёрный слон · g6 чёрная пешка · d5 чёрная пешка · h5 чёрная пешка · f4 белая пешка · h4 белая пешка · b3 чёрная пешка · c3 белый король · e3 белая пешка · f3 чёрный король | e7 белый слон · e6 чёрный слон · g6 чёрная пешка · d5 чёрная пешка · h5 чёрная пешка · f4 белая пешка · h4 белая пешка · b3 чёрная пешка · c3 белый король · e3 белая пешка · f3 чёрный король | e7 белый слон · e6 чёрный слон · g6 чёрная пешка · d5 чёрная пешка · h5 чёрная пешка · f4 белая пешка · h4 белая пешка · b3 чёрная пешка · c3 белый король · e3 белая пешка · f3 чёрный король | 5 |
| 4 | e7 белый слон · e6 чёрный слон · g6 чёрная пешка · d5 чёрная пешка · h5 чёрная пешка · f4 белая пешка · h4 белая пешка · b3 чёрная пешка · c3 белый король · e3 белая пешка · f3 чёрный король | e7 белый слон · e6 чёрный слон · g6 чёрная пешка · d5 чёрная пешка · h5 чёрная пешка · f4 белая пешка · h4 белая пешка · b3 чёрная пешка · c3 белый король · e3 белая пешка · f3 чёрный король | e7 белый слон · e6 чёрный слон · g6 чёрная пешка · d5 чёрная пешка · h5 чёрная пешка · f4 белая пешка · h4 белая пешка · b3 чёрная пешка · c3 белый король · e3 белая пешка · f3 чёрный король | e7 белый слон · e6 чёрный слон · g6 чёрная пешка · d5 чёрная пешка · h5 чёрная пешка · f4 белая пешка · h4 белая пешка · b3 чёрная пешка · c3 белый король · e3 белая пешка · f3 чёрный король | e7 белый слон · e6 чёрный слон · g6 чёрная пешка · d5 чёрная пешка · h5 чёрная пешка · f4 белая пешка · h4 белая пешка · b3 чёрная пешка · c3 белый король · e3 белая пешка · f3 чёрный король | e7 белый слон · e6 чёрный слон · g6 чёрная пешка · d5 чёрная пешка · h5 чёрная пешка · f4 белая пешка · h4 белая пешка · b3 чёрная пешка · c3 белый король · e3 белая пешка · f3 чёрный король | e7 белый слон · e6 чёрный слон · g6 чёрная пешка · d5 чёрная пешка · h5 чёрная пешка · f4 белая пешка · h4 белая пешка · b3 чёрная пешка · c3 белый король · e3 белая пешка · f3 чёрный король | e7 белый слон · e6 чёрный слон · g6 чёрная пешка · d5 чёрная пешка · h5 чёрная пешка · f4 белая пешка · h4 белая пешка · b3 чёрная пешка · c3 белый король · e3 белая пешка · f3 чёрный король | 4 |
| 3 | e7 белый слон · e6 чёрный слон · g6 чёрная пешка · d5 чёрная пешка · h5 чёрная пешка · f4 белая пешка · h4 белая пешка · b3 чёрная пешка · c3 белый король · e3 белая пешка · f3 чёрный король | e7 белый слон · e6 чёрный слон · g6 чёрная пешка · d5 чёрная пешка · h5 чёрная пешка · f4 белая пешка · h4 белая пешка · b3 чёрная пешка · c3 белый король · e3 белая пешка · f3 чёрный король | e7 белый слон · e6 чёрный слон · g6 чёрная пешка · d5 чёрная пешка · h5 чёрная пешка · f4 белая пешка · h4 белая пешка · b3 чёрная пешка · c3 белый король · e3 белая пешка · f3 чёрный король | e7 белый слон · e6 чёрный слон · g6 чёрная пешка · d5 чёрная пешка · h5 чёрная пешка · f4 белая пешка · h4 белая пешка · b3 чёрная пешка · c3 белый король · e3 белая пешка · f3 чёрный король | e7 белый слон · e6 чёрный слон · g6 чёрная пешка · d5 чёрная пешка · h5 чёрная пешка · f4 белая пешка · h4 белая пешка · b3 чёрная пешка · c3 белый король · e3 белая пешка · f3 чёрный король | e7 белый слон · e6 чёрный слон · g6 чёрная пешка · d5 чёрная пешка · h5 чёрная пешка · f4 белая пешка · h4 белая пешка · b3 чёрная пешка · c3 белый король · e3 белая пешка · f3 чёрный король | e7 белый слон · e6 чёрный слон · g6 чёрная пешка · d5 чёрная пешка · h5 чёрная пешка · f4 белая пешка · h4 белая пешка · b3 чёрная пешка · c3 белый король · e3 белая пешка · f3 чёрный король | e7 белый слон · e6 чёрный слон · g6 чёрная пешка · d5 чёрная пешка · h5 чёрная пешка · f4 белая пешка · h4 белая пешка · b3 чёрная пешка · c3 белый король · e3 белая пешка · f3 чёрный король | 3 |
| 2 | e7 белый слон · e6 чёрный слон · g6 чёрная пешка · d5 чёрная пешка · h5 чёрная пешка · f4 белая пешка · h4 белая пешка · b3 чёрная пешка · c3 белый король · e3 белая пешка · f3 чёрный король | e7 белый слон · e6 чёрный слон · g6 чёрная пешка · d5 чёрная пешка · h5 чёрная пешка · f4 белая пешка · h4 белая пешка · b3 чёрная пешка · c3 белый король · e3 белая пешка · f3 чёрный король | e7 белый слон · e6 чёрный слон · g6 чёрная пешка · d5 чёрная пешка · h5 чёрная пешка · f4 белая пешка · h4 белая пешка · b3 чёрная пешка · c3 белый король · e3 белая пешка · f3 чёрный король | e7 белый слон · e6 чёрный слон · g6 чёрная пешка · d5 чёрная пешка · h5 чёрная пешка · f4 белая пешка · h4 белая пешка · b3 чёрная пешка · c3 белый король · e3 белая пешка · f3 чёрный король | e7 белый слон · e6 чёрный слон · g6 чёрная пешка · d5 чёрная пешка · h5 чёрная пешка · f4 белая пешка · h4 белая пешка · b3 чёрная пешка · c3 белый король · e3 белая пешка · f3 чёрный король | e7 белый слон · e6 чёрный слон · g6 чёрная пешка · d5 чёрная пешка · h5 чёрная пешка · f4 белая пешка · h4 белая пешка · b3 чёрная пешка · c3 белый король · e3 белая пешка · f3 чёрный король | e7 белый слон · e6 чёрный слон · g6 чёрная пешка · d5 чёрная пешка · h5 чёрная пешка · f4 белая пешка · h4 белая пешка · b3 чёрная пешка · c3 белый король · e3 белая пешка · f3 чёрный король | e7 белый слон · e6 чёрный слон · g6 чёрная пешка · d5 чёрная пешка · h5 чёрная пешка · f4 белая пешка · h4 белая пешка · b3 чёрная пешка · c3 белый король · e3 белая пешка · f3 чёрный король | 2 |
| 1 | e7 белый слон · e6 чёрный слон · g6 чёрная пешка · d5 чёрная пешка · h5 чёрная пешка · f4 белая пешка · h4 белая пешка · b3 чёрная пешка · c3 белый король · e3 белая пешка · f3 чёрный король | e7 белый слон · e6 чёрный слон · g6 чёрная пешка · d5 чёрная пешка · h5 чёрная пешка · f4 белая пешка · h4 белая пешка · b3 чёрная пешка · c3 белый король · e3 белая пешка · f3 чёрный король | e7 белый слон · e6 чёрный слон · g6 чёрная пешка · d5 чёрная пешка · h5 чёрная пешка · f4 белая пешка · h4 белая пешка · b3 чёрная пешка · c3 белый король · e3 белая пешка · f3 чёрный король | e7 белый слон · e6 чёрный слон · g6 чёрная пешка · d5 чёрная пешка · h5 чёрная пешка · f4 белая пешка · h4 белая пешка · b3 чёрная пешка · c3 белый король · e3 белая пешка · f3 чёрный король | e7 белый слон · e6 чёрный слон · g6 чёрная пешка · d5 чёрная пешка · h5 чёрная пешка · f4 белая пешка · h4 белая пешка · b3 чёрная пешка · c3 белый король · e3 белая пешка · f3 чёрный король | e7 белый слон · e6 чёрный слон · g6 чёрная пешка · d5 чёрная пешка · h5 чёрная пешка · f4 белая пешка · h4 белая пешка · b3 чёрная пешка · c3 белый король · e3 белая пешка · f3 чёрный король | e7 белый слон · e6 чёрный слон · g6 чёрная пешка · d5 чёрная пешка · h5 чёрная пешка · f4 белая пешка · h4 белая пешка · b3 чёрная пешка · c3 белый король · e3 белая пешка · f3 чёрный король | e7 белый слон · e6 чёрный слон · g6 чёрная пешка · d5 чёрная пешка · h5 чёрная пешка · f4 белая пешка · h4 белая пешка · b3 чёрная пешка · c3 белый король · e3 белая пешка · f3 чёрный король | 1 |
|   | a | b | c | d | e | f | g | h |   |

Котов сыграл 59.♗c5?? (ничья достигалась только ходами королём на d3 или d2)
59... g5!! 60.fxg5 (60.hxg5 не спасает -  60... h4 61.♗d6 ♝f5 62.g6 ♝xg6 63.f5 ♝xf5 64. ♔xb3 ♚pg2)
После матча Ботвинник помог сборной СССР выиграть Олимпиаду 1954 и Олимпиаду 1956 (играл на 1-й доске). В чемпионате СССР 1955 поделил 3—6 места, примечательной стала партия с Котовым, в которой Ботвинник нашёл этюдный выигрыш (диаграмма 6). В 1956 году разделил 1—2 места на Мемориале Алехина со Смысловым.
Смыслов вновь стал претендентом на мировое первенство и в 1957 году сыграл второй матч с Ботвинником. Чемпион мира лидировал после пяти партий, но проиграл Смыслову с результатом +3-6=13. Позже Ботвинник признал, что его соперник лучше готовился к матчу.
|           | 1 | 2 | 3 | 4 | 5 | 6 | 7 | 8 | 9 | 10 | 11 | 12 | 13 | 14 | 15 | 16 | 17 | 18 | 19 | 20 | 21 | 22 | Очки | Итог    |
| --------- | - | - | - | - | - | - | - | - | - | -- | -- | -- | -- | -- | -- | -- | -- | -- | -- | -- | -- | -- | ---- | ------- |
| Ботвинник | 0 | ½ | ½ | 1 | 1 | 0 | ½ | 0 | ½ | ½  | ½  | 0  | 1  | ½  | ½  | ½  | 0  | ½  | ½  | 0  | ½  | ½  | 10½  | +3-6=13 |
| Смыслов   | 1 | ½ | ½ | 0 | 0 | 1 | ½ | 1 | ½ | ½  | ½  | 1  | 0  | ½  | ½  | ½  | 1  | ½  | ½  | 1  | ½  | ½  | 12½  | +3-6=13 |

Спустя 9 месяцев Ботвинник принял решение играть матч-реванш со Смысловым. Игра Ботвинника отличалась от матча 1957 года — на этот раз он был хорошо подготовлен теоретически, физически и психологически. В первой партии Смыслов быстро получил худшую позицию и потом проиграл, во второй допустил неточности, которые Ботвинник использовал и также проиграл. В третьей партии Смыслов имел преимущество, но допустил зевок и снова проиграл. 15-ю партию Ботвинник отложил, имея преимущество, но при доигрывании просрочил время. Сократить разрыв Смыслову не удалось — итоговый счёт стал +7-5=11 в пользу Ботвинника, и он снова стал чемпионом мира.
|           | 1 | 2 | 3 | 4 | 5 | 6 | 7 | 8 | 9 | 10 | 11 | 12 | 13 | 14 | 15 | 16 | 17 | 18 | 19 | 20 | 21 | 22 | 23 | Очки | Итог    |
| --------- | - | - | - | - | - | - | - | - | - | -- | -- | -- | -- | -- | -- | -- | -- | -- | -- | -- | -- | -- | -- | ---- | ------- |
| Смыслов   | 0 | 0 | 0 | ½ | 1 | 0 | ½ | ½ | ½ | ½  | 1  | 0  | ½  | 0  | 1  | ½  | ½  | 0  | 1  | ½  | ½  | 1  | ½  | 10½  | +7-5=11 |
| Ботвинник | 1 | 1 | 1 | ½ | 0 | 1 | ½ | ½ | ½ | ½  | 0  | 1  | ½  | 1  | 0  | ½  | ½  | 1  | 0  | ½  | ½  | 0  | ½  | 12½  | +7-5=11 |

В то же время в шахматную элиту вошёл Михаил Таль, быстро став гроссмейстером и чемпионом страны. В 1960 году между Ботвинником и Талем с состоялся матч на первенство мира. Первую партию Таль выиграл в 32 хода. После семи партий Ботвинник отставал на 3 очка, а всё решилось в 17-й партии, когда Таль сделал неточный ход и стал проигрывать, но Ботвинник сделал грубую ошибку и проиграл, после чего спустя несколько партий снова уступил титул.
|           | 1 | 2 | 3 | 4 | 5 | 6 | 7 | 8 | 9 | 10 | 11 | 12 | 13 | 14 | 15 | 16 | 17 | 18 | 19 | 20 | 21 | Очки | Итог    |
| --------- | - | - | - | - | - | - | - | - | - | -- | -- | -- | -- | -- | -- | -- | -- | -- | -- | -- | -- | ---- | ------- |
| Таль      | 1 | ½ | ½ | ½ | ½ | 1 | 1 | 0 | 0 | ½  | 1  | ½  | ½  | ½  | ½  | ½  | 1  | ½  | 1  | ½  | ½  | 12½  | +2-6=13 |
| Ботвинник | 0 | ½ | ½ | ½ | ½ | 0 | 0 | 1 | 1 | ½  | 0  | ½  | ½  | ½  | ½  | ½  | 0  | ½  | 0  | ½  | ½  | 8½   | +2-6=13 |

|   | a | b | c | d | e | f | g | h |   |
| - | --- | --- | --- | --- | --- | --- | --- | --- | - |
| 8 | a8 чёрная ладья · b8 чёрный конь · c8 чёрный слон · e8 чёрный король · f8 чёрный слон · h8 чёрная ладья · b7 чёрная пешка · f7 чёрная пешка · g7 чёрная пешка · h7 чёрная пешка · f6 чёрный конь · d5 чёрная пешка · d4 белый слон · e4 чёрная пешка · a3 чёрная пешка · c3 белый конь · d3 белая пешка · g3 белая пешка · a2 белая пешка · b2 чёрный ферзь · c2 белый конь · e2 белая пешка · f2 белая пешка · g2 белый слон · h2 белая пешка · a1 белая ладья · d1 белый ферзь · e1 белый король · h1 белая ладья | a8 чёрная ладья · b8 чёрный конь · c8 чёрный слон · e8 чёрный король · f8 чёрный слон · h8 чёрная ладья · b7 чёрная пешка · f7 чёрная пешка · g7 чёрная пешка · h7 чёрная пешка · f6 чёрный конь · d5 чёрная пешка · d4 белый слон · e4 чёрная пешка · a3 чёрная пешка · c3 белый конь · d3 белая пешка · g3 белая пешка · a2 белая пешка · b2 чёрный ферзь · c2 белый конь · e2 белая пешка · f2 белая пешка · g2 белый слон · h2 белая пешка · a1 белая ладья · d1 белый ферзь · e1 белый король · h1 белая ладья | a8 чёрная ладья · b8 чёрный конь · c8 чёрный слон · e8 чёрный король · f8 чёрный слон · h8 чёрная ладья · b7 чёрная пешка · f7 чёрная пешка · g7 чёрная пешка · h7 чёрная пешка · f6 чёрный конь · d5 чёрная пешка · d4 белый слон · e4 чёрная пешка · a3 чёрная пешка · c3 белый конь · d3 белая пешка · g3 белая пешка · a2 белая пешка · b2 чёрный ферзь · c2 белый конь · e2 белая пешка · f2 белая пешка · g2 белый слон · h2 белая пешка · a1 белая ладья · d1 белый ферзь · e1 белый король · h1 белая ладья | a8 чёрная ладья · b8 чёрный конь · c8 чёрный слон · e8 чёрный король · f8 чёрный слон · h8 чёрная ладья · b7 чёрная пешка · f7 чёрная пешка · g7 чёрная пешка · h7 чёрная пешка · f6 чёрный конь · d5 чёрная пешка · d4 белый слон · e4 чёрная пешка · a3 чёрная пешка · c3 белый конь · d3 белая пешка · g3 белая пешка · a2 белая пешка · b2 чёрный ферзь · c2 белый конь · e2 белая пешка · f2 белая пешка · g2 белый слон · h2 белая пешка · a1 белая ладья · d1 белый ферзь · e1 белый король · h1 белая ладья | a8 чёрная ладья · b8 чёрный конь · c8 чёрный слон · e8 чёрный король · f8 чёрный слон · h8 чёрная ладья · b7 чёрная пешка · f7 чёрная пешка · g7 чёрная пешка · h7 чёрная пешка · f6 чёрный конь · d5 чёрная пешка · d4 белый слон · e4 чёрная пешка · a3 чёрная пешка · c3 белый конь · d3 белая пешка · g3 белая пешка · a2 белая пешка · b2 чёрный ферзь · c2 белый конь · e2 белая пешка · f2 белая пешка · g2 белый слон · h2 белая пешка · a1 белая ладья · d1 белый ферзь · e1 белый король · h1 белая ладья | a8 чёрная ладья · b8 чёрный конь · c8 чёрный слон · e8 чёрный король · f8 чёрный слон · h8 чёрная ладья · b7 чёрная пешка · f7 чёрная пешка · g7 чёрная пешка · h7 чёрная пешка · f6 чёрный конь · d5 чёрная пешка · d4 белый слон · e4 чёрная пешка · a3 чёрная пешка · c3 белый конь · d3 белая пешка · g3 белая пешка · a2 белая пешка · b2 чёрный ферзь · c2 белый конь · e2 белая пешка · f2 белая пешка · g2 белый слон · h2 белая пешка · a1 белая ладья · d1 белый ферзь · e1 белый король · h1 белая ладья | a8 чёрная ладья · b8 чёрный конь · c8 чёрный слон · e8 чёрный король · f8 чёрный слон · h8 чёрная ладья · b7 чёрная пешка · f7 чёрная пешка · g7 чёрная пешка · h7 чёрная пешка · f6 чёрный конь · d5 чёрная пешка · d4 белый слон · e4 чёрная пешка · a3 чёрная пешка · c3 белый конь · d3 белая пешка · g3 белая пешка · a2 белая пешка · b2 чёрный ферзь · c2 белый конь · e2 белая пешка · f2 белая пешка · g2 белый слон · h2 белая пешка · a1 белая ладья · d1 белый ферзь · e1 белый король · h1 белая ладья | a8 чёрная ладья · b8 чёрный конь · c8 чёрный слон · e8 чёрный король · f8 чёрный слон · h8 чёрная ладья · b7 чёрная пешка · f7 чёрная пешка · g7 чёрная пешка · h7 чёрная пешка · f6 чёрный конь · d5 чёрная пешка · d4 белый слон · e4 чёрная пешка · a3 чёрная пешка · c3 белый конь · d3 белая пешка · g3 белая пешка · a2 белая пешка · b2 чёрный ферзь · c2 белый конь · e2 белая пешка · f2 белая пешка · g2 белый слон · h2 белая пешка · a1 белая ладья · d1 белый ферзь · e1 белый король · h1 белая ладья | 8 |
| 7 | a8 чёрная ладья · b8 чёрный конь · c8 чёрный слон · e8 чёрный король · f8 чёрный слон · h8 чёрная ладья · b7 чёрная пешка · f7 чёрная пешка · g7 чёрная пешка · h7 чёрная пешка · f6 чёрный конь · d5 чёрная пешка · d4 белый слон · e4 чёрная пешка · a3 чёрная пешка · c3 белый конь · d3 белая пешка · g3 белая пешка · a2 белая пешка · b2 чёрный ферзь · c2 белый конь · e2 белая пешка · f2 белая пешка · g2 белый слон · h2 белая пешка · a1 белая ладья · d1 белый ферзь · e1 белый король · h1 белая ладья | a8 чёрная ладья · b8 чёрный конь · c8 чёрный слон · e8 чёрный король · f8 чёрный слон · h8 чёрная ладья · b7 чёрная пешка · f7 чёрная пешка · g7 чёрная пешка · h7 чёрная пешка · f6 чёрный конь · d5 чёрная пешка · d4 белый слон · e4 чёрная пешка · a3 чёрная пешка · c3 белый конь · d3 белая пешка · g3 белая пешка · a2 белая пешка · b2 чёрный ферзь · c2 белый конь · e2 белая пешка · f2 белая пешка · g2 белый слон · h2 белая пешка · a1 белая ладья · d1 белый ферзь · e1 белый король · h1 белая ладья | a8 чёрная ладья · b8 чёрный конь · c8 чёрный слон · e8 чёрный король · f8 чёрный слон · h8 чёрная ладья · b7 чёрная пешка · f7 чёрная пешка · g7 чёрная пешка · h7 чёрная пешка · f6 чёрный конь · d5 чёрная пешка · d4 белый слон · e4 чёрная пешка · a3 чёрная пешка · c3 белый конь · d3 белая пешка · g3 белая пешка · a2 белая пешка · b2 чёрный ферзь · c2 белый конь · e2 белая пешка · f2 белая пешка · g2 белый слон · h2 белая пешка · a1 белая ладья · d1 белый ферзь · e1 белый король · h1 белая ладья | a8 чёрная ладья · b8 чёрный конь · c8 чёрный слон · e8 чёрный король · f8 чёрный слон · h8 чёрная ладья · b7 чёрная пешка · f7 чёрная пешка · g7 чёрная пешка · h7 чёрная пешка · f6 чёрный конь · d5 чёрная пешка · d4 белый слон · e4 чёрная пешка · a3 чёрная пешка · c3 белый конь · d3 белая пешка · g3 белая пешка · a2 белая пешка · b2 чёрный ферзь · c2 белый конь · e2 белая пешка · f2 белая пешка · g2 белый слон · h2 белая пешка · a1 белая ладья · d1 белый ферзь · e1 белый король · h1 белая ладья | a8 чёрная ладья · b8 чёрный конь · c8 чёрный слон · e8 чёрный король · f8 чёрный слон · h8 чёрная ладья · b7 чёрная пешка · f7 чёрная пешка · g7 чёрная пешка · h7 чёрная пешка · f6 чёрный конь · d5 чёрная пешка · d4 белый слон · e4 чёрная пешка · a3 чёрная пешка · c3 белый конь · d3 белая пешка · g3 белая пешка · a2 белая пешка · b2 чёрный ферзь · c2 белый конь · e2 белая пешка · f2 белая пешка · g2 белый слон · h2 белая пешка · a1 белая ладья · d1 белый ферзь · e1 белый король · h1 белая ладья | a8 чёрная ладья · b8 чёрный конь · c8 чёрный слон · e8 чёрный король · f8 чёрный слон · h8 чёрная ладья · b7 чёрная пешка · f7 чёрная пешка · g7 чёрная пешка · h7 чёрная пешка · f6 чёрный конь · d5 чёрная пешка · d4 белый слон · e4 чёрная пешка · a3 чёрная пешка · c3 белый конь · d3 белая пешка · g3 белая пешка · a2 белая пешка · b2 чёрный ферзь · c2 белый конь · e2 белая пешка · f2 белая пешка · g2 белый слон · h2 белая пешка · a1 белая ладья · d1 белый ферзь · e1 белый король · h1 белая ладья | a8 чёрная ладья · b8 чёрный конь · c8 чёрный слон · e8 чёрный король · f8 чёрный слон · h8 чёрная ладья · b7 чёрная пешка · f7 чёрная пешка · g7 чёрная пешка · h7 чёрная пешка · f6 чёрный конь · d5 чёрная пешка · d4 белый слон · e4 чёрная пешка · a3 чёрная пешка · c3 белый конь · d3 белая пешка · g3 белая пешка · a2 белая пешка · b2 чёрный ферзь · c2 белый конь · e2 белая пешка · f2 белая пешка · g2 белый слон · h2 белая пешка · a1 белая ладья · d1 белый ферзь · e1 белый король · h1 белая ладья | a8 чёрная ладья · b8 чёрный конь · c8 чёрный слон · e8 чёрный король · f8 чёрный слон · h8 чёрная ладья · b7 чёрная пешка · f7 чёрная пешка · g7 чёрная пешка · h7 чёрная пешка · f6 чёрный конь · d5 чёрная пешка · d4 белый слон · e4 чёрная пешка · a3 чёрная пешка · c3 белый конь · d3 белая пешка · g3 белая пешка · a2 белая пешка · b2 чёрный ферзь · c2 белый конь · e2 белая пешка · f2 белая пешка · g2 белый слон · h2 белая пешка · a1 белая ладья · d1 белый ферзь · e1 белый король · h1 белая ладья | 7 |
| 6 | a8 чёрная ладья · b8 чёрный конь · c8 чёрный слон · e8 чёрный король · f8 чёрный слон · h8 чёрная ладья · b7 чёрная пешка · f7 чёрная пешка · g7 чёрная пешка · h7 чёрная пешка · f6 чёрный конь · d5 чёрная пешка · d4 белый слон · e4 чёрная пешка · a3 чёрная пешка · c3 белый конь · d3 белая пешка · g3 белая пешка · a2 белая пешка · b2 чёрный ферзь · c2 белый конь · e2 белая пешка · f2 белая пешка · g2 белый слон · h2 белая пешка · a1 белая ладья · d1 белый ферзь · e1 белый король · h1 белая ладья | a8 чёрная ладья · b8 чёрный конь · c8 чёрный слон · e8 чёрный король · f8 чёрный слон · h8 чёрная ладья · b7 чёрная пешка · f7 чёрная пешка · g7 чёрная пешка · h7 чёрная пешка · f6 чёрный конь · d5 чёрная пешка · d4 белый слон · e4 чёрная пешка · a3 чёрная пешка · c3 белый конь · d3 белая пешка · g3 белая пешка · a2 белая пешка · b2 чёрный ферзь · c2 белый конь · e2 белая пешка · f2 белая пешка · g2 белый слон · h2 белая пешка · a1 белая ладья · d1 белый ферзь · e1 белый король · h1 белая ладья | a8 чёрная ладья · b8 чёрный конь · c8 чёрный слон · e8 чёрный король · f8 чёрный слон · h8 чёрная ладья · b7 чёрная пешка · f7 чёрная пешка · g7 чёрная пешка · h7 чёрная пешка · f6 чёрный конь · d5 чёрная пешка · d4 белый слон · e4 чёрная пешка · a3 чёрная пешка · c3 белый конь · d3 белая пешка · g3 белая пешка · a2 белая пешка · b2 чёрный ферзь · c2 белый конь · e2 белая пешка · f2 белая пешка · g2 белый слон · h2 белая пешка · a1 белая ладья · d1 белый ферзь · e1 белый король · h1 белая ладья | a8 чёрная ладья · b8 чёрный конь · c8 чёрный слон · e8 чёрный король · f8 чёрный слон · h8 чёрная ладья · b7 чёрная пешка · f7 чёрная пешка · g7 чёрная пешка · h7 чёрная пешка · f6 чёрный конь · d5 чёрная пешка · d4 белый слон · e4 чёрная пешка · a3 чёрная пешка · c3 белый конь · d3 белая пешка · g3 белая пешка · a2 белая пешка · b2 чёрный ферзь · c2 белый конь · e2 белая пешка · f2 белая пешка · g2 белый слон · h2 белая пешка · a1 белая ладья · d1 белый ферзь · e1 белый король · h1 белая ладья | a8 чёрная ладья · b8 чёрный конь · c8 чёрный слон · e8 чёрный король · f8 чёрный слон · h8 чёрная ладья · b7 чёрная пешка · f7 чёрная пешка · g7 чёрная пешка · h7 чёрная пешка · f6 чёрный конь · d5 чёрная пешка · d4 белый слон · e4 чёрная пешка · a3 чёрная пешка · c3 белый конь · d3 белая пешка · g3 белая пешка · a2 белая пешка · b2 чёрный ферзь · c2 белый конь · e2 белая пешка · f2 белая пешка · g2 белый слон · h2 белая пешка · a1 белая ладья · d1 белый ферзь · e1 белый король · h1 белая ладья | a8 чёрная ладья · b8 чёрный конь · c8 чёрный слон · e8 чёрный король · f8 чёрный слон · h8 чёрная ладья · b7 чёрная пешка · f7 чёрная пешка · g7 чёрная пешка · h7 чёрная пешка · f6 чёрный конь · d5 чёрная пешка · d4 белый слон · e4 чёрная пешка · a3 чёрная пешка · c3 белый конь · d3 белая пешка · g3 белая пешка · a2 белая пешка · b2 чёрный ферзь · c2 белый конь · e2 белая пешка · f2 белая пешка · g2 белый слон · h2 белая пешка · a1 белая ладья · d1 белый ферзь · e1 белый король · h1 белая ладья | a8 чёрная ладья · b8 чёрный конь · c8 чёрный слон · e8 чёрный король · f8 чёрный слон · h8 чёрная ладья · b7 чёрная пешка · f7 чёрная пешка · g7 чёрная пешка · h7 чёрная пешка · f6 чёрный конь · d5 чёрная пешка · d4 белый слон · e4 чёрная пешка · a3 чёрная пешка · c3 белый конь · d3 белая пешка · g3 белая пешка · a2 белая пешка · b2 чёрный ферзь · c2 белый конь · e2 белая пешка · f2 белая пешка · g2 белый слон · h2 белая пешка · a1 белая ладья · d1 белый ферзь · e1 белый король · h1 белая ладья | a8 чёрная ладья · b8 чёрный конь · c8 чёрный слон · e8 чёрный король · f8 чёрный слон · h8 чёрная ладья · b7 чёрная пешка · f7 чёрная пешка · g7 чёрная пешка · h7 чёрная пешка · f6 чёрный конь · d5 чёрная пешка · d4 белый слон · e4 чёрная пешка · a3 чёрная пешка · c3 белый конь · d3 белая пешка · g3 белая пешка · a2 белая пешка · b2 чёрный ферзь · c2 белый конь · e2 белая пешка · f2 белая пешка · g2 белый слон · h2 белая пешка · a1 белая ладья · d1 белый ферзь · e1 белый король · h1 белая ладья | 6 |
| 5 | a8 чёрная ладья · b8 чёрный конь · c8 чёрный слон · e8 чёрный король · f8 чёрный слон · h8 чёрная ладья · b7 чёрная пешка · f7 чёрная пешка · g7 чёрная пешка · h7 чёрная пешка · f6 чёрный конь · d5 чёрная пешка · d4 белый слон · e4 чёрная пешка · a3 чёрная пешка · c3 белый конь · d3 белая пешка · g3 белая пешка · a2 белая пешка · b2 чёрный ферзь · c2 белый конь · e2 белая пешка · f2 белая пешка · g2 белый слон · h2 белая пешка · a1 белая ладья · d1 белый ферзь · e1 белый король · h1 белая ладья | a8 чёрная ладья · b8 чёрный конь · c8 чёрный слон · e8 чёрный король · f8 чёрный слон · h8 чёрная ладья · b7 чёрная пешка · f7 чёрная пешка · g7 чёрная пешка · h7 чёрная пешка · f6 чёрный конь · d5 чёрная пешка · d4 белый слон · e4 чёрная пешка · a3 чёрная пешка · c3 белый конь · d3 белая пешка · g3 белая пешка · a2 белая пешка · b2 чёрный ферзь · c2 белый конь · e2 белая пешка · f2 белая пешка · g2 белый слон · h2 белая пешка · a1 белая ладья · d1 белый ферзь · e1 белый король · h1 белая ладья | a8 чёрная ладья · b8 чёрный конь · c8 чёрный слон · e8 чёрный король · f8 чёрный слон · h8 чёрная ладья · b7 чёрная пешка · f7 чёрная пешка · g7 чёрная пешка · h7 чёрная пешка · f6 чёрный конь · d5 чёрная пешка · d4 белый слон · e4 чёрная пешка · a3 чёрная пешка · c3 белый конь · d3 белая пешка · g3 белая пешка · a2 белая пешка · b2 чёрный ферзь · c2 белый конь · e2 белая пешка · f2 белая пешка · g2 белый слон · h2 белая пешка · a1 белая ладья · d1 белый ферзь · e1 белый король · h1 белая ладья | a8 чёрная ладья · b8 чёрный конь · c8 чёрный слон · e8 чёрный король · f8 чёрный слон · h8 чёрная ладья · b7 чёрная пешка · f7 чёрная пешка · g7 чёрная пешка · h7 чёрная пешка · f6 чёрный конь · d5 чёрная пешка · d4 белый слон · e4 чёрная пешка · a3 чёрная пешка · c3 белый конь · d3 белая пешка · g3 белая пешка · a2 белая пешка · b2 чёрный ферзь · c2 белый конь · e2 белая пешка · f2 белая пешка · g2 белый слон · h2 белая пешка · a1 белая ладья · d1 белый ферзь · e1 белый король · h1 белая ладья | a8 чёрная ладья · b8 чёрный конь · c8 чёрный слон · e8 чёрный король · f8 чёрный слон · h8 чёрная ладья · b7 чёрная пешка · f7 чёрная пешка · g7 чёрная пешка · h7 чёрная пешка · f6 чёрный конь · d5 чёрная пешка · d4 белый слон · e4 чёрная пешка · a3 чёрная пешка · c3 белый конь · d3 белая пешка · g3 белая пешка · a2 белая пешка · b2 чёрный ферзь · c2 белый конь · e2 белая пешка · f2 белая пешка · g2 белый слон · h2 белая пешка · a1 белая ладья · d1 белый ферзь · e1 белый король · h1 белая ладья | a8 чёрная ладья · b8 чёрный конь · c8 чёрный слон · e8 чёрный король · f8 чёрный слон · h8 чёрная ладья · b7 чёрная пешка · f7 чёрная пешка · g7 чёрная пешка · h7 чёрная пешка · f6 чёрный конь · d5 чёрная пешка · d4 белый слон · e4 чёрная пешка · a3 чёрная пешка · c3 белый конь · d3 белая пешка · g3 белая пешка · a2 белая пешка · b2 чёрный ферзь · c2 белый конь · e2 белая пешка · f2 белая пешка · g2 белый слон · h2 белая пешка · a1 белая ладья · d1 белый ферзь · e1 белый король · h1 белая ладья | a8 чёрная ладья · b8 чёрный конь · c8 чёрный слон · e8 чёрный король · f8 чёрный слон · h8 чёрная ладья · b7 чёрная пешка · f7 чёрная пешка · g7 чёрная пешка · h7 чёрная пешка · f6 чёрный конь · d5 чёрная пешка · d4 белый слон · e4 чёрная пешка · a3 чёрная пешка · c3 белый конь · d3 белая пешка · g3 белая пешка · a2 белая пешка · b2 чёрный ферзь · c2 белый конь · e2 белая пешка · f2 белая пешка · g2 белый слон · h2 белая пешка · a1 белая ладья · d1 белый ферзь · e1 белый король · h1 белая ладья | a8 чёрная ладья · b8 чёрный конь · c8 чёрный слон · e8 чёрный король · f8 чёрный слон · h8 чёрная ладья · b7 чёрная пешка · f7 чёрная пешка · g7 чёрная пешка · h7 чёрная пешка · f6 чёрный конь · d5 чёрная пешка · d4 белый слон · e4 чёрная пешка · a3 чёрная пешка · c3 белый конь · d3 белая пешка · g3 белая пешка · a2 белая пешка · b2 чёрный ферзь · c2 белый конь · e2 белая пешка · f2 белая пешка · g2 белый слон · h2 белая пешка · a1 белая ладья · d1 белый ферзь · e1 белый король · h1 белая ладья | 5 |
| 4 | a8 чёрная ладья · b8 чёрный конь · c8 чёрный слон · e8 чёрный король · f8 чёрный слон · h8 чёрная ладья · b7 чёрная пешка · f7 чёрная пешка · g7 чёрная пешка · h7 чёрная пешка · f6 чёрный конь · d5 чёрная пешка · d4 белый слон · e4 чёрная пешка · a3 чёрная пешка · c3 белый конь · d3 белая пешка · g3 белая пешка · a2 белая пешка · b2 чёрный ферзь · c2 белый конь · e2 белая пешка · f2 белая пешка · g2 белый слон · h2 белая пешка · a1 белая ладья · d1 белый ферзь · e1 белый король · h1 белая ладья | a8 чёрная ладья · b8 чёрный конь · c8 чёрный слон · e8 чёрный король · f8 чёрный слон · h8 чёрная ладья · b7 чёрная пешка · f7 чёрная пешка · g7 чёрная пешка · h7 чёрная пешка · f6 чёрный конь · d5 чёрная пешка · d4 белый слон · e4 чёрная пешка · a3 чёрная пешка · c3 белый конь · d3 белая пешка · g3 белая пешка · a2 белая пешка · b2 чёрный ферзь · c2 белый конь · e2 белая пешка · f2 белая пешка · g2 белый слон · h2 белая пешка · a1 белая ладья · d1 белый ферзь · e1 белый король · h1 белая ладья | a8 чёрная ладья · b8 чёрный конь · c8 чёрный слон · e8 чёрный король · f8 чёрный слон · h8 чёрная ладья · b7 чёрная пешка · f7 чёрная пешка · g7 чёрная пешка · h7 чёрная пешка · f6 чёрный конь · d5 чёрная пешка · d4 белый слон · e4 чёрная пешка · a3 чёрная пешка · c3 белый конь · d3 белая пешка · g3 белая пешка · a2 белая пешка · b2 чёрный ферзь · c2 белый конь · e2 белая пешка · f2 белая пешка · g2 белый слон · h2 белая пешка · a1 белая ладья · d1 белый ферзь · e1 белый король · h1 белая ладья | a8 чёрная ладья · b8 чёрный конь · c8 чёрный слон · e8 чёрный король · f8 чёрный слон · h8 чёрная ладья · b7 чёрная пешка · f7 чёрная пешка · g7 чёрная пешка · h7 чёрная пешка · f6 чёрный конь · d5 чёрная пешка · d4 белый слон · e4 чёрная пешка · a3 чёрная пешка · c3 белый конь · d3 белая пешка · g3 белая пешка · a2 белая пешка · b2 чёрный ферзь · c2 белый конь · e2 белая пешка · f2 белая пешка · g2 белый слон · h2 белая пешка · a1 белая ладья · d1 белый ферзь · e1 белый король · h1 белая ладья | a8 чёрная ладья · b8 чёрный конь · c8 чёрный слон · e8 чёрный король · f8 чёрный слон · h8 чёрная ладья · b7 чёрная пешка · f7 чёрная пешка · g7 чёрная пешка · h7 чёрная пешка · f6 чёрный конь · d5 чёрная пешка · d4 белый слон · e4 чёрная пешка · a3 чёрная пешка · c3 белый конь · d3 белая пешка · g3 белая пешка · a2 белая пешка · b2 чёрный ферзь · c2 белый конь · e2 белая пешка · f2 белая пешка · g2 белый слон · h2 белая пешка · a1 белая ладья · d1 белый ферзь · e1 белый король · h1 белая ладья | a8 чёрная ладья · b8 чёрный конь · c8 чёрный слон · e8 чёрный король · f8 чёрный слон · h8 чёрная ладья · b7 чёрная пешка · f7 чёрная пешка · g7 чёрная пешка · h7 чёрная пешка · f6 чёрный конь · d5 чёрная пешка · d4 белый слон · e4 чёрная пешка · a3 чёрная пешка · c3 белый конь · d3 белая пешка · g3 белая пешка · a2 белая пешка · b2 чёрный ферзь · c2 белый конь · e2 белая пешка · f2 белая пешка · g2 белый слон · h2 белая пешка · a1 белая ладья · d1 белый ферзь · e1 белый король · h1 белая ладья | a8 чёрная ладья · b8 чёрный конь · c8 чёрный слон · e8 чёрный король · f8 чёрный слон · h8 чёрная ладья · b7 чёрная пешка · f7 чёрная пешка · g7 чёрная пешка · h7 чёрная пешка · f6 чёрный конь · d5 чёрная пешка · d4 белый слон · e4 чёрная пешка · a3 чёрная пешка · c3 белый конь · d3 белая пешка · g3 белая пешка · a2 белая пешка · b2 чёрный ферзь · c2 белый конь · e2 белая пешка · f2 белая пешка · g2 белый слон · h2 белая пешка · a1 белая ладья · d1 белый ферзь · e1 белый король · h1 белая ладья | a8 чёрная ладья · b8 чёрный конь · c8 чёрный слон · e8 чёрный король · f8 чёрный слон · h8 чёрная ладья · b7 чёрная пешка · f7 чёрная пешка · g7 чёрная пешка · h7 чёрная пешка · f6 чёрный конь · d5 чёрная пешка · d4 белый слон · e4 чёрная пешка · a3 чёрная пешка · c3 белый конь · d3 белая пешка · g3 белая пешка · a2 белая пешка · b2 чёрный ферзь · c2 белый конь · e2 белая пешка · f2 белая пешка · g2 белый слон · h2 белая пешка · a1 белая ладья · d1 белый ферзь · e1 белый король · h1 белая ладья | 4 |
| 3 | a8 чёрная ладья · b8 чёрный конь · c8 чёрный слон · e8 чёрный король · f8 чёрный слон · h8 чёрная ладья · b7 чёрная пешка · f7 чёрная пешка · g7 чёрная пешка · h7 чёрная пешка · f6 чёрный конь · d5 чёрная пешка · d4 белый слон · e4 чёрная пешка · a3 чёрная пешка · c3 белый конь · d3 белая пешка · g3 белая пешка · a2 белая пешка · b2 чёрный ферзь · c2 белый конь · e2 белая пешка · f2 белая пешка · g2 белый слон · h2 белая пешка · a1 белая ладья · d1 белый ферзь · e1 белый король · h1 белая ладья | a8 чёрная ладья · b8 чёрный конь · c8 чёрный слон · e8 чёрный король · f8 чёрный слон · h8 чёрная ладья · b7 чёрная пешка · f7 чёрная пешка · g7 чёрная пешка · h7 чёрная пешка · f6 чёрный конь · d5 чёрная пешка · d4 белый слон · e4 чёрная пешка · a3 чёрная пешка · c3 белый конь · d3 белая пешка · g3 белая пешка · a2 белая пешка · b2 чёрный ферзь · c2 белый конь · e2 белая пешка · f2 белая пешка · g2 белый слон · h2 белая пешка · a1 белая ладья · d1 белый ферзь · e1 белый король · h1 белая ладья | a8 чёрная ладья · b8 чёрный конь · c8 чёрный слон · e8 чёрный король · f8 чёрный слон · h8 чёрная ладья · b7 чёрная пешка · f7 чёрная пешка · g7 чёрная пешка · h7 чёрная пешка · f6 чёрный конь · d5 чёрная пешка · d4 белый слон · e4 чёрная пешка · a3 чёрная пешка · c3 белый конь · d3 белая пешка · g3 белая пешка · a2 белая пешка · b2 чёрный ферзь · c2 белый конь · e2 белая пешка · f2 белая пешка · g2 белый слон · h2 белая пешка · a1 белая ладья · d1 белый ферзь · e1 белый король · h1 белая ладья | a8 чёрная ладья · b8 чёрный конь · c8 чёрный слон · e8 чёрный король · f8 чёрный слон · h8 чёрная ладья · b7 чёрная пешка · f7 чёрная пешка · g7 чёрная пешка · h7 чёрная пешка · f6 чёрный конь · d5 чёрная пешка · d4 белый слон · e4 чёрная пешка · a3 чёрная пешка · c3 белый конь · d3 белая пешка · g3 белая пешка · a2 белая пешка · b2 чёрный ферзь · c2 белый конь · e2 белая пешка · f2 белая пешка · g2 белый слон · h2 белая пешка · a1 белая ладья · d1 белый ферзь · e1 белый король · h1 белая ладья | a8 чёрная ладья · b8 чёрный конь · c8 чёрный слон · e8 чёрный король · f8 чёрный слон · h8 чёрная ладья · b7 чёрная пешка · f7 чёрная пешка · g7 чёрная пешка · h7 чёрная пешка · f6 чёрный конь · d5 чёрная пешка · d4 белый слон · e4 чёрная пешка · a3 чёрная пешка · c3 белый конь · d3 белая пешка · g3 белая пешка · a2 белая пешка · b2 чёрный ферзь · c2 белый конь · e2 белая пешка · f2 белая пешка · g2 белый слон · h2 белая пешка · a1 белая ладья · d1 белый ферзь · e1 белый король · h1 белая ладья | a8 чёрная ладья · b8 чёрный конь · c8 чёрный слон · e8 чёрный король · f8 чёрный слон · h8 чёрная ладья · b7 чёрная пешка · f7 чёрная пешка · g7 чёрная пешка · h7 чёрная пешка · f6 чёрный конь · d5 чёрная пешка · d4 белый слон · e4 чёрная пешка · a3 чёрная пешка · c3 белый конь · d3 белая пешка · g3 белая пешка · a2 белая пешка · b2 чёрный ферзь · c2 белый конь · e2 белая пешка · f2 белая пешка · g2 белый слон · h2 белая пешка · a1 белая ладья · d1 белый ферзь · e1 белый король · h1 белая ладья | a8 чёрная ладья · b8 чёрный конь · c8 чёрный слон · e8 чёрный король · f8 чёрный слон · h8 чёрная ладья · b7 чёрная пешка · f7 чёрная пешка · g7 чёрная пешка · h7 чёрная пешка · f6 чёрный конь · d5 чёрная пешка · d4 белый слон · e4 чёрная пешка · a3 чёрная пешка · c3 белый конь · d3 белая пешка · g3 белая пешка · a2 белая пешка · b2 чёрный ферзь · c2 белый конь · e2 белая пешка · f2 белая пешка · g2 белый слон · h2 белая пешка · a1 белая ладья · d1 белый ферзь · e1 белый король · h1 белая ладья | a8 чёрная ладья · b8 чёрный конь · c8 чёрный слон · e8 чёрный король · f8 чёрный слон · h8 чёрная ладья · b7 чёрная пешка · f7 чёрная пешка · g7 чёрная пешка · h7 чёрная пешка · f6 чёрный конь · d5 чёрная пешка · d4 белый слон · e4 чёрная пешка · a3 чёрная пешка · c3 белый конь · d3 белая пешка · g3 белая пешка · a2 белая пешка · b2 чёрный ферзь · c2 белый конь · e2 белая пешка · f2 белая пешка · g2 белый слон · h2 белая пешка · a1 белая ладья · d1 белый ферзь · e1 белый король · h1 белая ладья | 3 |
| 2 | a8 чёрная ладья · b8 чёрный конь · c8 чёрный слон · e8 чёрный король · f8 чёрный слон · h8 чёрная ладья · b7 чёрная пешка · f7 чёрная пешка · g7 чёрная пешка · h7 чёрная пешка · f6 чёрный конь · d5 чёрная пешка · d4 белый слон · e4 чёрная пешка · a3 чёрная пешка · c3 белый конь · d3 белая пешка · g3 белая пешка · a2 белая пешка · b2 чёрный ферзь · c2 белый конь · e2 белая пешка · f2 белая пешка · g2 белый слон · h2 белая пешка · a1 белая ладья · d1 белый ферзь · e1 белый король · h1 белая ладья | a8 чёрная ладья · b8 чёрный конь · c8 чёрный слон · e8 чёрный король · f8 чёрный слон · h8 чёрная ладья · b7 чёрная пешка · f7 чёрная пешка · g7 чёрная пешка · h7 чёрная пешка · f6 чёрный конь · d5 чёрная пешка · d4 белый слон · e4 чёрная пешка · a3 чёрная пешка · c3 белый конь · d3 белая пешка · g3 белая пешка · a2 белая пешка · b2 чёрный ферзь · c2 белый конь · e2 белая пешка · f2 белая пешка · g2 белый слон · h2 белая пешка · a1 белая ладья · d1 белый ферзь · e1 белый король · h1 белая ладья | a8 чёрная ладья · b8 чёрный конь · c8 чёрный слон · e8 чёрный король · f8 чёрный слон · h8 чёрная ладья · b7 чёрная пешка · f7 чёрная пешка · g7 чёрная пешка · h7 чёрная пешка · f6 чёрный конь · d5 чёрная пешка · d4 белый слон · e4 чёрная пешка · a3 чёрная пешка · c3 белый конь · d3 белая пешка · g3 белая пешка · a2 белая пешка · b2 чёрный ферзь · c2 белый конь · e2 белая пешка · f2 белая пешка · g2 белый слон · h2 белая пешка · a1 белая ладья · d1 белый ферзь · e1 белый король · h1 белая ладья | a8 чёрная ладья · b8 чёрный конь · c8 чёрный слон · e8 чёрный король · f8 чёрный слон · h8 чёрная ладья · b7 чёрная пешка · f7 чёрная пешка · g7 чёрная пешка · h7 чёрная пешка · f6 чёрный конь · d5 чёрная пешка · d4 белый слон · e4 чёрная пешка · a3 чёрная пешка · c3 белый конь · d3 белая пешка · g3 белая пешка · a2 белая пешка · b2 чёрный ферзь · c2 белый конь · e2 белая пешка · f2 белая пешка · g2 белый слон · h2 белая пешка · a1 белая ладья · d1 белый ферзь · e1 белый король · h1 белая ладья | a8 чёрная ладья · b8 чёрный конь · c8 чёрный слон · e8 чёрный король · f8 чёрный слон · h8 чёрная ладья · b7 чёрная пешка · f7 чёрная пешка · g7 чёрная пешка · h7 чёрная пешка · f6 чёрный конь · d5 чёрная пешка · d4 белый слон · e4 чёрная пешка · a3 чёрная пешка · c3 белый конь · d3 белая пешка · g3 белая пешка · a2 белая пешка · b2 чёрный ферзь · c2 белый конь · e2 белая пешка · f2 белая пешка · g2 белый слон · h2 белая пешка · a1 белая ладья · d1 белый ферзь · e1 белый король · h1 белая ладья | a8 чёрная ладья · b8 чёрный конь · c8 чёрный слон · e8 чёрный король · f8 чёрный слон · h8 чёрная ладья · b7 чёрная пешка · f7 чёрная пешка · g7 чёрная пешка · h7 чёрная пешка · f6 чёрный конь · d5 чёрная пешка · d4 белый слон · e4 чёрная пешка · a3 чёрная пешка · c3 белый конь · d3 белая пешка · g3 белая пешка · a2 белая пешка · b2 чёрный ферзь · c2 белый конь · e2 белая пешка · f2 белая пешка · g2 белый слон · h2 белая пешка · a1 белая ладья · d1 белый ферзь · e1 белый король · h1 белая ладья | a8 чёрная ладья · b8 чёрный конь · c8 чёрный слон · e8 чёрный король · f8 чёрный слон · h8 чёрная ладья · b7 чёрная пешка · f7 чёрная пешка · g7 чёрная пешка · h7 чёрная пешка · f6 чёрный конь · d5 чёрная пешка · d4 белый слон · e4 чёрная пешка · a3 чёрная пешка · c3 белый конь · d3 белая пешка · g3 белая пешка · a2 белая пешка · b2 чёрный ферзь · c2 белый конь · e2 белая пешка · f2 белая пешка · g2 белый слон · h2 белая пешка · a1 белая ладья · d1 белый ферзь · e1 белый король · h1 белая ладья | a8 чёрная ладья · b8 чёрный конь · c8 чёрный слон · e8 чёрный король · f8 чёрный слон · h8 чёрная ладья · b7 чёрная пешка · f7 чёрная пешка · g7 чёрная пешка · h7 чёрная пешка · f6 чёрный конь · d5 чёрная пешка · d4 белый слон · e4 чёрная пешка · a3 чёрная пешка · c3 белый конь · d3 белая пешка · g3 белая пешка · a2 белая пешка · b2 чёрный ферзь · c2 белый конь · e2 белая пешка · f2 белая пешка · g2 белый слон · h2 белая пешка · a1 белая ладья · d1 белый ферзь · e1 белый король · h1 белая ладья | 2 |
| 1 | a8 чёрная ладья · b8 чёрный конь · c8 чёрный слон · e8 чёрный король · f8 чёрный слон · h8 чёрная ладья · b7 чёрная пешка · f7 чёрная пешка · g7 чёрная пешка · h7 чёрная пешка · f6 чёрный конь · d5 чёрная пешка · d4 белый слон · e4 чёрная пешка · a3 чёрная пешка · c3 белый конь · d3 белая пешка · g3 белая пешка · a2 белая пешка · b2 чёрный ферзь · c2 белый конь · e2 белая пешка · f2 белая пешка · g2 белый слон · h2 белая пешка · a1 белая ладья · d1 белый ферзь · e1 белый король · h1 белая ладья | a8 чёрная ладья · b8 чёрный конь · c8 чёрный слон · e8 чёрный король · f8 чёрный слон · h8 чёрная ладья · b7 чёрная пешка · f7 чёрная пешка · g7 чёрная пешка · h7 чёрная пешка · f6 чёрный конь · d5 чёрная пешка · d4 белый слон · e4 чёрная пешка · a3 чёрная пешка · c3 белый конь · d3 белая пешка · g3 белая пешка · a2 белая пешка · b2 чёрный ферзь · c2 белый конь · e2 белая пешка · f2 белая пешка · g2 белый слон · h2 белая пешка · a1 белая ладья · d1 белый ферзь · e1 белый король · h1 белая ладья | a8 чёрная ладья · b8 чёрный конь · c8 чёрный слон · e8 чёрный король · f8 чёрный слон · h8 чёрная ладья · b7 чёрная пешка · f7 чёрная пешка · g7 чёрная пешка · h7 чёрная пешка · f6 чёрный конь · d5 чёрная пешка · d4 белый слон · e4 чёрная пешка · a3 чёрная пешка · c3 белый конь · d3 белая пешка · g3 белая пешка · a2 белая пешка · b2 чёрный ферзь · c2 белый конь · e2 белая пешка · f2 белая пешка · g2 белый слон · h2 белая пешка · a1 белая ладья · d1 белый ферзь · e1 белый король · h1 белая ладья | a8 чёрная ладья · b8 чёрный конь · c8 чёрный слон · e8 чёрный король · f8 чёрный слон · h8 чёрная ладья · b7 чёрная пешка · f7 чёрная пешка · g7 чёрная пешка · h7 чёрная пешка · f6 чёрный конь · d5 чёрная пешка · d4 белый слон · e4 чёрная пешка · a3 чёрная пешка · c3 белый конь · d3 белая пешка · g3 белая пешка · a2 белая пешка · b2 чёрный ферзь · c2 белый конь · e2 белая пешка · f2 белая пешка · g2 белый слон · h2 белая пешка · a1 белая ладья · d1 белый ферзь · e1 белый король · h1 белая ладья | a8 чёрная ладья · b8 чёрный конь · c8 чёрный слон · e8 чёрный король · f8 чёрный слон · h8 чёрная ладья · b7 чёрная пешка · f7 чёрная пешка · g7 чёрная пешка · h7 чёрная пешка · f6 чёрный конь · d5 чёрная пешка · d4 белый слон · e4 чёрная пешка · a3 чёрная пешка · c3 белый конь · d3 белая пешка · g3 белая пешка · a2 белая пешка · b2 чёрный ферзь · c2 белый конь · e2 белая пешка · f2 белая пешка · g2 белый слон · h2 белая пешка · a1 белая ладья · d1 белый ферзь · e1 белый король · h1 белая ладья | a8 чёрная ладья · b8 чёрный конь · c8 чёрный слон · e8 чёрный король · f8 чёрный слон · h8 чёрная ладья · b7 чёрная пешка · f7 чёрная пешка · g7 чёрная пешка · h7 чёрная пешка · f6 чёрный конь · d5 чёрная пешка · d4 белый слон · e4 чёрная пешка · a3 чёрная пешка · c3 белый конь · d3 белая пешка · g3 белая пешка · a2 белая пешка · b2 чёрный ферзь · c2 белый конь · e2 белая пешка · f2 белая пешка · g2 белый слон · h2 белая пешка · a1 белая ладья · d1 белый ферзь · e1 белый король · h1 белая ладья | a8 чёрная ладья · b8 чёрный конь · c8 чёрный слон · e8 чёрный король · f8 чёрный слон · h8 чёрная ладья · b7 чёрная пешка · f7 чёрная пешка · g7 чёрная пешка · h7 чёрная пешка · f6 чёрный конь · d5 чёрная пешка · d4 белый слон · e4 чёрная пешка · a3 чёрная пешка · c3 белый конь · d3 белая пешка · g3 белая пешка · a2 белая пешка · b2 чёрный ферзь · c2 белый конь · e2 белая пешка · f2 белая пешка · g2 белый слон · h2 белая пешка · a1 белая ладья · d1 белый ферзь · e1 белый король · h1 белая ладья | a8 чёрная ладья · b8 чёрный конь · c8 чёрный слон · e8 чёрный король · f8 чёрный слон · h8 чёрная ладья · b7 чёрная пешка · f7 чёрная пешка · g7 чёрная пешка · h7 чёрная пешка · f6 чёрный конь · d5 чёрная пешка · d4 белый слон · e4 чёрная пешка · a3 чёрная пешка · c3 белый конь · d3 белая пешка · g3 белая пешка · a2 белая пешка · b2 чёрный ферзь · c2 белый конь · e2 белая пешка · f2 белая пешка · g2 белый слон · h2 белая пешка · a1 белая ладья · d1 белый ферзь · e1 белый король · h1 белая ладья | 1 |
|   | a | b | c | d | e | f | g | h |   |

1.c4 ♞f6 2.♘c3 e5 3.g3 c6 4.♘f3 e4 5.♘d4 d5 6.cxd5 ♛b6 7.♘b3 cxd5 8.♗g2 a5 9.d3 a4 10.♗e3 ♛b4 11.♘d4 a3 12.♘c2 ♛xb2 13.♗d4
В 1961 году прошёл очередной для Ботвинника матч-реванш, в котором он не давал Талю возможностей «интуитивных продолжений» и показал свой уровень владения навыками стадий шахматной партии. Таль писал: «Я задыхался в скучных мне стратегических схемах». Таль, отставая на 5 очков, выиграл 7-ю и 19-ю партии, почти выиграл 20-ю, но итоговый счёт составил 13-8 и Ботвинник в третий раз вернул себе титул чемпиона мира. Ботвинник долго готовился к этому матчу, старался не попадать в сложные позиции, которые пытался создать Таль, и одержал победу.
|           | 1 | 2 | 3 | 4 | 5 | 6 | 7 | 8 | 9 | 10 | 11 | 12 | 13 | 14 | 15 | 16 | 17 | 18 | 19 | 20 | 21 | Очки | Итог    |
| --------- | - | - | - | - | - | - | - | - | - | -- | -- | -- | -- | -- | -- | -- | -- | -- | -- | -- | -- | ---- | ------- |
| Ботвинник | 1 | 0 | 1 | ½ | ½ | ½ | 1 | 0 | 1 | 1  | 1  | 0  | 1  | ½  | 1  | ½  | 0  | 1  | 0  | ½  | 1  | 13   | +10-5=6 |
| Таль      | 0 | 1 | 0 | ½ | ½ | ½ | 0 | 1 | 0 | 0  | 0  | 1  | 0  | ½  | 0  | ½  | 1  | 0  | 1  | ½  | 0  | 8    | +10-5=6 |

Ботвинник выигрывал множество других соревнований: Олимпиады (1958 и 1960), турнир в Вагенингене (1958) и Спартакиаду народов СССР (1959). В 1961-62 годах выиграл турниры в Гастингсе и Стокгольме.

Во время Олимпиады 1962 Ботвинник сыграл с Робертом Фишером одну из самых известных партий в истории. Советские шахматисты после неё годами анализировали получившийся эндшпиль.
[Event "Varna ol (Men) fin-A"]
[Site "Varna BUL"]
[Date "1962.10.07"]
[EventDate "?"]
[Round "10.1"]
[Result "1/2-1/2"]
[White "Mikhail Botvinnik"]
[Black "Robert James Fischer"]
[ECO "D98"]
[WhiteElo "?"]
[BlackElo "?"]
[PlyCount "135"]
1. c4 g6 2. d4 Nf6 3. Nc3 d5 4. Nf3 Bg7 5. Qb3 dxc4 6. Qxc4
O-O 7. e4 Bg4 8. Be3 Nfd7 9. Be2 Nc6 10. Rd1 Nb6 11. Qc5 Qd6
12. h3 Bxf3 13. gxf3 Rfd8 14. d5 Ne5 15. Nb5 Qf6 16. f4 Ned7
17. e5 Qxf4 18. Bxf4 Nxc5 19. Nxc7 Rac8 20. d6 exd6 21. exd6
Bxb2 22. O-O Nbd7 23. Rd5 b6 24. Bf3 Ne6 25. Nxe6 fxe6 26. Rd3
Nc5 27. Re3 e5 28. Bxe5 Bxe5 29. Rxe5 Rxd6 30. Re7 Rd7
31. Rxd7 Nxd7 32. Bg4 Rc7 33. Re1 Kf7 34. Kg2 Nc5 35. Re3 Re7
36. Rf3+ Kg7 37. Rc3 Re4 38. Bd1 Rd4 39. Bc2 Kf6 40. Kf3 Kg5
41. Kg3 Ne4+ 42. Bxe4 Rxe4 43. Ra3 Re7 44. Rf3 Rc7 45. a4 Rc5
46. Rf7 Ra5 47. Rxh7 Rxa4 48. h4+ Kf5 49. Rf7+ Ke5 50. Rg7 Ra1
51. Kf3 b5 52. h5 Ra3+ 53. Kg2 gxh5 54. Rg5+ Kd6 55. Rxb5 h4
56. f4 Kc6 57. Rb8 h3+ 58. Kh2 a5 59. f5 Kc7 60. Rb5 Kd6
61. f6 Ke6 62. Rb6+ Kf7 63. Ra6 Kg6 64. Rc6 a4 65. Ra6 Kf7
66. Rc6 Rd3 67. Ra6 a3 68. Kg1 1/2-1/2

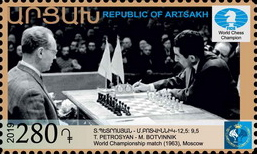
Почтовая марка Арцаха, 2019

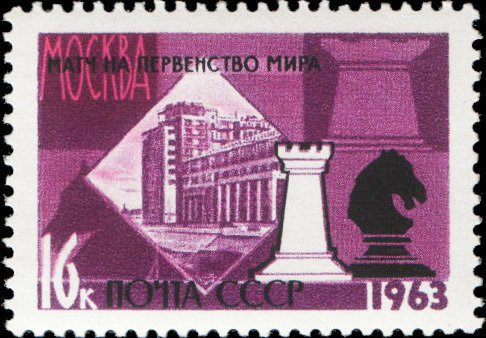
Почтовая марка СССР, 1963

Снова став чемпионом мира, Ботвинник стал думать об отказе от титула, потому что хотел уйти непобеждённым. Новый претендент определился в конце 1962 года — им оказался Тигран Петросян. Между ним и Ботвинником прошёл очередной матч за первенство мира в Московском театре эстрады с марта по май 1963 года. Первую партию выиграл Ботвинник, но в дальнейшем проиграл две. В дальнейших поединках Ботвинник имел преимущество, но Петросян точно защищался. К 14-й партии счёт был равным, в 18-й исход стал предопределён — Ботвинник отложил партию, но после избрал неверный план и проиграл. Ботвинник играл без секунданта и в будущем не смог отыграться, так как ФИДЕ отменила матчи-реванши.
|           | 1 | 2 | 3 | 4 | 5 | 6 | 7 | 8 | 9 | 10 | 11 | 12 | 13 | 14 | 15 | 16 | 17 | 18 | 19 | 20 | 21 | 22 | Очки | Итог    |
| --------- | - | - | - | - | - | - | - | - | - | -- | -- | -- | -- | -- | -- | -- | -- | -- | -- | -- | -- | -- | ---- | ------- |
| Петросян  | 0 | ½ | ½ | ½ | 1 | ½ | 1 | ½ | ½ | ½  | ½  | ½  | ½  | 0  | 1  | ½  | ½  | 1  | 1  | ½  | ½  | ½  | 12½  | +2-5=15 |
| Ботвинник | 1 | ½ | ½ | ½ | 0 | ½ | 0 | ½ | ½ | ½  | ½  | ½  | ½  | 1  | 0  | ½  | ½  | 0  | 0  | ½  | ½  | ½  | 9½   | +2-5=15 |

### Карьера после утраты титула
|   | a | b | c | d | e | f | g | h |   |
| - | --- | --- | --- | --- | --- | --- | --- | --- | - |
| 8 | d8 чёрный ферзь · f8 чёрная ладья · g8 чёрный король · a7 чёрная ладья · g7 чёрная пешка · c6 чёрный слон · d6 чёрная пешка · e6 чёрный конь · g6 белая пешка · a5 чёрная пешка · c5 чёрная пешка · d5 белый конь · f5 чёрная пешка · a4 белая пешка · c4 белая пешка · d4 чёрный конь · e4 белая пешка · h4 чёрная пешка · d3 белая пешка · e3 белый слон · h3 белая пешка · f2 белый ферзь · h2 белый король · b1 белая ладья · d1 белый слон · f1 белая ладья | d8 чёрный ферзь · f8 чёрная ладья · g8 чёрный король · a7 чёрная ладья · g7 чёрная пешка · c6 чёрный слон · d6 чёрная пешка · e6 чёрный конь · g6 белая пешка · a5 чёрная пешка · c5 чёрная пешка · d5 белый конь · f5 чёрная пешка · a4 белая пешка · c4 белая пешка · d4 чёрный конь · e4 белая пешка · h4 чёрная пешка · d3 белая пешка · e3 белый слон · h3 белая пешка · f2 белый ферзь · h2 белый король · b1 белая ладья · d1 белый слон · f1 белая ладья | d8 чёрный ферзь · f8 чёрная ладья · g8 чёрный король · a7 чёрная ладья · g7 чёрная пешка · c6 чёрный слон · d6 чёрная пешка · e6 чёрный конь · g6 белая пешка · a5 чёрная пешка · c5 чёрная пешка · d5 белый конь · f5 чёрная пешка · a4 белая пешка · c4 белая пешка · d4 чёрный конь · e4 белая пешка · h4 чёрная пешка · d3 белая пешка · e3 белый слон · h3 белая пешка · f2 белый ферзь · h2 белый король · b1 белая ладья · d1 белый слон · f1 белая ладья | d8 чёрный ферзь · f8 чёрная ладья · g8 чёрный король · a7 чёрная ладья · g7 чёрная пешка · c6 чёрный слон · d6 чёрная пешка · e6 чёрный конь · g6 белая пешка · a5 чёрная пешка · c5 чёрная пешка · d5 белый конь · f5 чёрная пешка · a4 белая пешка · c4 белая пешка · d4 чёрный конь · e4 белая пешка · h4 чёрная пешка · d3 белая пешка · e3 белый слон · h3 белая пешка · f2 белый ферзь · h2 белый король · b1 белая ладья · d1 белый слон · f1 белая ладья | d8 чёрный ферзь · f8 чёрная ладья · g8 чёрный король · a7 чёрная ладья · g7 чёрная пешка · c6 чёрный слон · d6 чёрная пешка · e6 чёрный конь · g6 белая пешка · a5 чёрная пешка · c5 чёрная пешка · d5 белый конь · f5 чёрная пешка · a4 белая пешка · c4 белая пешка · d4 чёрный конь · e4 белая пешка · h4 чёрная пешка · d3 белая пешка · e3 белый слон · h3 белая пешка · f2 белый ферзь · h2 белый король · b1 белая ладья · d1 белый слон · f1 белая ладья | d8 чёрный ферзь · f8 чёрная ладья · g8 чёрный король · a7 чёрная ладья · g7 чёрная пешка · c6 чёрный слон · d6 чёрная пешка · e6 чёрный конь · g6 белая пешка · a5 чёрная пешка · c5 чёрная пешка · d5 белый конь · f5 чёрная пешка · a4 белая пешка · c4 белая пешка · d4 чёрный конь · e4 белая пешка · h4 чёрная пешка · d3 белая пешка · e3 белый слон · h3 белая пешка · f2 белый ферзь · h2 белый король · b1 белая ладья · d1 белый слон · f1 белая ладья | d8 чёрный ферзь · f8 чёрная ладья · g8 чёрный король · a7 чёрная ладья · g7 чёрная пешка · c6 чёрный слон · d6 чёрная пешка · e6 чёрный конь · g6 белая пешка · a5 чёрная пешка · c5 чёрная пешка · d5 белый конь · f5 чёрная пешка · a4 белая пешка · c4 белая пешка · d4 чёрный конь · e4 белая пешка · h4 чёрная пешка · d3 белая пешка · e3 белый слон · h3 белая пешка · f2 белый ферзь · h2 белый король · b1 белая ладья · d1 белый слон · f1 белая ладья | d8 чёрный ферзь · f8 чёрная ладья · g8 чёрный король · a7 чёрная ладья · g7 чёрная пешка · c6 чёрный слон · d6 чёрная пешка · e6 чёрный конь · g6 белая пешка · a5 чёрная пешка · c5 чёрная пешка · d5 белый конь · f5 чёрная пешка · a4 белая пешка · c4 белая пешка · d4 чёрный конь · e4 белая пешка · h4 чёрная пешка · d3 белая пешка · e3 белый слон · h3 белая пешка · f2 белый ферзь · h2 белый король · b1 белая ладья · d1 белый слон · f1 белая ладья | 8 |
| 7 | d8 чёрный ферзь · f8 чёрная ладья · g8 чёрный король · a7 чёрная ладья · g7 чёрная пешка · c6 чёрный слон · d6 чёрная пешка · e6 чёрный конь · g6 белая пешка · a5 чёрная пешка · c5 чёрная пешка · d5 белый конь · f5 чёрная пешка · a4 белая пешка · c4 белая пешка · d4 чёрный конь · e4 белая пешка · h4 чёрная пешка · d3 белая пешка · e3 белый слон · h3 белая пешка · f2 белый ферзь · h2 белый король · b1 белая ладья · d1 белый слон · f1 белая ладья | d8 чёрный ферзь · f8 чёрная ладья · g8 чёрный король · a7 чёрная ладья · g7 чёрная пешка · c6 чёрный слон · d6 чёрная пешка · e6 чёрный конь · g6 белая пешка · a5 чёрная пешка · c5 чёрная пешка · d5 белый конь · f5 чёрная пешка · a4 белая пешка · c4 белая пешка · d4 чёрный конь · e4 белая пешка · h4 чёрная пешка · d3 белая пешка · e3 белый слон · h3 белая пешка · f2 белый ферзь · h2 белый король · b1 белая ладья · d1 белый слон · f1 белая ладья | d8 чёрный ферзь · f8 чёрная ладья · g8 чёрный король · a7 чёрная ладья · g7 чёрная пешка · c6 чёрный слон · d6 чёрная пешка · e6 чёрный конь · g6 белая пешка · a5 чёрная пешка · c5 чёрная пешка · d5 белый конь · f5 чёрная пешка · a4 белая пешка · c4 белая пешка · d4 чёрный конь · e4 белая пешка · h4 чёрная пешка · d3 белая пешка · e3 белый слон · h3 белая пешка · f2 белый ферзь · h2 белый король · b1 белая ладья · d1 белый слон · f1 белая ладья | d8 чёрный ферзь · f8 чёрная ладья · g8 чёрный король · a7 чёрная ладья · g7 чёрная пешка · c6 чёрный слон · d6 чёрная пешка · e6 чёрный конь · g6 белая пешка · a5 чёрная пешка · c5 чёрная пешка · d5 белый конь · f5 чёрная пешка · a4 белая пешка · c4 белая пешка · d4 чёрный конь · e4 белая пешка · h4 чёрная пешка · d3 белая пешка · e3 белый слон · h3 белая пешка · f2 белый ферзь · h2 белый король · b1 белая ладья · d1 белый слон · f1 белая ладья | d8 чёрный ферзь · f8 чёрная ладья · g8 чёрный король · a7 чёрная ладья · g7 чёрная пешка · c6 чёрный слон · d6 чёрная пешка · e6 чёрный конь · g6 белая пешка · a5 чёрная пешка · c5 чёрная пешка · d5 белый конь · f5 чёрная пешка · a4 белая пешка · c4 белая пешка · d4 чёрный конь · e4 белая пешка · h4 чёрная пешка · d3 белая пешка · e3 белый слон · h3 белая пешка · f2 белый ферзь · h2 белый король · b1 белая ладья · d1 белый слон · f1 белая ладья | d8 чёрный ферзь · f8 чёрная ладья · g8 чёрный король · a7 чёрная ладья · g7 чёрная пешка · c6 чёрный слон · d6 чёрная пешка · e6 чёрный конь · g6 белая пешка · a5 чёрная пешка · c5 чёрная пешка · d5 белый конь · f5 чёрная пешка · a4 белая пешка · c4 белая пешка · d4 чёрный конь · e4 белая пешка · h4 чёрная пешка · d3 белая пешка · e3 белый слон · h3 белая пешка · f2 белый ферзь · h2 белый король · b1 белая ладья · d1 белый слон · f1 белая ладья | d8 чёрный ферзь · f8 чёрная ладья · g8 чёрный король · a7 чёрная ладья · g7 чёрная пешка · c6 чёрный слон · d6 чёрная пешка · e6 чёрный конь · g6 белая пешка · a5 чёрная пешка · c5 чёрная пешка · d5 белый конь · f5 чёрная пешка · a4 белая пешка · c4 белая пешка · d4 чёрный конь · e4 белая пешка · h4 чёрная пешка · d3 белая пешка · e3 белый слон · h3 белая пешка · f2 белый ферзь · h2 белый король · b1 белая ладья · d1 белый слон · f1 белая ладья | d8 чёрный ферзь · f8 чёрная ладья · g8 чёрный король · a7 чёрная ладья · g7 чёрная пешка · c6 чёрный слон · d6 чёрная пешка · e6 чёрный конь · g6 белая пешка · a5 чёрная пешка · c5 чёрная пешка · d5 белый конь · f5 чёрная пешка · a4 белая пешка · c4 белая пешка · d4 чёрный конь · e4 белая пешка · h4 чёрная пешка · d3 белая пешка · e3 белый слон · h3 белая пешка · f2 белый ферзь · h2 белый король · b1 белая ладья · d1 белый слон · f1 белая ладья | 7 |
| 6 | d8 чёрный ферзь · f8 чёрная ладья · g8 чёрный король · a7 чёрная ладья · g7 чёрная пешка · c6 чёрный слон · d6 чёрная пешка · e6 чёрный конь · g6 белая пешка · a5 чёрная пешка · c5 чёрная пешка · d5 белый конь · f5 чёрная пешка · a4 белая пешка · c4 белая пешка · d4 чёрный конь · e4 белая пешка · h4 чёрная пешка · d3 белая пешка · e3 белый слон · h3 белая пешка · f2 белый ферзь · h2 белый король · b1 белая ладья · d1 белый слон · f1 белая ладья | d8 чёрный ферзь · f8 чёрная ладья · g8 чёрный король · a7 чёрная ладья · g7 чёрная пешка · c6 чёрный слон · d6 чёрная пешка · e6 чёрный конь · g6 белая пешка · a5 чёрная пешка · c5 чёрная пешка · d5 белый конь · f5 чёрная пешка · a4 белая пешка · c4 белая пешка · d4 чёрный конь · e4 белая пешка · h4 чёрная пешка · d3 белая пешка · e3 белый слон · h3 белая пешка · f2 белый ферзь · h2 белый король · b1 белая ладья · d1 белый слон · f1 белая ладья | d8 чёрный ферзь · f8 чёрная ладья · g8 чёрный король · a7 чёрная ладья · g7 чёрная пешка · c6 чёрный слон · d6 чёрная пешка · e6 чёрный конь · g6 белая пешка · a5 чёрная пешка · c5 чёрная пешка · d5 белый конь · f5 чёрная пешка · a4 белая пешка · c4 белая пешка · d4 чёрный конь · e4 белая пешка · h4 чёрная пешка · d3 белая пешка · e3 белый слон · h3 белая пешка · f2 белый ферзь · h2 белый король · b1 белая ладья · d1 белый слон · f1 белая ладья | d8 чёрный ферзь · f8 чёрная ладья · g8 чёрный король · a7 чёрная ладья · g7 чёрная пешка · c6 чёрный слон · d6 чёрная пешка · e6 чёрный конь · g6 белая пешка · a5 чёрная пешка · c5 чёрная пешка · d5 белый конь · f5 чёрная пешка · a4 белая пешка · c4 белая пешка · d4 чёрный конь · e4 белая пешка · h4 чёрная пешка · d3 белая пешка · e3 белый слон · h3 белая пешка · f2 белый ферзь · h2 белый король · b1 белая ладья · d1 белый слон · f1 белая ладья | d8 чёрный ферзь · f8 чёрная ладья · g8 чёрный король · a7 чёрная ладья · g7 чёрная пешка · c6 чёрный слон · d6 чёрная пешка · e6 чёрный конь · g6 белая пешка · a5 чёрная пешка · c5 чёрная пешка · d5 белый конь · f5 чёрная пешка · a4 белая пешка · c4 белая пешка · d4 чёрный конь · e4 белая пешка · h4 чёрная пешка · d3 белая пешка · e3 белый слон · h3 белая пешка · f2 белый ферзь · h2 белый король · b1 белая ладья · d1 белый слон · f1 белая ладья | d8 чёрный ферзь · f8 чёрная ладья · g8 чёрный король · a7 чёрная ладья · g7 чёрная пешка · c6 чёрный слон · d6 чёрная пешка · e6 чёрный конь · g6 белая пешка · a5 чёрная пешка · c5 чёрная пешка · d5 белый конь · f5 чёрная пешка · a4 белая пешка · c4 белая пешка · d4 чёрный конь · e4 белая пешка · h4 чёрная пешка · d3 белая пешка · e3 белый слон · h3 белая пешка · f2 белый ферзь · h2 белый король · b1 белая ладья · d1 белый слон · f1 белая ладья | d8 чёрный ферзь · f8 чёрная ладья · g8 чёрный король · a7 чёрная ладья · g7 чёрная пешка · c6 чёрный слон · d6 чёрная пешка · e6 чёрный конь · g6 белая пешка · a5 чёрная пешка · c5 чёрная пешка · d5 белый конь · f5 чёрная пешка · a4 белая пешка · c4 белая пешка · d4 чёрный конь · e4 белая пешка · h4 чёрная пешка · d3 белая пешка · e3 белый слон · h3 белая пешка · f2 белый ферзь · h2 белый король · b1 белая ладья · d1 белый слон · f1 белая ладья | d8 чёрный ферзь · f8 чёрная ладья · g8 чёрный король · a7 чёрная ладья · g7 чёрная пешка · c6 чёрный слон · d6 чёрная пешка · e6 чёрный конь · g6 белая пешка · a5 чёрная пешка · c5 чёрная пешка · d5 белый конь · f5 чёрная пешка · a4 белая пешка · c4 белая пешка · d4 чёрный конь · e4 белая пешка · h4 чёрная пешка · d3 белая пешка · e3 белый слон · h3 белая пешка · f2 белый ферзь · h2 белый король · b1 белая ладья · d1 белый слон · f1 белая ладья | 6 |
| 5 | d8 чёрный ферзь · f8 чёрная ладья · g8 чёрный король · a7 чёрная ладья · g7 чёрная пешка · c6 чёрный слон · d6 чёрная пешка · e6 чёрный конь · g6 белая пешка · a5 чёрная пешка · c5 чёрная пешка · d5 белый конь · f5 чёрная пешка · a4 белая пешка · c4 белая пешка · d4 чёрный конь · e4 белая пешка · h4 чёрная пешка · d3 белая пешка · e3 белый слон · h3 белая пешка · f2 белый ферзь · h2 белый король · b1 белая ладья · d1 белый слон · f1 белая ладья | d8 чёрный ферзь · f8 чёрная ладья · g8 чёрный король · a7 чёрная ладья · g7 чёрная пешка · c6 чёрный слон · d6 чёрная пешка · e6 чёрный конь · g6 белая пешка · a5 чёрная пешка · c5 чёрная пешка · d5 белый конь · f5 чёрная пешка · a4 белая пешка · c4 белая пешка · d4 чёрный конь · e4 белая пешка · h4 чёрная пешка · d3 белая пешка · e3 белый слон · h3 белая пешка · f2 белый ферзь · h2 белый король · b1 белая ладья · d1 белый слон · f1 белая ладья | d8 чёрный ферзь · f8 чёрная ладья · g8 чёрный король · a7 чёрная ладья · g7 чёрная пешка · c6 чёрный слон · d6 чёрная пешка · e6 чёрный конь · g6 белая пешка · a5 чёрная пешка · c5 чёрная пешка · d5 белый конь · f5 чёрная пешка · a4 белая пешка · c4 белая пешка · d4 чёрный конь · e4 белая пешка · h4 чёрная пешка · d3 белая пешка · e3 белый слон · h3 белая пешка · f2 белый ферзь · h2 белый король · b1 белая ладья · d1 белый слон · f1 белая ладья | d8 чёрный ферзь · f8 чёрная ладья · g8 чёрный король · a7 чёрная ладья · g7 чёрная пешка · c6 чёрный слон · d6 чёрная пешка · e6 чёрный конь · g6 белая пешка · a5 чёрная пешка · c5 чёрная пешка · d5 белый конь · f5 чёрная пешка · a4 белая пешка · c4 белая пешка · d4 чёрный конь · e4 белая пешка · h4 чёрная пешка · d3 белая пешка · e3 белый слон · h3 белая пешка · f2 белый ферзь · h2 белый король · b1 белая ладья · d1 белый слон · f1 белая ладья | d8 чёрный ферзь · f8 чёрная ладья · g8 чёрный король · a7 чёрная ладья · g7 чёрная пешка · c6 чёрный слон · d6 чёрная пешка · e6 чёрный конь · g6 белая пешка · a5 чёрная пешка · c5 чёрная пешка · d5 белый конь · f5 чёрная пешка · a4 белая пешка · c4 белая пешка · d4 чёрный конь · e4 белая пешка · h4 чёрная пешка · d3 белая пешка · e3 белый слон · h3 белая пешка · f2 белый ферзь · h2 белый король · b1 белая ладья · d1 белый слон · f1 белая ладья | d8 чёрный ферзь · f8 чёрная ладья · g8 чёрный король · a7 чёрная ладья · g7 чёрная пешка · c6 чёрный слон · d6 чёрная пешка · e6 чёрный конь · g6 белая пешка · a5 чёрная пешка · c5 чёрная пешка · d5 белый конь · f5 чёрная пешка · a4 белая пешка · c4 белая пешка · d4 чёрный конь · e4 белая пешка · h4 чёрная пешка · d3 белая пешка · e3 белый слон · h3 белая пешка · f2 белый ферзь · h2 белый король · b1 белая ладья · d1 белый слон · f1 белая ладья | d8 чёрный ферзь · f8 чёрная ладья · g8 чёрный король · a7 чёрная ладья · g7 чёрная пешка · c6 чёрный слон · d6 чёрная пешка · e6 чёрный конь · g6 белая пешка · a5 чёрная пешка · c5 чёрная пешка · d5 белый конь · f5 чёрная пешка · a4 белая пешка · c4 белая пешка · d4 чёрный конь · e4 белая пешка · h4 чёрная пешка · d3 белая пешка · e3 белый слон · h3 белая пешка · f2 белый ферзь · h2 белый король · b1 белая ладья · d1 белый слон · f1 белая ладья | d8 чёрный ферзь · f8 чёрная ладья · g8 чёрный король · a7 чёрная ладья · g7 чёрная пешка · c6 чёрный слон · d6 чёрная пешка · e6 чёрный конь · g6 белая пешка · a5 чёрная пешка · c5 чёрная пешка · d5 белый конь · f5 чёрная пешка · a4 белая пешка · c4 белая пешка · d4 чёрный конь · e4 белая пешка · h4 чёрная пешка · d3 белая пешка · e3 белый слон · h3 белая пешка · f2 белый ферзь · h2 белый король · b1 белая ладья · d1 белый слон · f1 белая ладья | 5 |
| 4 | d8 чёрный ферзь · f8 чёрная ладья · g8 чёрный король · a7 чёрная ладья · g7 чёрная пешка · c6 чёрный слон · d6 чёрная пешка · e6 чёрный конь · g6 белая пешка · a5 чёрная пешка · c5 чёрная пешка · d5 белый конь · f5 чёрная пешка · a4 белая пешка · c4 белая пешка · d4 чёрный конь · e4 белая пешка · h4 чёрная пешка · d3 белая пешка · e3 белый слон · h3 белая пешка · f2 белый ферзь · h2 белый король · b1 белая ладья · d1 белый слон · f1 белая ладья | d8 чёрный ферзь · f8 чёрная ладья · g8 чёрный король · a7 чёрная ладья · g7 чёрная пешка · c6 чёрный слон · d6 чёрная пешка · e6 чёрный конь · g6 белая пешка · a5 чёрная пешка · c5 чёрная пешка · d5 белый конь · f5 чёрная пешка · a4 белая пешка · c4 белая пешка · d4 чёрный конь · e4 белая пешка · h4 чёрная пешка · d3 белая пешка · e3 белый слон · h3 белая пешка · f2 белый ферзь · h2 белый король · b1 белая ладья · d1 белый слон · f1 белая ладья | d8 чёрный ферзь · f8 чёрная ладья · g8 чёрный король · a7 чёрная ладья · g7 чёрная пешка · c6 чёрный слон · d6 чёрная пешка · e6 чёрный конь · g6 белая пешка · a5 чёрная пешка · c5 чёрная пешка · d5 белый конь · f5 чёрная пешка · a4 белая пешка · c4 белая пешка · d4 чёрный конь · e4 белая пешка · h4 чёрная пешка · d3 белая пешка · e3 белый слон · h3 белая пешка · f2 белый ферзь · h2 белый король · b1 белая ладья · d1 белый слон · f1 белая ладья | d8 чёрный ферзь · f8 чёрная ладья · g8 чёрный король · a7 чёрная ладья · g7 чёрная пешка · c6 чёрный слон · d6 чёрная пешка · e6 чёрный конь · g6 белая пешка · a5 чёрная пешка · c5 чёрная пешка · d5 белый конь · f5 чёрная пешка · a4 белая пешка · c4 белая пешка · d4 чёрный конь · e4 белая пешка · h4 чёрная пешка · d3 белая пешка · e3 белый слон · h3 белая пешка · f2 белый ферзь · h2 белый король · b1 белая ладья · d1 белый слон · f1 белая ладья | d8 чёрный ферзь · f8 чёрная ладья · g8 чёрный король · a7 чёрная ладья · g7 чёрная пешка · c6 чёрный слон · d6 чёрная пешка · e6 чёрный конь · g6 белая пешка · a5 чёрная пешка · c5 чёрная пешка · d5 белый конь · f5 чёрная пешка · a4 белая пешка · c4 белая пешка · d4 чёрный конь · e4 белая пешка · h4 чёрная пешка · d3 белая пешка · e3 белый слон · h3 белая пешка · f2 белый ферзь · h2 белый король · b1 белая ладья · d1 белый слон · f1 белая ладья | d8 чёрный ферзь · f8 чёрная ладья · g8 чёрный король · a7 чёрная ладья · g7 чёрная пешка · c6 чёрный слон · d6 чёрная пешка · e6 чёрный конь · g6 белая пешка · a5 чёрная пешка · c5 чёрная пешка · d5 белый конь · f5 чёрная пешка · a4 белая пешка · c4 белая пешка · d4 чёрный конь · e4 белая пешка · h4 чёрная пешка · d3 белая пешка · e3 белый слон · h3 белая пешка · f2 белый ферзь · h2 белый король · b1 белая ладья · d1 белый слон · f1 белая ладья | d8 чёрный ферзь · f8 чёрная ладья · g8 чёрный король · a7 чёрная ладья · g7 чёрная пешка · c6 чёрный слон · d6 чёрная пешка · e6 чёрный конь · g6 белая пешка · a5 чёрная пешка · c5 чёрная пешка · d5 белый конь · f5 чёрная пешка · a4 белая пешка · c4 белая пешка · d4 чёрный конь · e4 белая пешка · h4 чёрная пешка · d3 белая пешка · e3 белый слон · h3 белая пешка · f2 белый ферзь · h2 белый король · b1 белая ладья · d1 белый слон · f1 белая ладья | d8 чёрный ферзь · f8 чёрная ладья · g8 чёрный король · a7 чёрная ладья · g7 чёрная пешка · c6 чёрный слон · d6 чёрная пешка · e6 чёрный конь · g6 белая пешка · a5 чёрная пешка · c5 чёрная пешка · d5 белый конь · f5 чёрная пешка · a4 белая пешка · c4 белая пешка · d4 чёрный конь · e4 белая пешка · h4 чёрная пешка · d3 белая пешка · e3 белый слон · h3 белая пешка · f2 белый ферзь · h2 белый король · b1 белая ладья · d1 белый слон · f1 белая ладья | 4 |
| 3 | d8 чёрный ферзь · f8 чёрная ладья · g8 чёрный король · a7 чёрная ладья · g7 чёрная пешка · c6 чёрный слон · d6 чёрная пешка · e6 чёрный конь · g6 белая пешка · a5 чёрная пешка · c5 чёрная пешка · d5 белый конь · f5 чёрная пешка · a4 белая пешка · c4 белая пешка · d4 чёрный конь · e4 белая пешка · h4 чёрная пешка · d3 белая пешка · e3 белый слон · h3 белая пешка · f2 белый ферзь · h2 белый король · b1 белая ладья · d1 белый слон · f1 белая ладья | d8 чёрный ферзь · f8 чёрная ладья · g8 чёрный король · a7 чёрная ладья · g7 чёрная пешка · c6 чёрный слон · d6 чёрная пешка · e6 чёрный конь · g6 белая пешка · a5 чёрная пешка · c5 чёрная пешка · d5 белый конь · f5 чёрная пешка · a4 белая пешка · c4 белая пешка · d4 чёрный конь · e4 белая пешка · h4 чёрная пешка · d3 белая пешка · e3 белый слон · h3 белая пешка · f2 белый ферзь · h2 белый король · b1 белая ладья · d1 белый слон · f1 белая ладья | d8 чёрный ферзь · f8 чёрная ладья · g8 чёрный король · a7 чёрная ладья · g7 чёрная пешка · c6 чёрный слон · d6 чёрная пешка · e6 чёрный конь · g6 белая пешка · a5 чёрная пешка · c5 чёрная пешка · d5 белый конь · f5 чёрная пешка · a4 белая пешка · c4 белая пешка · d4 чёрный конь · e4 белая пешка · h4 чёрная пешка · d3 белая пешка · e3 белый слон · h3 белая пешка · f2 белый ферзь · h2 белый король · b1 белая ладья · d1 белый слон · f1 белая ладья | d8 чёрный ферзь · f8 чёрная ладья · g8 чёрный король · a7 чёрная ладья · g7 чёрная пешка · c6 чёрный слон · d6 чёрная пешка · e6 чёрный конь · g6 белая пешка · a5 чёрная пешка · c5 чёрная пешка · d5 белый конь · f5 чёрная пешка · a4 белая пешка · c4 белая пешка · d4 чёрный конь · e4 белая пешка · h4 чёрная пешка · d3 белая пешка · e3 белый слон · h3 белая пешка · f2 белый ферзь · h2 белый король · b1 белая ладья · d1 белый слон · f1 белая ладья | d8 чёрный ферзь · f8 чёрная ладья · g8 чёрный король · a7 чёрная ладья · g7 чёрная пешка · c6 чёрный слон · d6 чёрная пешка · e6 чёрный конь · g6 белая пешка · a5 чёрная пешка · c5 чёрная пешка · d5 белый конь · f5 чёрная пешка · a4 белая пешка · c4 белая пешка · d4 чёрный конь · e4 белая пешка · h4 чёрная пешка · d3 белая пешка · e3 белый слон · h3 белая пешка · f2 белый ферзь · h2 белый король · b1 белая ладья · d1 белый слон · f1 белая ладья | d8 чёрный ферзь · f8 чёрная ладья · g8 чёрный король · a7 чёрная ладья · g7 чёрная пешка · c6 чёрный слон · d6 чёрная пешка · e6 чёрный конь · g6 белая пешка · a5 чёрная пешка · c5 чёрная пешка · d5 белый конь · f5 чёрная пешка · a4 белая пешка · c4 белая пешка · d4 чёрный конь · e4 белая пешка · h4 чёрная пешка · d3 белая пешка · e3 белый слон · h3 белая пешка · f2 белый ферзь · h2 белый король · b1 белая ладья · d1 белый слон · f1 белая ладья | d8 чёрный ферзь · f8 чёрная ладья · g8 чёрный король · a7 чёрная ладья · g7 чёрная пешка · c6 чёрный слон · d6 чёрная пешка · e6 чёрный конь · g6 белая пешка · a5 чёрная пешка · c5 чёрная пешка · d5 белый конь · f5 чёрная пешка · a4 белая пешка · c4 белая пешка · d4 чёрный конь · e4 белая пешка · h4 чёрная пешка · d3 белая пешка · e3 белый слон · h3 белая пешка · f2 белый ферзь · h2 белый король · b1 белая ладья · d1 белый слон · f1 белая ладья | d8 чёрный ферзь · f8 чёрная ладья · g8 чёрный король · a7 чёрная ладья · g7 чёрная пешка · c6 чёрный слон · d6 чёрная пешка · e6 чёрный конь · g6 белая пешка · a5 чёрная пешка · c5 чёрная пешка · d5 белый конь · f5 чёрная пешка · a4 белая пешка · c4 белая пешка · d4 чёрный конь · e4 белая пешка · h4 чёрная пешка · d3 белая пешка · e3 белый слон · h3 белая пешка · f2 белый ферзь · h2 белый король · b1 белая ладья · d1 белый слон · f1 белая ладья | 3 |
| 2 | d8 чёрный ферзь · f8 чёрная ладья · g8 чёрный король · a7 чёрная ладья · g7 чёрная пешка · c6 чёрный слон · d6 чёрная пешка · e6 чёрный конь · g6 белая пешка · a5 чёрная пешка · c5 чёрная пешка · d5 белый конь · f5 чёрная пешка · a4 белая пешка · c4 белая пешка · d4 чёрный конь · e4 белая пешка · h4 чёрная пешка · d3 белая пешка · e3 белый слон · h3 белая пешка · f2 белый ферзь · h2 белый король · b1 белая ладья · d1 белый слон · f1 белая ладья | d8 чёрный ферзь · f8 чёрная ладья · g8 чёрный король · a7 чёрная ладья · g7 чёрная пешка · c6 чёрный слон · d6 чёрная пешка · e6 чёрный конь · g6 белая пешка · a5 чёрная пешка · c5 чёрная пешка · d5 белый конь · f5 чёрная пешка · a4 белая пешка · c4 белая пешка · d4 чёрный конь · e4 белая пешка · h4 чёрная пешка · d3 белая пешка · e3 белый слон · h3 белая пешка · f2 белый ферзь · h2 белый король · b1 белая ладья · d1 белый слон · f1 белая ладья | d8 чёрный ферзь · f8 чёрная ладья · g8 чёрный король · a7 чёрная ладья · g7 чёрная пешка · c6 чёрный слон · d6 чёрная пешка · e6 чёрный конь · g6 белая пешка · a5 чёрная пешка · c5 чёрная пешка · d5 белый конь · f5 чёрная пешка · a4 белая пешка · c4 белая пешка · d4 чёрный конь · e4 белая пешка · h4 чёрная пешка · d3 белая пешка · e3 белый слон · h3 белая пешка · f2 белый ферзь · h2 белый король · b1 белая ладья · d1 белый слон · f1 белая ладья | d8 чёрный ферзь · f8 чёрная ладья · g8 чёрный король · a7 чёрная ладья · g7 чёрная пешка · c6 чёрный слон · d6 чёрная пешка · e6 чёрный конь · g6 белая пешка · a5 чёрная пешка · c5 чёрная пешка · d5 белый конь · f5 чёрная пешка · a4 белая пешка · c4 белая пешка · d4 чёрный конь · e4 белая пешка · h4 чёрная пешка · d3 белая пешка · e3 белый слон · h3 белая пешка · f2 белый ферзь · h2 белый король · b1 белая ладья · d1 белый слон · f1 белая ладья | d8 чёрный ферзь · f8 чёрная ладья · g8 чёрный король · a7 чёрная ладья · g7 чёрная пешка · c6 чёрный слон · d6 чёрная пешка · e6 чёрный конь · g6 белая пешка · a5 чёрная пешка · c5 чёрная пешка · d5 белый конь · f5 чёрная пешка · a4 белая пешка · c4 белая пешка · d4 чёрный конь · e4 белая пешка · h4 чёрная пешка · d3 белая пешка · e3 белый слон · h3 белая пешка · f2 белый ферзь · h2 белый король · b1 белая ладья · d1 белый слон · f1 белая ладья | d8 чёрный ферзь · f8 чёрная ладья · g8 чёрный король · a7 чёрная ладья · g7 чёрная пешка · c6 чёрный слон · d6 чёрная пешка · e6 чёрный конь · g6 белая пешка · a5 чёрная пешка · c5 чёрная пешка · d5 белый конь · f5 чёрная пешка · a4 белая пешка · c4 белая пешка · d4 чёрный конь · e4 белая пешка · h4 чёрная пешка · d3 белая пешка · e3 белый слон · h3 белая пешка · f2 белый ферзь · h2 белый король · b1 белая ладья · d1 белый слон · f1 белая ладья | d8 чёрный ферзь · f8 чёрная ладья · g8 чёрный король · a7 чёрная ладья · g7 чёрная пешка · c6 чёрный слон · d6 чёрная пешка · e6 чёрный конь · g6 белая пешка · a5 чёрная пешка · c5 чёрная пешка · d5 белый конь · f5 чёрная пешка · a4 белая пешка · c4 белая пешка · d4 чёрный конь · e4 белая пешка · h4 чёрная пешка · d3 белая пешка · e3 белый слон · h3 белая пешка · f2 белый ферзь · h2 белый король · b1 белая ладья · d1 белый слон · f1 белая ладья | d8 чёрный ферзь · f8 чёрная ладья · g8 чёрный король · a7 чёрная ладья · g7 чёрная пешка · c6 чёрный слон · d6 чёрная пешка · e6 чёрный конь · g6 белая пешка · a5 чёрная пешка · c5 чёрная пешка · d5 белый конь · f5 чёрная пешка · a4 белая пешка · c4 белая пешка · d4 чёрный конь · e4 белая пешка · h4 чёрная пешка · d3 белая пешка · e3 белый слон · h3 белая пешка · f2 белый ферзь · h2 белый король · b1 белая ладья · d1 белый слон · f1 белая ладья | 2 |
| 1 | d8 чёрный ферзь · f8 чёрная ладья · g8 чёрный король · a7 чёрная ладья · g7 чёрная пешка · c6 чёрный слон · d6 чёрная пешка · e6 чёрный конь · g6 белая пешка · a5 чёрная пешка · c5 чёрная пешка · d5 белый конь · f5 чёрная пешка · a4 белая пешка · c4 белая пешка · d4 чёрный конь · e4 белая пешка · h4 чёрная пешка · d3 белая пешка · e3 белый слон · h3 белая пешка · f2 белый ферзь · h2 белый король · b1 белая ладья · d1 белый слон · f1 белая ладья | d8 чёрный ферзь · f8 чёрная ладья · g8 чёрный король · a7 чёрная ладья · g7 чёрная пешка · c6 чёрный слон · d6 чёрная пешка · e6 чёрный конь · g6 белая пешка · a5 чёрная пешка · c5 чёрная пешка · d5 белый конь · f5 чёрная пешка · a4 белая пешка · c4 белая пешка · d4 чёрный конь · e4 белая пешка · h4 чёрная пешка · d3 белая пешка · e3 белый слон · h3 белая пешка · f2 белый ферзь · h2 белый король · b1 белая ладья · d1 белый слон · f1 белая ладья | d8 чёрный ферзь · f8 чёрная ладья · g8 чёрный король · a7 чёрная ладья · g7 чёрная пешка · c6 чёрный слон · d6 чёрная пешка · e6 чёрный конь · g6 белая пешка · a5 чёрная пешка · c5 чёрная пешка · d5 белый конь · f5 чёрная пешка · a4 белая пешка · c4 белая пешка · d4 чёрный конь · e4 белая пешка · h4 чёрная пешка · d3 белая пешка · e3 белый слон · h3 белая пешка · f2 белый ферзь · h2 белый король · b1 белая ладья · d1 белый слон · f1 белая ладья | d8 чёрный ферзь · f8 чёрная ладья · g8 чёрный король · a7 чёрная ладья · g7 чёрная пешка · c6 чёрный слон · d6 чёрная пешка · e6 чёрный конь · g6 белая пешка · a5 чёрная пешка · c5 чёрная пешка · d5 белый конь · f5 чёрная пешка · a4 белая пешка · c4 белая пешка · d4 чёрный конь · e4 белая пешка · h4 чёрная пешка · d3 белая пешка · e3 белый слон · h3 белая пешка · f2 белый ферзь · h2 белый король · b1 белая ладья · d1 белый слон · f1 белая ладья | d8 чёрный ферзь · f8 чёрная ладья · g8 чёрный король · a7 чёрная ладья · g7 чёрная пешка · c6 чёрный слон · d6 чёрная пешка · e6 чёрный конь · g6 белая пешка · a5 чёрная пешка · c5 чёрная пешка · d5 белый конь · f5 чёрная пешка · a4 белая пешка · c4 белая пешка · d4 чёрный конь · e4 белая пешка · h4 чёрная пешка · d3 белая пешка · e3 белый слон · h3 белая пешка · f2 белый ферзь · h2 белый король · b1 белая ладья · d1 белый слон · f1 белая ладья | d8 чёрный ферзь · f8 чёрная ладья · g8 чёрный король · a7 чёрная ладья · g7 чёрная пешка · c6 чёрный слон · d6 чёрная пешка · e6 чёрный конь · g6 белая пешка · a5 чёрная пешка · c5 чёрная пешка · d5 белый конь · f5 чёрная пешка · a4 белая пешка · c4 белая пешка · d4 чёрный конь · e4 белая пешка · h4 чёрная пешка · d3 белая пешка · e3 белый слон · h3 белая пешка · f2 белый ферзь · h2 белый король · b1 белая ладья · d1 белый слон · f1 белая ладья | d8 чёрный ферзь · f8 чёрная ладья · g8 чёрный король · a7 чёрная ладья · g7 чёрная пешка · c6 чёрный слон · d6 чёрная пешка · e6 чёрный конь · g6 белая пешка · a5 чёрная пешка · c5 чёрная пешка · d5 белый конь · f5 чёрная пешка · a4 белая пешка · c4 белая пешка · d4 чёрный конь · e4 белая пешка · h4 чёрная пешка · d3 белая пешка · e3 белый слон · h3 белая пешка · f2 белый ферзь · h2 белый король · b1 белая ладья · d1 белый слон · f1 белая ладья | d8 чёрный ферзь · f8 чёрная ладья · g8 чёрный король · a7 чёрная ладья · g7 чёрная пешка · c6 чёрный слон · d6 чёрная пешка · e6 чёрный конь · g6 белая пешка · a5 чёрная пешка · c5 чёрная пешка · d5 белый конь · f5 чёрная пешка · a4 белая пешка · c4 белая пешка · d4 чёрный конь · e4 белая пешка · h4 чёрная пешка · d3 белая пешка · e3 белый слон · h3 белая пешка · f2 белый ферзь · h2 белый король · b1 белая ладья · d1 белый слон · f1 белая ладья | 1 |
|   | a | b | c | d | e | f | g | h |   |

После поражения Петросяну Ботвинник отказался от борьбы за звание чемпиона мира: «Это страшное испытание, оно отнимает год жизни! Теперь это позади. Гора свалилась с плеч — с борьбой за первенство мира покончено». Он решил создать сверхмощную шахматную программу «Пионер» для ЭВМ, в турнирах выступал всего 1-2 раза в год. В 1964 году показал лучший результат на Олимпиаде (2-я доска). Также занимал призовые места в турнирах: 1-е в Амстердаме (1963 и 1966), Нордвейке (1965), Гастингсе (1966/1967), 2—3 места в Пальме (1967) и других.
В 1966 году Ботвинник выступил на 1-й доске за команду «Труд» в командном Кубке СССР и одержал на старте 5 побед подряд (в том числе над Смысловым, Кересом и Борисом Спасским).
|   | a | b | c | d | e | f | g | h |   |
| - | --- | --- | --- | --- | --- | --- | --- | --- | - |
| 8 | c8 чёрная ладья · f8 чёрный король · e7 чёрный слон · f7 чёрная пешка · c6 чёрная пешка · e6 чёрная пешка · h6 чёрная пешка · c5 белая пешка · d5 чёрная пешка · e5 белая пешка · f5 чёрная пешка · b4 белая пешка · f4 белая пешка · a3 белая ладья · d2 белый слон · f2 белый король · g2 белая пешка · h2 белая пешка | c8 чёрная ладья · f8 чёрный король · e7 чёрный слон · f7 чёрная пешка · c6 чёрная пешка · e6 чёрная пешка · h6 чёрная пешка · c5 белая пешка · d5 чёрная пешка · e5 белая пешка · f5 чёрная пешка · b4 белая пешка · f4 белая пешка · a3 белая ладья · d2 белый слон · f2 белый король · g2 белая пешка · h2 белая пешка | c8 чёрная ладья · f8 чёрный король · e7 чёрный слон · f7 чёрная пешка · c6 чёрная пешка · e6 чёрная пешка · h6 чёрная пешка · c5 белая пешка · d5 чёрная пешка · e5 белая пешка · f5 чёрная пешка · b4 белая пешка · f4 белая пешка · a3 белая ладья · d2 белый слон · f2 белый король · g2 белая пешка · h2 белая пешка | c8 чёрная ладья · f8 чёрный король · e7 чёрный слон · f7 чёрная пешка · c6 чёрная пешка · e6 чёрная пешка · h6 чёрная пешка · c5 белая пешка · d5 чёрная пешка · e5 белая пешка · f5 чёрная пешка · b4 белая пешка · f4 белая пешка · a3 белая ладья · d2 белый слон · f2 белый король · g2 белая пешка · h2 белая пешка | c8 чёрная ладья · f8 чёрный король · e7 чёрный слон · f7 чёрная пешка · c6 чёрная пешка · e6 чёрная пешка · h6 чёрная пешка · c5 белая пешка · d5 чёрная пешка · e5 белая пешка · f5 чёрная пешка · b4 белая пешка · f4 белая пешка · a3 белая ладья · d2 белый слон · f2 белый король · g2 белая пешка · h2 белая пешка | c8 чёрная ладья · f8 чёрный король · e7 чёрный слон · f7 чёрная пешка · c6 чёрная пешка · e6 чёрная пешка · h6 чёрная пешка · c5 белая пешка · d5 чёрная пешка · e5 белая пешка · f5 чёрная пешка · b4 белая пешка · f4 белая пешка · a3 белая ладья · d2 белый слон · f2 белый король · g2 белая пешка · h2 белая пешка | c8 чёрная ладья · f8 чёрный король · e7 чёрный слон · f7 чёрная пешка · c6 чёрная пешка · e6 чёрная пешка · h6 чёрная пешка · c5 белая пешка · d5 чёрная пешка · e5 белая пешка · f5 чёрная пешка · b4 белая пешка · f4 белая пешка · a3 белая ладья · d2 белый слон · f2 белый король · g2 белая пешка · h2 белая пешка | c8 чёрная ладья · f8 чёрный король · e7 чёрный слон · f7 чёрная пешка · c6 чёрная пешка · e6 чёрная пешка · h6 чёрная пешка · c5 белая пешка · d5 чёрная пешка · e5 белая пешка · f5 чёрная пешка · b4 белая пешка · f4 белая пешка · a3 белая ладья · d2 белый слон · f2 белый король · g2 белая пешка · h2 белая пешка | 8 |
| 7 | c8 чёрная ладья · f8 чёрный король · e7 чёрный слон · f7 чёрная пешка · c6 чёрная пешка · e6 чёрная пешка · h6 чёрная пешка · c5 белая пешка · d5 чёрная пешка · e5 белая пешка · f5 чёрная пешка · b4 белая пешка · f4 белая пешка · a3 белая ладья · d2 белый слон · f2 белый король · g2 белая пешка · h2 белая пешка | c8 чёрная ладья · f8 чёрный король · e7 чёрный слон · f7 чёрная пешка · c6 чёрная пешка · e6 чёрная пешка · h6 чёрная пешка · c5 белая пешка · d5 чёрная пешка · e5 белая пешка · f5 чёрная пешка · b4 белая пешка · f4 белая пешка · a3 белая ладья · d2 белый слон · f2 белый король · g2 белая пешка · h2 белая пешка | c8 чёрная ладья · f8 чёрный король · e7 чёрный слон · f7 чёрная пешка · c6 чёрная пешка · e6 чёрная пешка · h6 чёрная пешка · c5 белая пешка · d5 чёрная пешка · e5 белая пешка · f5 чёрная пешка · b4 белая пешка · f4 белая пешка · a3 белая ладья · d2 белый слон · f2 белый король · g2 белая пешка · h2 белая пешка | c8 чёрная ладья · f8 чёрный король · e7 чёрный слон · f7 чёрная пешка · c6 чёрная пешка · e6 чёрная пешка · h6 чёрная пешка · c5 белая пешка · d5 чёрная пешка · e5 белая пешка · f5 чёрная пешка · b4 белая пешка · f4 белая пешка · a3 белая ладья · d2 белый слон · f2 белый король · g2 белая пешка · h2 белая пешка | c8 чёрная ладья · f8 чёрный король · e7 чёрный слон · f7 чёрная пешка · c6 чёрная пешка · e6 чёрная пешка · h6 чёрная пешка · c5 белая пешка · d5 чёрная пешка · e5 белая пешка · f5 чёрная пешка · b4 белая пешка · f4 белая пешка · a3 белая ладья · d2 белый слон · f2 белый король · g2 белая пешка · h2 белая пешка | c8 чёрная ладья · f8 чёрный король · e7 чёрный слон · f7 чёрная пешка · c6 чёрная пешка · e6 чёрная пешка · h6 чёрная пешка · c5 белая пешка · d5 чёрная пешка · e5 белая пешка · f5 чёрная пешка · b4 белая пешка · f4 белая пешка · a3 белая ладья · d2 белый слон · f2 белый король · g2 белая пешка · h2 белая пешка | c8 чёрная ладья · f8 чёрный король · e7 чёрный слон · f7 чёрная пешка · c6 чёрная пешка · e6 чёрная пешка · h6 чёрная пешка · c5 белая пешка · d5 чёрная пешка · e5 белая пешка · f5 чёрная пешка · b4 белая пешка · f4 белая пешка · a3 белая ладья · d2 белый слон · f2 белый король · g2 белая пешка · h2 белая пешка | c8 чёрная ладья · f8 чёрный король · e7 чёрный слон · f7 чёрная пешка · c6 чёрная пешка · e6 чёрная пешка · h6 чёрная пешка · c5 белая пешка · d5 чёрная пешка · e5 белая пешка · f5 чёрная пешка · b4 белая пешка · f4 белая пешка · a3 белая ладья · d2 белый слон · f2 белый король · g2 белая пешка · h2 белая пешка | 7 |
| 6 | c8 чёрная ладья · f8 чёрный король · e7 чёрный слон · f7 чёрная пешка · c6 чёрная пешка · e6 чёрная пешка · h6 чёрная пешка · c5 белая пешка · d5 чёрная пешка · e5 белая пешка · f5 чёрная пешка · b4 белая пешка · f4 белая пешка · a3 белая ладья · d2 белый слон · f2 белый король · g2 белая пешка · h2 белая пешка | c8 чёрная ладья · f8 чёрный король · e7 чёрный слон · f7 чёрная пешка · c6 чёрная пешка · e6 чёрная пешка · h6 чёрная пешка · c5 белая пешка · d5 чёрная пешка · e5 белая пешка · f5 чёрная пешка · b4 белая пешка · f4 белая пешка · a3 белая ладья · d2 белый слон · f2 белый король · g2 белая пешка · h2 белая пешка | c8 чёрная ладья · f8 чёрный король · e7 чёрный слон · f7 чёрная пешка · c6 чёрная пешка · e6 чёрная пешка · h6 чёрная пешка · c5 белая пешка · d5 чёрная пешка · e5 белая пешка · f5 чёрная пешка · b4 белая пешка · f4 белая пешка · a3 белая ладья · d2 белый слон · f2 белый король · g2 белая пешка · h2 белая пешка | c8 чёрная ладья · f8 чёрный король · e7 чёрный слон · f7 чёрная пешка · c6 чёрная пешка · e6 чёрная пешка · h6 чёрная пешка · c5 белая пешка · d5 чёрная пешка · e5 белая пешка · f5 чёрная пешка · b4 белая пешка · f4 белая пешка · a3 белая ладья · d2 белый слон · f2 белый король · g2 белая пешка · h2 белая пешка | c8 чёрная ладья · f8 чёрный король · e7 чёрный слон · f7 чёрная пешка · c6 чёрная пешка · e6 чёрная пешка · h6 чёрная пешка · c5 белая пешка · d5 чёрная пешка · e5 белая пешка · f5 чёрная пешка · b4 белая пешка · f4 белая пешка · a3 белая ладья · d2 белый слон · f2 белый король · g2 белая пешка · h2 белая пешка | c8 чёрная ладья · f8 чёрный король · e7 чёрный слон · f7 чёрная пешка · c6 чёрная пешка · e6 чёрная пешка · h6 чёрная пешка · c5 белая пешка · d5 чёрная пешка · e5 белая пешка · f5 чёрная пешка · b4 белая пешка · f4 белая пешка · a3 белая ладья · d2 белый слон · f2 белый король · g2 белая пешка · h2 белая пешка | c8 чёрная ладья · f8 чёрный король · e7 чёрный слон · f7 чёрная пешка · c6 чёрная пешка · e6 чёрная пешка · h6 чёрная пешка · c5 белая пешка · d5 чёрная пешка · e5 белая пешка · f5 чёрная пешка · b4 белая пешка · f4 белая пешка · a3 белая ладья · d2 белый слон · f2 белый король · g2 белая пешка · h2 белая пешка | c8 чёрная ладья · f8 чёрный король · e7 чёрный слон · f7 чёрная пешка · c6 чёрная пешка · e6 чёрная пешка · h6 чёрная пешка · c5 белая пешка · d5 чёрная пешка · e5 белая пешка · f5 чёрная пешка · b4 белая пешка · f4 белая пешка · a3 белая ладья · d2 белый слон · f2 белый король · g2 белая пешка · h2 белая пешка | 6 |
| 5 | c8 чёрная ладья · f8 чёрный король · e7 чёрный слон · f7 чёрная пешка · c6 чёрная пешка · e6 чёрная пешка · h6 чёрная пешка · c5 белая пешка · d5 чёрная пешка · e5 белая пешка · f5 чёрная пешка · b4 белая пешка · f4 белая пешка · a3 белая ладья · d2 белый слон · f2 белый король · g2 белая пешка · h2 белая пешка | c8 чёрная ладья · f8 чёрный король · e7 чёрный слон · f7 чёрная пешка · c6 чёрная пешка · e6 чёрная пешка · h6 чёрная пешка · c5 белая пешка · d5 чёрная пешка · e5 белая пешка · f5 чёрная пешка · b4 белая пешка · f4 белая пешка · a3 белая ладья · d2 белый слон · f2 белый король · g2 белая пешка · h2 белая пешка | c8 чёрная ладья · f8 чёрный король · e7 чёрный слон · f7 чёрная пешка · c6 чёрная пешка · e6 чёрная пешка · h6 чёрная пешка · c5 белая пешка · d5 чёрная пешка · e5 белая пешка · f5 чёрная пешка · b4 белая пешка · f4 белая пешка · a3 белая ладья · d2 белый слон · f2 белый король · g2 белая пешка · h2 белая пешка | c8 чёрная ладья · f8 чёрный король · e7 чёрный слон · f7 чёрная пешка · c6 чёрная пешка · e6 чёрная пешка · h6 чёрная пешка · c5 белая пешка · d5 чёрная пешка · e5 белая пешка · f5 чёрная пешка · b4 белая пешка · f4 белая пешка · a3 белая ладья · d2 белый слон · f2 белый король · g2 белая пешка · h2 белая пешка | c8 чёрная ладья · f8 чёрный король · e7 чёрный слон · f7 чёрная пешка · c6 чёрная пешка · e6 чёрная пешка · h6 чёрная пешка · c5 белая пешка · d5 чёрная пешка · e5 белая пешка · f5 чёрная пешка · b4 белая пешка · f4 белая пешка · a3 белая ладья · d2 белый слон · f2 белый король · g2 белая пешка · h2 белая пешка | c8 чёрная ладья · f8 чёрный король · e7 чёрный слон · f7 чёрная пешка · c6 чёрная пешка · e6 чёрная пешка · h6 чёрная пешка · c5 белая пешка · d5 чёрная пешка · e5 белая пешка · f5 чёрная пешка · b4 белая пешка · f4 белая пешка · a3 белая ладья · d2 белый слон · f2 белый король · g2 белая пешка · h2 белая пешка | c8 чёрная ладья · f8 чёрный король · e7 чёрный слон · f7 чёрная пешка · c6 чёрная пешка · e6 чёрная пешка · h6 чёрная пешка · c5 белая пешка · d5 чёрная пешка · e5 белая пешка · f5 чёрная пешка · b4 белая пешка · f4 белая пешка · a3 белая ладья · d2 белый слон · f2 белый король · g2 белая пешка · h2 белая пешка | c8 чёрная ладья · f8 чёрный король · e7 чёрный слон · f7 чёрная пешка · c6 чёрная пешка · e6 чёрная пешка · h6 чёрная пешка · c5 белая пешка · d5 чёрная пешка · e5 белая пешка · f5 чёрная пешка · b4 белая пешка · f4 белая пешка · a3 белая ладья · d2 белый слон · f2 белый король · g2 белая пешка · h2 белая пешка | 5 |
| 4 | c8 чёрная ладья · f8 чёрный король · e7 чёрный слон · f7 чёрная пешка · c6 чёрная пешка · e6 чёрная пешка · h6 чёрная пешка · c5 белая пешка · d5 чёрная пешка · e5 белая пешка · f5 чёрная пешка · b4 белая пешка · f4 белая пешка · a3 белая ладья · d2 белый слон · f2 белый король · g2 белая пешка · h2 белая пешка | c8 чёрная ладья · f8 чёрный король · e7 чёрный слон · f7 чёрная пешка · c6 чёрная пешка · e6 чёрная пешка · h6 чёрная пешка · c5 белая пешка · d5 чёрная пешка · e5 белая пешка · f5 чёрная пешка · b4 белая пешка · f4 белая пешка · a3 белая ладья · d2 белый слон · f2 белый король · g2 белая пешка · h2 белая пешка | c8 чёрная ладья · f8 чёрный король · e7 чёрный слон · f7 чёрная пешка · c6 чёрная пешка · e6 чёрная пешка · h6 чёрная пешка · c5 белая пешка · d5 чёрная пешка · e5 белая пешка · f5 чёрная пешка · b4 белая пешка · f4 белая пешка · a3 белая ладья · d2 белый слон · f2 белый король · g2 белая пешка · h2 белая пешка | c8 чёрная ладья · f8 чёрный король · e7 чёрный слон · f7 чёрная пешка · c6 чёрная пешка · e6 чёрная пешка · h6 чёрная пешка · c5 белая пешка · d5 чёрная пешка · e5 белая пешка · f5 чёрная пешка · b4 белая пешка · f4 белая пешка · a3 белая ладья · d2 белый слон · f2 белый король · g2 белая пешка · h2 белая пешка | c8 чёрная ладья · f8 чёрный король · e7 чёрный слон · f7 чёрная пешка · c6 чёрная пешка · e6 чёрная пешка · h6 чёрная пешка · c5 белая пешка · d5 чёрная пешка · e5 белая пешка · f5 чёрная пешка · b4 белая пешка · f4 белая пешка · a3 белая ладья · d2 белый слон · f2 белый король · g2 белая пешка · h2 белая пешка | c8 чёрная ладья · f8 чёрный король · e7 чёрный слон · f7 чёрная пешка · c6 чёрная пешка · e6 чёрная пешка · h6 чёрная пешка · c5 белая пешка · d5 чёрная пешка · e5 белая пешка · f5 чёрная пешка · b4 белая пешка · f4 белая пешка · a3 белая ладья · d2 белый слон · f2 белый король · g2 белая пешка · h2 белая пешка | c8 чёрная ладья · f8 чёрный король · e7 чёрный слон · f7 чёрная пешка · c6 чёрная пешка · e6 чёрная пешка · h6 чёрная пешка · c5 белая пешка · d5 чёрная пешка · e5 белая пешка · f5 чёрная пешка · b4 белая пешка · f4 белая пешка · a3 белая ладья · d2 белый слон · f2 белый король · g2 белая пешка · h2 белая пешка | c8 чёрная ладья · f8 чёрный король · e7 чёрный слон · f7 чёрная пешка · c6 чёрная пешка · e6 чёрная пешка · h6 чёрная пешка · c5 белая пешка · d5 чёрная пешка · e5 белая пешка · f5 чёрная пешка · b4 белая пешка · f4 белая пешка · a3 белая ладья · d2 белый слон · f2 белый король · g2 белая пешка · h2 белая пешка | 4 |
| 3 | c8 чёрная ладья · f8 чёрный король · e7 чёрный слон · f7 чёрная пешка · c6 чёрная пешка · e6 чёрная пешка · h6 чёрная пешка · c5 белая пешка · d5 чёрная пешка · e5 белая пешка · f5 чёрная пешка · b4 белая пешка · f4 белая пешка · a3 белая ладья · d2 белый слон · f2 белый король · g2 белая пешка · h2 белая пешка | c8 чёрная ладья · f8 чёрный король · e7 чёрный слон · f7 чёрная пешка · c6 чёрная пешка · e6 чёрная пешка · h6 чёрная пешка · c5 белая пешка · d5 чёрная пешка · e5 белая пешка · f5 чёрная пешка · b4 белая пешка · f4 белая пешка · a3 белая ладья · d2 белый слон · f2 белый король · g2 белая пешка · h2 белая пешка | c8 чёрная ладья · f8 чёрный король · e7 чёрный слон · f7 чёрная пешка · c6 чёрная пешка · e6 чёрная пешка · h6 чёрная пешка · c5 белая пешка · d5 чёрная пешка · e5 белая пешка · f5 чёрная пешка · b4 белая пешка · f4 белая пешка · a3 белая ладья · d2 белый слон · f2 белый король · g2 белая пешка · h2 белая пешка | c8 чёрная ладья · f8 чёрный король · e7 чёрный слон · f7 чёрная пешка · c6 чёрная пешка · e6 чёрная пешка · h6 чёрная пешка · c5 белая пешка · d5 чёрная пешка · e5 белая пешка · f5 чёрная пешка · b4 белая пешка · f4 белая пешка · a3 белая ладья · d2 белый слон · f2 белый король · g2 белая пешка · h2 белая пешка | c8 чёрная ладья · f8 чёрный король · e7 чёрный слон · f7 чёрная пешка · c6 чёрная пешка · e6 чёрная пешка · h6 чёрная пешка · c5 белая пешка · d5 чёрная пешка · e5 белая пешка · f5 чёрная пешка · b4 белая пешка · f4 белая пешка · a3 белая ладья · d2 белый слон · f2 белый король · g2 белая пешка · h2 белая пешка | c8 чёрная ладья · f8 чёрный король · e7 чёрный слон · f7 чёрная пешка · c6 чёрная пешка · e6 чёрная пешка · h6 чёрная пешка · c5 белая пешка · d5 чёрная пешка · e5 белая пешка · f5 чёрная пешка · b4 белая пешка · f4 белая пешка · a3 белая ладья · d2 белый слон · f2 белый король · g2 белая пешка · h2 белая пешка | c8 чёрная ладья · f8 чёрный король · e7 чёрный слон · f7 чёрная пешка · c6 чёрная пешка · e6 чёрная пешка · h6 чёрная пешка · c5 белая пешка · d5 чёрная пешка · e5 белая пешка · f5 чёрная пешка · b4 белая пешка · f4 белая пешка · a3 белая ладья · d2 белый слон · f2 белый король · g2 белая пешка · h2 белая пешка | c8 чёрная ладья · f8 чёрный король · e7 чёрный слон · f7 чёрная пешка · c6 чёрная пешка · e6 чёрная пешка · h6 чёрная пешка · c5 белая пешка · d5 чёрная пешка · e5 белая пешка · f5 чёрная пешка · b4 белая пешка · f4 белая пешка · a3 белая ладья · d2 белый слон · f2 белый король · g2 белая пешка · h2 белая пешка | 3 |
| 2 | c8 чёрная ладья · f8 чёрный король · e7 чёрный слон · f7 чёрная пешка · c6 чёрная пешка · e6 чёрная пешка · h6 чёрная пешка · c5 белая пешка · d5 чёрная пешка · e5 белая пешка · f5 чёрная пешка · b4 белая пешка · f4 белая пешка · a3 белая ладья · d2 белый слон · f2 белый король · g2 белая пешка · h2 белая пешка | c8 чёрная ладья · f8 чёрный король · e7 чёрный слон · f7 чёрная пешка · c6 чёрная пешка · e6 чёрная пешка · h6 чёрная пешка · c5 белая пешка · d5 чёрная пешка · e5 белая пешка · f5 чёрная пешка · b4 белая пешка · f4 белая пешка · a3 белая ладья · d2 белый слон · f2 белый король · g2 белая пешка · h2 белая пешка | c8 чёрная ладья · f8 чёрный король · e7 чёрный слон · f7 чёрная пешка · c6 чёрная пешка · e6 чёрная пешка · h6 чёрная пешка · c5 белая пешка · d5 чёрная пешка · e5 белая пешка · f5 чёрная пешка · b4 белая пешка · f4 белая пешка · a3 белая ладья · d2 белый слон · f2 белый король · g2 белая пешка · h2 белая пешка | c8 чёрная ладья · f8 чёрный король · e7 чёрный слон · f7 чёрная пешка · c6 чёрная пешка · e6 чёрная пешка · h6 чёрная пешка · c5 белая пешка · d5 чёрная пешка · e5 белая пешка · f5 чёрная пешка · b4 белая пешка · f4 белая пешка · a3 белая ладья · d2 белый слон · f2 белый король · g2 белая пешка · h2 белая пешка | c8 чёрная ладья · f8 чёрный король · e7 чёрный слон · f7 чёрная пешка · c6 чёрная пешка · e6 чёрная пешка · h6 чёрная пешка · c5 белая пешка · d5 чёрная пешка · e5 белая пешка · f5 чёрная пешка · b4 белая пешка · f4 белая пешка · a3 белая ладья · d2 белый слон · f2 белый король · g2 белая пешка · h2 белая пешка | c8 чёрная ладья · f8 чёрный король · e7 чёрный слон · f7 чёрная пешка · c6 чёрная пешка · e6 чёрная пешка · h6 чёрная пешка · c5 белая пешка · d5 чёрная пешка · e5 белая пешка · f5 чёрная пешка · b4 белая пешка · f4 белая пешка · a3 белая ладья · d2 белый слон · f2 белый король · g2 белая пешка · h2 белая пешка | c8 чёрная ладья · f8 чёрный король · e7 чёрный слон · f7 чёрная пешка · c6 чёрная пешка · e6 чёрная пешка · h6 чёрная пешка · c5 белая пешка · d5 чёрная пешка · e5 белая пешка · f5 чёрная пешка · b4 белая пешка · f4 белая пешка · a3 белая ладья · d2 белый слон · f2 белый король · g2 белая пешка · h2 белая пешка | c8 чёрная ладья · f8 чёрный король · e7 чёрный слон · f7 чёрная пешка · c6 чёрная пешка · e6 чёрная пешка · h6 чёрная пешка · c5 белая пешка · d5 чёрная пешка · e5 белая пешка · f5 чёрная пешка · b4 белая пешка · f4 белая пешка · a3 белая ладья · d2 белый слон · f2 белый король · g2 белая пешка · h2 белая пешка | 2 |
| 1 | c8 чёрная ладья · f8 чёрный король · e7 чёрный слон · f7 чёрная пешка · c6 чёрная пешка · e6 чёрная пешка · h6 чёрная пешка · c5 белая пешка · d5 чёрная пешка · e5 белая пешка · f5 чёрная пешка · b4 белая пешка · f4 белая пешка · a3 белая ладья · d2 белый слон · f2 белый король · g2 белая пешка · h2 белая пешка | c8 чёрная ладья · f8 чёрный король · e7 чёрный слон · f7 чёрная пешка · c6 чёрная пешка · e6 чёрная пешка · h6 чёрная пешка · c5 белая пешка · d5 чёрная пешка · e5 белая пешка · f5 чёрная пешка · b4 белая пешка · f4 белая пешка · a3 белая ладья · d2 белый слон · f2 белый король · g2 белая пешка · h2 белая пешка | c8 чёрная ладья · f8 чёрный король · e7 чёрный слон · f7 чёрная пешка · c6 чёрная пешка · e6 чёрная пешка · h6 чёрная пешка · c5 белая пешка · d5 чёрная пешка · e5 белая пешка · f5 чёрная пешка · b4 белая пешка · f4 белая пешка · a3 белая ладья · d2 белый слон · f2 белый король · g2 белая пешка · h2 белая пешка | c8 чёрная ладья · f8 чёрный король · e7 чёрный слон · f7 чёрная пешка · c6 чёрная пешка · e6 чёрная пешка · h6 чёрная пешка · c5 белая пешка · d5 чёрная пешка · e5 белая пешка · f5 чёрная пешка · b4 белая пешка · f4 белая пешка · a3 белая ладья · d2 белый слон · f2 белый король · g2 белая пешка · h2 белая пешка | c8 чёрная ладья · f8 чёрный король · e7 чёрный слон · f7 чёрная пешка · c6 чёрная пешка · e6 чёрная пешка · h6 чёрная пешка · c5 белая пешка · d5 чёрная пешка · e5 белая пешка · f5 чёрная пешка · b4 белая пешка · f4 белая пешка · a3 белая ладья · d2 белый слон · f2 белый король · g2 белая пешка · h2 белая пешка | c8 чёрная ладья · f8 чёрный король · e7 чёрный слон · f7 чёрная пешка · c6 чёрная пешка · e6 чёрная пешка · h6 чёрная пешка · c5 белая пешка · d5 чёрная пешка · e5 белая пешка · f5 чёрная пешка · b4 белая пешка · f4 белая пешка · a3 белая ладья · d2 белый слон · f2 белый король · g2 белая пешка · h2 белая пешка | c8 чёрная ладья · f8 чёрный король · e7 чёрный слон · f7 чёрная пешка · c6 чёрная пешка · e6 чёрная пешка · h6 чёрная пешка · c5 белая пешка · d5 чёрная пешка · e5 белая пешка · f5 чёрная пешка · b4 белая пешка · f4 белая пешка · a3 белая ладья · d2 белый слон · f2 белый король · g2 белая пешка · h2 белая пешка | c8 чёрная ладья · f8 чёрный король · e7 чёрный слон · f7 чёрная пешка · c6 чёрная пешка · e6 чёрная пешка · h6 чёрная пешка · c5 белая пешка · d5 чёрная пешка · e5 белая пешка · f5 чёрная пешка · b4 белая пешка · f4 белая пешка · a3 белая ладья · d2 белый слон · f2 белый король · g2 белая пешка · h2 белая пешка | 1 |
|   | a | b | c | d | e | f | g | h |   |

В 1970 году Ботвинник сыграл в «Матче века», где на 8-й доске победил Милана Матуловича (2½-1½). Тогда же принял участие на своём последнем турнире в карьере в Лейдене, где поделил 3-4 места с Бентом Ларсеном. Победу над ним он одержал в своём стиле, позиционно переиграв соперника, избегая осложнений (диаграмма 8). Ботвинник отметил: «Красивых партий уже не создам, а шлёпать фигурами по доске больше не хочу».

### Научная, литературная и педагогическая деятельность

#### Труды
Ботвинник прокомментировал 300 своих партий и более 150 партий других шахматистов. Был соавтором и редактором ряда книг, а также сам написал много научных трудов на русском языке.
- Михаил Ботвинник. Матч Флор — Ботвинник. — Москва: Физкультура и туризм, 1934. — 121 с.
- Михаил Ботвинник. Избранные партии (1926-1936). — Москва: Физкультура и спорт, 1938. — 368 с.
- Михаил Ботвинник. Матч-реванш Алехин — Эйве. — Москва: Физкультура и спорт, 1939. — 215 с.
- Михаил Ботвинник. Одиннадцатое всесоюзное шахматное первенство. — Москва: Физкультура и спорт, 1939. — 164 с.
- Михаил Ботвинник. Матч-турнир 1941 года. — Москва: Физкультура и спорт, 1947. — 120 с.
- Михаил Ботвинник. Избранные партии (1926—1946). — Москва: Физкультура и спорт, 1949. — 120 с.
- Михаил Ботвинник. Советская шахматная школа. — Москва: Физкультура и спорт, 1951. — 120 с.
- Михаил Ботвинник. Матч Ботвинник — Смыслов. — Москва: Физкультура и спорт, 1955. — 120 с.
- Михаил Ботвинник. Матч-реванш Смыслов — Ботвинник 1958. — Москва: Физкультура и спорт, 1957. — 120 с.
- Алгоритм игры в шахматы, Москва: Наука, 1968, 94 с.;
- Три матча Анатолия Карпова, Москва: Молодая гвардия, 1975, 125 с.;
- О кибернетической цели игры, Москва: Советское радио, 1975, 86 с.;
- К достижению цели, Москва: Молодая гвардия, 1978, 255 с.;
- Михаил Ботвинник. Полвека в шахматах. — Москва: Физкультура и спорт, 1978. — 272 с.
- От шахматиста — к машине, Москва: Физкультура и спорт, 1979, 176 с.;
- Защита Грюнфельда / в соавторстве с Я. Б. Эстриным. — М.: Физкультура и спорт, 1979. — 271 с. — (Теория дебютов). — 100 000 экз.
- О решении неточных переборных задач — М.: Советское радио, 1979 — (Кибернетика).
- Эпизоды шахматных баталий, Москва: Советская Россия, 1983, 143 с. (Шахматное искусство);
- Михаил Ботвинник. Аналитические и критические работы (1923—1941). — Москва: Физкультура и спорт, 1984. — 319 с.
- Шахматный метод решения переборных задач, Москва: Советский спорт, 1989, 112 с.
- У цели: Воспоминания. Партии, Москва: Полири, 1997, 358 с., ISBN 5-89183-001-9.

Книги на других языках:
- Dr. Michail Botwinnik, Hamburg, 1959;
- Botvinnik’s best games, 1947—1970, L., 1977;
- Schach in Russland: 1941—1945, Hollfeld, 1979;
- Meine 100 schönsten Partien von 1925—1970, Heidelberg, 1980;
- 15 Schachpartien und ihre Geschichte, Stuttgart, 1981;
- Selected games: 1967—1970, Oxf.— [a. o.], 1981.

#### Развитие советских шахмат

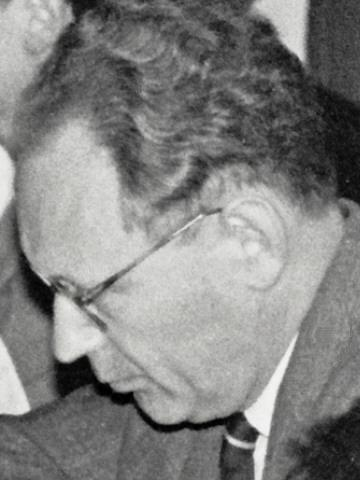
В 1961 году

После завершения карьеры Ботвинник писал книги, читал лекции по шахматам, занимался разработкой компьютерной программы и основал свою шахматную школу, где занимались многие известные гроссмейстеры. Деятельность Ботвинника сделала шахматы одним из самых популярных видов спорта в СССР. Ботвинник был руководителем Всесоюзной шахматной секции (1938—1939), членом пленума Центрального совета Союза спортивных обществ и организаций СССР (1959—1964), членом Центрального комитета ФИДЕ (работал над организацией конгрессов). Позже он создал «Общество дружбы СССР—Нидерланды» и стал его бессменным председателем.
В 1964 году Ботвинник впервые прокомментировал своё поражение от Петросяна американскому журналу «Chess World», сказав, что раньше чемпионы мира намного превосходили своих соперников, прежде всего по таланту, а в сейчас требуется также здоровье и подготовка для длительного труда. Позже Ботвинник стал шахматным аналитиком, анализировал собственные партии, давал комментарии касательно состояния шахмат в различных журналах и статьях, также писал собственные работы по этой теме, развивая советскую шахматную школу. После поражения в матче с Петросяном Ботвинник стал рассматривать шахматы как искусство. В шахматах началась новая эпоха, по поводу которой Ботвинник дискутировал с ведущими советскими шахматистами.
Ботвинник основал шахматную школу, назвав её своим именем. В феврале, мае и в конце года ученики встречались на 10-дневных сессиях. В юношеской «Школе Ботвинника» в разные годы занимались Анатолий Карпов, Гарри Каспаров, Владимир Крамник, Юрий Балашов, Юрий Разуваев, Геннадий Тимощенко, Нухим Рашковский, Нина Иоселиани и многие другие гроссмейстеры. Позже школа закрылась из-за того, что Ботвинник отказался подписывать письмо с осуждением эмиграции Виктора Корчного. В 1986 году она возобновила работу под названием «Школа Ботвинника—Каспарова».
В 1963 году, по свидетельству Бориса Злотника, Ботвинник сказал о юном Анатолии Карпове, будущем чемпионе мира: «Очень жаль, но из Толи ничего не получится». Однако, по словам Карпова, в 1971 году Ботвинник изменил свою позицию: «Запомните этот день. Появилась новая великая звезда на шахматном небосклоне».
Ботвинник особенно много общался и занимался с Каспаровым, давал ему больше всех заданий, пока тот учился в его школе. В 1980 году между ними произошёл конфликт из-за того, что Ботвинник был против поездки Каспарова на чемпионат мира до 20 лет по швейцарской системе. После того как Каспаров стал чемпионом мира, их взгляды разошлись — Каспаров хотел перестроить систему ФИДЕ для определения претендента, а Ботвинник, как автор её, не хотел изменений. В 1987 году после политического спора Каспаров с Ботвинником разошлись окончательно. Ботвинник осуждал Перестройку Михаила Горбачёва, считая, что СССР «получит капитализм Латинской Америки», говоря с усмешкой: «Странная моя судьба. При советской власти считали ревизионистом, теперь — сталинистом. А я сам по себе. У меня своя голова есть».
После этого Ботвиннику выделили собственную лабораторию в ЦШК, приобрели компьютеры. Весной 1994 года на турнире по быстрым шахматам, будучи главным судьёй, Ботвинник в последний раз встретился с Каспаровым и сказал, что такой контроль наносит большой вред шахматам.

#### Вклад в шахматную теорию
Ботвинник внёс большой вклад в теорию дебютов и также обогатил теорию эндшпилей, особенно ладейных.
|   | a | b | c | d | e | f | g | h |   |
| - | --- | --- | --- | --- | --- | --- | --- | --- | - |
| 8 | a8 чёрная ладья · b8 чёрный конь · c8 чёрный слон · d8 чёрный ферзь · e8 чёрный король · g8 чёрный конь · h8 чёрная ладья · a7 чёрная пешка · b7 чёрная пешка · f7 чёрная пешка · g7 чёрная пешка · h7 чёрная пешка · e6 чёрная пешка · c5 чёрная пешка · d5 чёрная пешка · e5 белая пешка · d4 белая пешка · a3 белая пешка · c3 белая пешка · c2 белая пешка · f2 белая пешка · g2 белая пешка · h2 белая пешка · a1 белая ладья · c1 белый слон · d1 белый ферзь · e1 белый король · f1 белый слон · g1 белый конь · h1 белая ладья | a8 чёрная ладья · b8 чёрный конь · c8 чёрный слон · d8 чёрный ферзь · e8 чёрный король · g8 чёрный конь · h8 чёрная ладья · a7 чёрная пешка · b7 чёрная пешка · f7 чёрная пешка · g7 чёрная пешка · h7 чёрная пешка · e6 чёрная пешка · c5 чёрная пешка · d5 чёрная пешка · e5 белая пешка · d4 белая пешка · a3 белая пешка · c3 белая пешка · c2 белая пешка · f2 белая пешка · g2 белая пешка · h2 белая пешка · a1 белая ладья · c1 белый слон · d1 белый ферзь · e1 белый король · f1 белый слон · g1 белый конь · h1 белая ладья | a8 чёрная ладья · b8 чёрный конь · c8 чёрный слон · d8 чёрный ферзь · e8 чёрный король · g8 чёрный конь · h8 чёрная ладья · a7 чёрная пешка · b7 чёрная пешка · f7 чёрная пешка · g7 чёрная пешка · h7 чёрная пешка · e6 чёрная пешка · c5 чёрная пешка · d5 чёрная пешка · e5 белая пешка · d4 белая пешка · a3 белая пешка · c3 белая пешка · c2 белая пешка · f2 белая пешка · g2 белая пешка · h2 белая пешка · a1 белая ладья · c1 белый слон · d1 белый ферзь · e1 белый король · f1 белый слон · g1 белый конь · h1 белая ладья | a8 чёрная ладья · b8 чёрный конь · c8 чёрный слон · d8 чёрный ферзь · e8 чёрный король · g8 чёрный конь · h8 чёрная ладья · a7 чёрная пешка · b7 чёрная пешка · f7 чёрная пешка · g7 чёрная пешка · h7 чёрная пешка · e6 чёрная пешка · c5 чёрная пешка · d5 чёрная пешка · e5 белая пешка · d4 белая пешка · a3 белая пешка · c3 белая пешка · c2 белая пешка · f2 белая пешка · g2 белая пешка · h2 белая пешка · a1 белая ладья · c1 белый слон · d1 белый ферзь · e1 белый король · f1 белый слон · g1 белый конь · h1 белая ладья | a8 чёрная ладья · b8 чёрный конь · c8 чёрный слон · d8 чёрный ферзь · e8 чёрный король · g8 чёрный конь · h8 чёрная ладья · a7 чёрная пешка · b7 чёрная пешка · f7 чёрная пешка · g7 чёрная пешка · h7 чёрная пешка · e6 чёрная пешка · c5 чёрная пешка · d5 чёрная пешка · e5 белая пешка · d4 белая пешка · a3 белая пешка · c3 белая пешка · c2 белая пешка · f2 белая пешка · g2 белая пешка · h2 белая пешка · a1 белая ладья · c1 белый слон · d1 белый ферзь · e1 белый король · f1 белый слон · g1 белый конь · h1 белая ладья | a8 чёрная ладья · b8 чёрный конь · c8 чёрный слон · d8 чёрный ферзь · e8 чёрный король · g8 чёрный конь · h8 чёрная ладья · a7 чёрная пешка · b7 чёрная пешка · f7 чёрная пешка · g7 чёрная пешка · h7 чёрная пешка · e6 чёрная пешка · c5 чёрная пешка · d5 чёрная пешка · e5 белая пешка · d4 белая пешка · a3 белая пешка · c3 белая пешка · c2 белая пешка · f2 белая пешка · g2 белая пешка · h2 белая пешка · a1 белая ладья · c1 белый слон · d1 белый ферзь · e1 белый король · f1 белый слон · g1 белый конь · h1 белая ладья | a8 чёрная ладья · b8 чёрный конь · c8 чёрный слон · d8 чёрный ферзь · e8 чёрный король · g8 чёрный конь · h8 чёрная ладья · a7 чёрная пешка · b7 чёрная пешка · f7 чёрная пешка · g7 чёрная пешка · h7 чёрная пешка · e6 чёрная пешка · c5 чёрная пешка · d5 чёрная пешка · e5 белая пешка · d4 белая пешка · a3 белая пешка · c3 белая пешка · c2 белая пешка · f2 белая пешка · g2 белая пешка · h2 белая пешка · a1 белая ладья · c1 белый слон · d1 белый ферзь · e1 белый король · f1 белый слон · g1 белый конь · h1 белая ладья | a8 чёрная ладья · b8 чёрный конь · c8 чёрный слон · d8 чёрный ферзь · e8 чёрный король · g8 чёрный конь · h8 чёрная ладья · a7 чёрная пешка · b7 чёрная пешка · f7 чёрная пешка · g7 чёрная пешка · h7 чёрная пешка · e6 чёрная пешка · c5 чёрная пешка · d5 чёрная пешка · e5 белая пешка · d4 белая пешка · a3 белая пешка · c3 белая пешка · c2 белая пешка · f2 белая пешка · g2 белая пешка · h2 белая пешка · a1 белая ладья · c1 белый слон · d1 белый ферзь · e1 белый король · f1 белый слон · g1 белый конь · h1 белая ладья | 8 |
| 7 | a8 чёрная ладья · b8 чёрный конь · c8 чёрный слон · d8 чёрный ферзь · e8 чёрный король · g8 чёрный конь · h8 чёрная ладья · a7 чёрная пешка · b7 чёрная пешка · f7 чёрная пешка · g7 чёрная пешка · h7 чёрная пешка · e6 чёрная пешка · c5 чёрная пешка · d5 чёрная пешка · e5 белая пешка · d4 белая пешка · a3 белая пешка · c3 белая пешка · c2 белая пешка · f2 белая пешка · g2 белая пешка · h2 белая пешка · a1 белая ладья · c1 белый слон · d1 белый ферзь · e1 белый король · f1 белый слон · g1 белый конь · h1 белая ладья | a8 чёрная ладья · b8 чёрный конь · c8 чёрный слон · d8 чёрный ферзь · e8 чёрный король · g8 чёрный конь · h8 чёрная ладья · a7 чёрная пешка · b7 чёрная пешка · f7 чёрная пешка · g7 чёрная пешка · h7 чёрная пешка · e6 чёрная пешка · c5 чёрная пешка · d5 чёрная пешка · e5 белая пешка · d4 белая пешка · a3 белая пешка · c3 белая пешка · c2 белая пешка · f2 белая пешка · g2 белая пешка · h2 белая пешка · a1 белая ладья · c1 белый слон · d1 белый ферзь · e1 белый король · f1 белый слон · g1 белый конь · h1 белая ладья | a8 чёрная ладья · b8 чёрный конь · c8 чёрный слон · d8 чёрный ферзь · e8 чёрный король · g8 чёрный конь · h8 чёрная ладья · a7 чёрная пешка · b7 чёрная пешка · f7 чёрная пешка · g7 чёрная пешка · h7 чёрная пешка · e6 чёрная пешка · c5 чёрная пешка · d5 чёрная пешка · e5 белая пешка · d4 белая пешка · a3 белая пешка · c3 белая пешка · c2 белая пешка · f2 белая пешка · g2 белая пешка · h2 белая пешка · a1 белая ладья · c1 белый слон · d1 белый ферзь · e1 белый король · f1 белый слон · g1 белый конь · h1 белая ладья | a8 чёрная ладья · b8 чёрный конь · c8 чёрный слон · d8 чёрный ферзь · e8 чёрный король · g8 чёрный конь · h8 чёрная ладья · a7 чёрная пешка · b7 чёрная пешка · f7 чёрная пешка · g7 чёрная пешка · h7 чёрная пешка · e6 чёрная пешка · c5 чёрная пешка · d5 чёрная пешка · e5 белая пешка · d4 белая пешка · a3 белая пешка · c3 белая пешка · c2 белая пешка · f2 белая пешка · g2 белая пешка · h2 белая пешка · a1 белая ладья · c1 белый слон · d1 белый ферзь · e1 белый король · f1 белый слон · g1 белый конь · h1 белая ладья | a8 чёрная ладья · b8 чёрный конь · c8 чёрный слон · d8 чёрный ферзь · e8 чёрный король · g8 чёрный конь · h8 чёрная ладья · a7 чёрная пешка · b7 чёрная пешка · f7 чёрная пешка · g7 чёрная пешка · h7 чёрная пешка · e6 чёрная пешка · c5 чёрная пешка · d5 чёрная пешка · e5 белая пешка · d4 белая пешка · a3 белая пешка · c3 белая пешка · c2 белая пешка · f2 белая пешка · g2 белая пешка · h2 белая пешка · a1 белая ладья · c1 белый слон · d1 белый ферзь · e1 белый король · f1 белый слон · g1 белый конь · h1 белая ладья | a8 чёрная ладья · b8 чёрный конь · c8 чёрный слон · d8 чёрный ферзь · e8 чёрный король · g8 чёрный конь · h8 чёрная ладья · a7 чёрная пешка · b7 чёрная пешка · f7 чёрная пешка · g7 чёрная пешка · h7 чёрная пешка · e6 чёрная пешка · c5 чёрная пешка · d5 чёрная пешка · e5 белая пешка · d4 белая пешка · a3 белая пешка · c3 белая пешка · c2 белая пешка · f2 белая пешка · g2 белая пешка · h2 белая пешка · a1 белая ладья · c1 белый слон · d1 белый ферзь · e1 белый король · f1 белый слон · g1 белый конь · h1 белая ладья | a8 чёрная ладья · b8 чёрный конь · c8 чёрный слон · d8 чёрный ферзь · e8 чёрный король · g8 чёрный конь · h8 чёрная ладья · a7 чёрная пешка · b7 чёрная пешка · f7 чёрная пешка · g7 чёрная пешка · h7 чёрная пешка · e6 чёрная пешка · c5 чёрная пешка · d5 чёрная пешка · e5 белая пешка · d4 белая пешка · a3 белая пешка · c3 белая пешка · c2 белая пешка · f2 белая пешка · g2 белая пешка · h2 белая пешка · a1 белая ладья · c1 белый слон · d1 белый ферзь · e1 белый король · f1 белый слон · g1 белый конь · h1 белая ладья | a8 чёрная ладья · b8 чёрный конь · c8 чёрный слон · d8 чёрный ферзь · e8 чёрный король · g8 чёрный конь · h8 чёрная ладья · a7 чёрная пешка · b7 чёрная пешка · f7 чёрная пешка · g7 чёрная пешка · h7 чёрная пешка · e6 чёрная пешка · c5 чёрная пешка · d5 чёрная пешка · e5 белая пешка · d4 белая пешка · a3 белая пешка · c3 белая пешка · c2 белая пешка · f2 белая пешка · g2 белая пешка · h2 белая пешка · a1 белая ладья · c1 белый слон · d1 белый ферзь · e1 белый король · f1 белый слон · g1 белый конь · h1 белая ладья | 7 |
| 6 | a8 чёрная ладья · b8 чёрный конь · c8 чёрный слон · d8 чёрный ферзь · e8 чёрный король · g8 чёрный конь · h8 чёрная ладья · a7 чёрная пешка · b7 чёрная пешка · f7 чёрная пешка · g7 чёрная пешка · h7 чёрная пешка · e6 чёрная пешка · c5 чёрная пешка · d5 чёрная пешка · e5 белая пешка · d4 белая пешка · a3 белая пешка · c3 белая пешка · c2 белая пешка · f2 белая пешка · g2 белая пешка · h2 белая пешка · a1 белая ладья · c1 белый слон · d1 белый ферзь · e1 белый король · f1 белый слон · g1 белый конь · h1 белая ладья | a8 чёрная ладья · b8 чёрный конь · c8 чёрный слон · d8 чёрный ферзь · e8 чёрный король · g8 чёрный конь · h8 чёрная ладья · a7 чёрная пешка · b7 чёрная пешка · f7 чёрная пешка · g7 чёрная пешка · h7 чёрная пешка · e6 чёрная пешка · c5 чёрная пешка · d5 чёрная пешка · e5 белая пешка · d4 белая пешка · a3 белая пешка · c3 белая пешка · c2 белая пешка · f2 белая пешка · g2 белая пешка · h2 белая пешка · a1 белая ладья · c1 белый слон · d1 белый ферзь · e1 белый король · f1 белый слон · g1 белый конь · h1 белая ладья | a8 чёрная ладья · b8 чёрный конь · c8 чёрный слон · d8 чёрный ферзь · e8 чёрный король · g8 чёрный конь · h8 чёрная ладья · a7 чёрная пешка · b7 чёрная пешка · f7 чёрная пешка · g7 чёрная пешка · h7 чёрная пешка · e6 чёрная пешка · c5 чёрная пешка · d5 чёрная пешка · e5 белая пешка · d4 белая пешка · a3 белая пешка · c3 белая пешка · c2 белая пешка · f2 белая пешка · g2 белая пешка · h2 белая пешка · a1 белая ладья · c1 белый слон · d1 белый ферзь · e1 белый король · f1 белый слон · g1 белый конь · h1 белая ладья | a8 чёрная ладья · b8 чёрный конь · c8 чёрный слон · d8 чёрный ферзь · e8 чёрный король · g8 чёрный конь · h8 чёрная ладья · a7 чёрная пешка · b7 чёрная пешка · f7 чёрная пешка · g7 чёрная пешка · h7 чёрная пешка · e6 чёрная пешка · c5 чёрная пешка · d5 чёрная пешка · e5 белая пешка · d4 белая пешка · a3 белая пешка · c3 белая пешка · c2 белая пешка · f2 белая пешка · g2 белая пешка · h2 белая пешка · a1 белая ладья · c1 белый слон · d1 белый ферзь · e1 белый король · f1 белый слон · g1 белый конь · h1 белая ладья | a8 чёрная ладья · b8 чёрный конь · c8 чёрный слон · d8 чёрный ферзь · e8 чёрный король · g8 чёрный конь · h8 чёрная ладья · a7 чёрная пешка · b7 чёрная пешка · f7 чёрная пешка · g7 чёрная пешка · h7 чёрная пешка · e6 чёрная пешка · c5 чёрная пешка · d5 чёрная пешка · e5 белая пешка · d4 белая пешка · a3 белая пешка · c3 белая пешка · c2 белая пешка · f2 белая пешка · g2 белая пешка · h2 белая пешка · a1 белая ладья · c1 белый слон · d1 белый ферзь · e1 белый король · f1 белый слон · g1 белый конь · h1 белая ладья | a8 чёрная ладья · b8 чёрный конь · c8 чёрный слон · d8 чёрный ферзь · e8 чёрный король · g8 чёрный конь · h8 чёрная ладья · a7 чёрная пешка · b7 чёрная пешка · f7 чёрная пешка · g7 чёрная пешка · h7 чёрная пешка · e6 чёрная пешка · c5 чёрная пешка · d5 чёрная пешка · e5 белая пешка · d4 белая пешка · a3 белая пешка · c3 белая пешка · c2 белая пешка · f2 белая пешка · g2 белая пешка · h2 белая пешка · a1 белая ладья · c1 белый слон · d1 белый ферзь · e1 белый король · f1 белый слон · g1 белый конь · h1 белая ладья | a8 чёрная ладья · b8 чёрный конь · c8 чёрный слон · d8 чёрный ферзь · e8 чёрный король · g8 чёрный конь · h8 чёрная ладья · a7 чёрная пешка · b7 чёрная пешка · f7 чёрная пешка · g7 чёрная пешка · h7 чёрная пешка · e6 чёрная пешка · c5 чёрная пешка · d5 чёрная пешка · e5 белая пешка · d4 белая пешка · a3 белая пешка · c3 белая пешка · c2 белая пешка · f2 белая пешка · g2 белая пешка · h2 белая пешка · a1 белая ладья · c1 белый слон · d1 белый ферзь · e1 белый король · f1 белый слон · g1 белый конь · h1 белая ладья | a8 чёрная ладья · b8 чёрный конь · c8 чёрный слон · d8 чёрный ферзь · e8 чёрный король · g8 чёрный конь · h8 чёрная ладья · a7 чёрная пешка · b7 чёрная пешка · f7 чёрная пешка · g7 чёрная пешка · h7 чёрная пешка · e6 чёрная пешка · c5 чёрная пешка · d5 чёрная пешка · e5 белая пешка · d4 белая пешка · a3 белая пешка · c3 белая пешка · c2 белая пешка · f2 белая пешка · g2 белая пешка · h2 белая пешка · a1 белая ладья · c1 белый слон · d1 белый ферзь · e1 белый король · f1 белый слон · g1 белый конь · h1 белая ладья | 6 |
| 5 | a8 чёрная ладья · b8 чёрный конь · c8 чёрный слон · d8 чёрный ферзь · e8 чёрный король · g8 чёрный конь · h8 чёрная ладья · a7 чёрная пешка · b7 чёрная пешка · f7 чёрная пешка · g7 чёрная пешка · h7 чёрная пешка · e6 чёрная пешка · c5 чёрная пешка · d5 чёрная пешка · e5 белая пешка · d4 белая пешка · a3 белая пешка · c3 белая пешка · c2 белая пешка · f2 белая пешка · g2 белая пешка · h2 белая пешка · a1 белая ладья · c1 белый слон · d1 белый ферзь · e1 белый король · f1 белый слон · g1 белый конь · h1 белая ладья | a8 чёрная ладья · b8 чёрный конь · c8 чёрный слон · d8 чёрный ферзь · e8 чёрный король · g8 чёрный конь · h8 чёрная ладья · a7 чёрная пешка · b7 чёрная пешка · f7 чёрная пешка · g7 чёрная пешка · h7 чёрная пешка · e6 чёрная пешка · c5 чёрная пешка · d5 чёрная пешка · e5 белая пешка · d4 белая пешка · a3 белая пешка · c3 белая пешка · c2 белая пешка · f2 белая пешка · g2 белая пешка · h2 белая пешка · a1 белая ладья · c1 белый слон · d1 белый ферзь · e1 белый король · f1 белый слон · g1 белый конь · h1 белая ладья | a8 чёрная ладья · b8 чёрный конь · c8 чёрный слон · d8 чёрный ферзь · e8 чёрный король · g8 чёрный конь · h8 чёрная ладья · a7 чёрная пешка · b7 чёрная пешка · f7 чёрная пешка · g7 чёрная пешка · h7 чёрная пешка · e6 чёрная пешка · c5 чёрная пешка · d5 чёрная пешка · e5 белая пешка · d4 белая пешка · a3 белая пешка · c3 белая пешка · c2 белая пешка · f2 белая пешка · g2 белая пешка · h2 белая пешка · a1 белая ладья · c1 белый слон · d1 белый ферзь · e1 белый король · f1 белый слон · g1 белый конь · h1 белая ладья | a8 чёрная ладья · b8 чёрный конь · c8 чёрный слон · d8 чёрный ферзь · e8 чёрный король · g8 чёрный конь · h8 чёрная ладья · a7 чёрная пешка · b7 чёрная пешка · f7 чёрная пешка · g7 чёрная пешка · h7 чёрная пешка · e6 чёрная пешка · c5 чёрная пешка · d5 чёрная пешка · e5 белая пешка · d4 белая пешка · a3 белая пешка · c3 белая пешка · c2 белая пешка · f2 белая пешка · g2 белая пешка · h2 белая пешка · a1 белая ладья · c1 белый слон · d1 белый ферзь · e1 белый король · f1 белый слон · g1 белый конь · h1 белая ладья | a8 чёрная ладья · b8 чёрный конь · c8 чёрный слон · d8 чёрный ферзь · e8 чёрный король · g8 чёрный конь · h8 чёрная ладья · a7 чёрная пешка · b7 чёрная пешка · f7 чёрная пешка · g7 чёрная пешка · h7 чёрная пешка · e6 чёрная пешка · c5 чёрная пешка · d5 чёрная пешка · e5 белая пешка · d4 белая пешка · a3 белая пешка · c3 белая пешка · c2 белая пешка · f2 белая пешка · g2 белая пешка · h2 белая пешка · a1 белая ладья · c1 белый слон · d1 белый ферзь · e1 белый король · f1 белый слон · g1 белый конь · h1 белая ладья | a8 чёрная ладья · b8 чёрный конь · c8 чёрный слон · d8 чёрный ферзь · e8 чёрный король · g8 чёрный конь · h8 чёрная ладья · a7 чёрная пешка · b7 чёрная пешка · f7 чёрная пешка · g7 чёрная пешка · h7 чёрная пешка · e6 чёрная пешка · c5 чёрная пешка · d5 чёрная пешка · e5 белая пешка · d4 белая пешка · a3 белая пешка · c3 белая пешка · c2 белая пешка · f2 белая пешка · g2 белая пешка · h2 белая пешка · a1 белая ладья · c1 белый слон · d1 белый ферзь · e1 белый король · f1 белый слон · g1 белый конь · h1 белая ладья | a8 чёрная ладья · b8 чёрный конь · c8 чёрный слон · d8 чёрный ферзь · e8 чёрный король · g8 чёрный конь · h8 чёрная ладья · a7 чёрная пешка · b7 чёрная пешка · f7 чёрная пешка · g7 чёрная пешка · h7 чёрная пешка · e6 чёрная пешка · c5 чёрная пешка · d5 чёрная пешка · e5 белая пешка · d4 белая пешка · a3 белая пешка · c3 белая пешка · c2 белая пешка · f2 белая пешка · g2 белая пешка · h2 белая пешка · a1 белая ладья · c1 белый слон · d1 белый ферзь · e1 белый король · f1 белый слон · g1 белый конь · h1 белая ладья | a8 чёрная ладья · b8 чёрный конь · c8 чёрный слон · d8 чёрный ферзь · e8 чёрный король · g8 чёрный конь · h8 чёрная ладья · a7 чёрная пешка · b7 чёрная пешка · f7 чёрная пешка · g7 чёрная пешка · h7 чёрная пешка · e6 чёрная пешка · c5 чёрная пешка · d5 чёрная пешка · e5 белая пешка · d4 белая пешка · a3 белая пешка · c3 белая пешка · c2 белая пешка · f2 белая пешка · g2 белая пешка · h2 белая пешка · a1 белая ладья · c1 белый слон · d1 белый ферзь · e1 белый король · f1 белый слон · g1 белый конь · h1 белая ладья | 5 |
| 4 | a8 чёрная ладья · b8 чёрный конь · c8 чёрный слон · d8 чёрный ферзь · e8 чёрный король · g8 чёрный конь · h8 чёрная ладья · a7 чёрная пешка · b7 чёрная пешка · f7 чёрная пешка · g7 чёрная пешка · h7 чёрная пешка · e6 чёрная пешка · c5 чёрная пешка · d5 чёрная пешка · e5 белая пешка · d4 белая пешка · a3 белая пешка · c3 белая пешка · c2 белая пешка · f2 белая пешка · g2 белая пешка · h2 белая пешка · a1 белая ладья · c1 белый слон · d1 белый ферзь · e1 белый король · f1 белый слон · g1 белый конь · h1 белая ладья | a8 чёрная ладья · b8 чёрный конь · c8 чёрный слон · d8 чёрный ферзь · e8 чёрный король · g8 чёрный конь · h8 чёрная ладья · a7 чёрная пешка · b7 чёрная пешка · f7 чёрная пешка · g7 чёрная пешка · h7 чёрная пешка · e6 чёрная пешка · c5 чёрная пешка · d5 чёрная пешка · e5 белая пешка · d4 белая пешка · a3 белая пешка · c3 белая пешка · c2 белая пешка · f2 белая пешка · g2 белая пешка · h2 белая пешка · a1 белая ладья · c1 белый слон · d1 белый ферзь · e1 белый король · f1 белый слон · g1 белый конь · h1 белая ладья | a8 чёрная ладья · b8 чёрный конь · c8 чёрный слон · d8 чёрный ферзь · e8 чёрный король · g8 чёрный конь · h8 чёрная ладья · a7 чёрная пешка · b7 чёрная пешка · f7 чёрная пешка · g7 чёрная пешка · h7 чёрная пешка · e6 чёрная пешка · c5 чёрная пешка · d5 чёрная пешка · e5 белая пешка · d4 белая пешка · a3 белая пешка · c3 белая пешка · c2 белая пешка · f2 белая пешка · g2 белая пешка · h2 белая пешка · a1 белая ладья · c1 белый слон · d1 белый ферзь · e1 белый король · f1 белый слон · g1 белый конь · h1 белая ладья | a8 чёрная ладья · b8 чёрный конь · c8 чёрный слон · d8 чёрный ферзь · e8 чёрный король · g8 чёрный конь · h8 чёрная ладья · a7 чёрная пешка · b7 чёрная пешка · f7 чёрная пешка · g7 чёрная пешка · h7 чёрная пешка · e6 чёрная пешка · c5 чёрная пешка · d5 чёрная пешка · e5 белая пешка · d4 белая пешка · a3 белая пешка · c3 белая пешка · c2 белая пешка · f2 белая пешка · g2 белая пешка · h2 белая пешка · a1 белая ладья · c1 белый слон · d1 белый ферзь · e1 белый король · f1 белый слон · g1 белый конь · h1 белая ладья | a8 чёрная ладья · b8 чёрный конь · c8 чёрный слон · d8 чёрный ферзь · e8 чёрный король · g8 чёрный конь · h8 чёрная ладья · a7 чёрная пешка · b7 чёрная пешка · f7 чёрная пешка · g7 чёрная пешка · h7 чёрная пешка · e6 чёрная пешка · c5 чёрная пешка · d5 чёрная пешка · e5 белая пешка · d4 белая пешка · a3 белая пешка · c3 белая пешка · c2 белая пешка · f2 белая пешка · g2 белая пешка · h2 белая пешка · a1 белая ладья · c1 белый слон · d1 белый ферзь · e1 белый король · f1 белый слон · g1 белый конь · h1 белая ладья | a8 чёрная ладья · b8 чёрный конь · c8 чёрный слон · d8 чёрный ферзь · e8 чёрный король · g8 чёрный конь · h8 чёрная ладья · a7 чёрная пешка · b7 чёрная пешка · f7 чёрная пешка · g7 чёрная пешка · h7 чёрная пешка · e6 чёрная пешка · c5 чёрная пешка · d5 чёрная пешка · e5 белая пешка · d4 белая пешка · a3 белая пешка · c3 белая пешка · c2 белая пешка · f2 белая пешка · g2 белая пешка · h2 белая пешка · a1 белая ладья · c1 белый слон · d1 белый ферзь · e1 белый король · f1 белый слон · g1 белый конь · h1 белая ладья | a8 чёрная ладья · b8 чёрный конь · c8 чёрный слон · d8 чёрный ферзь · e8 чёрный король · g8 чёрный конь · h8 чёрная ладья · a7 чёрная пешка · b7 чёрная пешка · f7 чёрная пешка · g7 чёрная пешка · h7 чёрная пешка · e6 чёрная пешка · c5 чёрная пешка · d5 чёрная пешка · e5 белая пешка · d4 белая пешка · a3 белая пешка · c3 белая пешка · c2 белая пешка · f2 белая пешка · g2 белая пешка · h2 белая пешка · a1 белая ладья · c1 белый слон · d1 белый ферзь · e1 белый король · f1 белый слон · g1 белый конь · h1 белая ладья | a8 чёрная ладья · b8 чёрный конь · c8 чёрный слон · d8 чёрный ферзь · e8 чёрный король · g8 чёрный конь · h8 чёрная ладья · a7 чёрная пешка · b7 чёрная пешка · f7 чёрная пешка · g7 чёрная пешка · h7 чёрная пешка · e6 чёрная пешка · c5 чёрная пешка · d5 чёрная пешка · e5 белая пешка · d4 белая пешка · a3 белая пешка · c3 белая пешка · c2 белая пешка · f2 белая пешка · g2 белая пешка · h2 белая пешка · a1 белая ладья · c1 белый слон · d1 белый ферзь · e1 белый король · f1 белый слон · g1 белый конь · h1 белая ладья | 4 |
| 3 | a8 чёрная ладья · b8 чёрный конь · c8 чёрный слон · d8 чёрный ферзь · e8 чёрный король · g8 чёрный конь · h8 чёрная ладья · a7 чёрная пешка · b7 чёрная пешка · f7 чёрная пешка · g7 чёрная пешка · h7 чёрная пешка · e6 чёрная пешка · c5 чёрная пешка · d5 чёрная пешка · e5 белая пешка · d4 белая пешка · a3 белая пешка · c3 белая пешка · c2 белая пешка · f2 белая пешка · g2 белая пешка · h2 белая пешка · a1 белая ладья · c1 белый слон · d1 белый ферзь · e1 белый король · f1 белый слон · g1 белый конь · h1 белая ладья | a8 чёрная ладья · b8 чёрный конь · c8 чёрный слон · d8 чёрный ферзь · e8 чёрный король · g8 чёрный конь · h8 чёрная ладья · a7 чёрная пешка · b7 чёрная пешка · f7 чёрная пешка · g7 чёрная пешка · h7 чёрная пешка · e6 чёрная пешка · c5 чёрная пешка · d5 чёрная пешка · e5 белая пешка · d4 белая пешка · a3 белая пешка · c3 белая пешка · c2 белая пешка · f2 белая пешка · g2 белая пешка · h2 белая пешка · a1 белая ладья · c1 белый слон · d1 белый ферзь · e1 белый король · f1 белый слон · g1 белый конь · h1 белая ладья | a8 чёрная ладья · b8 чёрный конь · c8 чёрный слон · d8 чёрный ферзь · e8 чёрный король · g8 чёрный конь · h8 чёрная ладья · a7 чёрная пешка · b7 чёрная пешка · f7 чёрная пешка · g7 чёрная пешка · h7 чёрная пешка · e6 чёрная пешка · c5 чёрная пешка · d5 чёрная пешка · e5 белая пешка · d4 белая пешка · a3 белая пешка · c3 белая пешка · c2 белая пешка · f2 белая пешка · g2 белая пешка · h2 белая пешка · a1 белая ладья · c1 белый слон · d1 белый ферзь · e1 белый король · f1 белый слон · g1 белый конь · h1 белая ладья | a8 чёрная ладья · b8 чёрный конь · c8 чёрный слон · d8 чёрный ферзь · e8 чёрный король · g8 чёрный конь · h8 чёрная ладья · a7 чёрная пешка · b7 чёрная пешка · f7 чёрная пешка · g7 чёрная пешка · h7 чёрная пешка · e6 чёрная пешка · c5 чёрная пешка · d5 чёрная пешка · e5 белая пешка · d4 белая пешка · a3 белая пешка · c3 белая пешка · c2 белая пешка · f2 белая пешка · g2 белая пешка · h2 белая пешка · a1 белая ладья · c1 белый слон · d1 белый ферзь · e1 белый король · f1 белый слон · g1 белый конь · h1 белая ладья | a8 чёрная ладья · b8 чёрный конь · c8 чёрный слон · d8 чёрный ферзь · e8 чёрный король · g8 чёрный конь · h8 чёрная ладья · a7 чёрная пешка · b7 чёрная пешка · f7 чёрная пешка · g7 чёрная пешка · h7 чёрная пешка · e6 чёрная пешка · c5 чёрная пешка · d5 чёрная пешка · e5 белая пешка · d4 белая пешка · a3 белая пешка · c3 белая пешка · c2 белая пешка · f2 белая пешка · g2 белая пешка · h2 белая пешка · a1 белая ладья · c1 белый слон · d1 белый ферзь · e1 белый король · f1 белый слон · g1 белый конь · h1 белая ладья | a8 чёрная ладья · b8 чёрный конь · c8 чёрный слон · d8 чёрный ферзь · e8 чёрный король · g8 чёрный конь · h8 чёрная ладья · a7 чёрная пешка · b7 чёрная пешка · f7 чёрная пешка · g7 чёрная пешка · h7 чёрная пешка · e6 чёрная пешка · c5 чёрная пешка · d5 чёрная пешка · e5 белая пешка · d4 белая пешка · a3 белая пешка · c3 белая пешка · c2 белая пешка · f2 белая пешка · g2 белая пешка · h2 белая пешка · a1 белая ладья · c1 белый слон · d1 белый ферзь · e1 белый король · f1 белый слон · g1 белый конь · h1 белая ладья | a8 чёрная ладья · b8 чёрный конь · c8 чёрный слон · d8 чёрный ферзь · e8 чёрный король · g8 чёрный конь · h8 чёрная ладья · a7 чёрная пешка · b7 чёрная пешка · f7 чёрная пешка · g7 чёрная пешка · h7 чёрная пешка · e6 чёрная пешка · c5 чёрная пешка · d5 чёрная пешка · e5 белая пешка · d4 белая пешка · a3 белая пешка · c3 белая пешка · c2 белая пешка · f2 белая пешка · g2 белая пешка · h2 белая пешка · a1 белая ладья · c1 белый слон · d1 белый ферзь · e1 белый король · f1 белый слон · g1 белый конь · h1 белая ладья | a8 чёрная ладья · b8 чёрный конь · c8 чёрный слон · d8 чёрный ферзь · e8 чёрный король · g8 чёрный конь · h8 чёрная ладья · a7 чёрная пешка · b7 чёрная пешка · f7 чёрная пешка · g7 чёрная пешка · h7 чёрная пешка · e6 чёрная пешка · c5 чёрная пешка · d5 чёрная пешка · e5 белая пешка · d4 белая пешка · a3 белая пешка · c3 белая пешка · c2 белая пешка · f2 белая пешка · g2 белая пешка · h2 белая пешка · a1 белая ладья · c1 белый слон · d1 белый ферзь · e1 белый король · f1 белый слон · g1 белый конь · h1 белая ладья | 3 |
| 2 | a8 чёрная ладья · b8 чёрный конь · c8 чёрный слон · d8 чёрный ферзь · e8 чёрный король · g8 чёрный конь · h8 чёрная ладья · a7 чёрная пешка · b7 чёрная пешка · f7 чёрная пешка · g7 чёрная пешка · h7 чёрная пешка · e6 чёрная пешка · c5 чёрная пешка · d5 чёрная пешка · e5 белая пешка · d4 белая пешка · a3 белая пешка · c3 белая пешка · c2 белая пешка · f2 белая пешка · g2 белая пешка · h2 белая пешка · a1 белая ладья · c1 белый слон · d1 белый ферзь · e1 белый король · f1 белый слон · g1 белый конь · h1 белая ладья | a8 чёрная ладья · b8 чёрный конь · c8 чёрный слон · d8 чёрный ферзь · e8 чёрный король · g8 чёрный конь · h8 чёрная ладья · a7 чёрная пешка · b7 чёрная пешка · f7 чёрная пешка · g7 чёрная пешка · h7 чёрная пешка · e6 чёрная пешка · c5 чёрная пешка · d5 чёрная пешка · e5 белая пешка · d4 белая пешка · a3 белая пешка · c3 белая пешка · c2 белая пешка · f2 белая пешка · g2 белая пешка · h2 белая пешка · a1 белая ладья · c1 белый слон · d1 белый ферзь · e1 белый король · f1 белый слон · g1 белый конь · h1 белая ладья | a8 чёрная ладья · b8 чёрный конь · c8 чёрный слон · d8 чёрный ферзь · e8 чёрный король · g8 чёрный конь · h8 чёрная ладья · a7 чёрная пешка · b7 чёрная пешка · f7 чёрная пешка · g7 чёрная пешка · h7 чёрная пешка · e6 чёрная пешка · c5 чёрная пешка · d5 чёрная пешка · e5 белая пешка · d4 белая пешка · a3 белая пешка · c3 белая пешка · c2 белая пешка · f2 белая пешка · g2 белая пешка · h2 белая пешка · a1 белая ладья · c1 белый слон · d1 белый ферзь · e1 белый король · f1 белый слон · g1 белый конь · h1 белая ладья | a8 чёрная ладья · b8 чёрный конь · c8 чёрный слон · d8 чёрный ферзь · e8 чёрный король · g8 чёрный конь · h8 чёрная ладья · a7 чёрная пешка · b7 чёрная пешка · f7 чёрная пешка · g7 чёрная пешка · h7 чёрная пешка · e6 чёрная пешка · c5 чёрная пешка · d5 чёрная пешка · e5 белая пешка · d4 белая пешка · a3 белая пешка · c3 белая пешка · c2 белая пешка · f2 белая пешка · g2 белая пешка · h2 белая пешка · a1 белая ладья · c1 белый слон · d1 белый ферзь · e1 белый король · f1 белый слон · g1 белый конь · h1 белая ладья | a8 чёрная ладья · b8 чёрный конь · c8 чёрный слон · d8 чёрный ферзь · e8 чёрный король · g8 чёрный конь · h8 чёрная ладья · a7 чёрная пешка · b7 чёрная пешка · f7 чёрная пешка · g7 чёрная пешка · h7 чёрная пешка · e6 чёрная пешка · c5 чёрная пешка · d5 чёрная пешка · e5 белая пешка · d4 белая пешка · a3 белая пешка · c3 белая пешка · c2 белая пешка · f2 белая пешка · g2 белая пешка · h2 белая пешка · a1 белая ладья · c1 белый слон · d1 белый ферзь · e1 белый король · f1 белый слон · g1 белый конь · h1 белая ладья | a8 чёрная ладья · b8 чёрный конь · c8 чёрный слон · d8 чёрный ферзь · e8 чёрный король · g8 чёрный конь · h8 чёрная ладья · a7 чёрная пешка · b7 чёрная пешка · f7 чёрная пешка · g7 чёрная пешка · h7 чёрная пешка · e6 чёрная пешка · c5 чёрная пешка · d5 чёрная пешка · e5 белая пешка · d4 белая пешка · a3 белая пешка · c3 белая пешка · c2 белая пешка · f2 белая пешка · g2 белая пешка · h2 белая пешка · a1 белая ладья · c1 белый слон · d1 белый ферзь · e1 белый король · f1 белый слон · g1 белый конь · h1 белая ладья | a8 чёрная ладья · b8 чёрный конь · c8 чёрный слон · d8 чёрный ферзь · e8 чёрный король · g8 чёрный конь · h8 чёрная ладья · a7 чёрная пешка · b7 чёрная пешка · f7 чёрная пешка · g7 чёрная пешка · h7 чёрная пешка · e6 чёрная пешка · c5 чёрная пешка · d5 чёрная пешка · e5 белая пешка · d4 белая пешка · a3 белая пешка · c3 белая пешка · c2 белая пешка · f2 белая пешка · g2 белая пешка · h2 белая пешка · a1 белая ладья · c1 белый слон · d1 белый ферзь · e1 белый король · f1 белый слон · g1 белый конь · h1 белая ладья | a8 чёрная ладья · b8 чёрный конь · c8 чёрный слон · d8 чёрный ферзь · e8 чёрный король · g8 чёрный конь · h8 чёрная ладья · a7 чёрная пешка · b7 чёрная пешка · f7 чёрная пешка · g7 чёрная пешка · h7 чёрная пешка · e6 чёрная пешка · c5 чёрная пешка · d5 чёрная пешка · e5 белая пешка · d4 белая пешка · a3 белая пешка · c3 белая пешка · c2 белая пешка · f2 белая пешка · g2 белая пешка · h2 белая пешка · a1 белая ладья · c1 белый слон · d1 белый ферзь · e1 белый король · f1 белый слон · g1 белый конь · h1 белая ладья | 2 |
| 1 | a8 чёрная ладья · b8 чёрный конь · c8 чёрный слон · d8 чёрный ферзь · e8 чёрный король · g8 чёрный конь · h8 чёрная ладья · a7 чёрная пешка · b7 чёрная пешка · f7 чёрная пешка · g7 чёрная пешка · h7 чёрная пешка · e6 чёрная пешка · c5 чёрная пешка · d5 чёрная пешка · e5 белая пешка · d4 белая пешка · a3 белая пешка · c3 белая пешка · c2 белая пешка · f2 белая пешка · g2 белая пешка · h2 белая пешка · a1 белая ладья · c1 белый слон · d1 белый ферзь · e1 белый король · f1 белый слон · g1 белый конь · h1 белая ладья | a8 чёрная ладья · b8 чёрный конь · c8 чёрный слон · d8 чёрный ферзь · e8 чёрный король · g8 чёрный конь · h8 чёрная ладья · a7 чёрная пешка · b7 чёрная пешка · f7 чёрная пешка · g7 чёрная пешка · h7 чёрная пешка · e6 чёрная пешка · c5 чёрная пешка · d5 чёрная пешка · e5 белая пешка · d4 белая пешка · a3 белая пешка · c3 белая пешка · c2 белая пешка · f2 белая пешка · g2 белая пешка · h2 белая пешка · a1 белая ладья · c1 белый слон · d1 белый ферзь · e1 белый король · f1 белый слон · g1 белый конь · h1 белая ладья | a8 чёрная ладья · b8 чёрный конь · c8 чёрный слон · d8 чёрный ферзь · e8 чёрный король · g8 чёрный конь · h8 чёрная ладья · a7 чёрная пешка · b7 чёрная пешка · f7 чёрная пешка · g7 чёрная пешка · h7 чёрная пешка · e6 чёрная пешка · c5 чёрная пешка · d5 чёрная пешка · e5 белая пешка · d4 белая пешка · a3 белая пешка · c3 белая пешка · c2 белая пешка · f2 белая пешка · g2 белая пешка · h2 белая пешка · a1 белая ладья · c1 белый слон · d1 белый ферзь · e1 белый король · f1 белый слон · g1 белый конь · h1 белая ладья | a8 чёрная ладья · b8 чёрный конь · c8 чёрный слон · d8 чёрный ферзь · e8 чёрный король · g8 чёрный конь · h8 чёрная ладья · a7 чёрная пешка · b7 чёрная пешка · f7 чёрная пешка · g7 чёрная пешка · h7 чёрная пешка · e6 чёрная пешка · c5 чёрная пешка · d5 чёрная пешка · e5 белая пешка · d4 белая пешка · a3 белая пешка · c3 белая пешка · c2 белая пешка · f2 белая пешка · g2 белая пешка · h2 белая пешка · a1 белая ладья · c1 белый слон · d1 белый ферзь · e1 белый король · f1 белый слон · g1 белый конь · h1 белая ладья | a8 чёрная ладья · b8 чёрный конь · c8 чёрный слон · d8 чёрный ферзь · e8 чёрный король · g8 чёрный конь · h8 чёрная ладья · a7 чёрная пешка · b7 чёрная пешка · f7 чёрная пешка · g7 чёрная пешка · h7 чёрная пешка · e6 чёрная пешка · c5 чёрная пешка · d5 чёрная пешка · e5 белая пешка · d4 белая пешка · a3 белая пешка · c3 белая пешка · c2 белая пешка · f2 белая пешка · g2 белая пешка · h2 белая пешка · a1 белая ладья · c1 белый слон · d1 белый ферзь · e1 белый король · f1 белый слон · g1 белый конь · h1 белая ладья | a8 чёрная ладья · b8 чёрный конь · c8 чёрный слон · d8 чёрный ферзь · e8 чёрный король · g8 чёрный конь · h8 чёрная ладья · a7 чёрная пешка · b7 чёрная пешка · f7 чёрная пешка · g7 чёрная пешка · h7 чёрная пешка · e6 чёрная пешка · c5 чёрная пешка · d5 чёрная пешка · e5 белая пешка · d4 белая пешка · a3 белая пешка · c3 белая пешка · c2 белая пешка · f2 белая пешка · g2 белая пешка · h2 белая пешка · a1 белая ладья · c1 белый слон · d1 белый ферзь · e1 белый король · f1 белый слон · g1 белый конь · h1 белая ладья | a8 чёрная ладья · b8 чёрный конь · c8 чёрный слон · d8 чёрный ферзь · e8 чёрный король · g8 чёрный конь · h8 чёрная ладья · a7 чёрная пешка · b7 чёрная пешка · f7 чёрная пешка · g7 чёрная пешка · h7 чёрная пешка · e6 чёрная пешка · c5 чёрная пешка · d5 чёрная пешка · e5 белая пешка · d4 белая пешка · a3 белая пешка · c3 белая пешка · c2 белая пешка · f2 белая пешка · g2 белая пешка · h2 белая пешка · a1 белая ладья · c1 белый слон · d1 белый ферзь · e1 белый король · f1 белый слон · g1 белый конь · h1 белая ладья | a8 чёрная ладья · b8 чёрный конь · c8 чёрный слон · d8 чёрный ферзь · e8 чёрный король · g8 чёрный конь · h8 чёрная ладья · a7 чёрная пешка · b7 чёрная пешка · f7 чёрная пешка · g7 чёрная пешка · h7 чёрная пешка · e6 чёрная пешка · c5 чёрная пешка · d5 чёрная пешка · e5 белая пешка · d4 белая пешка · a3 белая пешка · c3 белая пешка · c2 белая пешка · f2 белая пешка · g2 белая пешка · h2 белая пешка · a1 белая ладья · c1 белый слон · d1 белый ферзь · e1 белый король · f1 белый слон · g1 белый конь · h1 белая ладья | 1 |
|   | a | b | c | d | e | f | g | h |   |

|   | a | b | c | d | e | f | g | h |   |
| - | --- | --- | --- | --- | --- | --- | --- | --- | - |
| 8 | a8 чёрная ладья · b8 чёрный конь · c8 чёрный слон · d8 чёрный ферзь · f8 чёрная ладья · g8 чёрный король · a7 чёрная пешка · b7 чёрная пешка · c7 чёрная пешка · e7 чёрный слон · g7 чёрная пешка · h7 чёрная пешка · e6 чёрная пешка · f6 чёрный конь · d5 чёрная пешка · f5 чёрная пешка · c4 белая пешка · d4 белая пешка · f3 белый конь · g3 белая пешка · a2 белая пешка · b2 белая пешка · e2 белая пешка · f2 белая пешка · g2 белый слон · h2 белая пешка · a1 белая ладья · b1 белый конь · c1 белый слон · d1 белый ферзь · f1 белая ладья · g1 белый король | a8 чёрная ладья · b8 чёрный конь · c8 чёрный слон · d8 чёрный ферзь · f8 чёрная ладья · g8 чёрный король · a7 чёрная пешка · b7 чёрная пешка · c7 чёрная пешка · e7 чёрный слон · g7 чёрная пешка · h7 чёрная пешка · e6 чёрная пешка · f6 чёрный конь · d5 чёрная пешка · f5 чёрная пешка · c4 белая пешка · d4 белая пешка · f3 белый конь · g3 белая пешка · a2 белая пешка · b2 белая пешка · e2 белая пешка · f2 белая пешка · g2 белый слон · h2 белая пешка · a1 белая ладья · b1 белый конь · c1 белый слон · d1 белый ферзь · f1 белая ладья · g1 белый король | a8 чёрная ладья · b8 чёрный конь · c8 чёрный слон · d8 чёрный ферзь · f8 чёрная ладья · g8 чёрный король · a7 чёрная пешка · b7 чёрная пешка · c7 чёрная пешка · e7 чёрный слон · g7 чёрная пешка · h7 чёрная пешка · e6 чёрная пешка · f6 чёрный конь · d5 чёрная пешка · f5 чёрная пешка · c4 белая пешка · d4 белая пешка · f3 белый конь · g3 белая пешка · a2 белая пешка · b2 белая пешка · e2 белая пешка · f2 белая пешка · g2 белый слон · h2 белая пешка · a1 белая ладья · b1 белый конь · c1 белый слон · d1 белый ферзь · f1 белая ладья · g1 белый король | a8 чёрная ладья · b8 чёрный конь · c8 чёрный слон · d8 чёрный ферзь · f8 чёрная ладья · g8 чёрный король · a7 чёрная пешка · b7 чёрная пешка · c7 чёрная пешка · e7 чёрный слон · g7 чёрная пешка · h7 чёрная пешка · e6 чёрная пешка · f6 чёрный конь · d5 чёрная пешка · f5 чёрная пешка · c4 белая пешка · d4 белая пешка · f3 белый конь · g3 белая пешка · a2 белая пешка · b2 белая пешка · e2 белая пешка · f2 белая пешка · g2 белый слон · h2 белая пешка · a1 белая ладья · b1 белый конь · c1 белый слон · d1 белый ферзь · f1 белая ладья · g1 белый король | a8 чёрная ладья · b8 чёрный конь · c8 чёрный слон · d8 чёрный ферзь · f8 чёрная ладья · g8 чёрный король · a7 чёрная пешка · b7 чёрная пешка · c7 чёрная пешка · e7 чёрный слон · g7 чёрная пешка · h7 чёрная пешка · e6 чёрная пешка · f6 чёрный конь · d5 чёрная пешка · f5 чёрная пешка · c4 белая пешка · d4 белая пешка · f3 белый конь · g3 белая пешка · a2 белая пешка · b2 белая пешка · e2 белая пешка · f2 белая пешка · g2 белый слон · h2 белая пешка · a1 белая ладья · b1 белый конь · c1 белый слон · d1 белый ферзь · f1 белая ладья · g1 белый король | a8 чёрная ладья · b8 чёрный конь · c8 чёрный слон · d8 чёрный ферзь · f8 чёрная ладья · g8 чёрный король · a7 чёрная пешка · b7 чёрная пешка · c7 чёрная пешка · e7 чёрный слон · g7 чёрная пешка · h7 чёрная пешка · e6 чёрная пешка · f6 чёрный конь · d5 чёрная пешка · f5 чёрная пешка · c4 белая пешка · d4 белая пешка · f3 белый конь · g3 белая пешка · a2 белая пешка · b2 белая пешка · e2 белая пешка · f2 белая пешка · g2 белый слон · h2 белая пешка · a1 белая ладья · b1 белый конь · c1 белый слон · d1 белый ферзь · f1 белая ладья · g1 белый король | a8 чёрная ладья · b8 чёрный конь · c8 чёрный слон · d8 чёрный ферзь · f8 чёрная ладья · g8 чёрный король · a7 чёрная пешка · b7 чёрная пешка · c7 чёрная пешка · e7 чёрный слон · g7 чёрная пешка · h7 чёрная пешка · e6 чёрная пешка · f6 чёрный конь · d5 чёрная пешка · f5 чёрная пешка · c4 белая пешка · d4 белая пешка · f3 белый конь · g3 белая пешка · a2 белая пешка · b2 белая пешка · e2 белая пешка · f2 белая пешка · g2 белый слон · h2 белая пешка · a1 белая ладья · b1 белый конь · c1 белый слон · d1 белый ферзь · f1 белая ладья · g1 белый король | a8 чёрная ладья · b8 чёрный конь · c8 чёрный слон · d8 чёрный ферзь · f8 чёрная ладья · g8 чёрный король · a7 чёрная пешка · b7 чёрная пешка · c7 чёрная пешка · e7 чёрный слон · g7 чёрная пешка · h7 чёрная пешка · e6 чёрная пешка · f6 чёрный конь · d5 чёрная пешка · f5 чёрная пешка · c4 белая пешка · d4 белая пешка · f3 белый конь · g3 белая пешка · a2 белая пешка · b2 белая пешка · e2 белая пешка · f2 белая пешка · g2 белый слон · h2 белая пешка · a1 белая ладья · b1 белый конь · c1 белый слон · d1 белый ферзь · f1 белая ладья · g1 белый король | 8 |
| 7 | a8 чёрная ладья · b8 чёрный конь · c8 чёрный слон · d8 чёрный ферзь · f8 чёрная ладья · g8 чёрный король · a7 чёрная пешка · b7 чёрная пешка · c7 чёрная пешка · e7 чёрный слон · g7 чёрная пешка · h7 чёрная пешка · e6 чёрная пешка · f6 чёрный конь · d5 чёрная пешка · f5 чёрная пешка · c4 белая пешка · d4 белая пешка · f3 белый конь · g3 белая пешка · a2 белая пешка · b2 белая пешка · e2 белая пешка · f2 белая пешка · g2 белый слон · h2 белая пешка · a1 белая ладья · b1 белый конь · c1 белый слон · d1 белый ферзь · f1 белая ладья · g1 белый король | a8 чёрная ладья · b8 чёрный конь · c8 чёрный слон · d8 чёрный ферзь · f8 чёрная ладья · g8 чёрный король · a7 чёрная пешка · b7 чёрная пешка · c7 чёрная пешка · e7 чёрный слон · g7 чёрная пешка · h7 чёрная пешка · e6 чёрная пешка · f6 чёрный конь · d5 чёрная пешка · f5 чёрная пешка · c4 белая пешка · d4 белая пешка · f3 белый конь · g3 белая пешка · a2 белая пешка · b2 белая пешка · e2 белая пешка · f2 белая пешка · g2 белый слон · h2 белая пешка · a1 белая ладья · b1 белый конь · c1 белый слон · d1 белый ферзь · f1 белая ладья · g1 белый король | a8 чёрная ладья · b8 чёрный конь · c8 чёрный слон · d8 чёрный ферзь · f8 чёрная ладья · g8 чёрный король · a7 чёрная пешка · b7 чёрная пешка · c7 чёрная пешка · e7 чёрный слон · g7 чёрная пешка · h7 чёрная пешка · e6 чёрная пешка · f6 чёрный конь · d5 чёрная пешка · f5 чёрная пешка · c4 белая пешка · d4 белая пешка · f3 белый конь · g3 белая пешка · a2 белая пешка · b2 белая пешка · e2 белая пешка · f2 белая пешка · g2 белый слон · h2 белая пешка · a1 белая ладья · b1 белый конь · c1 белый слон · d1 белый ферзь · f1 белая ладья · g1 белый король | a8 чёрная ладья · b8 чёрный конь · c8 чёрный слон · d8 чёрный ферзь · f8 чёрная ладья · g8 чёрный король · a7 чёрная пешка · b7 чёрная пешка · c7 чёрная пешка · e7 чёрный слон · g7 чёрная пешка · h7 чёрная пешка · e6 чёрная пешка · f6 чёрный конь · d5 чёрная пешка · f5 чёрная пешка · c4 белая пешка · d4 белая пешка · f3 белый конь · g3 белая пешка · a2 белая пешка · b2 белая пешка · e2 белая пешка · f2 белая пешка · g2 белый слон · h2 белая пешка · a1 белая ладья · b1 белый конь · c1 белый слон · d1 белый ферзь · f1 белая ладья · g1 белый король | a8 чёрная ладья · b8 чёрный конь · c8 чёрный слон · d8 чёрный ферзь · f8 чёрная ладья · g8 чёрный король · a7 чёрная пешка · b7 чёрная пешка · c7 чёрная пешка · e7 чёрный слон · g7 чёрная пешка · h7 чёрная пешка · e6 чёрная пешка · f6 чёрный конь · d5 чёрная пешка · f5 чёрная пешка · c4 белая пешка · d4 белая пешка · f3 белый конь · g3 белая пешка · a2 белая пешка · b2 белая пешка · e2 белая пешка · f2 белая пешка · g2 белый слон · h2 белая пешка · a1 белая ладья · b1 белый конь · c1 белый слон · d1 белый ферзь · f1 белая ладья · g1 белый король | a8 чёрная ладья · b8 чёрный конь · c8 чёрный слон · d8 чёрный ферзь · f8 чёрная ладья · g8 чёрный король · a7 чёрная пешка · b7 чёрная пешка · c7 чёрная пешка · e7 чёрный слон · g7 чёрная пешка · h7 чёрная пешка · e6 чёрная пешка · f6 чёрный конь · d5 чёрная пешка · f5 чёрная пешка · c4 белая пешка · d4 белая пешка · f3 белый конь · g3 белая пешка · a2 белая пешка · b2 белая пешка · e2 белая пешка · f2 белая пешка · g2 белый слон · h2 белая пешка · a1 белая ладья · b1 белый конь · c1 белый слон · d1 белый ферзь · f1 белая ладья · g1 белый король | a8 чёрная ладья · b8 чёрный конь · c8 чёрный слон · d8 чёрный ферзь · f8 чёрная ладья · g8 чёрный король · a7 чёрная пешка · b7 чёрная пешка · c7 чёрная пешка · e7 чёрный слон · g7 чёрная пешка · h7 чёрная пешка · e6 чёрная пешка · f6 чёрный конь · d5 чёрная пешка · f5 чёрная пешка · c4 белая пешка · d4 белая пешка · f3 белый конь · g3 белая пешка · a2 белая пешка · b2 белая пешка · e2 белая пешка · f2 белая пешка · g2 белый слон · h2 белая пешка · a1 белая ладья · b1 белый конь · c1 белый слон · d1 белый ферзь · f1 белая ладья · g1 белый король | a8 чёрная ладья · b8 чёрный конь · c8 чёрный слон · d8 чёрный ферзь · f8 чёрная ладья · g8 чёрный король · a7 чёрная пешка · b7 чёрная пешка · c7 чёрная пешка · e7 чёрный слон · g7 чёрная пешка · h7 чёрная пешка · e6 чёрная пешка · f6 чёрный конь · d5 чёрная пешка · f5 чёрная пешка · c4 белая пешка · d4 белая пешка · f3 белый конь · g3 белая пешка · a2 белая пешка · b2 белая пешка · e2 белая пешка · f2 белая пешка · g2 белый слон · h2 белая пешка · a1 белая ладья · b1 белый конь · c1 белый слон · d1 белый ферзь · f1 белая ладья · g1 белый король | 7 |
| 6 | a8 чёрная ладья · b8 чёрный конь · c8 чёрный слон · d8 чёрный ферзь · f8 чёрная ладья · g8 чёрный король · a7 чёрная пешка · b7 чёрная пешка · c7 чёрная пешка · e7 чёрный слон · g7 чёрная пешка · h7 чёрная пешка · e6 чёрная пешка · f6 чёрный конь · d5 чёрная пешка · f5 чёрная пешка · c4 белая пешка · d4 белая пешка · f3 белый конь · g3 белая пешка · a2 белая пешка · b2 белая пешка · e2 белая пешка · f2 белая пешка · g2 белый слон · h2 белая пешка · a1 белая ладья · b1 белый конь · c1 белый слон · d1 белый ферзь · f1 белая ладья · g1 белый король | a8 чёрная ладья · b8 чёрный конь · c8 чёрный слон · d8 чёрный ферзь · f8 чёрная ладья · g8 чёрный король · a7 чёрная пешка · b7 чёрная пешка · c7 чёрная пешка · e7 чёрный слон · g7 чёрная пешка · h7 чёрная пешка · e6 чёрная пешка · f6 чёрный конь · d5 чёрная пешка · f5 чёрная пешка · c4 белая пешка · d4 белая пешка · f3 белый конь · g3 белая пешка · a2 белая пешка · b2 белая пешка · e2 белая пешка · f2 белая пешка · g2 белый слон · h2 белая пешка · a1 белая ладья · b1 белый конь · c1 белый слон · d1 белый ферзь · f1 белая ладья · g1 белый король | a8 чёрная ладья · b8 чёрный конь · c8 чёрный слон · d8 чёрный ферзь · f8 чёрная ладья · g8 чёрный король · a7 чёрная пешка · b7 чёрная пешка · c7 чёрная пешка · e7 чёрный слон · g7 чёрная пешка · h7 чёрная пешка · e6 чёрная пешка · f6 чёрный конь · d5 чёрная пешка · f5 чёрная пешка · c4 белая пешка · d4 белая пешка · f3 белый конь · g3 белая пешка · a2 белая пешка · b2 белая пешка · e2 белая пешка · f2 белая пешка · g2 белый слон · h2 белая пешка · a1 белая ладья · b1 белый конь · c1 белый слон · d1 белый ферзь · f1 белая ладья · g1 белый король | a8 чёрная ладья · b8 чёрный конь · c8 чёрный слон · d8 чёрный ферзь · f8 чёрная ладья · g8 чёрный король · a7 чёрная пешка · b7 чёрная пешка · c7 чёрная пешка · e7 чёрный слон · g7 чёрная пешка · h7 чёрная пешка · e6 чёрная пешка · f6 чёрный конь · d5 чёрная пешка · f5 чёрная пешка · c4 белая пешка · d4 белая пешка · f3 белый конь · g3 белая пешка · a2 белая пешка · b2 белая пешка · e2 белая пешка · f2 белая пешка · g2 белый слон · h2 белая пешка · a1 белая ладья · b1 белый конь · c1 белый слон · d1 белый ферзь · f1 белая ладья · g1 белый король | a8 чёрная ладья · b8 чёрный конь · c8 чёрный слон · d8 чёрный ферзь · f8 чёрная ладья · g8 чёрный король · a7 чёрная пешка · b7 чёрная пешка · c7 чёрная пешка · e7 чёрный слон · g7 чёрная пешка · h7 чёрная пешка · e6 чёрная пешка · f6 чёрный конь · d5 чёрная пешка · f5 чёрная пешка · c4 белая пешка · d4 белая пешка · f3 белый конь · g3 белая пешка · a2 белая пешка · b2 белая пешка · e2 белая пешка · f2 белая пешка · g2 белый слон · h2 белая пешка · a1 белая ладья · b1 белый конь · c1 белый слон · d1 белый ферзь · f1 белая ладья · g1 белый король | a8 чёрная ладья · b8 чёрный конь · c8 чёрный слон · d8 чёрный ферзь · f8 чёрная ладья · g8 чёрный король · a7 чёрная пешка · b7 чёрная пешка · c7 чёрная пешка · e7 чёрный слон · g7 чёрная пешка · h7 чёрная пешка · e6 чёрная пешка · f6 чёрный конь · d5 чёрная пешка · f5 чёрная пешка · c4 белая пешка · d4 белая пешка · f3 белый конь · g3 белая пешка · a2 белая пешка · b2 белая пешка · e2 белая пешка · f2 белая пешка · g2 белый слон · h2 белая пешка · a1 белая ладья · b1 белый конь · c1 белый слон · d1 белый ферзь · f1 белая ладья · g1 белый король | a8 чёрная ладья · b8 чёрный конь · c8 чёрный слон · d8 чёрный ферзь · f8 чёрная ладья · g8 чёрный король · a7 чёрная пешка · b7 чёрная пешка · c7 чёрная пешка · e7 чёрный слон · g7 чёрная пешка · h7 чёрная пешка · e6 чёрная пешка · f6 чёрный конь · d5 чёрная пешка · f5 чёрная пешка · c4 белая пешка · d4 белая пешка · f3 белый конь · g3 белая пешка · a2 белая пешка · b2 белая пешка · e2 белая пешка · f2 белая пешка · g2 белый слон · h2 белая пешка · a1 белая ладья · b1 белый конь · c1 белый слон · d1 белый ферзь · f1 белая ладья · g1 белый король | a8 чёрная ладья · b8 чёрный конь · c8 чёрный слон · d8 чёрный ферзь · f8 чёрная ладья · g8 чёрный король · a7 чёрная пешка · b7 чёрная пешка · c7 чёрная пешка · e7 чёрный слон · g7 чёрная пешка · h7 чёрная пешка · e6 чёрная пешка · f6 чёрный конь · d5 чёрная пешка · f5 чёрная пешка · c4 белая пешка · d4 белая пешка · f3 белый конь · g3 белая пешка · a2 белая пешка · b2 белая пешка · e2 белая пешка · f2 белая пешка · g2 белый слон · h2 белая пешка · a1 белая ладья · b1 белый конь · c1 белый слон · d1 белый ферзь · f1 белая ладья · g1 белый король | 6 |
| 5 | a8 чёрная ладья · b8 чёрный конь · c8 чёрный слон · d8 чёрный ферзь · f8 чёрная ладья · g8 чёрный король · a7 чёрная пешка · b7 чёрная пешка · c7 чёрная пешка · e7 чёрный слон · g7 чёрная пешка · h7 чёрная пешка · e6 чёрная пешка · f6 чёрный конь · d5 чёрная пешка · f5 чёрная пешка · c4 белая пешка · d4 белая пешка · f3 белый конь · g3 белая пешка · a2 белая пешка · b2 белая пешка · e2 белая пешка · f2 белая пешка · g2 белый слон · h2 белая пешка · a1 белая ладья · b1 белый конь · c1 белый слон · d1 белый ферзь · f1 белая ладья · g1 белый король | a8 чёрная ладья · b8 чёрный конь · c8 чёрный слон · d8 чёрный ферзь · f8 чёрная ладья · g8 чёрный король · a7 чёрная пешка · b7 чёрная пешка · c7 чёрная пешка · e7 чёрный слон · g7 чёрная пешка · h7 чёрная пешка · e6 чёрная пешка · f6 чёрный конь · d5 чёрная пешка · f5 чёрная пешка · c4 белая пешка · d4 белая пешка · f3 белый конь · g3 белая пешка · a2 белая пешка · b2 белая пешка · e2 белая пешка · f2 белая пешка · g2 белый слон · h2 белая пешка · a1 белая ладья · b1 белый конь · c1 белый слон · d1 белый ферзь · f1 белая ладья · g1 белый король | a8 чёрная ладья · b8 чёрный конь · c8 чёрный слон · d8 чёрный ферзь · f8 чёрная ладья · g8 чёрный король · a7 чёрная пешка · b7 чёрная пешка · c7 чёрная пешка · e7 чёрный слон · g7 чёрная пешка · h7 чёрная пешка · e6 чёрная пешка · f6 чёрный конь · d5 чёрная пешка · f5 чёрная пешка · c4 белая пешка · d4 белая пешка · f3 белый конь · g3 белая пешка · a2 белая пешка · b2 белая пешка · e2 белая пешка · f2 белая пешка · g2 белый слон · h2 белая пешка · a1 белая ладья · b1 белый конь · c1 белый слон · d1 белый ферзь · f1 белая ладья · g1 белый король | a8 чёрная ладья · b8 чёрный конь · c8 чёрный слон · d8 чёрный ферзь · f8 чёрная ладья · g8 чёрный король · a7 чёрная пешка · b7 чёрная пешка · c7 чёрная пешка · e7 чёрный слон · g7 чёрная пешка · h7 чёрная пешка · e6 чёрная пешка · f6 чёрный конь · d5 чёрная пешка · f5 чёрная пешка · c4 белая пешка · d4 белая пешка · f3 белый конь · g3 белая пешка · a2 белая пешка · b2 белая пешка · e2 белая пешка · f2 белая пешка · g2 белый слон · h2 белая пешка · a1 белая ладья · b1 белый конь · c1 белый слон · d1 белый ферзь · f1 белая ладья · g1 белый король | a8 чёрная ладья · b8 чёрный конь · c8 чёрный слон · d8 чёрный ферзь · f8 чёрная ладья · g8 чёрный король · a7 чёрная пешка · b7 чёрная пешка · c7 чёрная пешка · e7 чёрный слон · g7 чёрная пешка · h7 чёрная пешка · e6 чёрная пешка · f6 чёрный конь · d5 чёрная пешка · f5 чёрная пешка · c4 белая пешка · d4 белая пешка · f3 белый конь · g3 белая пешка · a2 белая пешка · b2 белая пешка · e2 белая пешка · f2 белая пешка · g2 белый слон · h2 белая пешка · a1 белая ладья · b1 белый конь · c1 белый слон · d1 белый ферзь · f1 белая ладья · g1 белый король | a8 чёрная ладья · b8 чёрный конь · c8 чёрный слон · d8 чёрный ферзь · f8 чёрная ладья · g8 чёрный король · a7 чёрная пешка · b7 чёрная пешка · c7 чёрная пешка · e7 чёрный слон · g7 чёрная пешка · h7 чёрная пешка · e6 чёрная пешка · f6 чёрный конь · d5 чёрная пешка · f5 чёрная пешка · c4 белая пешка · d4 белая пешка · f3 белый конь · g3 белая пешка · a2 белая пешка · b2 белая пешка · e2 белая пешка · f2 белая пешка · g2 белый слон · h2 белая пешка · a1 белая ладья · b1 белый конь · c1 белый слон · d1 белый ферзь · f1 белая ладья · g1 белый король | a8 чёрная ладья · b8 чёрный конь · c8 чёрный слон · d8 чёрный ферзь · f8 чёрная ладья · g8 чёрный король · a7 чёрная пешка · b7 чёрная пешка · c7 чёрная пешка · e7 чёрный слон · g7 чёрная пешка · h7 чёрная пешка · e6 чёрная пешка · f6 чёрный конь · d5 чёрная пешка · f5 чёрная пешка · c4 белая пешка · d4 белая пешка · f3 белый конь · g3 белая пешка · a2 белая пешка · b2 белая пешка · e2 белая пешка · f2 белая пешка · g2 белый слон · h2 белая пешка · a1 белая ладья · b1 белый конь · c1 белый слон · d1 белый ферзь · f1 белая ладья · g1 белый король | a8 чёрная ладья · b8 чёрный конь · c8 чёрный слон · d8 чёрный ферзь · f8 чёрная ладья · g8 чёрный король · a7 чёрная пешка · b7 чёрная пешка · c7 чёрная пешка · e7 чёрный слон · g7 чёрная пешка · h7 чёрная пешка · e6 чёрная пешка · f6 чёрный конь · d5 чёрная пешка · f5 чёрная пешка · c4 белая пешка · d4 белая пешка · f3 белый конь · g3 белая пешка · a2 белая пешка · b2 белая пешка · e2 белая пешка · f2 белая пешка · g2 белый слон · h2 белая пешка · a1 белая ладья · b1 белый конь · c1 белый слон · d1 белый ферзь · f1 белая ладья · g1 белый король | 5 |
| 4 | a8 чёрная ладья · b8 чёрный конь · c8 чёрный слон · d8 чёрный ферзь · f8 чёрная ладья · g8 чёрный король · a7 чёрная пешка · b7 чёрная пешка · c7 чёрная пешка · e7 чёрный слон · g7 чёрная пешка · h7 чёрная пешка · e6 чёрная пешка · f6 чёрный конь · d5 чёрная пешка · f5 чёрная пешка · c4 белая пешка · d4 белая пешка · f3 белый конь · g3 белая пешка · a2 белая пешка · b2 белая пешка · e2 белая пешка · f2 белая пешка · g2 белый слон · h2 белая пешка · a1 белая ладья · b1 белый конь · c1 белый слон · d1 белый ферзь · f1 белая ладья · g1 белый король | a8 чёрная ладья · b8 чёрный конь · c8 чёрный слон · d8 чёрный ферзь · f8 чёрная ладья · g8 чёрный король · a7 чёрная пешка · b7 чёрная пешка · c7 чёрная пешка · e7 чёрный слон · g7 чёрная пешка · h7 чёрная пешка · e6 чёрная пешка · f6 чёрный конь · d5 чёрная пешка · f5 чёрная пешка · c4 белая пешка · d4 белая пешка · f3 белый конь · g3 белая пешка · a2 белая пешка · b2 белая пешка · e2 белая пешка · f2 белая пешка · g2 белый слон · h2 белая пешка · a1 белая ладья · b1 белый конь · c1 белый слон · d1 белый ферзь · f1 белая ладья · g1 белый король | a8 чёрная ладья · b8 чёрный конь · c8 чёрный слон · d8 чёрный ферзь · f8 чёрная ладья · g8 чёрный король · a7 чёрная пешка · b7 чёрная пешка · c7 чёрная пешка · e7 чёрный слон · g7 чёрная пешка · h7 чёрная пешка · e6 чёрная пешка · f6 чёрный конь · d5 чёрная пешка · f5 чёрная пешка · c4 белая пешка · d4 белая пешка · f3 белый конь · g3 белая пешка · a2 белая пешка · b2 белая пешка · e2 белая пешка · f2 белая пешка · g2 белый слон · h2 белая пешка · a1 белая ладья · b1 белый конь · c1 белый слон · d1 белый ферзь · f1 белая ладья · g1 белый король | a8 чёрная ладья · b8 чёрный конь · c8 чёрный слон · d8 чёрный ферзь · f8 чёрная ладья · g8 чёрный король · a7 чёрная пешка · b7 чёрная пешка · c7 чёрная пешка · e7 чёрный слон · g7 чёрная пешка · h7 чёрная пешка · e6 чёрная пешка · f6 чёрный конь · d5 чёрная пешка · f5 чёрная пешка · c4 белая пешка · d4 белая пешка · f3 белый конь · g3 белая пешка · a2 белая пешка · b2 белая пешка · e2 белая пешка · f2 белая пешка · g2 белый слон · h2 белая пешка · a1 белая ладья · b1 белый конь · c1 белый слон · d1 белый ферзь · f1 белая ладья · g1 белый король | a8 чёрная ладья · b8 чёрный конь · c8 чёрный слон · d8 чёрный ферзь · f8 чёрная ладья · g8 чёрный король · a7 чёрная пешка · b7 чёрная пешка · c7 чёрная пешка · e7 чёрный слон · g7 чёрная пешка · h7 чёрная пешка · e6 чёрная пешка · f6 чёрный конь · d5 чёрная пешка · f5 чёрная пешка · c4 белая пешка · d4 белая пешка · f3 белый конь · g3 белая пешка · a2 белая пешка · b2 белая пешка · e2 белая пешка · f2 белая пешка · g2 белый слон · h2 белая пешка · a1 белая ладья · b1 белый конь · c1 белый слон · d1 белый ферзь · f1 белая ладья · g1 белый король | a8 чёрная ладья · b8 чёрный конь · c8 чёрный слон · d8 чёрный ферзь · f8 чёрная ладья · g8 чёрный король · a7 чёрная пешка · b7 чёрная пешка · c7 чёрная пешка · e7 чёрный слон · g7 чёрная пешка · h7 чёрная пешка · e6 чёрная пешка · f6 чёрный конь · d5 чёрная пешка · f5 чёрная пешка · c4 белая пешка · d4 белая пешка · f3 белый конь · g3 белая пешка · a2 белая пешка · b2 белая пешка · e2 белая пешка · f2 белая пешка · g2 белый слон · h2 белая пешка · a1 белая ладья · b1 белый конь · c1 белый слон · d1 белый ферзь · f1 белая ладья · g1 белый король | a8 чёрная ладья · b8 чёрный конь · c8 чёрный слон · d8 чёрный ферзь · f8 чёрная ладья · g8 чёрный король · a7 чёрная пешка · b7 чёрная пешка · c7 чёрная пешка · e7 чёрный слон · g7 чёрная пешка · h7 чёрная пешка · e6 чёрная пешка · f6 чёрный конь · d5 чёрная пешка · f5 чёрная пешка · c4 белая пешка · d4 белая пешка · f3 белый конь · g3 белая пешка · a2 белая пешка · b2 белая пешка · e2 белая пешка · f2 белая пешка · g2 белый слон · h2 белая пешка · a1 белая ладья · b1 белый конь · c1 белый слон · d1 белый ферзь · f1 белая ладья · g1 белый король | a8 чёрная ладья · b8 чёрный конь · c8 чёрный слон · d8 чёрный ферзь · f8 чёрная ладья · g8 чёрный король · a7 чёрная пешка · b7 чёрная пешка · c7 чёрная пешка · e7 чёрный слон · g7 чёрная пешка · h7 чёрная пешка · e6 чёрная пешка · f6 чёрный конь · d5 чёрная пешка · f5 чёрная пешка · c4 белая пешка · d4 белая пешка · f3 белый конь · g3 белая пешка · a2 белая пешка · b2 белая пешка · e2 белая пешка · f2 белая пешка · g2 белый слон · h2 белая пешка · a1 белая ладья · b1 белый конь · c1 белый слон · d1 белый ферзь · f1 белая ладья · g1 белый король | 4 |
| 3 | a8 чёрная ладья · b8 чёрный конь · c8 чёрный слон · d8 чёрный ферзь · f8 чёрная ладья · g8 чёрный король · a7 чёрная пешка · b7 чёрная пешка · c7 чёрная пешка · e7 чёрный слон · g7 чёрная пешка · h7 чёрная пешка · e6 чёрная пешка · f6 чёрный конь · d5 чёрная пешка · f5 чёрная пешка · c4 белая пешка · d4 белая пешка · f3 белый конь · g3 белая пешка · a2 белая пешка · b2 белая пешка · e2 белая пешка · f2 белая пешка · g2 белый слон · h2 белая пешка · a1 белая ладья · b1 белый конь · c1 белый слон · d1 белый ферзь · f1 белая ладья · g1 белый король | a8 чёрная ладья · b8 чёрный конь · c8 чёрный слон · d8 чёрный ферзь · f8 чёрная ладья · g8 чёрный король · a7 чёрная пешка · b7 чёрная пешка · c7 чёрная пешка · e7 чёрный слон · g7 чёрная пешка · h7 чёрная пешка · e6 чёрная пешка · f6 чёрный конь · d5 чёрная пешка · f5 чёрная пешка · c4 белая пешка · d4 белая пешка · f3 белый конь · g3 белая пешка · a2 белая пешка · b2 белая пешка · e2 белая пешка · f2 белая пешка · g2 белый слон · h2 белая пешка · a1 белая ладья · b1 белый конь · c1 белый слон · d1 белый ферзь · f1 белая ладья · g1 белый король | a8 чёрная ладья · b8 чёрный конь · c8 чёрный слон · d8 чёрный ферзь · f8 чёрная ладья · g8 чёрный король · a7 чёрная пешка · b7 чёрная пешка · c7 чёрная пешка · e7 чёрный слон · g7 чёрная пешка · h7 чёрная пешка · e6 чёрная пешка · f6 чёрный конь · d5 чёрная пешка · f5 чёрная пешка · c4 белая пешка · d4 белая пешка · f3 белый конь · g3 белая пешка · a2 белая пешка · b2 белая пешка · e2 белая пешка · f2 белая пешка · g2 белый слон · h2 белая пешка · a1 белая ладья · b1 белый конь · c1 белый слон · d1 белый ферзь · f1 белая ладья · g1 белый король | a8 чёрная ладья · b8 чёрный конь · c8 чёрный слон · d8 чёрный ферзь · f8 чёрная ладья · g8 чёрный король · a7 чёрная пешка · b7 чёрная пешка · c7 чёрная пешка · e7 чёрный слон · g7 чёрная пешка · h7 чёрная пешка · e6 чёрная пешка · f6 чёрный конь · d5 чёрная пешка · f5 чёрная пешка · c4 белая пешка · d4 белая пешка · f3 белый конь · g3 белая пешка · a2 белая пешка · b2 белая пешка · e2 белая пешка · f2 белая пешка · g2 белый слон · h2 белая пешка · a1 белая ладья · b1 белый конь · c1 белый слон · d1 белый ферзь · f1 белая ладья · g1 белый король | a8 чёрная ладья · b8 чёрный конь · c8 чёрный слон · d8 чёрный ферзь · f8 чёрная ладья · g8 чёрный король · a7 чёрная пешка · b7 чёрная пешка · c7 чёрная пешка · e7 чёрный слон · g7 чёрная пешка · h7 чёрная пешка · e6 чёрная пешка · f6 чёрный конь · d5 чёрная пешка · f5 чёрная пешка · c4 белая пешка · d4 белая пешка · f3 белый конь · g3 белая пешка · a2 белая пешка · b2 белая пешка · e2 белая пешка · f2 белая пешка · g2 белый слон · h2 белая пешка · a1 белая ладья · b1 белый конь · c1 белый слон · d1 белый ферзь · f1 белая ладья · g1 белый король | a8 чёрная ладья · b8 чёрный конь · c8 чёрный слон · d8 чёрный ферзь · f8 чёрная ладья · g8 чёрный король · a7 чёрная пешка · b7 чёрная пешка · c7 чёрная пешка · e7 чёрный слон · g7 чёрная пешка · h7 чёрная пешка · e6 чёрная пешка · f6 чёрный конь · d5 чёрная пешка · f5 чёрная пешка · c4 белая пешка · d4 белая пешка · f3 белый конь · g3 белая пешка · a2 белая пешка · b2 белая пешка · e2 белая пешка · f2 белая пешка · g2 белый слон · h2 белая пешка · a1 белая ладья · b1 белый конь · c1 белый слон · d1 белый ферзь · f1 белая ладья · g1 белый король | a8 чёрная ладья · b8 чёрный конь · c8 чёрный слон · d8 чёрный ферзь · f8 чёрная ладья · g8 чёрный король · a7 чёрная пешка · b7 чёрная пешка · c7 чёрная пешка · e7 чёрный слон · g7 чёрная пешка · h7 чёрная пешка · e6 чёрная пешка · f6 чёрный конь · d5 чёрная пешка · f5 чёрная пешка · c4 белая пешка · d4 белая пешка · f3 белый конь · g3 белая пешка · a2 белая пешка · b2 белая пешка · e2 белая пешка · f2 белая пешка · g2 белый слон · h2 белая пешка · a1 белая ладья · b1 белый конь · c1 белый слон · d1 белый ферзь · f1 белая ладья · g1 белый король | a8 чёрная ладья · b8 чёрный конь · c8 чёрный слон · d8 чёрный ферзь · f8 чёрная ладья · g8 чёрный король · a7 чёрная пешка · b7 чёрная пешка · c7 чёрная пешка · e7 чёрный слон · g7 чёрная пешка · h7 чёрная пешка · e6 чёрная пешка · f6 чёрный конь · d5 чёрная пешка · f5 чёрная пешка · c4 белая пешка · d4 белая пешка · f3 белый конь · g3 белая пешка · a2 белая пешка · b2 белая пешка · e2 белая пешка · f2 белая пешка · g2 белый слон · h2 белая пешка · a1 белая ладья · b1 белый конь · c1 белый слон · d1 белый ферзь · f1 белая ладья · g1 белый король | 3 |
| 2 | a8 чёрная ладья · b8 чёрный конь · c8 чёрный слон · d8 чёрный ферзь · f8 чёрная ладья · g8 чёрный король · a7 чёрная пешка · b7 чёрная пешка · c7 чёрная пешка · e7 чёрный слон · g7 чёрная пешка · h7 чёрная пешка · e6 чёрная пешка · f6 чёрный конь · d5 чёрная пешка · f5 чёрная пешка · c4 белая пешка · d4 белая пешка · f3 белый конь · g3 белая пешка · a2 белая пешка · b2 белая пешка · e2 белая пешка · f2 белая пешка · g2 белый слон · h2 белая пешка · a1 белая ладья · b1 белый конь · c1 белый слон · d1 белый ферзь · f1 белая ладья · g1 белый король | a8 чёрная ладья · b8 чёрный конь · c8 чёрный слон · d8 чёрный ферзь · f8 чёрная ладья · g8 чёрный король · a7 чёрная пешка · b7 чёрная пешка · c7 чёрная пешка · e7 чёрный слон · g7 чёрная пешка · h7 чёрная пешка · e6 чёрная пешка · f6 чёрный конь · d5 чёрная пешка · f5 чёрная пешка · c4 белая пешка · d4 белая пешка · f3 белый конь · g3 белая пешка · a2 белая пешка · b2 белая пешка · e2 белая пешка · f2 белая пешка · g2 белый слон · h2 белая пешка · a1 белая ладья · b1 белый конь · c1 белый слон · d1 белый ферзь · f1 белая ладья · g1 белый король | a8 чёрная ладья · b8 чёрный конь · c8 чёрный слон · d8 чёрный ферзь · f8 чёрная ладья · g8 чёрный король · a7 чёрная пешка · b7 чёрная пешка · c7 чёрная пешка · e7 чёрный слон · g7 чёрная пешка · h7 чёрная пешка · e6 чёрная пешка · f6 чёрный конь · d5 чёрная пешка · f5 чёрная пешка · c4 белая пешка · d4 белая пешка · f3 белый конь · g3 белая пешка · a2 белая пешка · b2 белая пешка · e2 белая пешка · f2 белая пешка · g2 белый слон · h2 белая пешка · a1 белая ладья · b1 белый конь · c1 белый слон · d1 белый ферзь · f1 белая ладья · g1 белый король | a8 чёрная ладья · b8 чёрный конь · c8 чёрный слон · d8 чёрный ферзь · f8 чёрная ладья · g8 чёрный король · a7 чёрная пешка · b7 чёрная пешка · c7 чёрная пешка · e7 чёрный слон · g7 чёрная пешка · h7 чёрная пешка · e6 чёрная пешка · f6 чёрный конь · d5 чёрная пешка · f5 чёрная пешка · c4 белая пешка · d4 белая пешка · f3 белый конь · g3 белая пешка · a2 белая пешка · b2 белая пешка · e2 белая пешка · f2 белая пешка · g2 белый слон · h2 белая пешка · a1 белая ладья · b1 белый конь · c1 белый слон · d1 белый ферзь · f1 белая ладья · g1 белый король | a8 чёрная ладья · b8 чёрный конь · c8 чёрный слон · d8 чёрный ферзь · f8 чёрная ладья · g8 чёрный король · a7 чёрная пешка · b7 чёрная пешка · c7 чёрная пешка · e7 чёрный слон · g7 чёрная пешка · h7 чёрная пешка · e6 чёрная пешка · f6 чёрный конь · d5 чёрная пешка · f5 чёрная пешка · c4 белая пешка · d4 белая пешка · f3 белый конь · g3 белая пешка · a2 белая пешка · b2 белая пешка · e2 белая пешка · f2 белая пешка · g2 белый слон · h2 белая пешка · a1 белая ладья · b1 белый конь · c1 белый слон · d1 белый ферзь · f1 белая ладья · g1 белый король | a8 чёрная ладья · b8 чёрный конь · c8 чёрный слон · d8 чёрный ферзь · f8 чёрная ладья · g8 чёрный король · a7 чёрная пешка · b7 чёрная пешка · c7 чёрная пешка · e7 чёрный слон · g7 чёрная пешка · h7 чёрная пешка · e6 чёрная пешка · f6 чёрный конь · d5 чёрная пешка · f5 чёрная пешка · c4 белая пешка · d4 белая пешка · f3 белый конь · g3 белая пешка · a2 белая пешка · b2 белая пешка · e2 белая пешка · f2 белая пешка · g2 белый слон · h2 белая пешка · a1 белая ладья · b1 белый конь · c1 белый слон · d1 белый ферзь · f1 белая ладья · g1 белый король | a8 чёрная ладья · b8 чёрный конь · c8 чёрный слон · d8 чёрный ферзь · f8 чёрная ладья · g8 чёрный король · a7 чёрная пешка · b7 чёрная пешка · c7 чёрная пешка · e7 чёрный слон · g7 чёрная пешка · h7 чёрная пешка · e6 чёрная пешка · f6 чёрный конь · d5 чёрная пешка · f5 чёрная пешка · c4 белая пешка · d4 белая пешка · f3 белый конь · g3 белая пешка · a2 белая пешка · b2 белая пешка · e2 белая пешка · f2 белая пешка · g2 белый слон · h2 белая пешка · a1 белая ладья · b1 белый конь · c1 белый слон · d1 белый ферзь · f1 белая ладья · g1 белый король | a8 чёрная ладья · b8 чёрный конь · c8 чёрный слон · d8 чёрный ферзь · f8 чёрная ладья · g8 чёрный король · a7 чёрная пешка · b7 чёрная пешка · c7 чёрная пешка · e7 чёрный слон · g7 чёрная пешка · h7 чёрная пешка · e6 чёрная пешка · f6 чёрный конь · d5 чёрная пешка · f5 чёрная пешка · c4 белая пешка · d4 белая пешка · f3 белый конь · g3 белая пешка · a2 белая пешка · b2 белая пешка · e2 белая пешка · f2 белая пешка · g2 белый слон · h2 белая пешка · a1 белая ладья · b1 белый конь · c1 белый слон · d1 белый ферзь · f1 белая ладья · g1 белый король | 2 |
| 1 | a8 чёрная ладья · b8 чёрный конь · c8 чёрный слон · d8 чёрный ферзь · f8 чёрная ладья · g8 чёрный король · a7 чёрная пешка · b7 чёрная пешка · c7 чёрная пешка · e7 чёрный слон · g7 чёрная пешка · h7 чёрная пешка · e6 чёрная пешка · f6 чёрный конь · d5 чёрная пешка · f5 чёрная пешка · c4 белая пешка · d4 белая пешка · f3 белый конь · g3 белая пешка · a2 белая пешка · b2 белая пешка · e2 белая пешка · f2 белая пешка · g2 белый слон · h2 белая пешка · a1 белая ладья · b1 белый конь · c1 белый слон · d1 белый ферзь · f1 белая ладья · g1 белый король | a8 чёрная ладья · b8 чёрный конь · c8 чёрный слон · d8 чёрный ферзь · f8 чёрная ладья · g8 чёрный король · a7 чёрная пешка · b7 чёрная пешка · c7 чёрная пешка · e7 чёрный слон · g7 чёрная пешка · h7 чёрная пешка · e6 чёрная пешка · f6 чёрный конь · d5 чёрная пешка · f5 чёрная пешка · c4 белая пешка · d4 белая пешка · f3 белый конь · g3 белая пешка · a2 белая пешка · b2 белая пешка · e2 белая пешка · f2 белая пешка · g2 белый слон · h2 белая пешка · a1 белая ладья · b1 белый конь · c1 белый слон · d1 белый ферзь · f1 белая ладья · g1 белый король | a8 чёрная ладья · b8 чёрный конь · c8 чёрный слон · d8 чёрный ферзь · f8 чёрная ладья · g8 чёрный король · a7 чёрная пешка · b7 чёрная пешка · c7 чёрная пешка · e7 чёрный слон · g7 чёрная пешка · h7 чёрная пешка · e6 чёрная пешка · f6 чёрный конь · d5 чёрная пешка · f5 чёрная пешка · c4 белая пешка · d4 белая пешка · f3 белый конь · g3 белая пешка · a2 белая пешка · b2 белая пешка · e2 белая пешка · f2 белая пешка · g2 белый слон · h2 белая пешка · a1 белая ладья · b1 белый конь · c1 белый слон · d1 белый ферзь · f1 белая ладья · g1 белый король | a8 чёрная ладья · b8 чёрный конь · c8 чёрный слон · d8 чёрный ферзь · f8 чёрная ладья · g8 чёрный король · a7 чёрная пешка · b7 чёрная пешка · c7 чёрная пешка · e7 чёрный слон · g7 чёрная пешка · h7 чёрная пешка · e6 чёрная пешка · f6 чёрный конь · d5 чёрная пешка · f5 чёрная пешка · c4 белая пешка · d4 белая пешка · f3 белый конь · g3 белая пешка · a2 белая пешка · b2 белая пешка · e2 белая пешка · f2 белая пешка · g2 белый слон · h2 белая пешка · a1 белая ладья · b1 белый конь · c1 белый слон · d1 белый ферзь · f1 белая ладья · g1 белый король | a8 чёрная ладья · b8 чёрный конь · c8 чёрный слон · d8 чёрный ферзь · f8 чёрная ладья · g8 чёрный король · a7 чёрная пешка · b7 чёрная пешка · c7 чёрная пешка · e7 чёрный слон · g7 чёрная пешка · h7 чёрная пешка · e6 чёрная пешка · f6 чёрный конь · d5 чёрная пешка · f5 чёрная пешка · c4 белая пешка · d4 белая пешка · f3 белый конь · g3 белая пешка · a2 белая пешка · b2 белая пешка · e2 белая пешка · f2 белая пешка · g2 белый слон · h2 белая пешка · a1 белая ладья · b1 белый конь · c1 белый слон · d1 белый ферзь · f1 белая ладья · g1 белый король | a8 чёрная ладья · b8 чёрный конь · c8 чёрный слон · d8 чёрный ферзь · f8 чёрная ладья · g8 чёрный король · a7 чёрная пешка · b7 чёрная пешка · c7 чёрная пешка · e7 чёрный слон · g7 чёрная пешка · h7 чёрная пешка · e6 чёрная пешка · f6 чёрный конь · d5 чёрная пешка · f5 чёрная пешка · c4 белая пешка · d4 белая пешка · f3 белый конь · g3 белая пешка · a2 белая пешка · b2 белая пешка · e2 белая пешка · f2 белая пешка · g2 белый слон · h2 белая пешка · a1 белая ладья · b1 белый конь · c1 белый слон · d1 белый ферзь · f1 белая ладья · g1 белый король | a8 чёрная ладья · b8 чёрный конь · c8 чёрный слон · d8 чёрный ферзь · f8 чёрная ладья · g8 чёрный король · a7 чёрная пешка · b7 чёрная пешка · c7 чёрная пешка · e7 чёрный слон · g7 чёрная пешка · h7 чёрная пешка · e6 чёрная пешка · f6 чёрный конь · d5 чёрная пешка · f5 чёрная пешка · c4 белая пешка · d4 белая пешка · f3 белый конь · g3 белая пешка · a2 белая пешка · b2 белая пешка · e2 белая пешка · f2 белая пешка · g2 белый слон · h2 белая пешка · a1 белая ладья · b1 белый конь · c1 белый слон · d1 белый ферзь · f1 белая ладья · g1 белый король | a8 чёрная ладья · b8 чёрный конь · c8 чёрный слон · d8 чёрный ферзь · f8 чёрная ладья · g8 чёрный король · a7 чёрная пешка · b7 чёрная пешка · c7 чёрная пешка · e7 чёрный слон · g7 чёрная пешка · h7 чёрная пешка · e6 чёрная пешка · f6 чёрный конь · d5 чёрная пешка · f5 чёрная пешка · c4 белая пешка · d4 белая пешка · f3 белый конь · g3 белая пешка · a2 белая пешка · b2 белая пешка · e2 белая пешка · f2 белая пешка · g2 белый слон · h2 белая пешка · a1 белая ладья · b1 белый конь · c1 белый слон · d1 белый ферзь · f1 белая ладья · g1 белый король | 1 |
|   | a | b | c | d | e | f | g | h |   |

|   | a | b | c | d | e | f | g | h |   |
| - | --- | --- | --- | --- | --- | --- | --- | --- | - |
| 8 | c8 чёрный король · d8 чёрная ладья · f8 чёрный слон · h8 чёрная ладья · a7 чёрная пешка · b7 чёрный слон · d7 чёрный конь · f7 чёрная пешка · b6 чёрный ферзь · c6 чёрная пешка · e6 чёрная пешка · f6 белая пешка · b5 чёрная пешка · g5 белый слон · c4 чёрная пешка · d4 белая пешка · c3 белый конь · a2 белая пешка · b2 белая пешка · e2 белый слон · f2 белая пешка · g2 белая пешка · h2 белая пешка · a1 белая ладья · d1 белый ферзь · f1 белая ладья · g1 белый король | c8 чёрный король · d8 чёрная ладья · f8 чёрный слон · h8 чёрная ладья · a7 чёрная пешка · b7 чёрный слон · d7 чёрный конь · f7 чёрная пешка · b6 чёрный ферзь · c6 чёрная пешка · e6 чёрная пешка · f6 белая пешка · b5 чёрная пешка · g5 белый слон · c4 чёрная пешка · d4 белая пешка · c3 белый конь · a2 белая пешка · b2 белая пешка · e2 белый слон · f2 белая пешка · g2 белая пешка · h2 белая пешка · a1 белая ладья · d1 белый ферзь · f1 белая ладья · g1 белый король | c8 чёрный король · d8 чёрная ладья · f8 чёрный слон · h8 чёрная ладья · a7 чёрная пешка · b7 чёрный слон · d7 чёрный конь · f7 чёрная пешка · b6 чёрный ферзь · c6 чёрная пешка · e6 чёрная пешка · f6 белая пешка · b5 чёрная пешка · g5 белый слон · c4 чёрная пешка · d4 белая пешка · c3 белый конь · a2 белая пешка · b2 белая пешка · e2 белый слон · f2 белая пешка · g2 белая пешка · h2 белая пешка · a1 белая ладья · d1 белый ферзь · f1 белая ладья · g1 белый король | c8 чёрный король · d8 чёрная ладья · f8 чёрный слон · h8 чёрная ладья · a7 чёрная пешка · b7 чёрный слон · d7 чёрный конь · f7 чёрная пешка · b6 чёрный ферзь · c6 чёрная пешка · e6 чёрная пешка · f6 белая пешка · b5 чёрная пешка · g5 белый слон · c4 чёрная пешка · d4 белая пешка · c3 белый конь · a2 белая пешка · b2 белая пешка · e2 белый слон · f2 белая пешка · g2 белая пешка · h2 белая пешка · a1 белая ладья · d1 белый ферзь · f1 белая ладья · g1 белый король | c8 чёрный король · d8 чёрная ладья · f8 чёрный слон · h8 чёрная ладья · a7 чёрная пешка · b7 чёрный слон · d7 чёрный конь · f7 чёрная пешка · b6 чёрный ферзь · c6 чёрная пешка · e6 чёрная пешка · f6 белая пешка · b5 чёрная пешка · g5 белый слон · c4 чёрная пешка · d4 белая пешка · c3 белый конь · a2 белая пешка · b2 белая пешка · e2 белый слон · f2 белая пешка · g2 белая пешка · h2 белая пешка · a1 белая ладья · d1 белый ферзь · f1 белая ладья · g1 белый король | c8 чёрный король · d8 чёрная ладья · f8 чёрный слон · h8 чёрная ладья · a7 чёрная пешка · b7 чёрный слон · d7 чёрный конь · f7 чёрная пешка · b6 чёрный ферзь · c6 чёрная пешка · e6 чёрная пешка · f6 белая пешка · b5 чёрная пешка · g5 белый слон · c4 чёрная пешка · d4 белая пешка · c3 белый конь · a2 белая пешка · b2 белая пешка · e2 белый слон · f2 белая пешка · g2 белая пешка · h2 белая пешка · a1 белая ладья · d1 белый ферзь · f1 белая ладья · g1 белый король | c8 чёрный король · d8 чёрная ладья · f8 чёрный слон · h8 чёрная ладья · a7 чёрная пешка · b7 чёрный слон · d7 чёрный конь · f7 чёрная пешка · b6 чёрный ферзь · c6 чёрная пешка · e6 чёрная пешка · f6 белая пешка · b5 чёрная пешка · g5 белый слон · c4 чёрная пешка · d4 белая пешка · c3 белый конь · a2 белая пешка · b2 белая пешка · e2 белый слон · f2 белая пешка · g2 белая пешка · h2 белая пешка · a1 белая ладья · d1 белый ферзь · f1 белая ладья · g1 белый король | c8 чёрный король · d8 чёрная ладья · f8 чёрный слон · h8 чёрная ладья · a7 чёрная пешка · b7 чёрный слон · d7 чёрный конь · f7 чёрная пешка · b6 чёрный ферзь · c6 чёрная пешка · e6 чёрная пешка · f6 белая пешка · b5 чёрная пешка · g5 белый слон · c4 чёрная пешка · d4 белая пешка · c3 белый конь · a2 белая пешка · b2 белая пешка · e2 белый слон · f2 белая пешка · g2 белая пешка · h2 белая пешка · a1 белая ладья · d1 белый ферзь · f1 белая ладья · g1 белый король | 8 |
| 7 | c8 чёрный король · d8 чёрная ладья · f8 чёрный слон · h8 чёрная ладья · a7 чёрная пешка · b7 чёрный слон · d7 чёрный конь · f7 чёрная пешка · b6 чёрный ферзь · c6 чёрная пешка · e6 чёрная пешка · f6 белая пешка · b5 чёрная пешка · g5 белый слон · c4 чёрная пешка · d4 белая пешка · c3 белый конь · a2 белая пешка · b2 белая пешка · e2 белый слон · f2 белая пешка · g2 белая пешка · h2 белая пешка · a1 белая ладья · d1 белый ферзь · f1 белая ладья · g1 белый король | c8 чёрный король · d8 чёрная ладья · f8 чёрный слон · h8 чёрная ладья · a7 чёрная пешка · b7 чёрный слон · d7 чёрный конь · f7 чёрная пешка · b6 чёрный ферзь · c6 чёрная пешка · e6 чёрная пешка · f6 белая пешка · b5 чёрная пешка · g5 белый слон · c4 чёрная пешка · d4 белая пешка · c3 белый конь · a2 белая пешка · b2 белая пешка · e2 белый слон · f2 белая пешка · g2 белая пешка · h2 белая пешка · a1 белая ладья · d1 белый ферзь · f1 белая ладья · g1 белый король | c8 чёрный король · d8 чёрная ладья · f8 чёрный слон · h8 чёрная ладья · a7 чёрная пешка · b7 чёрный слон · d7 чёрный конь · f7 чёрная пешка · b6 чёрный ферзь · c6 чёрная пешка · e6 чёрная пешка · f6 белая пешка · b5 чёрная пешка · g5 белый слон · c4 чёрная пешка · d4 белая пешка · c3 белый конь · a2 белая пешка · b2 белая пешка · e2 белый слон · f2 белая пешка · g2 белая пешка · h2 белая пешка · a1 белая ладья · d1 белый ферзь · f1 белая ладья · g1 белый король | c8 чёрный король · d8 чёрная ладья · f8 чёрный слон · h8 чёрная ладья · a7 чёрная пешка · b7 чёрный слон · d7 чёрный конь · f7 чёрная пешка · b6 чёрный ферзь · c6 чёрная пешка · e6 чёрная пешка · f6 белая пешка · b5 чёрная пешка · g5 белый слон · c4 чёрная пешка · d4 белая пешка · c3 белый конь · a2 белая пешка · b2 белая пешка · e2 белый слон · f2 белая пешка · g2 белая пешка · h2 белая пешка · a1 белая ладья · d1 белый ферзь · f1 белая ладья · g1 белый король | c8 чёрный король · d8 чёрная ладья · f8 чёрный слон · h8 чёрная ладья · a7 чёрная пешка · b7 чёрный слон · d7 чёрный конь · f7 чёрная пешка · b6 чёрный ферзь · c6 чёрная пешка · e6 чёрная пешка · f6 белая пешка · b5 чёрная пешка · g5 белый слон · c4 чёрная пешка · d4 белая пешка · c3 белый конь · a2 белая пешка · b2 белая пешка · e2 белый слон · f2 белая пешка · g2 белая пешка · h2 белая пешка · a1 белая ладья · d1 белый ферзь · f1 белая ладья · g1 белый король | c8 чёрный король · d8 чёрная ладья · f8 чёрный слон · h8 чёрная ладья · a7 чёрная пешка · b7 чёрный слон · d7 чёрный конь · f7 чёрная пешка · b6 чёрный ферзь · c6 чёрная пешка · e6 чёрная пешка · f6 белая пешка · b5 чёрная пешка · g5 белый слон · c4 чёрная пешка · d4 белая пешка · c3 белый конь · a2 белая пешка · b2 белая пешка · e2 белый слон · f2 белая пешка · g2 белая пешка · h2 белая пешка · a1 белая ладья · d1 белый ферзь · f1 белая ладья · g1 белый король | c8 чёрный король · d8 чёрная ладья · f8 чёрный слон · h8 чёрная ладья · a7 чёрная пешка · b7 чёрный слон · d7 чёрный конь · f7 чёрная пешка · b6 чёрный ферзь · c6 чёрная пешка · e6 чёрная пешка · f6 белая пешка · b5 чёрная пешка · g5 белый слон · c4 чёрная пешка · d4 белая пешка · c3 белый конь · a2 белая пешка · b2 белая пешка · e2 белый слон · f2 белая пешка · g2 белая пешка · h2 белая пешка · a1 белая ладья · d1 белый ферзь · f1 белая ладья · g1 белый король | c8 чёрный король · d8 чёрная ладья · f8 чёрный слон · h8 чёрная ладья · a7 чёрная пешка · b7 чёрный слон · d7 чёрный конь · f7 чёрная пешка · b6 чёрный ферзь · c6 чёрная пешка · e6 чёрная пешка · f6 белая пешка · b5 чёрная пешка · g5 белый слон · c4 чёрная пешка · d4 белая пешка · c3 белый конь · a2 белая пешка · b2 белая пешка · e2 белый слон · f2 белая пешка · g2 белая пешка · h2 белая пешка · a1 белая ладья · d1 белый ферзь · f1 белая ладья · g1 белый король | 7 |
| 6 | c8 чёрный король · d8 чёрная ладья · f8 чёрный слон · h8 чёрная ладья · a7 чёрная пешка · b7 чёрный слон · d7 чёрный конь · f7 чёрная пешка · b6 чёрный ферзь · c6 чёрная пешка · e6 чёрная пешка · f6 белая пешка · b5 чёрная пешка · g5 белый слон · c4 чёрная пешка · d4 белая пешка · c3 белый конь · a2 белая пешка · b2 белая пешка · e2 белый слон · f2 белая пешка · g2 белая пешка · h2 белая пешка · a1 белая ладья · d1 белый ферзь · f1 белая ладья · g1 белый король | c8 чёрный король · d8 чёрная ладья · f8 чёрный слон · h8 чёрная ладья · a7 чёрная пешка · b7 чёрный слон · d7 чёрный конь · f7 чёрная пешка · b6 чёрный ферзь · c6 чёрная пешка · e6 чёрная пешка · f6 белая пешка · b5 чёрная пешка · g5 белый слон · c4 чёрная пешка · d4 белая пешка · c3 белый конь · a2 белая пешка · b2 белая пешка · e2 белый слон · f2 белая пешка · g2 белая пешка · h2 белая пешка · a1 белая ладья · d1 белый ферзь · f1 белая ладья · g1 белый король | c8 чёрный король · d8 чёрная ладья · f8 чёрный слон · h8 чёрная ладья · a7 чёрная пешка · b7 чёрный слон · d7 чёрный конь · f7 чёрная пешка · b6 чёрный ферзь · c6 чёрная пешка · e6 чёрная пешка · f6 белая пешка · b5 чёрная пешка · g5 белый слон · c4 чёрная пешка · d4 белая пешка · c3 белый конь · a2 белая пешка · b2 белая пешка · e2 белый слон · f2 белая пешка · g2 белая пешка · h2 белая пешка · a1 белая ладья · d1 белый ферзь · f1 белая ладья · g1 белый король | c8 чёрный король · d8 чёрная ладья · f8 чёрный слон · h8 чёрная ладья · a7 чёрная пешка · b7 чёрный слон · d7 чёрный конь · f7 чёрная пешка · b6 чёрный ферзь · c6 чёрная пешка · e6 чёрная пешка · f6 белая пешка · b5 чёрная пешка · g5 белый слон · c4 чёрная пешка · d4 белая пешка · c3 белый конь · a2 белая пешка · b2 белая пешка · e2 белый слон · f2 белая пешка · g2 белая пешка · h2 белая пешка · a1 белая ладья · d1 белый ферзь · f1 белая ладья · g1 белый король | c8 чёрный король · d8 чёрная ладья · f8 чёрный слон · h8 чёрная ладья · a7 чёрная пешка · b7 чёрный слон · d7 чёрный конь · f7 чёрная пешка · b6 чёрный ферзь · c6 чёрная пешка · e6 чёрная пешка · f6 белая пешка · b5 чёрная пешка · g5 белый слон · c4 чёрная пешка · d4 белая пешка · c3 белый конь · a2 белая пешка · b2 белая пешка · e2 белый слон · f2 белая пешка · g2 белая пешка · h2 белая пешка · a1 белая ладья · d1 белый ферзь · f1 белая ладья · g1 белый король | c8 чёрный король · d8 чёрная ладья · f8 чёрный слон · h8 чёрная ладья · a7 чёрная пешка · b7 чёрный слон · d7 чёрный конь · f7 чёрная пешка · b6 чёрный ферзь · c6 чёрная пешка · e6 чёрная пешка · f6 белая пешка · b5 чёрная пешка · g5 белый слон · c4 чёрная пешка · d4 белая пешка · c3 белый конь · a2 белая пешка · b2 белая пешка · e2 белый слон · f2 белая пешка · g2 белая пешка · h2 белая пешка · a1 белая ладья · d1 белый ферзь · f1 белая ладья · g1 белый король | c8 чёрный король · d8 чёрная ладья · f8 чёрный слон · h8 чёрная ладья · a7 чёрная пешка · b7 чёрный слон · d7 чёрный конь · f7 чёрная пешка · b6 чёрный ферзь · c6 чёрная пешка · e6 чёрная пешка · f6 белая пешка · b5 чёрная пешка · g5 белый слон · c4 чёрная пешка · d4 белая пешка · c3 белый конь · a2 белая пешка · b2 белая пешка · e2 белый слон · f2 белая пешка · g2 белая пешка · h2 белая пешка · a1 белая ладья · d1 белый ферзь · f1 белая ладья · g1 белый король | c8 чёрный король · d8 чёрная ладья · f8 чёрный слон · h8 чёрная ладья · a7 чёрная пешка · b7 чёрный слон · d7 чёрный конь · f7 чёрная пешка · b6 чёрный ферзь · c6 чёрная пешка · e6 чёрная пешка · f6 белая пешка · b5 чёрная пешка · g5 белый слон · c4 чёрная пешка · d4 белая пешка · c3 белый конь · a2 белая пешка · b2 белая пешка · e2 белый слон · f2 белая пешка · g2 белая пешка · h2 белая пешка · a1 белая ладья · d1 белый ферзь · f1 белая ладья · g1 белый король | 6 |
| 5 | c8 чёрный король · d8 чёрная ладья · f8 чёрный слон · h8 чёрная ладья · a7 чёрная пешка · b7 чёрный слон · d7 чёрный конь · f7 чёрная пешка · b6 чёрный ферзь · c6 чёрная пешка · e6 чёрная пешка · f6 белая пешка · b5 чёрная пешка · g5 белый слон · c4 чёрная пешка · d4 белая пешка · c3 белый конь · a2 белая пешка · b2 белая пешка · e2 белый слон · f2 белая пешка · g2 белая пешка · h2 белая пешка · a1 белая ладья · d1 белый ферзь · f1 белая ладья · g1 белый король | c8 чёрный король · d8 чёрная ладья · f8 чёрный слон · h8 чёрная ладья · a7 чёрная пешка · b7 чёрный слон · d7 чёрный конь · f7 чёрная пешка · b6 чёрный ферзь · c6 чёрная пешка · e6 чёрная пешка · f6 белая пешка · b5 чёрная пешка · g5 белый слон · c4 чёрная пешка · d4 белая пешка · c3 белый конь · a2 белая пешка · b2 белая пешка · e2 белый слон · f2 белая пешка · g2 белая пешка · h2 белая пешка · a1 белая ладья · d1 белый ферзь · f1 белая ладья · g1 белый король | c8 чёрный король · d8 чёрная ладья · f8 чёрный слон · h8 чёрная ладья · a7 чёрная пешка · b7 чёрный слон · d7 чёрный конь · f7 чёрная пешка · b6 чёрный ферзь · c6 чёрная пешка · e6 чёрная пешка · f6 белая пешка · b5 чёрная пешка · g5 белый слон · c4 чёрная пешка · d4 белая пешка · c3 белый конь · a2 белая пешка · b2 белая пешка · e2 белый слон · f2 белая пешка · g2 белая пешка · h2 белая пешка · a1 белая ладья · d1 белый ферзь · f1 белая ладья · g1 белый король | c8 чёрный король · d8 чёрная ладья · f8 чёрный слон · h8 чёрная ладья · a7 чёрная пешка · b7 чёрный слон · d7 чёрный конь · f7 чёрная пешка · b6 чёрный ферзь · c6 чёрная пешка · e6 чёрная пешка · f6 белая пешка · b5 чёрная пешка · g5 белый слон · c4 чёрная пешка · d4 белая пешка · c3 белый конь · a2 белая пешка · b2 белая пешка · e2 белый слон · f2 белая пешка · g2 белая пешка · h2 белая пешка · a1 белая ладья · d1 белый ферзь · f1 белая ладья · g1 белый король | c8 чёрный король · d8 чёрная ладья · f8 чёрный слон · h8 чёрная ладья · a7 чёрная пешка · b7 чёрный слон · d7 чёрный конь · f7 чёрная пешка · b6 чёрный ферзь · c6 чёрная пешка · e6 чёрная пешка · f6 белая пешка · b5 чёрная пешка · g5 белый слон · c4 чёрная пешка · d4 белая пешка · c3 белый конь · a2 белая пешка · b2 белая пешка · e2 белый слон · f2 белая пешка · g2 белая пешка · h2 белая пешка · a1 белая ладья · d1 белый ферзь · f1 белая ладья · g1 белый король | c8 чёрный король · d8 чёрная ладья · f8 чёрный слон · h8 чёрная ладья · a7 чёрная пешка · b7 чёрный слон · d7 чёрный конь · f7 чёрная пешка · b6 чёрный ферзь · c6 чёрная пешка · e6 чёрная пешка · f6 белая пешка · b5 чёрная пешка · g5 белый слон · c4 чёрная пешка · d4 белая пешка · c3 белый конь · a2 белая пешка · b2 белая пешка · e2 белый слон · f2 белая пешка · g2 белая пешка · h2 белая пешка · a1 белая ладья · d1 белый ферзь · f1 белая ладья · g1 белый король | c8 чёрный король · d8 чёрная ладья · f8 чёрный слон · h8 чёрная ладья · a7 чёрная пешка · b7 чёрный слон · d7 чёрный конь · f7 чёрная пешка · b6 чёрный ферзь · c6 чёрная пешка · e6 чёрная пешка · f6 белая пешка · b5 чёрная пешка · g5 белый слон · c4 чёрная пешка · d4 белая пешка · c3 белый конь · a2 белая пешка · b2 белая пешка · e2 белый слон · f2 белая пешка · g2 белая пешка · h2 белая пешка · a1 белая ладья · d1 белый ферзь · f1 белая ладья · g1 белый король | c8 чёрный король · d8 чёрная ладья · f8 чёрный слон · h8 чёрная ладья · a7 чёрная пешка · b7 чёрный слон · d7 чёрный конь · f7 чёрная пешка · b6 чёрный ферзь · c6 чёрная пешка · e6 чёрная пешка · f6 белая пешка · b5 чёрная пешка · g5 белый слон · c4 чёрная пешка · d4 белая пешка · c3 белый конь · a2 белая пешка · b2 белая пешка · e2 белый слон · f2 белая пешка · g2 белая пешка · h2 белая пешка · a1 белая ладья · d1 белый ферзь · f1 белая ладья · g1 белый король | 5 |
| 4 | c8 чёрный король · d8 чёрная ладья · f8 чёрный слон · h8 чёрная ладья · a7 чёрная пешка · b7 чёрный слон · d7 чёрный конь · f7 чёрная пешка · b6 чёрный ферзь · c6 чёрная пешка · e6 чёрная пешка · f6 белая пешка · b5 чёрная пешка · g5 белый слон · c4 чёрная пешка · d4 белая пешка · c3 белый конь · a2 белая пешка · b2 белая пешка · e2 белый слон · f2 белая пешка · g2 белая пешка · h2 белая пешка · a1 белая ладья · d1 белый ферзь · f1 белая ладья · g1 белый король | c8 чёрный король · d8 чёрная ладья · f8 чёрный слон · h8 чёрная ладья · a7 чёрная пешка · b7 чёрный слон · d7 чёрный конь · f7 чёрная пешка · b6 чёрный ферзь · c6 чёрная пешка · e6 чёрная пешка · f6 белая пешка · b5 чёрная пешка · g5 белый слон · c4 чёрная пешка · d4 белая пешка · c3 белый конь · a2 белая пешка · b2 белая пешка · e2 белый слон · f2 белая пешка · g2 белая пешка · h2 белая пешка · a1 белая ладья · d1 белый ферзь · f1 белая ладья · g1 белый король | c8 чёрный король · d8 чёрная ладья · f8 чёрный слон · h8 чёрная ладья · a7 чёрная пешка · b7 чёрный слон · d7 чёрный конь · f7 чёрная пешка · b6 чёрный ферзь · c6 чёрная пешка · e6 чёрная пешка · f6 белая пешка · b5 чёрная пешка · g5 белый слон · c4 чёрная пешка · d4 белая пешка · c3 белый конь · a2 белая пешка · b2 белая пешка · e2 белый слон · f2 белая пешка · g2 белая пешка · h2 белая пешка · a1 белая ладья · d1 белый ферзь · f1 белая ладья · g1 белый король | c8 чёрный король · d8 чёрная ладья · f8 чёрный слон · h8 чёрная ладья · a7 чёрная пешка · b7 чёрный слон · d7 чёрный конь · f7 чёрная пешка · b6 чёрный ферзь · c6 чёрная пешка · e6 чёрная пешка · f6 белая пешка · b5 чёрная пешка · g5 белый слон · c4 чёрная пешка · d4 белая пешка · c3 белый конь · a2 белая пешка · b2 белая пешка · e2 белый слон · f2 белая пешка · g2 белая пешка · h2 белая пешка · a1 белая ладья · d1 белый ферзь · f1 белая ладья · g1 белый король | c8 чёрный король · d8 чёрная ладья · f8 чёрный слон · h8 чёрная ладья · a7 чёрная пешка · b7 чёрный слон · d7 чёрный конь · f7 чёрная пешка · b6 чёрный ферзь · c6 чёрная пешка · e6 чёрная пешка · f6 белая пешка · b5 чёрная пешка · g5 белый слон · c4 чёрная пешка · d4 белая пешка · c3 белый конь · a2 белая пешка · b2 белая пешка · e2 белый слон · f2 белая пешка · g2 белая пешка · h2 белая пешка · a1 белая ладья · d1 белый ферзь · f1 белая ладья · g1 белый король | c8 чёрный король · d8 чёрная ладья · f8 чёрный слон · h8 чёрная ладья · a7 чёрная пешка · b7 чёрный слон · d7 чёрный конь · f7 чёрная пешка · b6 чёрный ферзь · c6 чёрная пешка · e6 чёрная пешка · f6 белая пешка · b5 чёрная пешка · g5 белый слон · c4 чёрная пешка · d4 белая пешка · c3 белый конь · a2 белая пешка · b2 белая пешка · e2 белый слон · f2 белая пешка · g2 белая пешка · h2 белая пешка · a1 белая ладья · d1 белый ферзь · f1 белая ладья · g1 белый король | c8 чёрный король · d8 чёрная ладья · f8 чёрный слон · h8 чёрная ладья · a7 чёрная пешка · b7 чёрный слон · d7 чёрный конь · f7 чёрная пешка · b6 чёрный ферзь · c6 чёрная пешка · e6 чёрная пешка · f6 белая пешка · b5 чёрная пешка · g5 белый слон · c4 чёрная пешка · d4 белая пешка · c3 белый конь · a2 белая пешка · b2 белая пешка · e2 белый слон · f2 белая пешка · g2 белая пешка · h2 белая пешка · a1 белая ладья · d1 белый ферзь · f1 белая ладья · g1 белый король | c8 чёрный король · d8 чёрная ладья · f8 чёрный слон · h8 чёрная ладья · a7 чёрная пешка · b7 чёрный слон · d7 чёрный конь · f7 чёрная пешка · b6 чёрный ферзь · c6 чёрная пешка · e6 чёрная пешка · f6 белая пешка · b5 чёрная пешка · g5 белый слон · c4 чёрная пешка · d4 белая пешка · c3 белый конь · a2 белая пешка · b2 белая пешка · e2 белый слон · f2 белая пешка · g2 белая пешка · h2 белая пешка · a1 белая ладья · d1 белый ферзь · f1 белая ладья · g1 белый король | 4 |
| 3 | c8 чёрный король · d8 чёрная ладья · f8 чёрный слон · h8 чёрная ладья · a7 чёрная пешка · b7 чёрный слон · d7 чёрный конь · f7 чёрная пешка · b6 чёрный ферзь · c6 чёрная пешка · e6 чёрная пешка · f6 белая пешка · b5 чёрная пешка · g5 белый слон · c4 чёрная пешка · d4 белая пешка · c3 белый конь · a2 белая пешка · b2 белая пешка · e2 белый слон · f2 белая пешка · g2 белая пешка · h2 белая пешка · a1 белая ладья · d1 белый ферзь · f1 белая ладья · g1 белый король | c8 чёрный король · d8 чёрная ладья · f8 чёрный слон · h8 чёрная ладья · a7 чёрная пешка · b7 чёрный слон · d7 чёрный конь · f7 чёрная пешка · b6 чёрный ферзь · c6 чёрная пешка · e6 чёрная пешка · f6 белая пешка · b5 чёрная пешка · g5 белый слон · c4 чёрная пешка · d4 белая пешка · c3 белый конь · a2 белая пешка · b2 белая пешка · e2 белый слон · f2 белая пешка · g2 белая пешка · h2 белая пешка · a1 белая ладья · d1 белый ферзь · f1 белая ладья · g1 белый король | c8 чёрный король · d8 чёрная ладья · f8 чёрный слон · h8 чёрная ладья · a7 чёрная пешка · b7 чёрный слон · d7 чёрный конь · f7 чёрная пешка · b6 чёрный ферзь · c6 чёрная пешка · e6 чёрная пешка · f6 белая пешка · b5 чёрная пешка · g5 белый слон · c4 чёрная пешка · d4 белая пешка · c3 белый конь · a2 белая пешка · b2 белая пешка · e2 белый слон · f2 белая пешка · g2 белая пешка · h2 белая пешка · a1 белая ладья · d1 белый ферзь · f1 белая ладья · g1 белый король | c8 чёрный король · d8 чёрная ладья · f8 чёрный слон · h8 чёрная ладья · a7 чёрная пешка · b7 чёрный слон · d7 чёрный конь · f7 чёрная пешка · b6 чёрный ферзь · c6 чёрная пешка · e6 чёрная пешка · f6 белая пешка · b5 чёрная пешка · g5 белый слон · c4 чёрная пешка · d4 белая пешка · c3 белый конь · a2 белая пешка · b2 белая пешка · e2 белый слон · f2 белая пешка · g2 белая пешка · h2 белая пешка · a1 белая ладья · d1 белый ферзь · f1 белая ладья · g1 белый король | c8 чёрный король · d8 чёрная ладья · f8 чёрный слон · h8 чёрная ладья · a7 чёрная пешка · b7 чёрный слон · d7 чёрный конь · f7 чёрная пешка · b6 чёрный ферзь · c6 чёрная пешка · e6 чёрная пешка · f6 белая пешка · b5 чёрная пешка · g5 белый слон · c4 чёрная пешка · d4 белая пешка · c3 белый конь · a2 белая пешка · b2 белая пешка · e2 белый слон · f2 белая пешка · g2 белая пешка · h2 белая пешка · a1 белая ладья · d1 белый ферзь · f1 белая ладья · g1 белый король | c8 чёрный король · d8 чёрная ладья · f8 чёрный слон · h8 чёрная ладья · a7 чёрная пешка · b7 чёрный слон · d7 чёрный конь · f7 чёрная пешка · b6 чёрный ферзь · c6 чёрная пешка · e6 чёрная пешка · f6 белая пешка · b5 чёрная пешка · g5 белый слон · c4 чёрная пешка · d4 белая пешка · c3 белый конь · a2 белая пешка · b2 белая пешка · e2 белый слон · f2 белая пешка · g2 белая пешка · h2 белая пешка · a1 белая ладья · d1 белый ферзь · f1 белая ладья · g1 белый король | c8 чёрный король · d8 чёрная ладья · f8 чёрный слон · h8 чёрная ладья · a7 чёрная пешка · b7 чёрный слон · d7 чёрный конь · f7 чёрная пешка · b6 чёрный ферзь · c6 чёрная пешка · e6 чёрная пешка · f6 белая пешка · b5 чёрная пешка · g5 белый слон · c4 чёрная пешка · d4 белая пешка · c3 белый конь · a2 белая пешка · b2 белая пешка · e2 белый слон · f2 белая пешка · g2 белая пешка · h2 белая пешка · a1 белая ладья · d1 белый ферзь · f1 белая ладья · g1 белый король | c8 чёрный король · d8 чёрная ладья · f8 чёрный слон · h8 чёрная ладья · a7 чёрная пешка · b7 чёрный слон · d7 чёрный конь · f7 чёрная пешка · b6 чёрный ферзь · c6 чёрная пешка · e6 чёрная пешка · f6 белая пешка · b5 чёрная пешка · g5 белый слон · c4 чёрная пешка · d4 белая пешка · c3 белый конь · a2 белая пешка · b2 белая пешка · e2 белый слон · f2 белая пешка · g2 белая пешка · h2 белая пешка · a1 белая ладья · d1 белый ферзь · f1 белая ладья · g1 белый король | 3 |
| 2 | c8 чёрный король · d8 чёрная ладья · f8 чёрный слон · h8 чёрная ладья · a7 чёрная пешка · b7 чёрный слон · d7 чёрный конь · f7 чёрная пешка · b6 чёрный ферзь · c6 чёрная пешка · e6 чёрная пешка · f6 белая пешка · b5 чёрная пешка · g5 белый слон · c4 чёрная пешка · d4 белая пешка · c3 белый конь · a2 белая пешка · b2 белая пешка · e2 белый слон · f2 белая пешка · g2 белая пешка · h2 белая пешка · a1 белая ладья · d1 белый ферзь · f1 белая ладья · g1 белый король | c8 чёрный король · d8 чёрная ладья · f8 чёрный слон · h8 чёрная ладья · a7 чёрная пешка · b7 чёрный слон · d7 чёрный конь · f7 чёрная пешка · b6 чёрный ферзь · c6 чёрная пешка · e6 чёрная пешка · f6 белая пешка · b5 чёрная пешка · g5 белый слон · c4 чёрная пешка · d4 белая пешка · c3 белый конь · a2 белая пешка · b2 белая пешка · e2 белый слон · f2 белая пешка · g2 белая пешка · h2 белая пешка · a1 белая ладья · d1 белый ферзь · f1 белая ладья · g1 белый король | c8 чёрный король · d8 чёрная ладья · f8 чёрный слон · h8 чёрная ладья · a7 чёрная пешка · b7 чёрный слон · d7 чёрный конь · f7 чёрная пешка · b6 чёрный ферзь · c6 чёрная пешка · e6 чёрная пешка · f6 белая пешка · b5 чёрная пешка · g5 белый слон · c4 чёрная пешка · d4 белая пешка · c3 белый конь · a2 белая пешка · b2 белая пешка · e2 белый слон · f2 белая пешка · g2 белая пешка · h2 белая пешка · a1 белая ладья · d1 белый ферзь · f1 белая ладья · g1 белый король | c8 чёрный король · d8 чёрная ладья · f8 чёрный слон · h8 чёрная ладья · a7 чёрная пешка · b7 чёрный слон · d7 чёрный конь · f7 чёрная пешка · b6 чёрный ферзь · c6 чёрная пешка · e6 чёрная пешка · f6 белая пешка · b5 чёрная пешка · g5 белый слон · c4 чёрная пешка · d4 белая пешка · c3 белый конь · a2 белая пешка · b2 белая пешка · e2 белый слон · f2 белая пешка · g2 белая пешка · h2 белая пешка · a1 белая ладья · d1 белый ферзь · f1 белая ладья · g1 белый король | c8 чёрный король · d8 чёрная ладья · f8 чёрный слон · h8 чёрная ладья · a7 чёрная пешка · b7 чёрный слон · d7 чёрный конь · f7 чёрная пешка · b6 чёрный ферзь · c6 чёрная пешка · e6 чёрная пешка · f6 белая пешка · b5 чёрная пешка · g5 белый слон · c4 чёрная пешка · d4 белая пешка · c3 белый конь · a2 белая пешка · b2 белая пешка · e2 белый слон · f2 белая пешка · g2 белая пешка · h2 белая пешка · a1 белая ладья · d1 белый ферзь · f1 белая ладья · g1 белый король | c8 чёрный король · d8 чёрная ладья · f8 чёрный слон · h8 чёрная ладья · a7 чёрная пешка · b7 чёрный слон · d7 чёрный конь · f7 чёрная пешка · b6 чёрный ферзь · c6 чёрная пешка · e6 чёрная пешка · f6 белая пешка · b5 чёрная пешка · g5 белый слон · c4 чёрная пешка · d4 белая пешка · c3 белый конь · a2 белая пешка · b2 белая пешка · e2 белый слон · f2 белая пешка · g2 белая пешка · h2 белая пешка · a1 белая ладья · d1 белый ферзь · f1 белая ладья · g1 белый король | c8 чёрный король · d8 чёрная ладья · f8 чёрный слон · h8 чёрная ладья · a7 чёрная пешка · b7 чёрный слон · d7 чёрный конь · f7 чёрная пешка · b6 чёрный ферзь · c6 чёрная пешка · e6 чёрная пешка · f6 белая пешка · b5 чёрная пешка · g5 белый слон · c4 чёрная пешка · d4 белая пешка · c3 белый конь · a2 белая пешка · b2 белая пешка · e2 белый слон · f2 белая пешка · g2 белая пешка · h2 белая пешка · a1 белая ладья · d1 белый ферзь · f1 белая ладья · g1 белый король | c8 чёрный король · d8 чёрная ладья · f8 чёрный слон · h8 чёрная ладья · a7 чёрная пешка · b7 чёрный слон · d7 чёрный конь · f7 чёрная пешка · b6 чёрный ферзь · c6 чёрная пешка · e6 чёрная пешка · f6 белая пешка · b5 чёрная пешка · g5 белый слон · c4 чёрная пешка · d4 белая пешка · c3 белый конь · a2 белая пешка · b2 белая пешка · e2 белый слон · f2 белая пешка · g2 белая пешка · h2 белая пешка · a1 белая ладья · d1 белый ферзь · f1 белая ладья · g1 белый король | 2 |
| 1 | c8 чёрный король · d8 чёрная ладья · f8 чёрный слон · h8 чёрная ладья · a7 чёрная пешка · b7 чёрный слон · d7 чёрный конь · f7 чёрная пешка · b6 чёрный ферзь · c6 чёрная пешка · e6 чёрная пешка · f6 белая пешка · b5 чёрная пешка · g5 белый слон · c4 чёрная пешка · d4 белая пешка · c3 белый конь · a2 белая пешка · b2 белая пешка · e2 белый слон · f2 белая пешка · g2 белая пешка · h2 белая пешка · a1 белая ладья · d1 белый ферзь · f1 белая ладья · g1 белый король | c8 чёрный король · d8 чёрная ладья · f8 чёрный слон · h8 чёрная ладья · a7 чёрная пешка · b7 чёрный слон · d7 чёрный конь · f7 чёрная пешка · b6 чёрный ферзь · c6 чёрная пешка · e6 чёрная пешка · f6 белая пешка · b5 чёрная пешка · g5 белый слон · c4 чёрная пешка · d4 белая пешка · c3 белый конь · a2 белая пешка · b2 белая пешка · e2 белый слон · f2 белая пешка · g2 белая пешка · h2 белая пешка · a1 белая ладья · d1 белый ферзь · f1 белая ладья · g1 белый король | c8 чёрный король · d8 чёрная ладья · f8 чёрный слон · h8 чёрная ладья · a7 чёрная пешка · b7 чёрный слон · d7 чёрный конь · f7 чёрная пешка · b6 чёрный ферзь · c6 чёрная пешка · e6 чёрная пешка · f6 белая пешка · b5 чёрная пешка · g5 белый слон · c4 чёрная пешка · d4 белая пешка · c3 белый конь · a2 белая пешка · b2 белая пешка · e2 белый слон · f2 белая пешка · g2 белая пешка · h2 белая пешка · a1 белая ладья · d1 белый ферзь · f1 белая ладья · g1 белый король | c8 чёрный король · d8 чёрная ладья · f8 чёрный слон · h8 чёрная ладья · a7 чёрная пешка · b7 чёрный слон · d7 чёрный конь · f7 чёрная пешка · b6 чёрный ферзь · c6 чёрная пешка · e6 чёрная пешка · f6 белая пешка · b5 чёрная пешка · g5 белый слон · c4 чёрная пешка · d4 белая пешка · c3 белый конь · a2 белая пешка · b2 белая пешка · e2 белый слон · f2 белая пешка · g2 белая пешка · h2 белая пешка · a1 белая ладья · d1 белый ферзь · f1 белая ладья · g1 белый король | c8 чёрный король · d8 чёрная ладья · f8 чёрный слон · h8 чёрная ладья · a7 чёрная пешка · b7 чёрный слон · d7 чёрный конь · f7 чёрная пешка · b6 чёрный ферзь · c6 чёрная пешка · e6 чёрная пешка · f6 белая пешка · b5 чёрная пешка · g5 белый слон · c4 чёрная пешка · d4 белая пешка · c3 белый конь · a2 белая пешка · b2 белая пешка · e2 белый слон · f2 белая пешка · g2 белая пешка · h2 белая пешка · a1 белая ладья · d1 белый ферзь · f1 белая ладья · g1 белый король | c8 чёрный король · d8 чёрная ладья · f8 чёрный слон · h8 чёрная ладья · a7 чёрная пешка · b7 чёрный слон · d7 чёрный конь · f7 чёрная пешка · b6 чёрный ферзь · c6 чёрная пешка · e6 чёрная пешка · f6 белая пешка · b5 чёрная пешка · g5 белый слон · c4 чёрная пешка · d4 белая пешка · c3 белый конь · a2 белая пешка · b2 белая пешка · e2 белый слон · f2 белая пешка · g2 белая пешка · h2 белая пешка · a1 белая ладья · d1 белый ферзь · f1 белая ладья · g1 белый король | c8 чёрный король · d8 чёрная ладья · f8 чёрный слон · h8 чёрная ладья · a7 чёрная пешка · b7 чёрный слон · d7 чёрный конь · f7 чёрная пешка · b6 чёрный ферзь · c6 чёрная пешка · e6 чёрная пешка · f6 белая пешка · b5 чёрная пешка · g5 белый слон · c4 чёрная пешка · d4 белая пешка · c3 белый конь · a2 белая пешка · b2 белая пешка · e2 белый слон · f2 белая пешка · g2 белая пешка · h2 белая пешка · a1 белая ладья · d1 белый ферзь · f1 белая ладья · g1 белый король | c8 чёрный король · d8 чёрная ладья · f8 чёрный слон · h8 чёрная ладья · a7 чёрная пешка · b7 чёрный слон · d7 чёрный конь · f7 чёрная пешка · b6 чёрный ферзь · c6 чёрная пешка · e6 чёрная пешка · f6 белая пешка · b5 чёрная пешка · g5 белый слон · c4 чёрная пешка · d4 белая пешка · c3 белый конь · a2 белая пешка · b2 белая пешка · e2 белый слон · f2 белая пешка · g2 белая пешка · h2 белая пешка · a1 белая ладья · d1 белый ферзь · f1 белая ладья · g1 белый король | 1 |
|   | a | b | c | d | e | f | g | h |   |

|   | a | b | c | d | e | f | g | h |   |
| - | --- | --- | --- | --- | --- | --- | --- | --- | - |
| 8 | a8 чёрная ладья · b8 чёрный конь · d8 чёрный ферзь · e8 чёрный король · f8 чёрный слон · h8 чёрная ладья · a7 чёрная пешка · b7 чёрная пешка · f7 чёрная пешка · g7 чёрная пешка · h7 чёрная пешка · c6 чёрная пешка · e6 чёрная пешка · f6 чёрный конь · d5 чёрная пешка · e4 белая пешка · c3 белый конь · d3 белая пешка · f3 белый ферзь · h3 белая пешка · a2 белая пешка · b2 белая пешка · c2 белая пешка · f2 белая пешка · g2 белая пешка · a1 белая ладья · c1 белый слон · e1 белый король · f1 белый слон · h1 белая ладья | a8 чёрная ладья · b8 чёрный конь · d8 чёрный ферзь · e8 чёрный король · f8 чёрный слон · h8 чёрная ладья · a7 чёрная пешка · b7 чёрная пешка · f7 чёрная пешка · g7 чёрная пешка · h7 чёрная пешка · c6 чёрная пешка · e6 чёрная пешка · f6 чёрный конь · d5 чёрная пешка · e4 белая пешка · c3 белый конь · d3 белая пешка · f3 белый ферзь · h3 белая пешка · a2 белая пешка · b2 белая пешка · c2 белая пешка · f2 белая пешка · g2 белая пешка · a1 белая ладья · c1 белый слон · e1 белый король · f1 белый слон · h1 белая ладья | a8 чёрная ладья · b8 чёрный конь · d8 чёрный ферзь · e8 чёрный король · f8 чёрный слон · h8 чёрная ладья · a7 чёрная пешка · b7 чёрная пешка · f7 чёрная пешка · g7 чёрная пешка · h7 чёрная пешка · c6 чёрная пешка · e6 чёрная пешка · f6 чёрный конь · d5 чёрная пешка · e4 белая пешка · c3 белый конь · d3 белая пешка · f3 белый ферзь · h3 белая пешка · a2 белая пешка · b2 белая пешка · c2 белая пешка · f2 белая пешка · g2 белая пешка · a1 белая ладья · c1 белый слон · e1 белый король · f1 белый слон · h1 белая ладья | a8 чёрная ладья · b8 чёрный конь · d8 чёрный ферзь · e8 чёрный король · f8 чёрный слон · h8 чёрная ладья · a7 чёрная пешка · b7 чёрная пешка · f7 чёрная пешка · g7 чёрная пешка · h7 чёрная пешка · c6 чёрная пешка · e6 чёрная пешка · f6 чёрный конь · d5 чёрная пешка · e4 белая пешка · c3 белый конь · d3 белая пешка · f3 белый ферзь · h3 белая пешка · a2 белая пешка · b2 белая пешка · c2 белая пешка · f2 белая пешка · g2 белая пешка · a1 белая ладья · c1 белый слон · e1 белый король · f1 белый слон · h1 белая ладья | a8 чёрная ладья · b8 чёрный конь · d8 чёрный ферзь · e8 чёрный король · f8 чёрный слон · h8 чёрная ладья · a7 чёрная пешка · b7 чёрная пешка · f7 чёрная пешка · g7 чёрная пешка · h7 чёрная пешка · c6 чёрная пешка · e6 чёрная пешка · f6 чёрный конь · d5 чёрная пешка · e4 белая пешка · c3 белый конь · d3 белая пешка · f3 белый ферзь · h3 белая пешка · a2 белая пешка · b2 белая пешка · c2 белая пешка · f2 белая пешка · g2 белая пешка · a1 белая ладья · c1 белый слон · e1 белый король · f1 белый слон · h1 белая ладья | a8 чёрная ладья · b8 чёрный конь · d8 чёрный ферзь · e8 чёрный король · f8 чёрный слон · h8 чёрная ладья · a7 чёрная пешка · b7 чёрная пешка · f7 чёрная пешка · g7 чёрная пешка · h7 чёрная пешка · c6 чёрная пешка · e6 чёрная пешка · f6 чёрный конь · d5 чёрная пешка · e4 белая пешка · c3 белый конь · d3 белая пешка · f3 белый ферзь · h3 белая пешка · a2 белая пешка · b2 белая пешка · c2 белая пешка · f2 белая пешка · g2 белая пешка · a1 белая ладья · c1 белый слон · e1 белый король · f1 белый слон · h1 белая ладья | a8 чёрная ладья · b8 чёрный конь · d8 чёрный ферзь · e8 чёрный король · f8 чёрный слон · h8 чёрная ладья · a7 чёрная пешка · b7 чёрная пешка · f7 чёрная пешка · g7 чёрная пешка · h7 чёрная пешка · c6 чёрная пешка · e6 чёрная пешка · f6 чёрный конь · d5 чёрная пешка · e4 белая пешка · c3 белый конь · d3 белая пешка · f3 белый ферзь · h3 белая пешка · a2 белая пешка · b2 белая пешка · c2 белая пешка · f2 белая пешка · g2 белая пешка · a1 белая ладья · c1 белый слон · e1 белый король · f1 белый слон · h1 белая ладья | a8 чёрная ладья · b8 чёрный конь · d8 чёрный ферзь · e8 чёрный король · f8 чёрный слон · h8 чёрная ладья · a7 чёрная пешка · b7 чёрная пешка · f7 чёрная пешка · g7 чёрная пешка · h7 чёрная пешка · c6 чёрная пешка · e6 чёрная пешка · f6 чёрный конь · d5 чёрная пешка · e4 белая пешка · c3 белый конь · d3 белая пешка · f3 белый ферзь · h3 белая пешка · a2 белая пешка · b2 белая пешка · c2 белая пешка · f2 белая пешка · g2 белая пешка · a1 белая ладья · c1 белый слон · e1 белый король · f1 белый слон · h1 белая ладья | 8 |
| 7 | a8 чёрная ладья · b8 чёрный конь · d8 чёрный ферзь · e8 чёрный король · f8 чёрный слон · h8 чёрная ладья · a7 чёрная пешка · b7 чёрная пешка · f7 чёрная пешка · g7 чёрная пешка · h7 чёрная пешка · c6 чёрная пешка · e6 чёрная пешка · f6 чёрный конь · d5 чёрная пешка · e4 белая пешка · c3 белый конь · d3 белая пешка · f3 белый ферзь · h3 белая пешка · a2 белая пешка · b2 белая пешка · c2 белая пешка · f2 белая пешка · g2 белая пешка · a1 белая ладья · c1 белый слон · e1 белый король · f1 белый слон · h1 белая ладья | a8 чёрная ладья · b8 чёрный конь · d8 чёрный ферзь · e8 чёрный король · f8 чёрный слон · h8 чёрная ладья · a7 чёрная пешка · b7 чёрная пешка · f7 чёрная пешка · g7 чёрная пешка · h7 чёрная пешка · c6 чёрная пешка · e6 чёрная пешка · f6 чёрный конь · d5 чёрная пешка · e4 белая пешка · c3 белый конь · d3 белая пешка · f3 белый ферзь · h3 белая пешка · a2 белая пешка · b2 белая пешка · c2 белая пешка · f2 белая пешка · g2 белая пешка · a1 белая ладья · c1 белый слон · e1 белый король · f1 белый слон · h1 белая ладья | a8 чёрная ладья · b8 чёрный конь · d8 чёрный ферзь · e8 чёрный король · f8 чёрный слон · h8 чёрная ладья · a7 чёрная пешка · b7 чёрная пешка · f7 чёрная пешка · g7 чёрная пешка · h7 чёрная пешка · c6 чёрная пешка · e6 чёрная пешка · f6 чёрный конь · d5 чёрная пешка · e4 белая пешка · c3 белый конь · d3 белая пешка · f3 белый ферзь · h3 белая пешка · a2 белая пешка · b2 белая пешка · c2 белая пешка · f2 белая пешка · g2 белая пешка · a1 белая ладья · c1 белый слон · e1 белый король · f1 белый слон · h1 белая ладья | a8 чёрная ладья · b8 чёрный конь · d8 чёрный ферзь · e8 чёрный король · f8 чёрный слон · h8 чёрная ладья · a7 чёрная пешка · b7 чёрная пешка · f7 чёрная пешка · g7 чёрная пешка · h7 чёрная пешка · c6 чёрная пешка · e6 чёрная пешка · f6 чёрный конь · d5 чёрная пешка · e4 белая пешка · c3 белый конь · d3 белая пешка · f3 белый ферзь · h3 белая пешка · a2 белая пешка · b2 белая пешка · c2 белая пешка · f2 белая пешка · g2 белая пешка · a1 белая ладья · c1 белый слон · e1 белый король · f1 белый слон · h1 белая ладья | a8 чёрная ладья · b8 чёрный конь · d8 чёрный ферзь · e8 чёрный король · f8 чёрный слон · h8 чёрная ладья · a7 чёрная пешка · b7 чёрная пешка · f7 чёрная пешка · g7 чёрная пешка · h7 чёрная пешка · c6 чёрная пешка · e6 чёрная пешка · f6 чёрный конь · d5 чёрная пешка · e4 белая пешка · c3 белый конь · d3 белая пешка · f3 белый ферзь · h3 белая пешка · a2 белая пешка · b2 белая пешка · c2 белая пешка · f2 белая пешка · g2 белая пешка · a1 белая ладья · c1 белый слон · e1 белый король · f1 белый слон · h1 белая ладья | a8 чёрная ладья · b8 чёрный конь · d8 чёрный ферзь · e8 чёрный король · f8 чёрный слон · h8 чёрная ладья · a7 чёрная пешка · b7 чёрная пешка · f7 чёрная пешка · g7 чёрная пешка · h7 чёрная пешка · c6 чёрная пешка · e6 чёрная пешка · f6 чёрный конь · d5 чёрная пешка · e4 белая пешка · c3 белый конь · d3 белая пешка · f3 белый ферзь · h3 белая пешка · a2 белая пешка · b2 белая пешка · c2 белая пешка · f2 белая пешка · g2 белая пешка · a1 белая ладья · c1 белый слон · e1 белый король · f1 белый слон · h1 белая ладья | a8 чёрная ладья · b8 чёрный конь · d8 чёрный ферзь · e8 чёрный король · f8 чёрный слон · h8 чёрная ладья · a7 чёрная пешка · b7 чёрная пешка · f7 чёрная пешка · g7 чёрная пешка · h7 чёрная пешка · c6 чёрная пешка · e6 чёрная пешка · f6 чёрный конь · d5 чёрная пешка · e4 белая пешка · c3 белый конь · d3 белая пешка · f3 белый ферзь · h3 белая пешка · a2 белая пешка · b2 белая пешка · c2 белая пешка · f2 белая пешка · g2 белая пешка · a1 белая ладья · c1 белый слон · e1 белый король · f1 белый слон · h1 белая ладья | a8 чёрная ладья · b8 чёрный конь · d8 чёрный ферзь · e8 чёрный король · f8 чёрный слон · h8 чёрная ладья · a7 чёрная пешка · b7 чёрная пешка · f7 чёрная пешка · g7 чёрная пешка · h7 чёрная пешка · c6 чёрная пешка · e6 чёрная пешка · f6 чёрный конь · d5 чёрная пешка · e4 белая пешка · c3 белый конь · d3 белая пешка · f3 белый ферзь · h3 белая пешка · a2 белая пешка · b2 белая пешка · c2 белая пешка · f2 белая пешка · g2 белая пешка · a1 белая ладья · c1 белый слон · e1 белый король · f1 белый слон · h1 белая ладья | 7 |
| 6 | a8 чёрная ладья · b8 чёрный конь · d8 чёрный ферзь · e8 чёрный король · f8 чёрный слон · h8 чёрная ладья · a7 чёрная пешка · b7 чёрная пешка · f7 чёрная пешка · g7 чёрная пешка · h7 чёрная пешка · c6 чёрная пешка · e6 чёрная пешка · f6 чёрный конь · d5 чёрная пешка · e4 белая пешка · c3 белый конь · d3 белая пешка · f3 белый ферзь · h3 белая пешка · a2 белая пешка · b2 белая пешка · c2 белая пешка · f2 белая пешка · g2 белая пешка · a1 белая ладья · c1 белый слон · e1 белый король · f1 белый слон · h1 белая ладья | a8 чёрная ладья · b8 чёрный конь · d8 чёрный ферзь · e8 чёрный король · f8 чёрный слон · h8 чёрная ладья · a7 чёрная пешка · b7 чёрная пешка · f7 чёрная пешка · g7 чёрная пешка · h7 чёрная пешка · c6 чёрная пешка · e6 чёрная пешка · f6 чёрный конь · d5 чёрная пешка · e4 белая пешка · c3 белый конь · d3 белая пешка · f3 белый ферзь · h3 белая пешка · a2 белая пешка · b2 белая пешка · c2 белая пешка · f2 белая пешка · g2 белая пешка · a1 белая ладья · c1 белый слон · e1 белый король · f1 белый слон · h1 белая ладья | a8 чёрная ладья · b8 чёрный конь · d8 чёрный ферзь · e8 чёрный король · f8 чёрный слон · h8 чёрная ладья · a7 чёрная пешка · b7 чёрная пешка · f7 чёрная пешка · g7 чёрная пешка · h7 чёрная пешка · c6 чёрная пешка · e6 чёрная пешка · f6 чёрный конь · d5 чёрная пешка · e4 белая пешка · c3 белый конь · d3 белая пешка · f3 белый ферзь · h3 белая пешка · a2 белая пешка · b2 белая пешка · c2 белая пешка · f2 белая пешка · g2 белая пешка · a1 белая ладья · c1 белый слон · e1 белый король · f1 белый слон · h1 белая ладья | a8 чёрная ладья · b8 чёрный конь · d8 чёрный ферзь · e8 чёрный король · f8 чёрный слон · h8 чёрная ладья · a7 чёрная пешка · b7 чёрная пешка · f7 чёрная пешка · g7 чёрная пешка · h7 чёрная пешка · c6 чёрная пешка · e6 чёрная пешка · f6 чёрный конь · d5 чёрная пешка · e4 белая пешка · c3 белый конь · d3 белая пешка · f3 белый ферзь · h3 белая пешка · a2 белая пешка · b2 белая пешка · c2 белая пешка · f2 белая пешка · g2 белая пешка · a1 белая ладья · c1 белый слон · e1 белый король · f1 белый слон · h1 белая ладья | a8 чёрная ладья · b8 чёрный конь · d8 чёрный ферзь · e8 чёрный король · f8 чёрный слон · h8 чёрная ладья · a7 чёрная пешка · b7 чёрная пешка · f7 чёрная пешка · g7 чёрная пешка · h7 чёрная пешка · c6 чёрная пешка · e6 чёрная пешка · f6 чёрный конь · d5 чёрная пешка · e4 белая пешка · c3 белый конь · d3 белая пешка · f3 белый ферзь · h3 белая пешка · a2 белая пешка · b2 белая пешка · c2 белая пешка · f2 белая пешка · g2 белая пешка · a1 белая ладья · c1 белый слон · e1 белый король · f1 белый слон · h1 белая ладья | a8 чёрная ладья · b8 чёрный конь · d8 чёрный ферзь · e8 чёрный король · f8 чёрный слон · h8 чёрная ладья · a7 чёрная пешка · b7 чёрная пешка · f7 чёрная пешка · g7 чёрная пешка · h7 чёрная пешка · c6 чёрная пешка · e6 чёрная пешка · f6 чёрный конь · d5 чёрная пешка · e4 белая пешка · c3 белый конь · d3 белая пешка · f3 белый ферзь · h3 белая пешка · a2 белая пешка · b2 белая пешка · c2 белая пешка · f2 белая пешка · g2 белая пешка · a1 белая ладья · c1 белый слон · e1 белый король · f1 белый слон · h1 белая ладья | a8 чёрная ладья · b8 чёрный конь · d8 чёрный ферзь · e8 чёрный король · f8 чёрный слон · h8 чёрная ладья · a7 чёрная пешка · b7 чёрная пешка · f7 чёрная пешка · g7 чёрная пешка · h7 чёрная пешка · c6 чёрная пешка · e6 чёрная пешка · f6 чёрный конь · d5 чёрная пешка · e4 белая пешка · c3 белый конь · d3 белая пешка · f3 белый ферзь · h3 белая пешка · a2 белая пешка · b2 белая пешка · c2 белая пешка · f2 белая пешка · g2 белая пешка · a1 белая ладья · c1 белый слон · e1 белый король · f1 белый слон · h1 белая ладья | a8 чёрная ладья · b8 чёрный конь · d8 чёрный ферзь · e8 чёрный король · f8 чёрный слон · h8 чёрная ладья · a7 чёрная пешка · b7 чёрная пешка · f7 чёрная пешка · g7 чёрная пешка · h7 чёрная пешка · c6 чёрная пешка · e6 чёрная пешка · f6 чёрный конь · d5 чёрная пешка · e4 белая пешка · c3 белый конь · d3 белая пешка · f3 белый ферзь · h3 белая пешка · a2 белая пешка · b2 белая пешка · c2 белая пешка · f2 белая пешка · g2 белая пешка · a1 белая ладья · c1 белый слон · e1 белый король · f1 белый слон · h1 белая ладья | 6 |
| 5 | a8 чёрная ладья · b8 чёрный конь · d8 чёрный ферзь · e8 чёрный король · f8 чёрный слон · h8 чёрная ладья · a7 чёрная пешка · b7 чёрная пешка · f7 чёрная пешка · g7 чёрная пешка · h7 чёрная пешка · c6 чёрная пешка · e6 чёрная пешка · f6 чёрный конь · d5 чёрная пешка · e4 белая пешка · c3 белый конь · d3 белая пешка · f3 белый ферзь · h3 белая пешка · a2 белая пешка · b2 белая пешка · c2 белая пешка · f2 белая пешка · g2 белая пешка · a1 белая ладья · c1 белый слон · e1 белый король · f1 белый слон · h1 белая ладья | a8 чёрная ладья · b8 чёрный конь · d8 чёрный ферзь · e8 чёрный король · f8 чёрный слон · h8 чёрная ладья · a7 чёрная пешка · b7 чёрная пешка · f7 чёрная пешка · g7 чёрная пешка · h7 чёрная пешка · c6 чёрная пешка · e6 чёрная пешка · f6 чёрный конь · d5 чёрная пешка · e4 белая пешка · c3 белый конь · d3 белая пешка · f3 белый ферзь · h3 белая пешка · a2 белая пешка · b2 белая пешка · c2 белая пешка · f2 белая пешка · g2 белая пешка · a1 белая ладья · c1 белый слон · e1 белый король · f1 белый слон · h1 белая ладья | a8 чёрная ладья · b8 чёрный конь · d8 чёрный ферзь · e8 чёрный король · f8 чёрный слон · h8 чёрная ладья · a7 чёрная пешка · b7 чёрная пешка · f7 чёрная пешка · g7 чёрная пешка · h7 чёрная пешка · c6 чёрная пешка · e6 чёрная пешка · f6 чёрный конь · d5 чёрная пешка · e4 белая пешка · c3 белый конь · d3 белая пешка · f3 белый ферзь · h3 белая пешка · a2 белая пешка · b2 белая пешка · c2 белая пешка · f2 белая пешка · g2 белая пешка · a1 белая ладья · c1 белый слон · e1 белый король · f1 белый слон · h1 белая ладья | a8 чёрная ладья · b8 чёрный конь · d8 чёрный ферзь · e8 чёрный король · f8 чёрный слон · h8 чёрная ладья · a7 чёрная пешка · b7 чёрная пешка · f7 чёрная пешка · g7 чёрная пешка · h7 чёрная пешка · c6 чёрная пешка · e6 чёрная пешка · f6 чёрный конь · d5 чёрная пешка · e4 белая пешка · c3 белый конь · d3 белая пешка · f3 белый ферзь · h3 белая пешка · a2 белая пешка · b2 белая пешка · c2 белая пешка · f2 белая пешка · g2 белая пешка · a1 белая ладья · c1 белый слон · e1 белый король · f1 белый слон · h1 белая ладья | a8 чёрная ладья · b8 чёрный конь · d8 чёрный ферзь · e8 чёрный король · f8 чёрный слон · h8 чёрная ладья · a7 чёрная пешка · b7 чёрная пешка · f7 чёрная пешка · g7 чёрная пешка · h7 чёрная пешка · c6 чёрная пешка · e6 чёрная пешка · f6 чёрный конь · d5 чёрная пешка · e4 белая пешка · c3 белый конь · d3 белая пешка · f3 белый ферзь · h3 белая пешка · a2 белая пешка · b2 белая пешка · c2 белая пешка · f2 белая пешка · g2 белая пешка · a1 белая ладья · c1 белый слон · e1 белый король · f1 белый слон · h1 белая ладья | a8 чёрная ладья · b8 чёрный конь · d8 чёрный ферзь · e8 чёрный король · f8 чёрный слон · h8 чёрная ладья · a7 чёрная пешка · b7 чёрная пешка · f7 чёрная пешка · g7 чёрная пешка · h7 чёрная пешка · c6 чёрная пешка · e6 чёрная пешка · f6 чёрный конь · d5 чёрная пешка · e4 белая пешка · c3 белый конь · d3 белая пешка · f3 белый ферзь · h3 белая пешка · a2 белая пешка · b2 белая пешка · c2 белая пешка · f2 белая пешка · g2 белая пешка · a1 белая ладья · c1 белый слон · e1 белый король · f1 белый слон · h1 белая ладья | a8 чёрная ладья · b8 чёрный конь · d8 чёрный ферзь · e8 чёрный король · f8 чёрный слон · h8 чёрная ладья · a7 чёрная пешка · b7 чёрная пешка · f7 чёрная пешка · g7 чёрная пешка · h7 чёрная пешка · c6 чёрная пешка · e6 чёрная пешка · f6 чёрный конь · d5 чёрная пешка · e4 белая пешка · c3 белый конь · d3 белая пешка · f3 белый ферзь · h3 белая пешка · a2 белая пешка · b2 белая пешка · c2 белая пешка · f2 белая пешка · g2 белая пешка · a1 белая ладья · c1 белый слон · e1 белый король · f1 белый слон · h1 белая ладья | a8 чёрная ладья · b8 чёрный конь · d8 чёрный ферзь · e8 чёрный король · f8 чёрный слон · h8 чёрная ладья · a7 чёрная пешка · b7 чёрная пешка · f7 чёрная пешка · g7 чёрная пешка · h7 чёрная пешка · c6 чёрная пешка · e6 чёрная пешка · f6 чёрный конь · d5 чёрная пешка · e4 белая пешка · c3 белый конь · d3 белая пешка · f3 белый ферзь · h3 белая пешка · a2 белая пешка · b2 белая пешка · c2 белая пешка · f2 белая пешка · g2 белая пешка · a1 белая ладья · c1 белый слон · e1 белый король · f1 белый слон · h1 белая ладья | 5 |
| 4 | a8 чёрная ладья · b8 чёрный конь · d8 чёрный ферзь · e8 чёрный король · f8 чёрный слон · h8 чёрная ладья · a7 чёрная пешка · b7 чёрная пешка · f7 чёрная пешка · g7 чёрная пешка · h7 чёрная пешка · c6 чёрная пешка · e6 чёрная пешка · f6 чёрный конь · d5 чёрная пешка · e4 белая пешка · c3 белый конь · d3 белая пешка · f3 белый ферзь · h3 белая пешка · a2 белая пешка · b2 белая пешка · c2 белая пешка · f2 белая пешка · g2 белая пешка · a1 белая ладья · c1 белый слон · e1 белый король · f1 белый слон · h1 белая ладья | a8 чёрная ладья · b8 чёрный конь · d8 чёрный ферзь · e8 чёрный король · f8 чёрный слон · h8 чёрная ладья · a7 чёрная пешка · b7 чёрная пешка · f7 чёрная пешка · g7 чёрная пешка · h7 чёрная пешка · c6 чёрная пешка · e6 чёрная пешка · f6 чёрный конь · d5 чёрная пешка · e4 белая пешка · c3 белый конь · d3 белая пешка · f3 белый ферзь · h3 белая пешка · a2 белая пешка · b2 белая пешка · c2 белая пешка · f2 белая пешка · g2 белая пешка · a1 белая ладья · c1 белый слон · e1 белый король · f1 белый слон · h1 белая ладья | a8 чёрная ладья · b8 чёрный конь · d8 чёрный ферзь · e8 чёрный король · f8 чёрный слон · h8 чёрная ладья · a7 чёрная пешка · b7 чёрная пешка · f7 чёрная пешка · g7 чёрная пешка · h7 чёрная пешка · c6 чёрная пешка · e6 чёрная пешка · f6 чёрный конь · d5 чёрная пешка · e4 белая пешка · c3 белый конь · d3 белая пешка · f3 белый ферзь · h3 белая пешка · a2 белая пешка · b2 белая пешка · c2 белая пешка · f2 белая пешка · g2 белая пешка · a1 белая ладья · c1 белый слон · e1 белый король · f1 белый слон · h1 белая ладья | a8 чёрная ладья · b8 чёрный конь · d8 чёрный ферзь · e8 чёрный король · f8 чёрный слон · h8 чёрная ладья · a7 чёрная пешка · b7 чёрная пешка · f7 чёрная пешка · g7 чёрная пешка · h7 чёрная пешка · c6 чёрная пешка · e6 чёрная пешка · f6 чёрный конь · d5 чёрная пешка · e4 белая пешка · c3 белый конь · d3 белая пешка · f3 белый ферзь · h3 белая пешка · a2 белая пешка · b2 белая пешка · c2 белая пешка · f2 белая пешка · g2 белая пешка · a1 белая ладья · c1 белый слон · e1 белый король · f1 белый слон · h1 белая ладья | a8 чёрная ладья · b8 чёрный конь · d8 чёрный ферзь · e8 чёрный король · f8 чёрный слон · h8 чёрная ладья · a7 чёрная пешка · b7 чёрная пешка · f7 чёрная пешка · g7 чёрная пешка · h7 чёрная пешка · c6 чёрная пешка · e6 чёрная пешка · f6 чёрный конь · d5 чёрная пешка · e4 белая пешка · c3 белый конь · d3 белая пешка · f3 белый ферзь · h3 белая пешка · a2 белая пешка · b2 белая пешка · c2 белая пешка · f2 белая пешка · g2 белая пешка · a1 белая ладья · c1 белый слон · e1 белый король · f1 белый слон · h1 белая ладья | a8 чёрная ладья · b8 чёрный конь · d8 чёрный ферзь · e8 чёрный король · f8 чёрный слон · h8 чёрная ладья · a7 чёрная пешка · b7 чёрная пешка · f7 чёрная пешка · g7 чёрная пешка · h7 чёрная пешка · c6 чёрная пешка · e6 чёрная пешка · f6 чёрный конь · d5 чёрная пешка · e4 белая пешка · c3 белый конь · d3 белая пешка · f3 белый ферзь · h3 белая пешка · a2 белая пешка · b2 белая пешка · c2 белая пешка · f2 белая пешка · g2 белая пешка · a1 белая ладья · c1 белый слон · e1 белый король · f1 белый слон · h1 белая ладья | a8 чёрная ладья · b8 чёрный конь · d8 чёрный ферзь · e8 чёрный король · f8 чёрный слон · h8 чёрная ладья · a7 чёрная пешка · b7 чёрная пешка · f7 чёрная пешка · g7 чёрная пешка · h7 чёрная пешка · c6 чёрная пешка · e6 чёрная пешка · f6 чёрный конь · d5 чёрная пешка · e4 белая пешка · c3 белый конь · d3 белая пешка · f3 белый ферзь · h3 белая пешка · a2 белая пешка · b2 белая пешка · c2 белая пешка · f2 белая пешка · g2 белая пешка · a1 белая ладья · c1 белый слон · e1 белый король · f1 белый слон · h1 белая ладья | a8 чёрная ладья · b8 чёрный конь · d8 чёрный ферзь · e8 чёрный король · f8 чёрный слон · h8 чёрная ладья · a7 чёрная пешка · b7 чёрная пешка · f7 чёрная пешка · g7 чёрная пешка · h7 чёрная пешка · c6 чёрная пешка · e6 чёрная пешка · f6 чёрный конь · d5 чёрная пешка · e4 белая пешка · c3 белый конь · d3 белая пешка · f3 белый ферзь · h3 белая пешка · a2 белая пешка · b2 белая пешка · c2 белая пешка · f2 белая пешка · g2 белая пешка · a1 белая ладья · c1 белый слон · e1 белый король · f1 белый слон · h1 белая ладья | 4 |
| 3 | a8 чёрная ладья · b8 чёрный конь · d8 чёрный ферзь · e8 чёрный король · f8 чёрный слон · h8 чёрная ладья · a7 чёрная пешка · b7 чёрная пешка · f7 чёрная пешка · g7 чёрная пешка · h7 чёрная пешка · c6 чёрная пешка · e6 чёрная пешка · f6 чёрный конь · d5 чёрная пешка · e4 белая пешка · c3 белый конь · d3 белая пешка · f3 белый ферзь · h3 белая пешка · a2 белая пешка · b2 белая пешка · c2 белая пешка · f2 белая пешка · g2 белая пешка · a1 белая ладья · c1 белый слон · e1 белый король · f1 белый слон · h1 белая ладья | a8 чёрная ладья · b8 чёрный конь · d8 чёрный ферзь · e8 чёрный король · f8 чёрный слон · h8 чёрная ладья · a7 чёрная пешка · b7 чёрная пешка · f7 чёрная пешка · g7 чёрная пешка · h7 чёрная пешка · c6 чёрная пешка · e6 чёрная пешка · f6 чёрный конь · d5 чёрная пешка · e4 белая пешка · c3 белый конь · d3 белая пешка · f3 белый ферзь · h3 белая пешка · a2 белая пешка · b2 белая пешка · c2 белая пешка · f2 белая пешка · g2 белая пешка · a1 белая ладья · c1 белый слон · e1 белый король · f1 белый слон · h1 белая ладья | a8 чёрная ладья · b8 чёрный конь · d8 чёрный ферзь · e8 чёрный король · f8 чёрный слон · h8 чёрная ладья · a7 чёрная пешка · b7 чёрная пешка · f7 чёрная пешка · g7 чёрная пешка · h7 чёрная пешка · c6 чёрная пешка · e6 чёрная пешка · f6 чёрный конь · d5 чёрная пешка · e4 белая пешка · c3 белый конь · d3 белая пешка · f3 белый ферзь · h3 белая пешка · a2 белая пешка · b2 белая пешка · c2 белая пешка · f2 белая пешка · g2 белая пешка · a1 белая ладья · c1 белый слон · e1 белый король · f1 белый слон · h1 белая ладья | a8 чёрная ладья · b8 чёрный конь · d8 чёрный ферзь · e8 чёрный король · f8 чёрный слон · h8 чёрная ладья · a7 чёрная пешка · b7 чёрная пешка · f7 чёрная пешка · g7 чёрная пешка · h7 чёрная пешка · c6 чёрная пешка · e6 чёрная пешка · f6 чёрный конь · d5 чёрная пешка · e4 белая пешка · c3 белый конь · d3 белая пешка · f3 белый ферзь · h3 белая пешка · a2 белая пешка · b2 белая пешка · c2 белая пешка · f2 белая пешка · g2 белая пешка · a1 белая ладья · c1 белый слон · e1 белый король · f1 белый слон · h1 белая ладья | a8 чёрная ладья · b8 чёрный конь · d8 чёрный ферзь · e8 чёрный король · f8 чёрный слон · h8 чёрная ладья · a7 чёрная пешка · b7 чёрная пешка · f7 чёрная пешка · g7 чёрная пешка · h7 чёрная пешка · c6 чёрная пешка · e6 чёрная пешка · f6 чёрный конь · d5 чёрная пешка · e4 белая пешка · c3 белый конь · d3 белая пешка · f3 белый ферзь · h3 белая пешка · a2 белая пешка · b2 белая пешка · c2 белая пешка · f2 белая пешка · g2 белая пешка · a1 белая ладья · c1 белый слон · e1 белый король · f1 белый слон · h1 белая ладья | a8 чёрная ладья · b8 чёрный конь · d8 чёрный ферзь · e8 чёрный король · f8 чёрный слон · h8 чёрная ладья · a7 чёрная пешка · b7 чёрная пешка · f7 чёрная пешка · g7 чёрная пешка · h7 чёрная пешка · c6 чёрная пешка · e6 чёрная пешка · f6 чёрный конь · d5 чёрная пешка · e4 белая пешка · c3 белый конь · d3 белая пешка · f3 белый ферзь · h3 белая пешка · a2 белая пешка · b2 белая пешка · c2 белая пешка · f2 белая пешка · g2 белая пешка · a1 белая ладья · c1 белый слон · e1 белый король · f1 белый слон · h1 белая ладья | a8 чёрная ладья · b8 чёрный конь · d8 чёрный ферзь · e8 чёрный король · f8 чёрный слон · h8 чёрная ладья · a7 чёрная пешка · b7 чёрная пешка · f7 чёрная пешка · g7 чёрная пешка · h7 чёрная пешка · c6 чёрная пешка · e6 чёрная пешка · f6 чёрный конь · d5 чёрная пешка · e4 белая пешка · c3 белый конь · d3 белая пешка · f3 белый ферзь · h3 белая пешка · a2 белая пешка · b2 белая пешка · c2 белая пешка · f2 белая пешка · g2 белая пешка · a1 белая ладья · c1 белый слон · e1 белый король · f1 белый слон · h1 белая ладья | a8 чёрная ладья · b8 чёрный конь · d8 чёрный ферзь · e8 чёрный король · f8 чёрный слон · h8 чёрная ладья · a7 чёрная пешка · b7 чёрная пешка · f7 чёрная пешка · g7 чёрная пешка · h7 чёрная пешка · c6 чёрная пешка · e6 чёрная пешка · f6 чёрный конь · d5 чёрная пешка · e4 белая пешка · c3 белый конь · d3 белая пешка · f3 белый ферзь · h3 белая пешка · a2 белая пешка · b2 белая пешка · c2 белая пешка · f2 белая пешка · g2 белая пешка · a1 белая ладья · c1 белый слон · e1 белый король · f1 белый слон · h1 белая ладья | 3 |
| 2 | a8 чёрная ладья · b8 чёрный конь · d8 чёрный ферзь · e8 чёрный король · f8 чёрный слон · h8 чёрная ладья · a7 чёрная пешка · b7 чёрная пешка · f7 чёрная пешка · g7 чёрная пешка · h7 чёрная пешка · c6 чёрная пешка · e6 чёрная пешка · f6 чёрный конь · d5 чёрная пешка · e4 белая пешка · c3 белый конь · d3 белая пешка · f3 белый ферзь · h3 белая пешка · a2 белая пешка · b2 белая пешка · c2 белая пешка · f2 белая пешка · g2 белая пешка · a1 белая ладья · c1 белый слон · e1 белый король · f1 белый слон · h1 белая ладья | a8 чёрная ладья · b8 чёрный конь · d8 чёрный ферзь · e8 чёрный король · f8 чёрный слон · h8 чёрная ладья · a7 чёрная пешка · b7 чёрная пешка · f7 чёрная пешка · g7 чёрная пешка · h7 чёрная пешка · c6 чёрная пешка · e6 чёрная пешка · f6 чёрный конь · d5 чёрная пешка · e4 белая пешка · c3 белый конь · d3 белая пешка · f3 белый ферзь · h3 белая пешка · a2 белая пешка · b2 белая пешка · c2 белая пешка · f2 белая пешка · g2 белая пешка · a1 белая ладья · c1 белый слон · e1 белый король · f1 белый слон · h1 белая ладья | a8 чёрная ладья · b8 чёрный конь · d8 чёрный ферзь · e8 чёрный король · f8 чёрный слон · h8 чёрная ладья · a7 чёрная пешка · b7 чёрная пешка · f7 чёрная пешка · g7 чёрная пешка · h7 чёрная пешка · c6 чёрная пешка · e6 чёрная пешка · f6 чёрный конь · d5 чёрная пешка · e4 белая пешка · c3 белый конь · d3 белая пешка · f3 белый ферзь · h3 белая пешка · a2 белая пешка · b2 белая пешка · c2 белая пешка · f2 белая пешка · g2 белая пешка · a1 белая ладья · c1 белый слон · e1 белый король · f1 белый слон · h1 белая ладья | a8 чёрная ладья · b8 чёрный конь · d8 чёрный ферзь · e8 чёрный король · f8 чёрный слон · h8 чёрная ладья · a7 чёрная пешка · b7 чёрная пешка · f7 чёрная пешка · g7 чёрная пешка · h7 чёрная пешка · c6 чёрная пешка · e6 чёрная пешка · f6 чёрный конь · d5 чёрная пешка · e4 белая пешка · c3 белый конь · d3 белая пешка · f3 белый ферзь · h3 белая пешка · a2 белая пешка · b2 белая пешка · c2 белая пешка · f2 белая пешка · g2 белая пешка · a1 белая ладья · c1 белый слон · e1 белый король · f1 белый слон · h1 белая ладья | a8 чёрная ладья · b8 чёрный конь · d8 чёрный ферзь · e8 чёрный король · f8 чёрный слон · h8 чёрная ладья · a7 чёрная пешка · b7 чёрная пешка · f7 чёрная пешка · g7 чёрная пешка · h7 чёрная пешка · c6 чёрная пешка · e6 чёрная пешка · f6 чёрный конь · d5 чёрная пешка · e4 белая пешка · c3 белый конь · d3 белая пешка · f3 белый ферзь · h3 белая пешка · a2 белая пешка · b2 белая пешка · c2 белая пешка · f2 белая пешка · g2 белая пешка · a1 белая ладья · c1 белый слон · e1 белый король · f1 белый слон · h1 белая ладья | a8 чёрная ладья · b8 чёрный конь · d8 чёрный ферзь · e8 чёрный король · f8 чёрный слон · h8 чёрная ладья · a7 чёрная пешка · b7 чёрная пешка · f7 чёрная пешка · g7 чёрная пешка · h7 чёрная пешка · c6 чёрная пешка · e6 чёрная пешка · f6 чёрный конь · d5 чёрная пешка · e4 белая пешка · c3 белый конь · d3 белая пешка · f3 белый ферзь · h3 белая пешка · a2 белая пешка · b2 белая пешка · c2 белая пешка · f2 белая пешка · g2 белая пешка · a1 белая ладья · c1 белый слон · e1 белый король · f1 белый слон · h1 белая ладья | a8 чёрная ладья · b8 чёрный конь · d8 чёрный ферзь · e8 чёрный король · f8 чёрный слон · h8 чёрная ладья · a7 чёрная пешка · b7 чёрная пешка · f7 чёрная пешка · g7 чёрная пешка · h7 чёрная пешка · c6 чёрная пешка · e6 чёрная пешка · f6 чёрный конь · d5 чёрная пешка · e4 белая пешка · c3 белый конь · d3 белая пешка · f3 белый ферзь · h3 белая пешка · a2 белая пешка · b2 белая пешка · c2 белая пешка · f2 белая пешка · g2 белая пешка · a1 белая ладья · c1 белый слон · e1 белый король · f1 белый слон · h1 белая ладья | a8 чёрная ладья · b8 чёрный конь · d8 чёрный ферзь · e8 чёрный король · f8 чёрный слон · h8 чёрная ладья · a7 чёрная пешка · b7 чёрная пешка · f7 чёрная пешка · g7 чёрная пешка · h7 чёрная пешка · c6 чёрная пешка · e6 чёрная пешка · f6 чёрный конь · d5 чёрная пешка · e4 белая пешка · c3 белый конь · d3 белая пешка · f3 белый ферзь · h3 белая пешка · a2 белая пешка · b2 белая пешка · c2 белая пешка · f2 белая пешка · g2 белая пешка · a1 белая ладья · c1 белый слон · e1 белый король · f1 белый слон · h1 белая ладья | 2 |
| 1 | a8 чёрная ладья · b8 чёрный конь · d8 чёрный ферзь · e8 чёрный король · f8 чёрный слон · h8 чёрная ладья · a7 чёрная пешка · b7 чёрная пешка · f7 чёрная пешка · g7 чёрная пешка · h7 чёрная пешка · c6 чёрная пешка · e6 чёрная пешка · f6 чёрный конь · d5 чёрная пешка · e4 белая пешка · c3 белый конь · d3 белая пешка · f3 белый ферзь · h3 белая пешка · a2 белая пешка · b2 белая пешка · c2 белая пешка · f2 белая пешка · g2 белая пешка · a1 белая ладья · c1 белый слон · e1 белый король · f1 белый слон · h1 белая ладья | a8 чёрная ладья · b8 чёрный конь · d8 чёрный ферзь · e8 чёрный король · f8 чёрный слон · h8 чёрная ладья · a7 чёрная пешка · b7 чёрная пешка · f7 чёрная пешка · g7 чёрная пешка · h7 чёрная пешка · c6 чёрная пешка · e6 чёрная пешка · f6 чёрный конь · d5 чёрная пешка · e4 белая пешка · c3 белый конь · d3 белая пешка · f3 белый ферзь · h3 белая пешка · a2 белая пешка · b2 белая пешка · c2 белая пешка · f2 белая пешка · g2 белая пешка · a1 белая ладья · c1 белый слон · e1 белый король · f1 белый слон · h1 белая ладья | a8 чёрная ладья · b8 чёрный конь · d8 чёрный ферзь · e8 чёрный король · f8 чёрный слон · h8 чёрная ладья · a7 чёрная пешка · b7 чёрная пешка · f7 чёрная пешка · g7 чёрная пешка · h7 чёрная пешка · c6 чёрная пешка · e6 чёрная пешка · f6 чёрный конь · d5 чёрная пешка · e4 белая пешка · c3 белый конь · d3 белая пешка · f3 белый ферзь · h3 белая пешка · a2 белая пешка · b2 белая пешка · c2 белая пешка · f2 белая пешка · g2 белая пешка · a1 белая ладья · c1 белый слон · e1 белый король · f1 белый слон · h1 белая ладья | a8 чёрная ладья · b8 чёрный конь · d8 чёрный ферзь · e8 чёрный король · f8 чёрный слон · h8 чёрная ладья · a7 чёрная пешка · b7 чёрная пешка · f7 чёрная пешка · g7 чёрная пешка · h7 чёрная пешка · c6 чёрная пешка · e6 чёрная пешка · f6 чёрный конь · d5 чёрная пешка · e4 белая пешка · c3 белый конь · d3 белая пешка · f3 белый ферзь · h3 белая пешка · a2 белая пешка · b2 белая пешка · c2 белая пешка · f2 белая пешка · g2 белая пешка · a1 белая ладья · c1 белый слон · e1 белый король · f1 белый слон · h1 белая ладья | a8 чёрная ладья · b8 чёрный конь · d8 чёрный ферзь · e8 чёрный король · f8 чёрный слон · h8 чёрная ладья · a7 чёрная пешка · b7 чёрная пешка · f7 чёрная пешка · g7 чёрная пешка · h7 чёрная пешка · c6 чёрная пешка · e6 чёрная пешка · f6 чёрный конь · d5 чёрная пешка · e4 белая пешка · c3 белый конь · d3 белая пешка · f3 белый ферзь · h3 белая пешка · a2 белая пешка · b2 белая пешка · c2 белая пешка · f2 белая пешка · g2 белая пешка · a1 белая ладья · c1 белый слон · e1 белый король · f1 белый слон · h1 белая ладья | a8 чёрная ладья · b8 чёрный конь · d8 чёрный ферзь · e8 чёрный король · f8 чёрный слон · h8 чёрная ладья · a7 чёрная пешка · b7 чёрная пешка · f7 чёрная пешка · g7 чёрная пешка · h7 чёрная пешка · c6 чёрная пешка · e6 чёрная пешка · f6 чёрный конь · d5 чёрная пешка · e4 белая пешка · c3 белый конь · d3 белая пешка · f3 белый ферзь · h3 белая пешка · a2 белая пешка · b2 белая пешка · c2 белая пешка · f2 белая пешка · g2 белая пешка · a1 белая ладья · c1 белый слон · e1 белый король · f1 белый слон · h1 белая ладья | a8 чёрная ладья · b8 чёрный конь · d8 чёрный ферзь · e8 чёрный король · f8 чёрный слон · h8 чёрная ладья · a7 чёрная пешка · b7 чёрная пешка · f7 чёрная пешка · g7 чёрная пешка · h7 чёрная пешка · c6 чёрная пешка · e6 чёрная пешка · f6 чёрный конь · d5 чёрная пешка · e4 белая пешка · c3 белый конь · d3 белая пешка · f3 белый ферзь · h3 белая пешка · a2 белая пешка · b2 белая пешка · c2 белая пешка · f2 белая пешка · g2 белая пешка · a1 белая ладья · c1 белый слон · e1 белый король · f1 белый слон · h1 белая ладья | a8 чёрная ладья · b8 чёрный конь · d8 чёрный ферзь · e8 чёрный король · f8 чёрный слон · h8 чёрная ладья · a7 чёрная пешка · b7 чёрная пешка · f7 чёрная пешка · g7 чёрная пешка · h7 чёрная пешка · c6 чёрная пешка · e6 чёрная пешка · f6 чёрный конь · d5 чёрная пешка · e4 белая пешка · c3 белый конь · d3 белая пешка · f3 белый ферзь · h3 белая пешка · a2 белая пешка · b2 белая пешка · c2 белая пешка · f2 белая пешка · g2 белая пешка · a1 белая ладья · c1 белый слон · e1 белый король · f1 белый слон · h1 белая ладья | 1 |
|   | a | b | c | d | e | f | g | h |   |

#### Вне шахмат

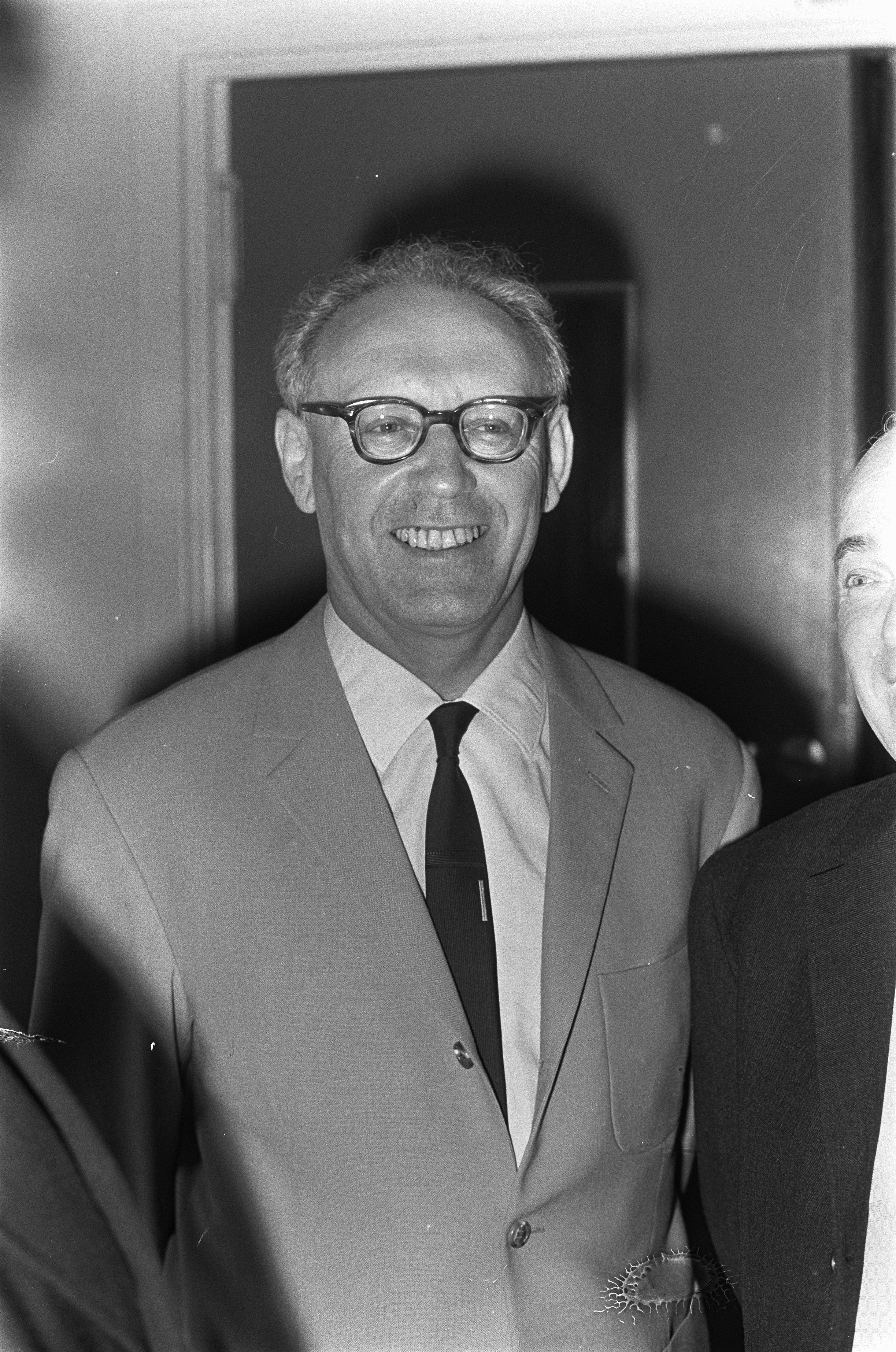
В 1966 году

Ботвинник приступил к активной научной деятельности после войны — он работал в Техническом отделе Министерства электростанций, а также в ЦНИЭЛ. В результате исследований создал новое научное направление — теорию сильного регулирования возбуждения синхронных машин. Он помог разработать макет регулятора на основе своей теории и провести эксперименты на моделях, которые подтвердили эффективность сильного регулирования. В 1950 году Ботвинник опубликовал теорию сильного регулирования возбуждения генераторов, которая стала предметом его докторской диссертации.
Исследования Ботвинника стали предметом ряда работ в области электроэнергетики и электропромышленности. До сих пор эта теория используется для обеспечения устойчивости функционирования синхронных генераторов.
Позже Ботвинник разработал основы теории электрических машин нового типа — с продольно-поперечным возбуждением, и назвал их асинхронизированными.
Он также создал научную школу в области асинхронизированных машин и получил мировое признание. Асинхронизированные генераторы, позволяющие повысить устойчивость и надежность единой энергосистемы, продолжают использоваться на электростанциях России. Научные труды Ботвинника по энергетике и кибернетике переведены на английский, венгерский, датский, немецкий, французский, шведский и другие языки.
С 1960-х годов и до конца жизни Ботвинник проводил исследования по программированию ЭВМ для игры в шахматы. В последние десятилетия жизни в собственной лаборатории работал над проблемой компьютерного моделирования человеческого мышления.
В 1954 году Ботвинник направил в ЦК КПСС предложения по изменению экономического плана развития СССР. Его идея заключалась в конвергенции — сочетании плановых социалистических и рыночных капиталистических методов ведения народного хозяйства. Использование в будущем компьютерного управления экономикой, по предположению Ботвинника, позволило бы обеспечить объективный инженерно-технический контроль за выполнением намеченных планов и принятием оптимальных управленческих решений по заданным параметрам. ЦК КПСС назвал обращение чемпиона мира вредным проявлением «буржуазной идеологии лейбористского типа», был поставлен вопрос об исключении Ботвинника из партии, однако затем с учётом личности заявителя дело замяли. Идеи Ботвинника о конвергенции позднее были использованы академиком Андреем Сахаровым. Политическую активность Ботвинник проявил и в 1989 году при разработке нового Устава Шахматной федерации СССР. Подготовленный функционерами федерации проект отказался утвердить Минюст СССР ввиду отсутствия в уставе пункта о порядке самоликвидации организации, на что Ботвинник возразил: «А в Уставе КПСС самоликвидация предусмотрена?».

### Смерть

В 1993 году

Скончался 5 мая 1995 года в своей московской квартире на Фрунзенской набережной от рака поджелудочной железы. Его племянник вспоминал, что Ботвинник «умирал в полном сознании, с величайшим мужеством и достоинством, накануне кончины отдал близким исчерпывающие распоряжения о порядке организации похорон». Из-за этого панихида не проводилась, а из известных шахматистов на похороны пришёл только Смыслов. По завещанию Ботвинника, его тело было кремировано, а урна захоронена в колумбарии Новодевичьего кладбища рядом с захоронением жены — балерины Гаянэ Давидовны Анановой.

## Стиль игры
Ботвинник, как и многие советские шахматисты, глубоко понимал позицию и обладал богатым стратегическим мышлением.

## Результаты соревнований

### Турниры

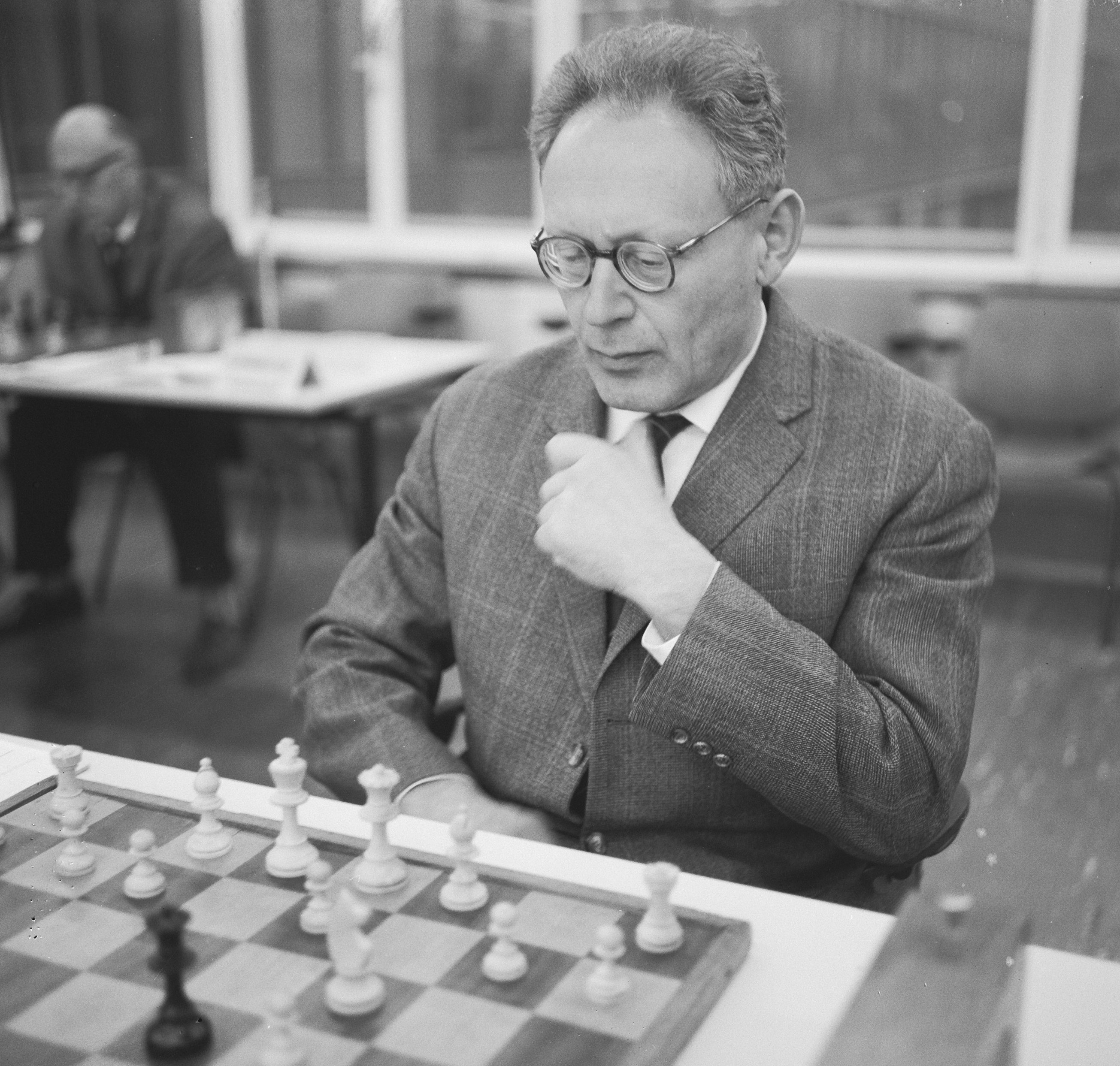
В 1963 году

За карьеру Ботвинник официально сыграл 948 партий, 200 тренировочных и 8 000 во время сеансов одновременной игры. Участвовал в 50 турнирах, включая 12 чемпионатов СССР и 14 международных, всего стал призёром 35 раз и набрал примерно 3/4 возможных очков.
Источник: 1923—1940, 1940—1956, 1954—1967.
| Год         | Город              | Турнир                                                                       | +  | − | =  | Результат | Место                    |
| ----------- | ------------------ | ---------------------------------------------------------------------------- | -- | - | -- | --------- | ------------------------ |
| 1923        | Петроград          | Чемпионат школы                                                              |    |   |    | из 15     | 10, полных данных нет    |
| 1924        | Ленинград          | Чемпионат школы                                                              | 5  | 1 | 0  | 5 из 6    | 1                        |
|             | Ленинград          | Внекатегорный турнир                                                         | 11 | 1 | 1  | 11½ из 13 | 1, полных данных нет     |
|             | Ленинград          | Турнир IIб и III категорий                                                   | 7  | 1 | 3  | 8½ из 11  | 1                        |
|             | Ленинград          | Турнир IIа категории                                                         | 2  | 1 | 0  | 2 из 3    | Полных данных нет        |
| 1925        | Ленинград          | Матч с Н. Лютовым                                                            | 3  | 1 | 1  | 3½ из 5   |                          |
|             | Ленинград          | Командные соревнования профсоюза электропромышленности                       | 2  | 0 | 0  | 2 из 2    | Полных данных нет        |
|             | Ленинград          | Турнир IIа и Iб категорий                                                    | 9  | 1 | 0  | 9 из 10   | 1, получил 1-ю категорию |
|             | Ленинград          | Матч с Б. Ривлиным                                                           | 3  | 0 | 0  | 3 из 3    |                          |
|             | Детское село       |                                                                              | 9  | 0 | 1  | 9½ из 10  | 1                        |
|             | Ленинград          | Турнир I категории                                                           | 7  | 3 | 1  | 7½ из 11  | 3—4                      |
|             | Ленинград          | Турнир I категории                                                           | 7  | 1 | 0  | 7 из 8    | Турнир не окончен        |
| 1925 / 1926 | Ленинград          | Командные соревнования профсоюзов                                            | 1  | 1 | 1  | 1½ из 3   | Полных данных нет        |
| 1926        | Ленинград          | Полуфинал 5-го чемпионата Ленинграда                                         | 11 | 0 | 1  | 11½ из 12 | 1                        |
|             | Москва             | Матч Москва — Ленинград (13-я доска, против П. Иорданского)                  | 0  | 1 | 1  | ½ из 2    |                          |
|             | Ленинград          | 5-й чемпионат Ленинграда                                                     | 6  | 1 | 2  | 7 из 9    | 2—3                      |
|             | Ленинград          | Полуфинал чемпионата Северо-Западной области                                 | 8  | 1 | 2  | 9 из 11   | 2—3                      |
|             | Ленинград          | Чемпионат Северо-Западной области                                            | 4  | 1 | 5  | 6½ из 10  | 3                        |
|             | Стокгольм          | Матч Стокгольм — Ленинград (5-я доска, против Г. Штольца)                    | 1  | 0 | 1  | 1½ из 2   |                          |
| 1927        | Москва             | Матч профсоюза железнодорожников (против Н. Панченко)                        | 1  | 0 | 1  | 1½ из 2   |                          |
|             | Ленинград          | Матч Ленинград — Москва (против Н. Д. Григорьева)                            | 1  | 0 | 1  | 1½ из 2   |                          |
|             | Ленинград          |                                                                              | 0  | 0 | 1  | ½ из 1    | Полных данных нет        |
|             | Ленинград          | Шестерной турнир                                                             | 6  | 1 | 3  | 7½ из 10  | 2                        |
|             | Москва             | 5-й чемпионат СССР                                                           | 9  | 4 | 7  | 12½ из 20 | 5—6                      |
| 1927 / 1928 | Ленинград          | Чемпионат профсоюза металлистов                                              | 7  | 1 | 3  | 8½ из 11  | 1                        |
| 1928        | Ленинград/Ростов   | Матч вузов                                                                   | 1  | 0 | 1  | 1½ из 2   |                          |
| 1928 / 1929 | Ленинград          | Чемпионат рабпроса                                                           | 8  | 0 | 5  | 10½ из 13 | 1                        |
| 1929        | Москва             | Матч вузовских команд четырёх городов                                        | 1  | 0 | 2  | 2 из 3    |                          |
|             | Ленинград          | Командные соревнования вузов                                                 | 1  | 0 | 0  | 1 из 1    | Полных данных нет        |
|             | Новгород           | Матч Кречевицы — Новгород (1-я доска, против В. И. Созина)                   | 0  | 0 | 1  | ½ из 1    |                          |
|             | Одесса             | Четвертьфинал 6-го чемпионата СССР                                           | 6  | 0 | 2  | 7 из 8    | 1                        |
|             | Одесса             | Полуфинал 6-го чемпионата СССР                                               | 2  | 2 | 1  | 2½ из 5   | 3—4                      |
| 1930        | Ленинград          | Турнир ленинградских мастеров                                                | 6  | 1 | 1  | 6½ из 8   | 1                        |
|             | Ленинград          | Матч вузы — Ленинград (1-я доска, против А. Ф. Ильина-Женевского)            | 2  | 0 | 0  | 2 из 2    |                          |
|             | Ленинград          | Матч металлисты — строители                                                  | 0  | 1 | 0  | 0 из 1    |                          |
|             | Ленинград          | Матч профсоюза металлистов Ленинград — Москва (1-я доска, против И. А. Кана) | 1  | 1 | 0  | 1 из 2    |                          |
|             | Ленинград          | Матч Ленинград — Москва (против И. А. Кана)                                  | 2  | 0 | 0  | 2 из 2    |                          |
| 1930 / 1931 | Ленинград          | 8-й чемпионат Ленинграда                                                     | 12 | 1 | 4  | 14 из 17  | 1                        |
| 1931        | Ленинград          | Командные соревнования профсоюза электропромышленности                       | 4  | 0 | 0  | 4 из 4    |                          |
|             | Ленинград          | Командные соревнования профсоюзов                                            | 1  | 0 | 0  | 1 из 1    | Полных данных нет        |
|             | Москва             | Полуфинал 7-го чемпионата СССР                                               | 6  | 2 | 1  | 6½ из 9   | 2                        |
|             | Москва             | 7-й чемпионат СССР                                                           | 12 | 2 | 3  | 13½ из 17 | 1                        |
| 1932        | Ленинград          | 9-й чемпионат Ленинграда                                                     | 9  | 0 | 2  | 10 из 11  | 1                        |
|             | Киев               | Матч Киев — Ленинград                                                        | 0  | 0 | 1  | ½ из 1    |                          |
| 1932 / 1933 | Ленинград          | Турнир ленинградских мастеров (в Доме учёных)                                | 6  | 2 | 2  | 7 из 10   | 1                        |
| 1933        | Ленинград          | Турнир ленинградских мастеров                                                | 7  | 0 | 6  | 10 из 13  | 1—2                      |
|             | Ленинград          | 8-й чемпионат СССР                                                           | 11 | 2 | 6  | 14 из 19  | 1                        |
|             | Москва/Ленинград   | Матч с С. М. Флором                                                          | 2  | 2 | 8  | 6 из 12   |                          |
| 1934        | Ленинград/Москва   | Матч команд профсоюзов электропромышленности                                 | 2  | 0 | 0  | 2 из 2    |                          |
|             | Ленинград          | Турнир мастеров с участием М. Эйве                                           | 5  | 1 | 5  | 7½ из 11  | 1                        |
| 1934 / 1935 | Гастингс           | Международный турнир                                                         | 3  | 2 | 4  | 5 из 9    | 5—6                      |
| 1935        | Москва             | 2-й международный турнир                                                     | 9  | 2 | 8  | 13 из 19  | 1—2                      |
| 1936        | Москва             | 3-й международный турнир                                                     | 7  | 1 | 10 | 12 из 18  | 2                        |
|             | Ноттингем          | Международный турнир                                                         | 6  | 0 | 8  | 10 из 14  | 1—2                      |
| 1937        | Ленинград — Москва | Матч с Г. Я. Левенфишем                                                      | 5  | 5 | 3  | 6,5 : 6,5 |                          |
| 1938        | Ленинград          | Полуфинал 11-го чемпионата СССР                                              | 12 | 1 | 4  | 14 из 17  | 1                        |
|             | Нидерланды         | АВРО-турнир                                                                  | 3  | 2 | 9  | 7½ из 14  | 3                        |
| 1939        | Ленинград          | 11-й чемпионат СССР                                                          | 8  | 0 | 9  | 12½ из 17 | 1                        |
| 1940        | Ленинград          | Матч с В. В. Рагозиным                                                       | 5  | 0 | 7  | 8,5 : 3,5 |                          |
|             | Москва             | 12-й чемпионат СССР                                                          | 8  | 4 | 7  | 11½ из 19 | 5—6                      |
| 1941        |                    | Матч Ленинград — Москва (по телефону)                                        | 0  | 0 | 1  | ½ из 1    |                          |
|             | Ленинград/Москва   | Матч-турнир на звание абсолютного чемпиона СССР                              | 9  | 2 | 9  | 13½ из 20 | 1                        |
| 1943        | Свердловск         | Турнир мастеров и гроссмейстеров                                             | 7  | 0 | 7  | 10½ из 14 | 1                        |
| 1943 / 1944 | Москва             | 23-й чемпионат Москвы                                                        | 11 | 1 | 3  | 12½ из 15 | 1                        |
| 1944        | Москва             | 13-й чемпионат СССР                                                          | 11 | 2 | 3  | 12½ из 16 | 1                        |
| 1945        | Москва             | 14-й чемпионат СССР                                                          | 14 | 0 | 4  | 16 из 18  | 1                        |
|             |                    | Радиоматч СССР — США (1-я доска, против А. Денкера)                          | 2  | 0 | 0  | 2 из 2    |                          |
| 1946        |                    | Радиоматч СССР — Великобритания (1-я доска, против К. Х. Александера)        | 1  | 1 | 0  | 1 из 2    |                          |
|             | Гронинген          | Международный турнир                                                         | 13 | 3 | 3  | 14½ из 19 | 1                        |
|             | Москва             | Матч СССР — США (1-я доска, против Решевского)                               | 1  | 0 | 1  | 1½ из 2   |                          |
| 1947        | Москва             | Международный турнир памяти М. И. Чигорина                                   | 8  | 1 | 6  | 11 из 15  | 1                        |
| 1951        | Москва             | Чемпионат СССР по шахматам 1951                                              | 6  | 3 | 8  | 10 из 17  | 5                        |
| 1952        | Будапешт           | Международный турнир памяти Г. Мароци                                        | 7  | 2 | 8  | 11 из 17  | 3—5                      |
|             | Москва             | 20-й чемпионат СССР                                                          | 9  | 1 | 9  | 13½ из 19 | 1—2                      |
| 1953        | Москва             | Матч на звание чемпиона СССР с М. И. Таймановым                              | 2  | 1 | 3  | 3½ из 6   |                          |
| 1955        | Москва             | 22-й чемпионат СССР                                                          | 7  | 3 | 9  | 11½ из 19 | 3—6                      |
|             | Москва             | Матч СССР — США (1-я доска, против Решевского)                               | 0  | 1 | 3  | 1½ из 4   |                          |
| 1956        | Москва             | Международный турнир памяти А. А. Алехина                                    | 8  | 1 | 6  | 11 из 15  | 1—2                      |
| 1958        | Вагенинген         | Международный турнир                                                         | 3  | 0 | 2  | 4 из 5    | 1                        |
| 1959        | Москва             | II Спартакиада народов СССР                                                  | 1  | 0 | 6  | 4 из 7    |                          |
| 1960        | Москва             | Матч Москва — Ленинград                                                      | 0  | 1 | 1  | ½ из 2    |                          |
| 1961        | Оберхаузен         | II командное первенство Европы                                               | 4  | 1 | 4  | 6 из 9    |                          |
| 1961 / 1962 | Гастингс           | Международный турнир                                                         | 7  | 0 | 2  | 8 из 9    | 1                        |
| 1962        | Стокгольм          | Международный турнир                                                         | 8  | 0 | 1  | 8½ из 9   | 1                        |
| 1963        | Москва             | III Спартакиада народов СССР                                                 | 7  | 0 | 2  | 8 из 9    |                          |
|             | Амстердам          | Международный турнир                                                         | 3  | 0 | 2  | 4 из 5    | 1                        |
| 1964        | Москва             | Командное первенство Москвы                                                  | 1  | 0 | 1  | 1½ из 2   |                          |
|             | Москва             | Командные соревнования коллективов предприятий Москвы                        | 4  | 0 | 1  | 4½ из 5   |                          |
|             | Москва             | Командное первенство СССР                                                    | 3  | 0 | 3  | 4½ из 6   |                          |
| 1965        | Нордвейк           | Международный турнир                                                         | 5  | 0 | 2  | 6 из 7    | 1                        |
|             | Москва             | Спартакиада профсоюзов Москвы                                                | 2  | 1 | 1  | 2½ из 4   |                          |
|             | Москва             | Командные соревнования спортобщества «Труд»                                  | 4  | 0 | 1  | 4½ из 5   |                          |
|             | Гамбург            | III командное первенство Европы                                              | 2  | 3 | 3  | 3½ из 8   |                          |
|             | Москва             | Спартакиада профсоюзов СССР                                                  | 2  | 1 | 1  | 2½ из 4   |                          |
|             |                    | Матч Москва — Ленинград (против А. К. Толуша)                                | 2  | 0 | 0  | 2 из 2    |                          |
| 1966        | Москва             | Командное первенство Москвы                                                  | 1  | 0 | 4  | 3 из 5    |                          |
|             | Москва             | Командные соревнования спортобщества «Труд»                                  | 3  | 0 | 1  | 3½ из 4   |                          |
|             | Амстердам          | Международный турнир                                                         | 7  | 1 | 1  | 7½ из 9   | 1                        |
|             | Москва             | Командное первенство СССР                                                    | 5  | 2 | 2  | 6 из 9    |                          |
| 1966 / 1967 | Гастингс           | Международный турнир                                                         | 5  | 1 | 3  | 6½ из 9   |                          |
| 1967        | Москва             | Командные соревнования коллективов предприятий Москвы                        | 1  | 0 | 0  | 1 из 1    |                          |
|             | Москва             | Командное первенство Москвы                                                  | 3  | 0 | 4  | 5 из 7    |                          |
|             | Москва             | IV Спартакиада народов СССР                                                  | 5  | 1 | 2  | 6 из 8    |                          |
|             | Пальма-де-Мальорка | Международный турнир                                                         | 9  | 1 | 7  | 12½ из 17 | 2—3                      |
| 1968        | Монте-Карло        | Международный турнир                                                         | 5  | 0 | 8  | 9 из 13   | 2                        |
| 1969        | Вейк-ан-Зее        | 31-й международный турнир                                                    | 6  | 0 | 9  | 10½ из 15 | 1—2                      |
|             | Белград            | Международный турнир                                                         | 5  | 3 | 7  | 8½ из 15  | 7                        |
| 1970        | Белград            | Матч СССР — сборная мира (8-я доска против М. Матуловича)                    | 1  | 0 | 3  | 2½ из 4   |                          |
|             | Лейден             | Международный турнир                                                         | 1  | 2 | 9  | 5½ из 12  | 3—4                      |

### Олимпиады и матчи
Участвовал в шести Олимпиадах, набрав более 70 % очков.
| Олимпиада | Город     | +  | − | =  | Результат | Командное место | Личное |
| --------- | --------- | -- | - | -- | --------- | --------------- | ------ |
| 1954      | Амстердам | 6  | 0 | 5  | 8½ из 11  | 1               | 1      |
| 1956      | Москва    | 6  | 0 | 7  | 9½ из 13  | 1               | 2      |
| 1958      | Мюнхен    | 7  | 1 | 4  | 9 из 12   | 1               | 3      |
| 1960      | Лейпциг   | 8  | 0 | 5  | 10½ из 13 | 1               | 1      |
| 1962      | Варна     | 5  | 1 | 6  | 8 из 12   | 1               | 6      |
| 1964      | Тель-Авив | 7  | 1 | 4  | 9 из 12   | 1               | 3      |
|           |           | 39 | 3 | 31 | 75 %      |                 |        |

Сыграл 11 матчей (с Флором, Левенфишем, Бронштейном, Таймановым, Смысловым, Талем и Петросяном) — 4 выиграл, 3 свёл вничью и столько же проиграл, всего набрав 52 % очков. Он хотя бы раз побеждал других чемпионов мира — от Ласкера до Бориса Спасского.
| Год  | Город          | Противник/Турнир | +  | −  | =  | Результат | Итог |
| ---- | -------------- | ---------------- | -- | -- | -- | --------- | --- |
| 1948 | Гаага — Москва | Матч-турнир      | 10 | 2  | 8  | 14 из 20  | Ботвинник победил во всех четырёх мини-матчах и стал 6-м чемпионом мира.                                                          |
| 1951 | Москва         | Бронштейн        | 5  | 5  | 14 | 12 из 24  | Ничья, Ботвинник сохранил титул.                                                                                                  |
| 1954 | Москва         | Смыслов          | 7  | 7  | 10 | 12 из 24  | Ничья, Ботвинник сохранил титул.                                                                                                  |
| 1957 | Москва         | Смыслов          | 3  | 6  | 13 | 9½ из 22  | Поражение, утрата титула. |
| 1958 | Москва         | Смыслов          | 7  | 5  | 11 | 12½ из 23 | Право на матч-реванш — победа и возвращение титула.                                                                               |
| 1960 | Москва         | Таль             | 2  | 6  | 13 | 8½ из 21  | Поражение, утрата титула. |
| 1961 | Москва         | Таль             | 10 | 5  | 6  | 13 из 21  | Право на матч-реванш — победа и возвращение титула.                                                                               |
| 1963 | Москва         | Петросян         | 2  | 5  | 15 | 9½ из 22  | Поражение и утрата титула. Право на матч-реванш было отменено, в 1965 году Ботвинник отказался участвовать в матчах претендентов. |
|      |                |                  | 46 | 41 | 90 | 51,4 %    | |

### Личный счёт с соперниками
Источник.
| Противник                | Период встреч | Количество партий | +  | −  | =  |
| ------------------------ | ------------- | ----------------- | -- | -- | -- |
| Аарон М.                 | 1960—1961     | 2                 | 2  | 0  | 0  |
| Авербах Ю.Л.             | 1943—1955     | 3                 | 1  | 0  | 2  |
| Алаторцев В.А.           | 1931—1945     | 11                | 8  | 0  | 3  |
| Александер К.            | 1936—1958     | 5                 | 3  | 1  | 1  |
| Алехин А.А.              | 1936—1938     | 3                 | 1  | 0  | 2  |
| Антошин В.С.             | 1955          | 1                 | 1  | 0  | 0  |
| Аронин Л.С.              | 1951—1965     | 3                 | 2  | 0  | 1  |
| Багиров В.К.             | 1965          | 1                 | 0  | 0  | 1  |
| Барендрегт И.            | 1966          | 1                 | 0  | 1  | 0  |
| Барца Г.                 | 1952          | 1                 | 0  | 0  | 1  |
| Бауместер Х.             | 1958—1963     | 2                 | 0  | 0  | 2  |
| Беднарский Я.            | 1967          | 1                 | 1  | 0  | 0  |
| Белавенец С.В.           | 1934—1939     | 3                 | 1  | 0  | 2  |
| Бенко П.                 | 1952          | 1                 | 0  | 0  | 1  |
| Бернштейн О.С.           | 1946          | 1                 | 1  | 0  | 0  |
| Бисгайер А.              | 1961          | 1                 | 1  | 0  | 0  |
| Блау М.                  | 1956—1964     | 2                 | 1  | 0  | 0  |
| Блюменфельд Б.М.         | 1931          | 1                 | 1  | 0  | 0  |
| Бобоцов М.               | 1964—1965     | 2                 | 1  | 0  | 1  |
| Богатырчук Ф.П.          | 1927—1935     | 5                 | 0  | 3  | 2  |
| Боголюбов Е.Д.           | 1936          | 1                 | 1  | 0  | 0  |
| Болеславский И.Е.        | 1940—1967     | 13                | 7  | 0  | 6  |
| Бондаревский И.З.        | 1938—1952     | 10                | 3  | 2  | 5  |
| Борисенко Г.К.           | 1955—1964     | 2                 | 0  | 0  | 2  |
| Бронштейн Д.И.           | 1944—1967     | 31                | 7  | 6  | 18 |
| Ван ден Берг, К.         | 1965          | 1                 | 1  | 0  | 0  |
| Ван Схелтинга, Т.        | 1958—1966     | 3                 | 3  | 0  | 0  |
| Вейд Р.                  | 1961          | 1                 | 1  | 0  | 0  |
| Вересов Г.Н.             | 1938—1963     | 4                 | 4  | 0  | 0  |
| Верлинский Б.М.          | 1931—1933     | 2                 | 2  | 0  | 0  |
| Видмар М.                | 1936—1946     | 2                 | 2  | 0  | 0  |
| Вильнер Я.С.             | 1927—1930     | 2                 | 0  | 1  | 1  |
| Геллер Е.П.              | 1951—1967     | 8                 | 1  | 3  | 4  |
| Геребен Э.               | 1952          | 1                 | 1  | 0  | 0  |
| Гимар К.                 | 1946          | 1                 | 1  | 0  | 0  |
| Гипслис А.П.             | 1963—1965     | 2                 | 2  | 0  | 0  |
| Глигорич С.              | 1947—1967     | 9                 | 2  | 2  | 5  |
| Гоглидзе В.А.            | 1931—1935     | 3                 | 2  | 0  | 1  |
| Голомбек Г.              | 1952—1956     | 3                 | 3  | 0  | 0  |
| Григорьев Н.Д.           | 1927—1933     | 4                 | 2  | 0  | 2  |
| Дамянович М.             | 1967          | 1                 | 0  | 1  | 0  |
| Денкер А.                | 1945—1946     | 3                 | 2  | 0  | 1  |
| Доннер И.                | 1958—1967     | 7                 | 4  | 0  | 3  |
| Дример Д.                | 1960          | 1                 | 0  | 0  | 1  |
| Дубинин П.В.             | 1939—1940     | 2                 | 1  | 0  | 1  |
| Дюкштейн А.              | 1958          | 2                 | 1  | 1  | 0  |
| Зубарев Н.М.             | 1933          | 1                 | 1  | 0  | 0  |
| Зёйдема, К.              | 1966          | 1                 | 1  | 0  | 0  |
| Ивков Б.                 | 1960—1967     | 2                 | 0  | 0  | 2  |
| Измайлов П.              | 1929—1931     | 2                 | 0  | 2  | 0  |
| Ильин-Женевский А.Ф.     | 1926—1938     | 13                | 4  | 2  | 7  |
| Кан И.А.                 | 1929—1955     | 17                | 11 | 3  | 3  |
| Капабланка Х. Р.         | 1935—1938     | 7                 | 1  | 1  | 5  |
| Каспарян Г.М.            | 1931—1952     | 4                 | 3  | 0  | 1  |
| Керес П.П.               | 1938—1966     | 19                | 8  | 3  | 8  |
| Кёйперс Ф.               | 1963—1966     | 2                 | 2  | 0  | 0  |
| Кмох Х.                  | 1934          | 1                 | 1  | 0  | 0  |
| Константинопольский А.М. | 1931—1952     | 6                 | 4  | 1  | 1  |
| Корчной В.Л.             | 1952—1960     | 4                 | 1  | 1  | 2  |
| Котов А.А.               | 1939—1967     | 11                | 5  | 1  | 5  |
| Коттнауэр Ч.             | 1946—1952     | 3                 | 3  | 0  | 0  |
| Кристоффель М.           | 1946          | 1                 | 1  | 0  | 0  |
| Куббель А.И.             | 1930—1933     | 3                 | 3  | 0  | 0  |
| Кураица Б.               | 1966          | 1                 | 1  | 0  | 0  |
| Лангевег К.              | 1965          | 1                 | 1  | 0  | 0  |
| Ларсен Б.                | 1956—1967     | 3                 | 2  | 0  | 1  |
| Ласкер Эм.               | 1935—1936     | 4                 | 1  | 0  | 3  |
| Левенфиш Г.Я.            | 1925—1940     | 22                | 8  | 6  | 8  |
| Леман Х.                 | 1967          | 1                 | 0  | 0  | 1  |
| Летелье Р.               | 1964          | 1                 | 1  | 0  | 0  |
| Либерзон В.М.            | 1964—1967     | 3                 | 1  | 0  | 2  |
| Лилиенталь А.А.          | 1934—1945     | 12                | 5  | 2  | 5  |
| Лисицын Г.М.             | 1931—1955     | 14                | 7  | 1  | 6  |
| Ломбарди У.              | 1957—1960     | 2                 | 0  | 0  | 2  |
| Лундин Э.                | 1946—1962     | 4                 | 2  | 0  | 2  |
| Лутиков А.С.             | 1966          | 1                 | 1  | 0  | 0  |
| Мазель И.Я.              | 1931—1938     | 2                 | 2  | 0  | 0  |
| Макогонов В.А.           | 1927—1944     | 8                 | 4  | 1  | 3  |
| Матулович М.             | 1967          | 1                 | 1  | 0  | 0  |
| Медина А.                | 1964—1967     | 2                 | 2  | 0  | 0  |
| Микенас В.И.             | 1940—1955     | 4                 | 2  | 1  | 1  |
| Минев Н.                 | 1954          | 1                 | 1  | 0  | 0  |
| Модель А.Я.              | 1925—1933     | 11                | 4  | 3  | 4  |
| Моисеев О.Л.             | 1951—1952     | 2                 | 2  | 0  | 0  |
| Найдорф М.               | 1946—1958     | 4                 | 2  | 1  | 1  |
| Нежметдинов Р.Г.         | 1959          | 1                 | 0  | 0  | 1  |
| Нейкирх О.               | 1960          | 1                 | 1  | 0  | 0  |
| Ненароков В.И.           | 1927—1933     | 3                 | 1  | 0  | 2  |
| Новотельников Н.А.       | 1947—1951     | 2                 | 2  | 0  | 0  |
| О’Келли А.               | 1946—1967     | 4                 | 2  | 0  | 2  |
| Падевский Н.             | 1956—1962     | 4                 | 2  | 0  | 2  |
| Панов В.Н.               | 1939—1944     | 3                 | 3  | 0  | 0  |
| Пахман Л.                | 1947—1961     | 6                 | 2  | 1  | 3  |
| Пенроуз Д.               | 1951—1966     | 2                 | 2  | 0  | 0  |
| Перес Ф.                 | 1961          | 2                 | 1  | 0  | 1  |
| Петросян Т.В.            | 1951—1967     | 29                | 3  | 6  | 20 |
| Пильник Г.               | 1952          | 1                 | 1  | 0  | 0  |
| Пирц В.                  | 1935—1954     | 2                 | 1  | 0  | 1  |
| Плятер К.                | 1947          | 1                 | 1  | 0  | 0  |
| Полугаевский Л.А.        | 1967          | 1                 | 1  | 0  | 0  |
| Помар А.                 | 1958—1966     | 3                 | 3  | 0  | 0  |
| Порат И.                 | 1954          | 1                 | 0  | 0  | 1  |
| Портиш Л.                | 1960—1967     | 4                 | 1  | 0  | 3  |
| Рабинович И.Л.           | 1926—1939     | 12                | 4  | 3  | 5  |
| Рагозин В.В.             | 1927—1947     | 24                | 12 | 0  | 12 |
| Раузер В.А.              | 1927—1933     | 4                 | 3  | 0  | 1  |
| Решевский С.             | 1936—1955     | 14                | 5  | 2  | 7  |
| Робач К.                 | 1961—1966     | 3                 | 3  | 0  | 0  |
| Романовский П.А.         | 1927—1945     | 16                | 4  | 2  | 10 |
| Рюмин Н.Н.               | 1929—1936     | 8                 | 4  | 1  | 3  |
| Савицкий Л.Я.            | 1930—1933     | 5                 | 4  | 0  | 1  |
| Селезнёв А.С.            | 1927          | 1                 | 0  | 0  | 1  |
| Сергеев А.С.             | 1927          | 1                 | 1  | 0  | 0  |
| Силадьи Д.               | 1966          | 1                 | 1  | 0  | 0  |
| Сили И.                  | 1952          | 1                 | 0  | 1  | 0  |
| Симагин В.П.             | 1943—1964     | 5                 | 1  | 0  | 4  |
| Слива Б.                 | 1952—1964     | 3                 | 2  | 0  | 1  |
| Смыслов В.В.             | 1940—1967     | 97                | 26 | 22 | 49 |
| Созин В.И.               | 1929—1933     | 3                 | 1  | 1  | 1  |
| Спасский Б.В.            | 1955—1966     | 3                 | 1  | 0  | 2  |
| Сокольский А.П.          | 1938—1947     | 3                 | 2  | 0  | 1  |
| Стейнер Г.               | 1946          | 1                 | 1  | 0  | 0  |
| Суэтин А.С.              | 1952          | 1                 | 1  | 0  | 0  |
| Тайманов М.Е.            | 1951—1967     | 12                | 4  | 2  | 6  |
| Таль М.Н.                | 1960—1966     | 44                | 12 | 12 | 20 |
| Татаи С.                 | 1967          | 1                 | 0  | 0  | 1  |
| Толуш А.К.               | 1938—1965     | 8                 | 6  | 1  | 1  |
| Томас Дж.                | 1934—1936     | 2                 | 1  | 1  | 0  |
| Торан Р.                 | 1967          | 1                 | 1  | 0  | 0  |
| Трифунович П.            | 1947—1965     | 2                 | 1  | 0  | 1  |
| Троянеску О.             | 1952          | 1                 | 1  | 0  | 0  |
| Ульман В.                | 1956—1966     | 5                 | 2  | 1  | 2  |
| Унцикер В.               | 1954—1962     | 6                 | 2  | 1  | 3  |
| Файн Р.                  | 1936—1938     | 3                 | 0  | 1  | 2  |
| Филип М.                 | 1956—1962     | 2                 | 1  | 0  | 1  |
| Фишер Р.                 | 1962          | 1                 | 0  | 0  | 1  |
| Флор С.М.                | 1933—1966     | 31                | 5  | 2  | 24 |
| Фрейман С.Н.             | 1927—1933     | 3                 | 2  | 1  | 0  |
| Фурман С.А.              | 1955          | 1                 | 1  | 0  | 0  |
| Хименес Э.               | 1967          | 1                 | 1  | 0  | 0  |
| Холмов Р.Д.              | 1947—1963     | 3                 | 2  | 0  | 1  |
| Цветков А.               | 1947          | 1                 | 1  | 0  | 0  |
| Черняк М.                | 1956—1966     | 2                 | 1  | 0  | 1  |
| Чеховер В.А.             | 1931—1945     | 9                 | 6  | 0  | 3  |
| Чокылтя В.               | 1956—1965     | 3                 | 3  | 0  | 0  |
| Шмид Л.                  | 1960—1965     | 3                 | 1  | 1  | 1  |
| Шпильман Р.              | 1935          | 1                 | 1  | 0  | 0  |
| Штальберг Г.             | 1935—1956     | 5                 | 4  | 0  | 1  |
| Штейн Л.З.               | 1963—1966     | 4                 | 1  | 1  | 2  |
| Штольц Г.                | 1926—1946     | 3                 | 2  | 0  | 1  |
| Эйве М.                  | 1934—1954     | 12                | 2  | 2  | 8  |
| Элисказес Э.             | 1936—1964     | 4                 | 1  | 0  | 3  |
| Юдович М.М.              | 1931—1966     | 6                 | 4  | 0  | 2  |
| Яновский Дэн.            | 1946—1964     | 2                 | 1  | 1  | 0  |

## Отношения с властями
В 1925 году в Политбюро ЦК ВКП(б) Сталин высказался в поддержку проведения московского шахматного турнира, хотя оппоненты указывали на большие расходы. Вторая жена Капабланки О. Е. Капабланка-Кларк сообщила Александру Сизоненко в 1991 году, что после московского турнира 1936 муж рассказывал ей, будто во время игры за ним из-за портьеры наблюдал Сталин. После тура Капабланку представили Сталину, где он пожаловался, что советские участники играют с ним в полную силу, а с лидером турнира Ботвинником — нет. Сталин заявил, что такого больше не будет. После этого ситуация, со слов Капабланки, резко изменилась. The New York Times опубликовала письмо Капабланки-Кларк, в котором она подтверждает достоверность этой истории в письменном виде.
По словам Ботвинника, скорее всего, опирающегося на рассказ Капабланки, Сталин имел длительную беседу с кубинцем — он интересовался его мнением об игре советских шахматистов, в первую очередь Ботвинника. На вопрос Сталина, может ли Ботвинник стать чемпионом мира, Капабланка ответил утвердительно.
В 1935 и 1936 годах Алехин отправил в Москву письма, в которых сожалел о своих ошибках по отношению к советской власти. В искренность его раскаяния Сталин не верил, к тому же ему нужен был другой чемпион — молодой, воспитанный именно советской властью, идейный коммунист — такого человека он видел в Ботвиннике. Его Сталин поддерживал до самой своей смерти.
В 1936 году Ботвинник разделил с Капабланкой 1-е место на турнире в Ноттингеме, в ноябре 1938 года занял 3-е место на АВРО-турнире. После этого советская пресса стала приравнивать его к Валерию Чкалову, Алексею Стаханову и Ивану Папанину. Ботвинник провёл переговоры с Алехиным по поводу их матча, и, вернувшись домой, получил одобрение своей инициативы от советского правительства. Подписывал телеграмму об одобрении проведения матча Молотов: «Если решите вызвать Алехина на матч, желаем вам полного успеха. Остальное нетрудно обеспечить». Ботвинник считал, что текст телеграммы написал Сталин. Матч не состоялся из-за начала Второй мировой войны, а в 1946 году Алехин умер.
В 1940 году Ботвинник вступил в ВКП(б), ему покровительствовал нарком юстиции СССР Крыленко.
Во время отдыха между первым и вторым кругом матча-турнира 1948 года Ботвинник был вызван на заседание секретариата ЦК КПСС с участием Андрея Жданова, Климента Ворошилова и Михаила Суслова. Жданов сказал: «Мы опасаемся, что чемпионом мира станет Решевский. Как бы вы посмотрели, если бы советские участники проиграли вам нарочно?». Ботвинник сначала отказался, но позже сказал, что вопрос открыт, и понадеялся, что «этого не понадобится».
В 1953 году, когда собирали подписи известных евреев по поводу Дела врачей, Ботвинник не стал её ставить.

## Семья
Отец — зубной техник Моисей Гиршович (Лейбович) Ботвинник (родился в 1878 году в деревне Кудрищино Минской губернии, из семьи арендатора), состоял в РСДРП, работал в подпольной типографии Бунда и в 1903 году был арестован в Ростове-на-Дону при переправке нелегальной литературы. С 1923 года и до конца жизни Моисей Львович Ботвинник работал зубным техником в Центральной зуботехнической лаборатории Северо-Западной железной дороги в Ленинграде.
Мать — дантистка Шифра (Серафима) Самойловна Рабинович (родилась в 1876 году в Креславке Витебской губернии, из семьи частного поверенного Самуила Залмановича Рабиновича, скончалась в 1952 году в Москве) — тоже состояла в меньшевистской РСДРП, в 1905 году была на два года выслана в Сибирь по делу Бунда.
Старший брат — Исаак (Ися) Моисеевич Ботвинник (погиб на фронте 17 сентября 1941 года в деревне Петро-Славянка) — начальник цехов спецустройств и контактной сети Лентрамвая, руководил созданием первой в Ленинграде системы уличных светофоров. Сестра Мария (умерла 13 марта 2011 года в 90 лет).
Жена (с 1935 года) — балерина театра оперы и балета им. Кирова Гаянэ Давидовна Ботвинник (1914—1987; урождённая Ананова), сестра отца ювелира Андрея Ананова. Дочь — Ольга Михайловна Фиошкина (род. 1942, Пермь). Внуки — Фиошкин Георгий (Юрий) Андреевич и Елена (родилась 12 февраля 1968).
Двоюродные родственники: брат — Исаак Моисеевич Рабинович (1911—1977, рижский математик), шахматист Юлий Яковлевич Ботвинник (чемпион Львова 1946). Двоюродный брат — двоюродный племянник — Игорь Юльевич Ботвинник (1950—2011) — международный арбитр по шахматам. Двоюродные племянники (сын двоюродной сестры Ботвинника по материнской линии — патологоанатома Лии Александровны Рабинович) — математик Михаил Леонидович Громов и Александр Жанович Бергман, (1925—2016, внук тёти Ботвинника по материнской линии Софьи Самуиловны Рабинович — адвокат и общественный деятель).

## Память

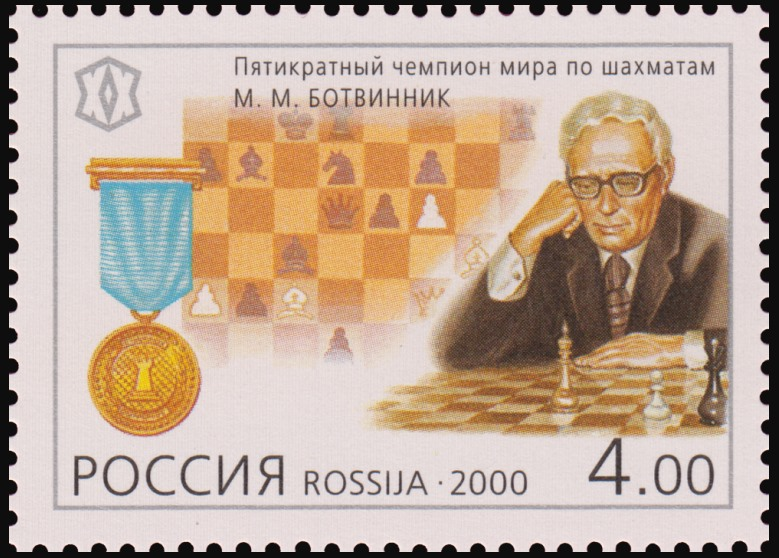
Почтовая марка России, 2000

Геннадий Сосонко: «Михаил Ботвинник с его идеями более чем полувековой давности сквозь размолвки и ссоры, годы и смерть строго смотрел на своего ученика. Его жизнь вместила в себя важнейшие события этого жестокого уходящего века: обе мировые войны, выход человека в космос, наконец, образование и распад удивительного, ни на что не похожего государства, шахматным символом которого он являлся».

Каспаров: «Несомненно, Ботвинник придерживался классических взглядов на шахматное искусство. Он был достойным наследником великих предшественников — Ласкера, Капабланки и Алехина. В его игре прослеживалась ясная стратегическая идея. По характеру он был исследователем, и в основе его подхода к шахматному творчеству лежал поиск истины. В годы, когда ещё не существовало компьютеров, Ботвинник своими глубокими анализами предвосхитил то направление современных шахмат, которое широко использует накопление и обобщение информации при помощи компьютерной техники».

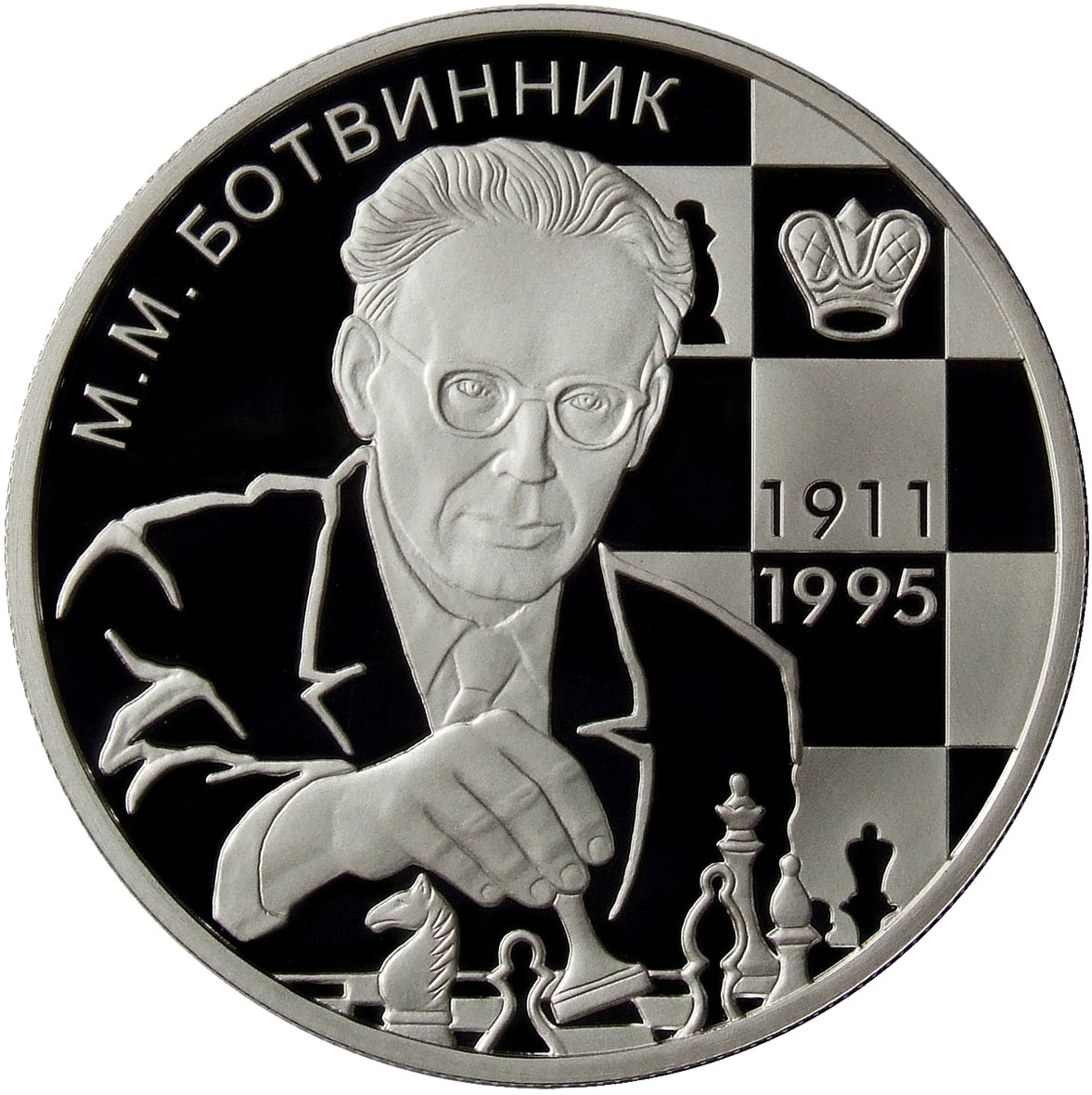
Серебряная памятная монета Банка России

Корчной: «У Ботвинника был очень боевой стиль игры. Он старался искать борьбу любым цветом и против любого противника. И он действительно находил возможности бороться и побеждать — и чемпионов мира, и сильнейших гроссмейстеров Советского Союза и Запада».
В 2011 году была выпущена памятная серебряная монета «100-летие со дня рождения шахматиста М. М. Ботвинника» номиналом два рубля из серии «Выдающиеся личности России». Почта России в 2000 году, из серии Россия XX век, спорт, выпустила марку, посвящённую Ботвиннику.
Мемориальная доска с изображением Ботвинника в Главном Здании Санкт-Петербургского политехнического университета Петра Великого.
Мемориальная доска с барельефом была открыта 4 сентября 2011 года в Центральном Доме шахматиста в честь столетнего юбилея Михаила Ботвинника.
Именем Ботвинника назван самолёт Боинг-737 авиакомпании «Аэрофлот».

## Награды
В 1935 году Ботвиннику подарили автомобиль.
По окончании турнира Ноттингем 1936 ЦИК СССР наградил Ботвинника Орденом «Знак Почёта» за «выдающиеся достижения в области шахматного искусства». Ещё раз Ботвинник получил тот же орден в 1945 году.
После матча за звание чемпиона мира в 1957 году Ботвинника и Смыслова наградили Орденами Ленина.
После победы в матче-реванше над Михаилом Талем Ботвинник получил Орден Трудового Красного Знамени за «выдающиеся спортивные достижения и заслуги в развитии советской шахматной школы».
Ботвинник также получал другие награды: заслуженный мастер спорта СССР (1945), отличник физической культуры (1948), заслуженный работник культуры РСФСР (1971), орден Октябрьской Революции (1981),заслуженный деятель науки и техники РСФСР (1991) и медаль «За трудовое отличие».